# 日本の自動車技術330選
日本の自動車技術330選（にほんのじどうしゃぎじゅつ330せん）は、公益社団法人自動車技術会の自動車技術史委員会が「後世に語り継ぐべき特長を持った故実」を選定したものである。1998年度に自動車技術148選、2000年度に180選、2007年度に240選、2017年度に330選がまとめられた。
本記事における車名や技術等の名称は、自動車技術会が公開しているページに揃えて表記する。ただし、車名の前に製作者（社）名をつけて扱う際に空白がある場合は、ウィキペディア日本語版の慣習に従って中黒（・）をつけて繋げている（プロジェクト:乗用車#スタイルマニュアルを参照）。また競技車両については、同ページに合わせる形で「乗用車」として記載する。

## 分野別の一覧

### 乗用車（1907年 - 1956年）
- 1907年 タクリー号
- 1916年 アロー号
- 1917年 三菱・A型
- 1923年 オートモ号車
- 1932年 ダットサン 11型フェートン
- 1932年 ローランド（筑波）号
- 1936年 くろがね製 95式軍用四輪起動車
- 1936年 トヨダ・AA型
- 1937年 オオタ・OD型
- 1938年 ニッサン乗用車70型
- 1947年 たま電気自動車
- 1947年 トヨペット・SA型
- 1953年 いすゞ・ヒルマンミンクスPH10型
- 1953年 ダットサン・DB-5型（英語版）
- 1953年 日野ルノー・PA型
- 1954年 プリンス・セダンAISH-2型
- 1955年 スズライトSS
- 1955年 トヨペット・クラウンRS型

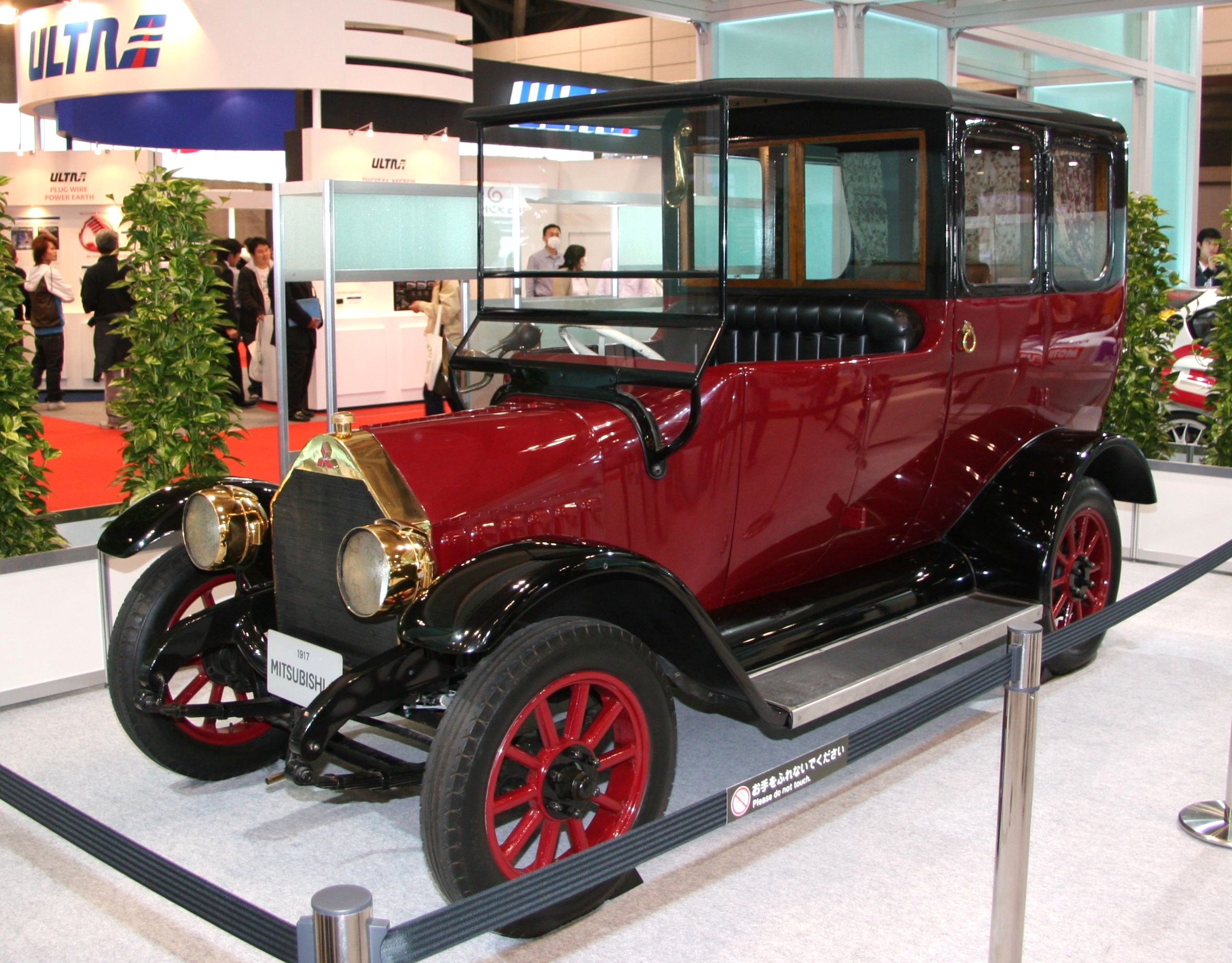
三菱・A型（復元）
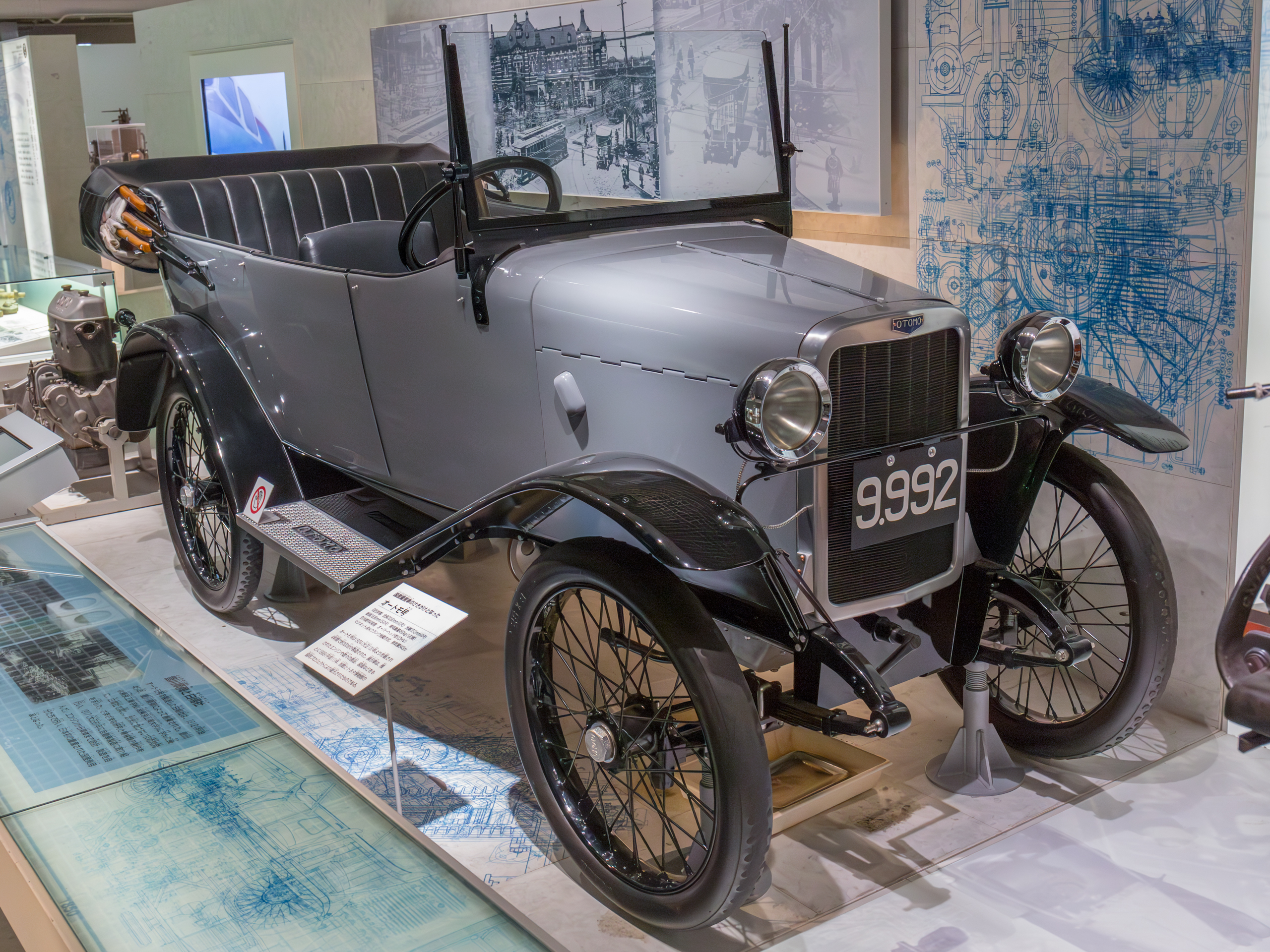
オートモ号（復元）
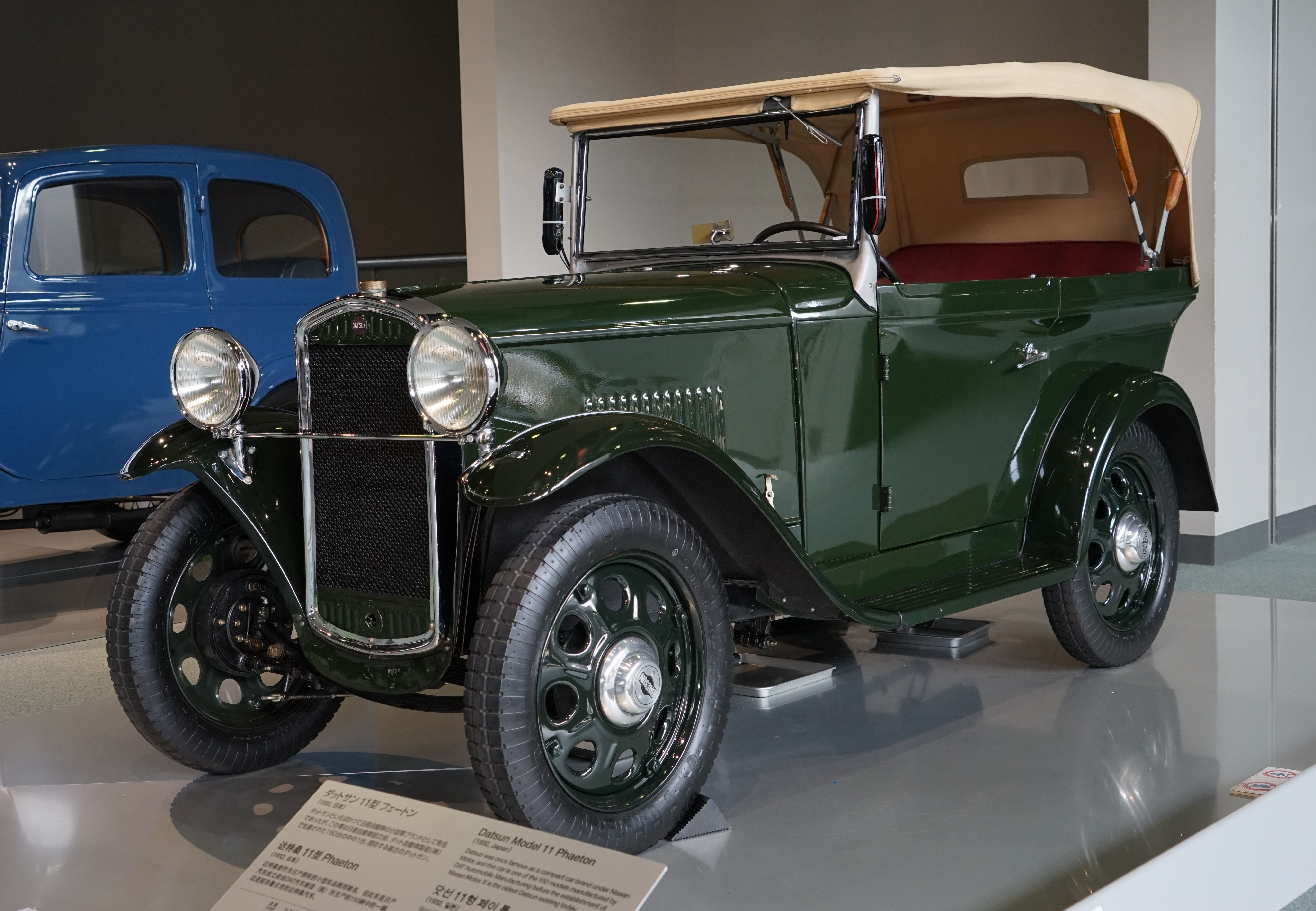
ダットサン・11型フェートン（復元）
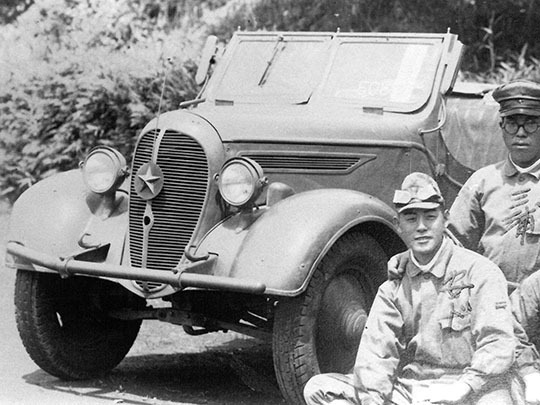
くろがね製 95式軍用四輪起動車
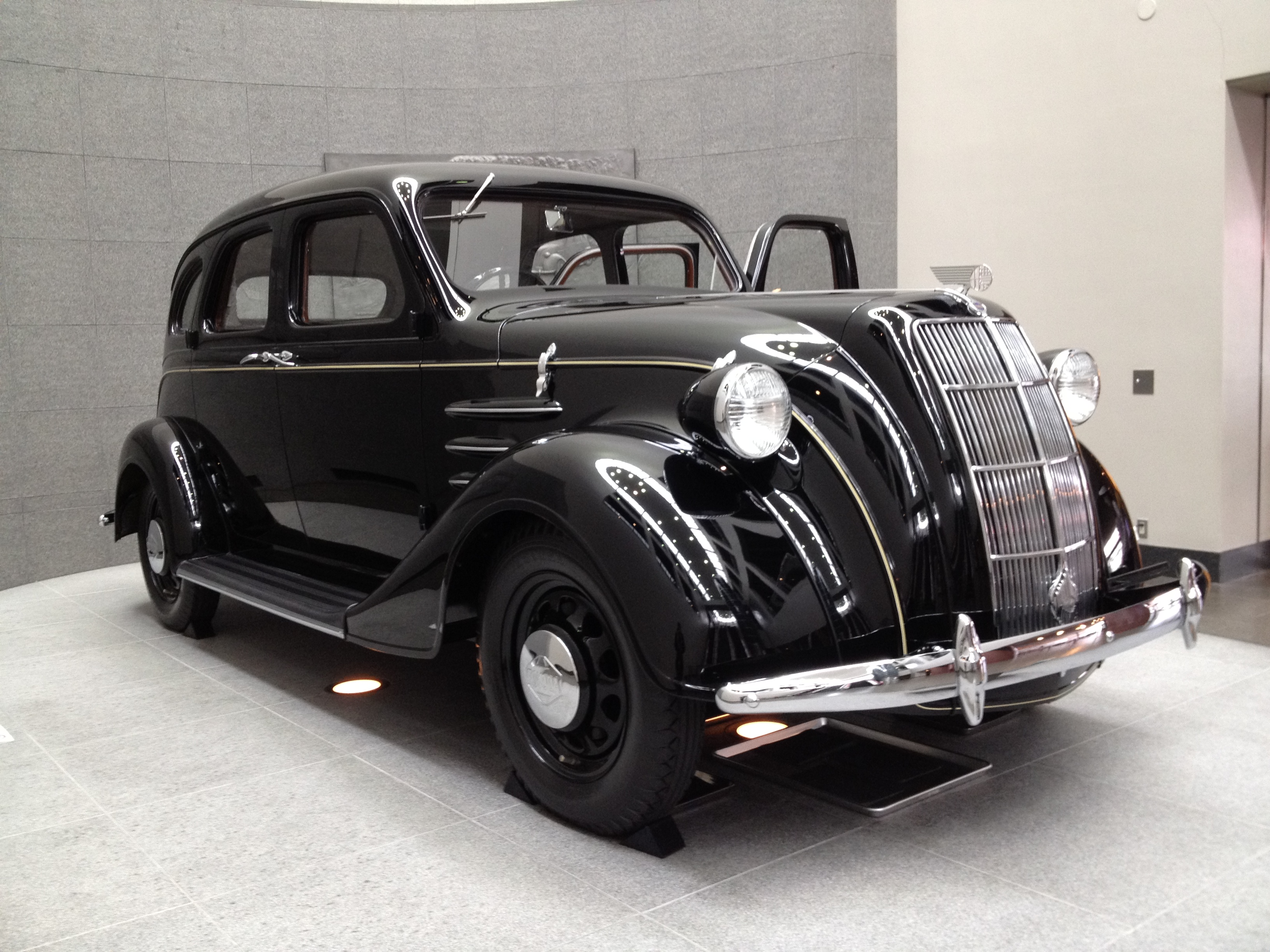
トヨダ・AA型（復元）
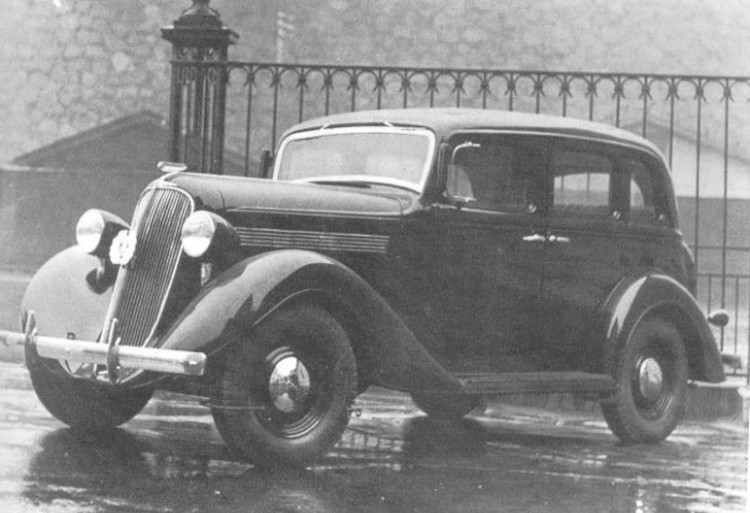
ニッサン乗用車70型
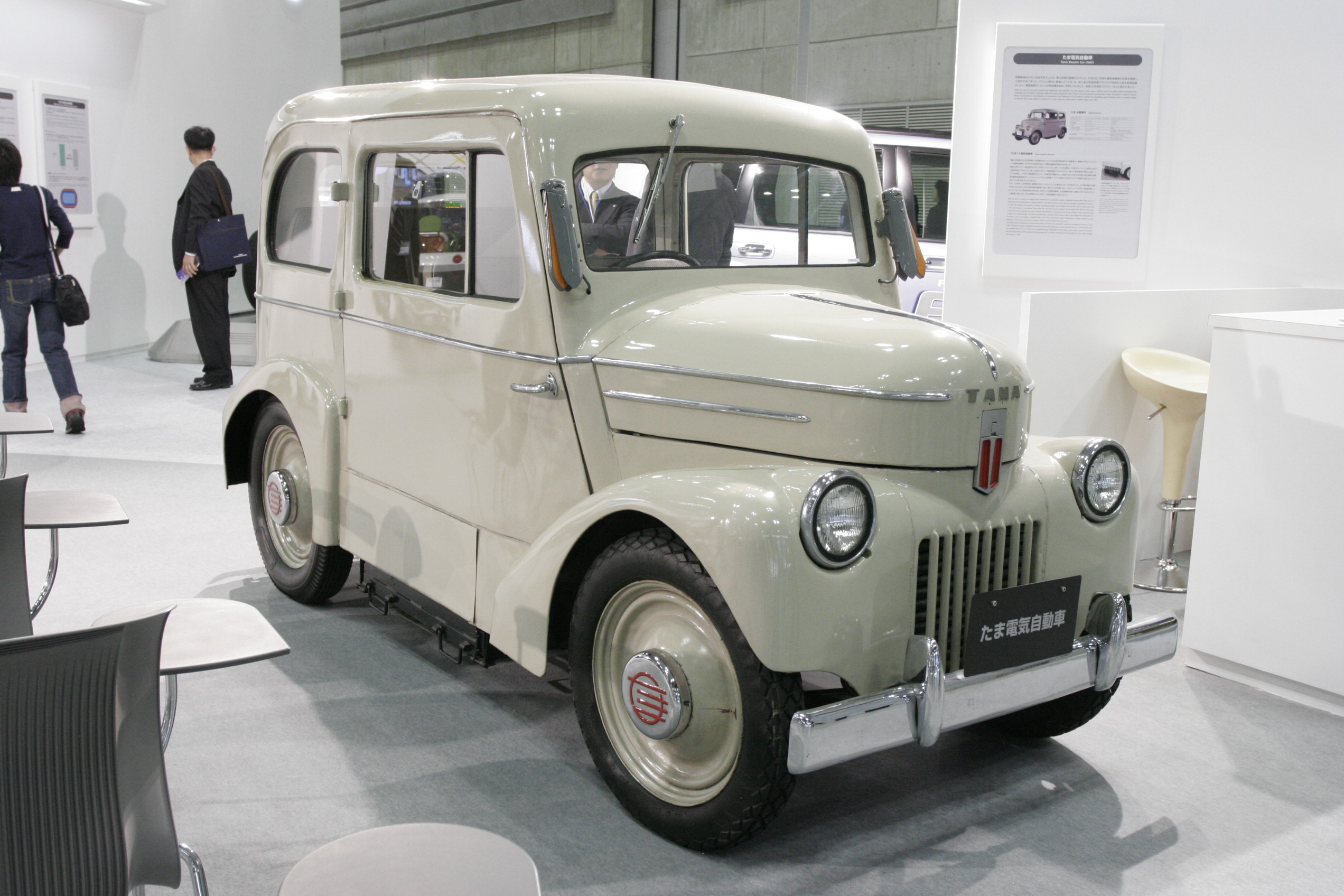
たま電気自動車
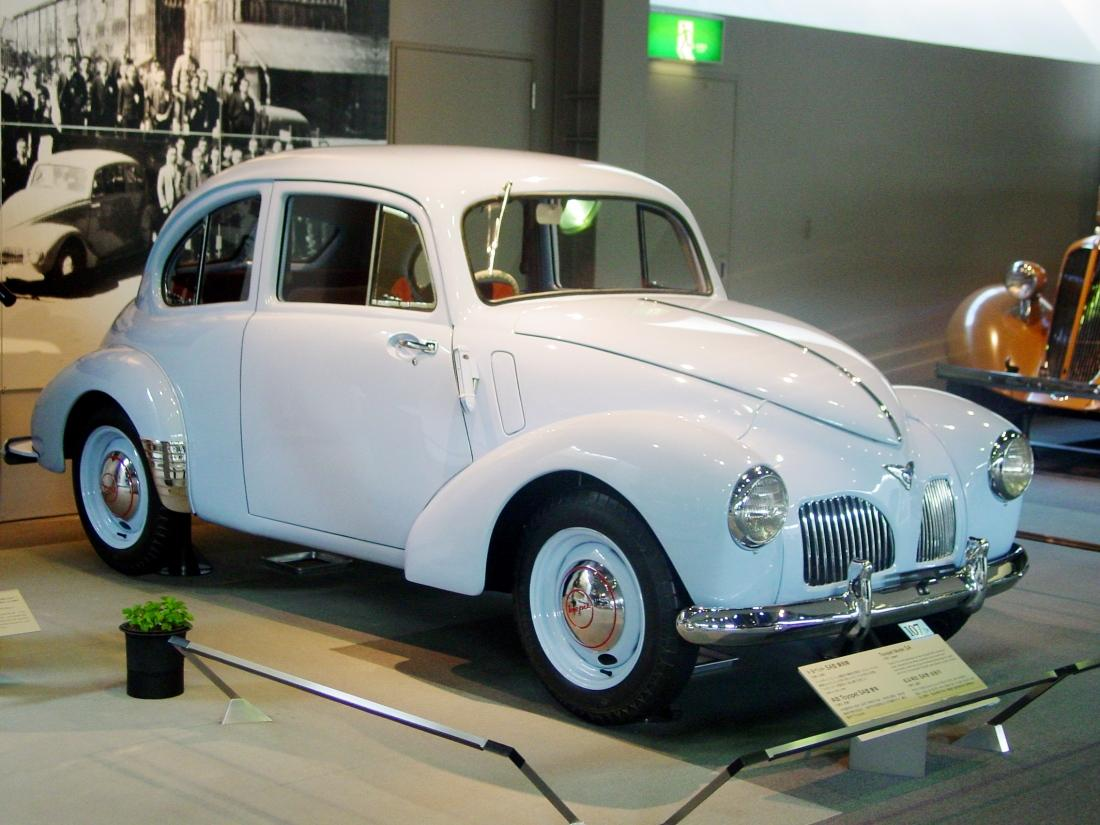
トヨペット・SA型
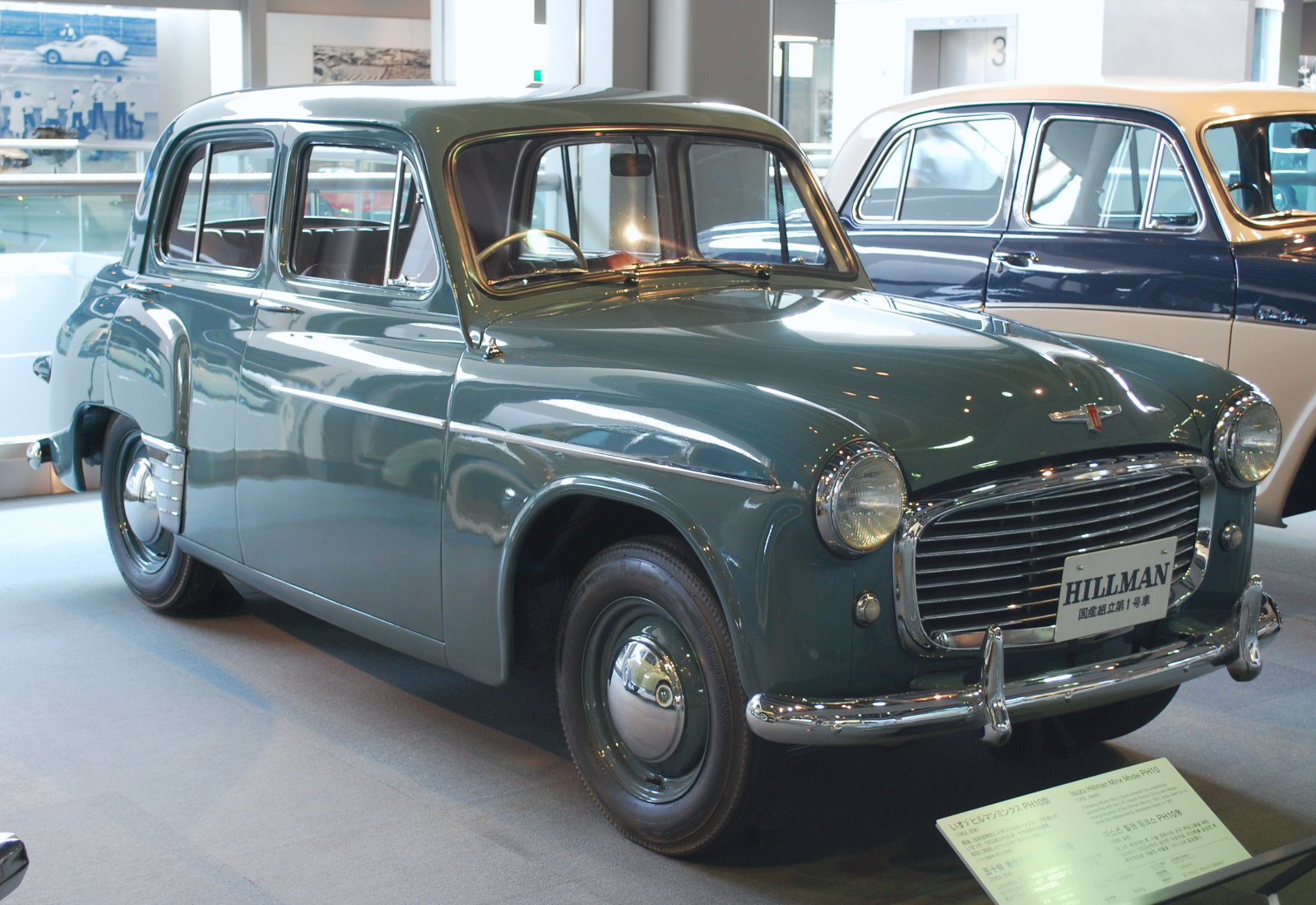
いすゞ・ヒルマンミンクスPH10型
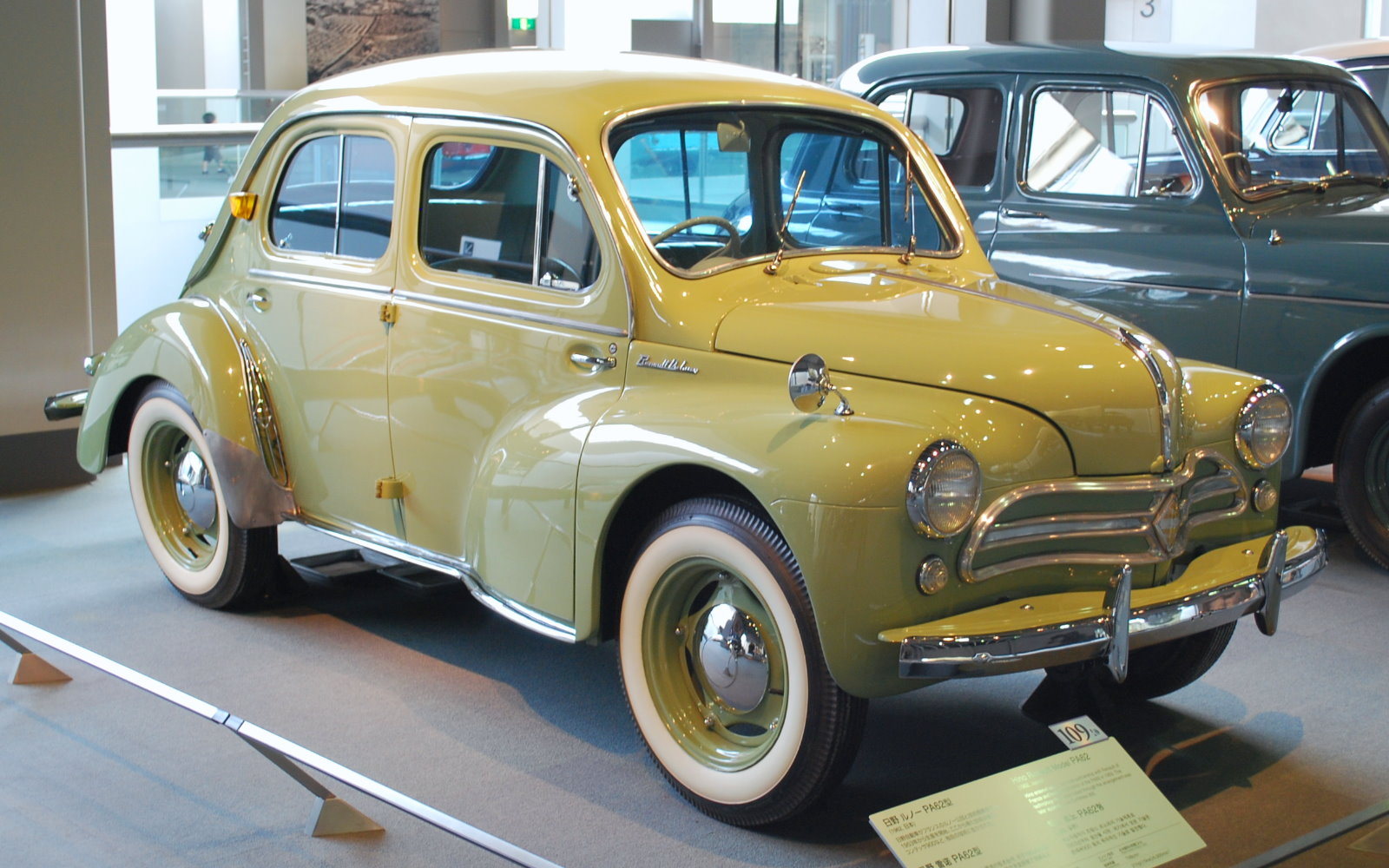
日野ルノー・PA型
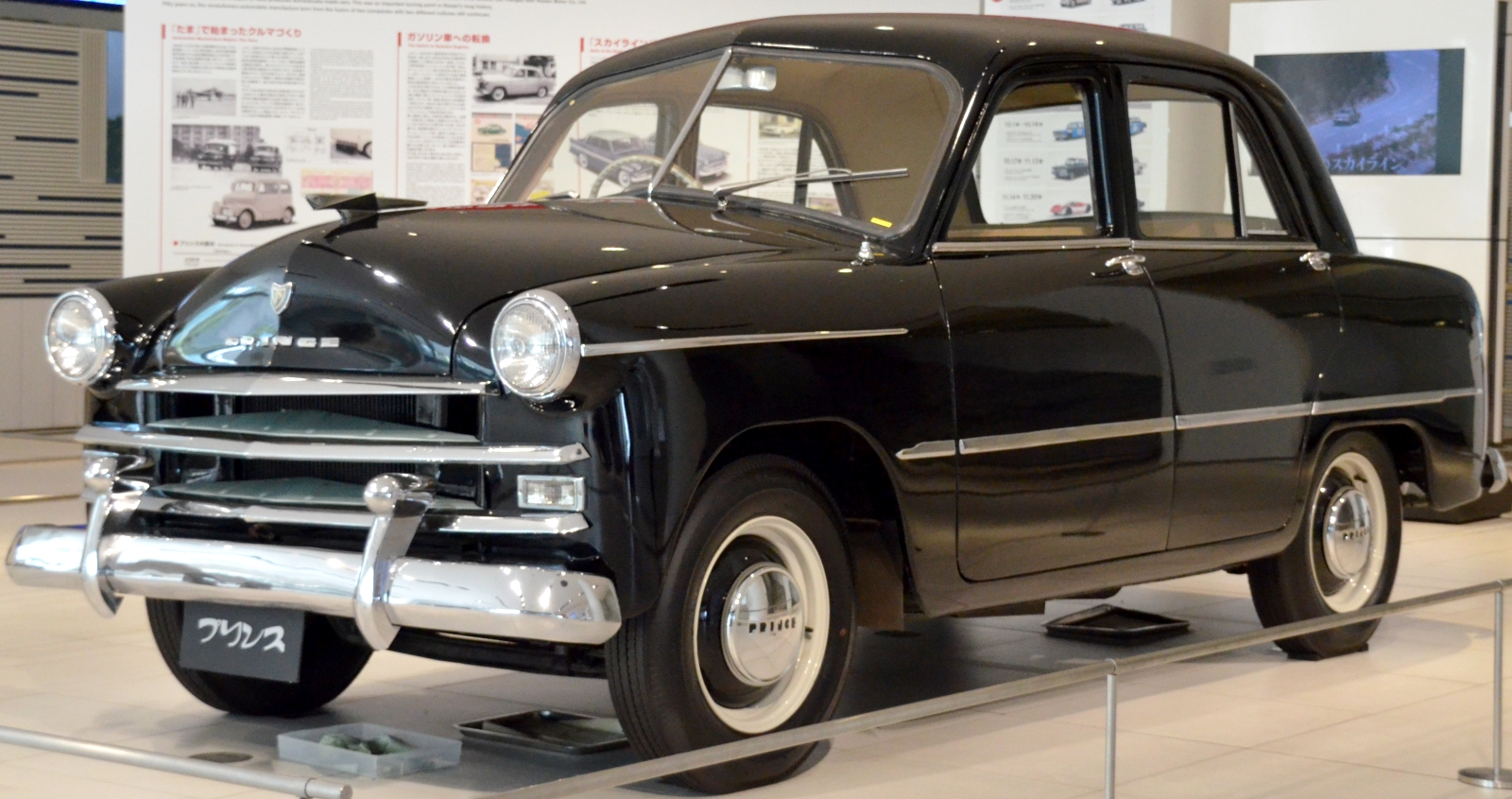
プリンス・セダンAISH-2型
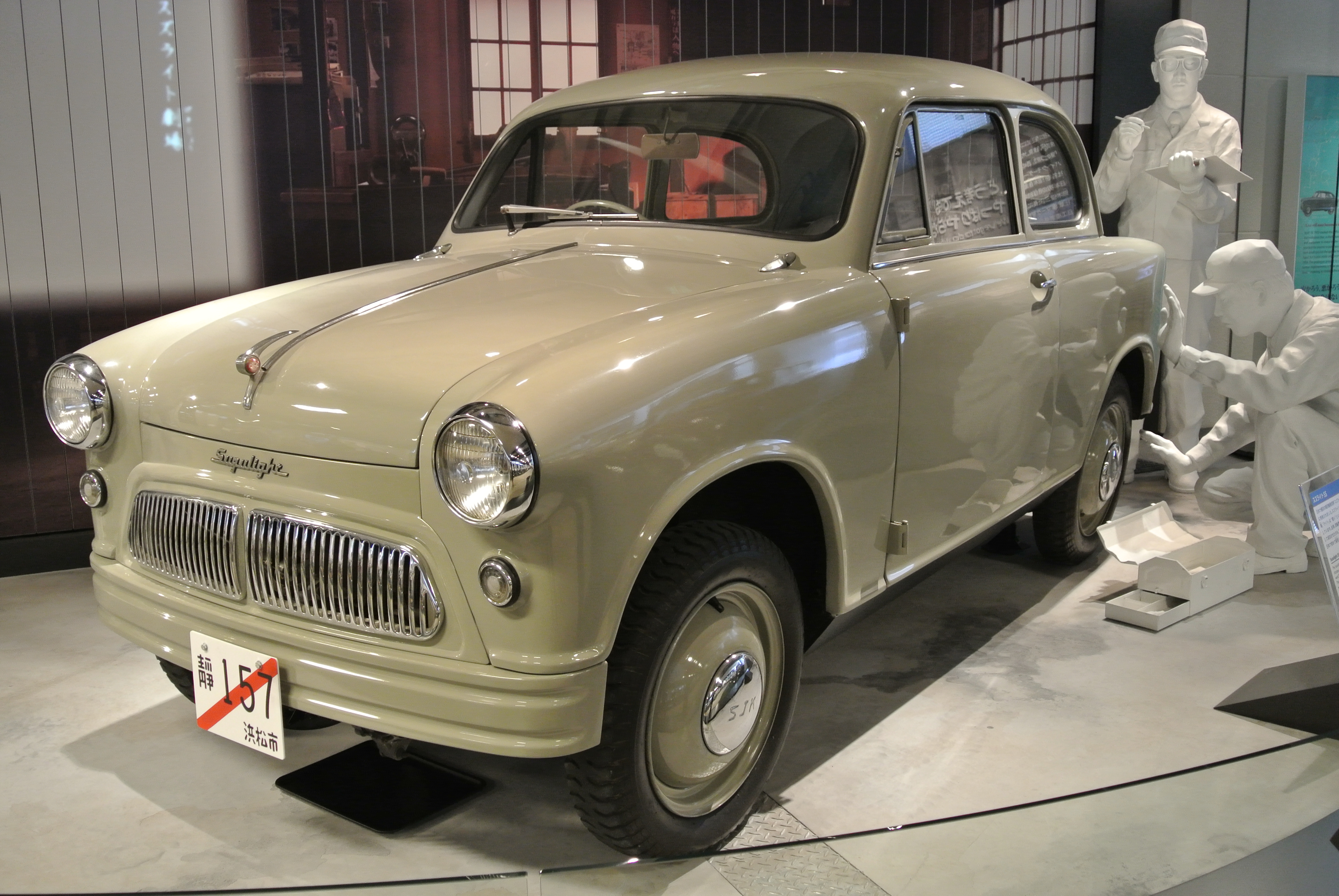
スズライトSS
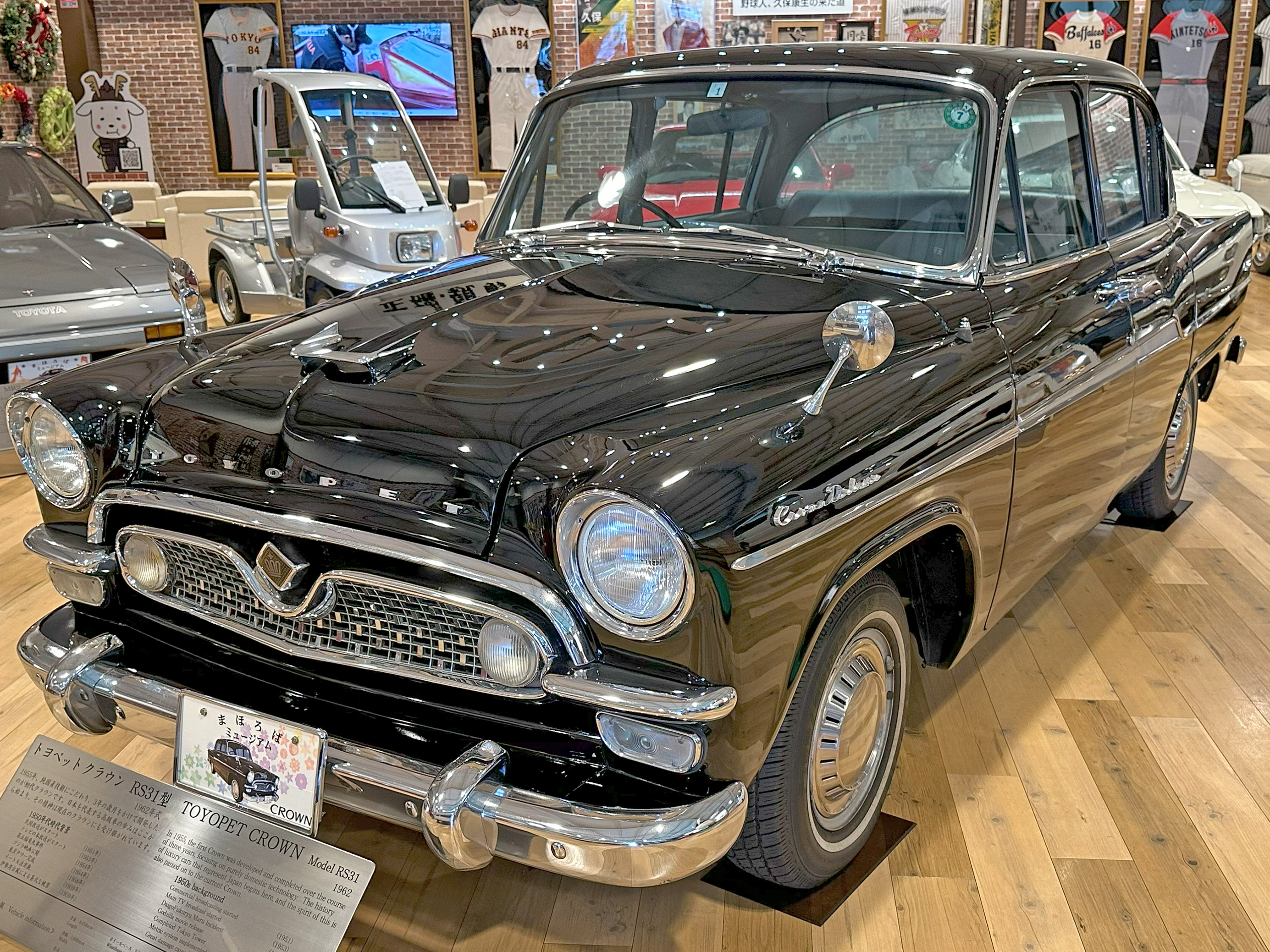
トヨペット・クラウンRS型

### 乗用車（1957年 - 1964年）
- 1957年 プリンススカイラインALSID-1型
- 1958年 スバル・360 K111型
- 1960年 オースチンA50ケンブリッジサルーンB131型
- 1960年 マツダ・R360クーペ
- 1960年 三菱500 A10型
- 1961年 ニッサン・セドリックG30型
- 1961年 パブリカUP10
- 1961年 日野・コンテッサ900 PC10
- 1961年 ブルーバードP311型
- 1962年 いすゞ・ベレルPSD10型
- 1962年 ダットサンフェアレディ SP310型
- 1962年 マツダ・キャロル360
- 1963年 ホンダ・スポーツS500
- 1964年 いすゞ・ベレット1600GT PR90型
- 1964年 トヨペット・コロナRT40
- 1964年 プリンス・スカイライン2000GT S54型
- 1964年 ホンダ・RA271
- 1964年 マツダファミリア・800セダン
- 1964年 三菱・デボネア

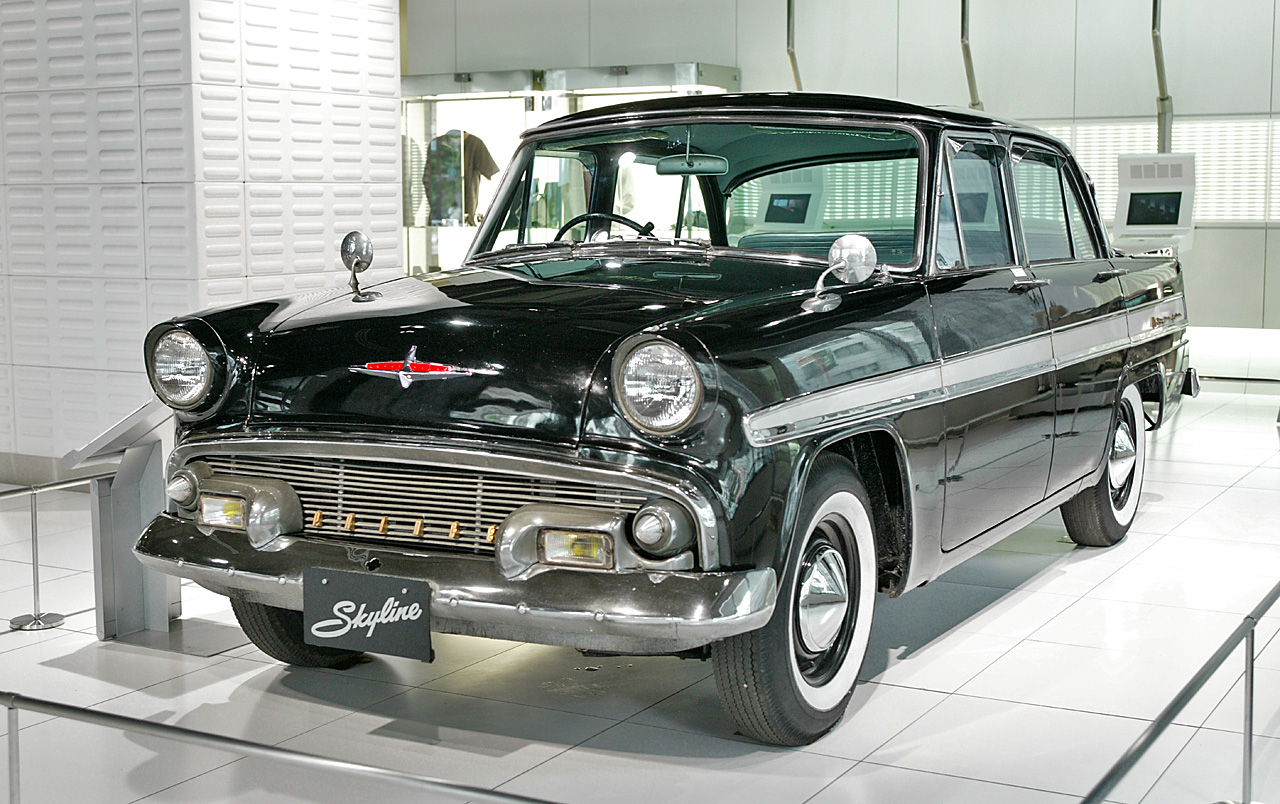
プリンススカイラインALSID-1型
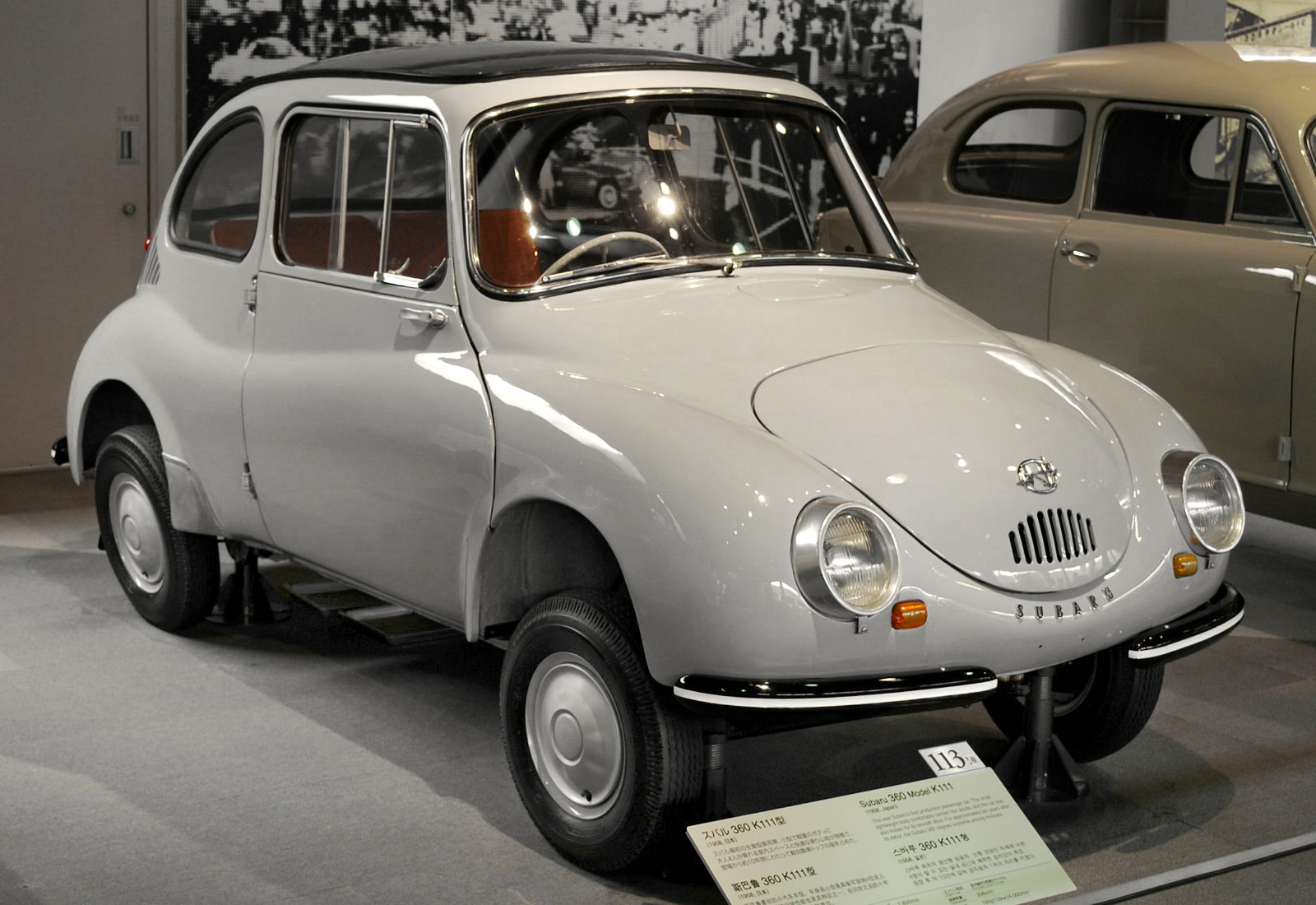
スバル・360 K111型
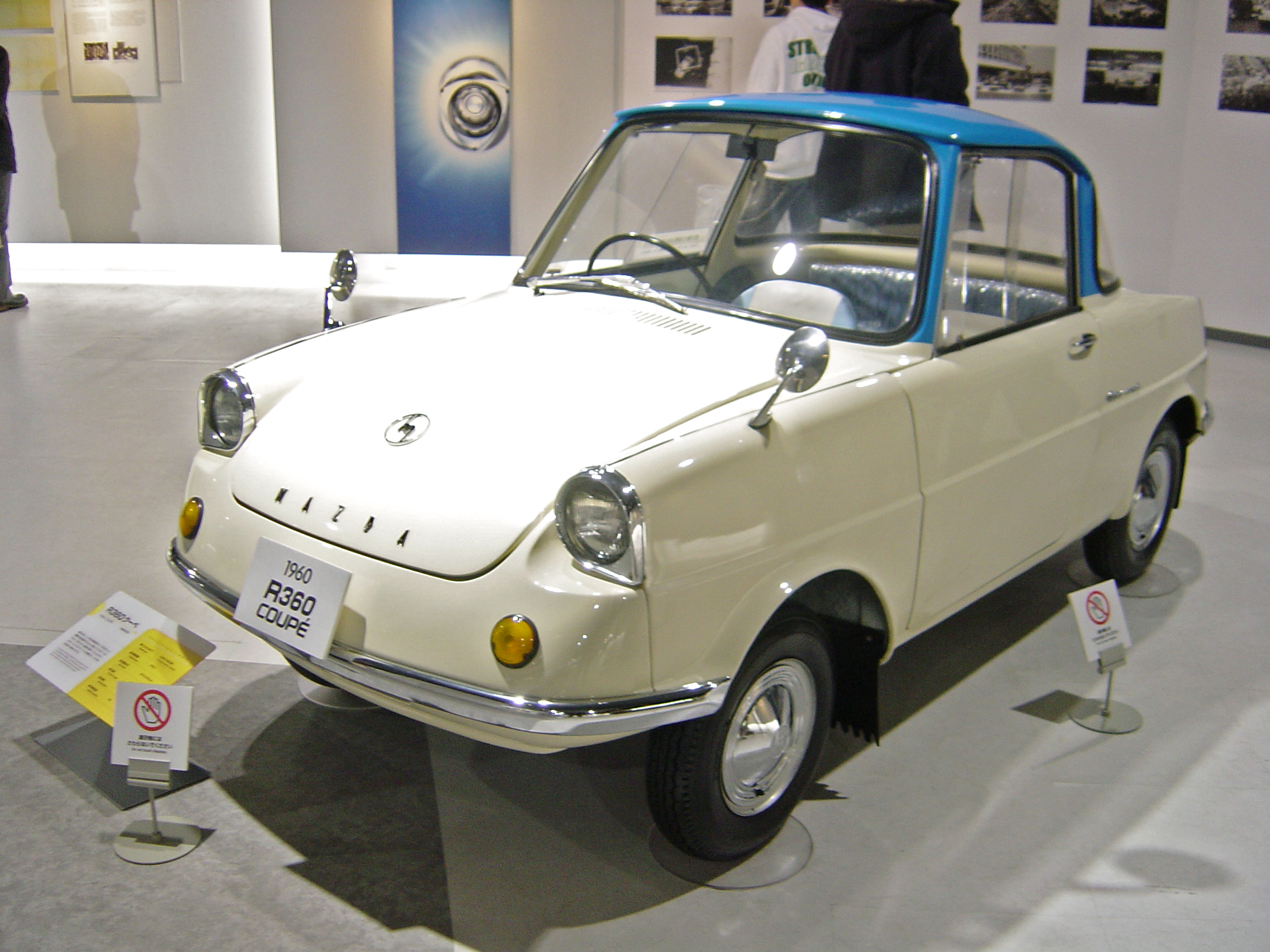
マツダ・R360クーペ
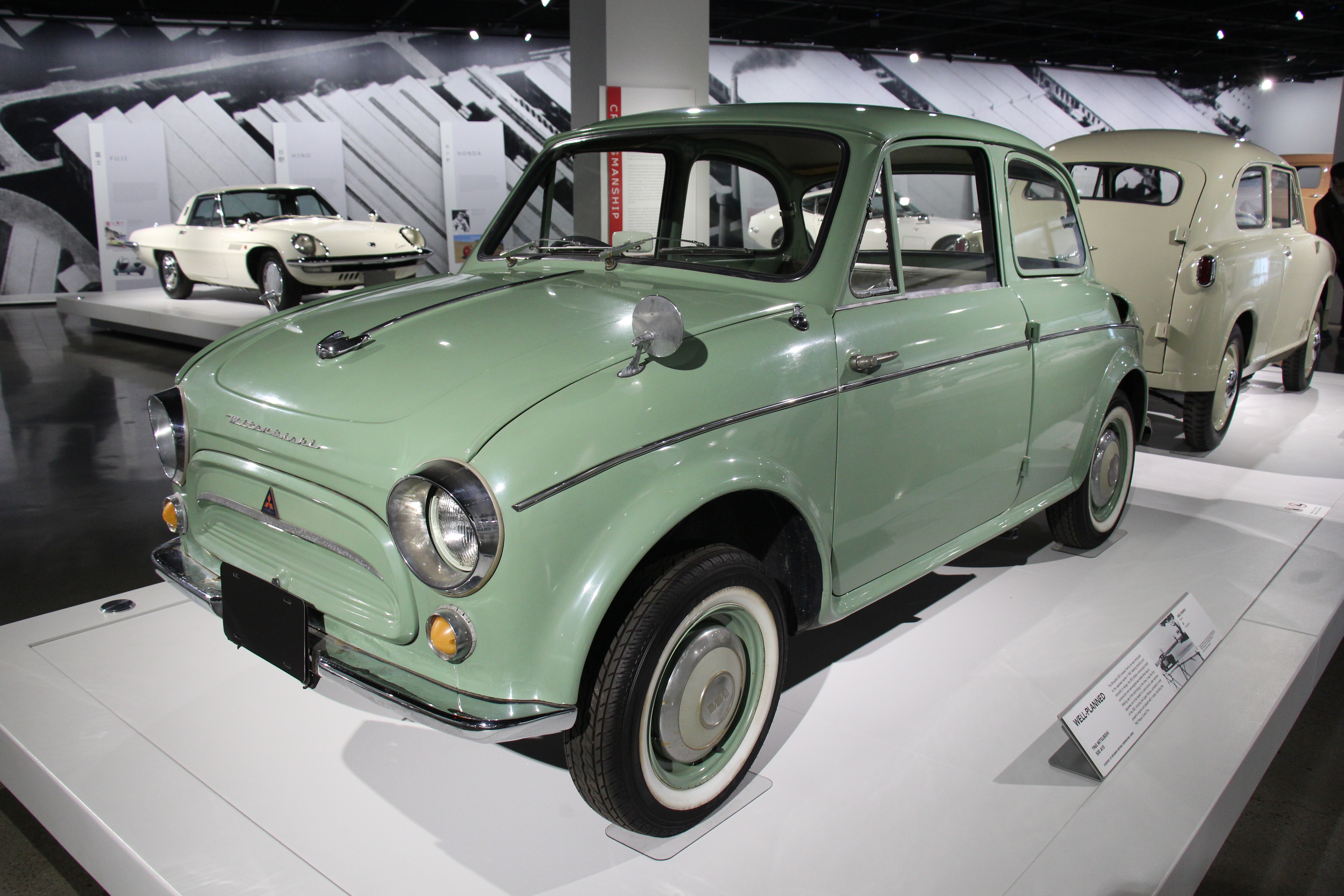
三菱500 A10型
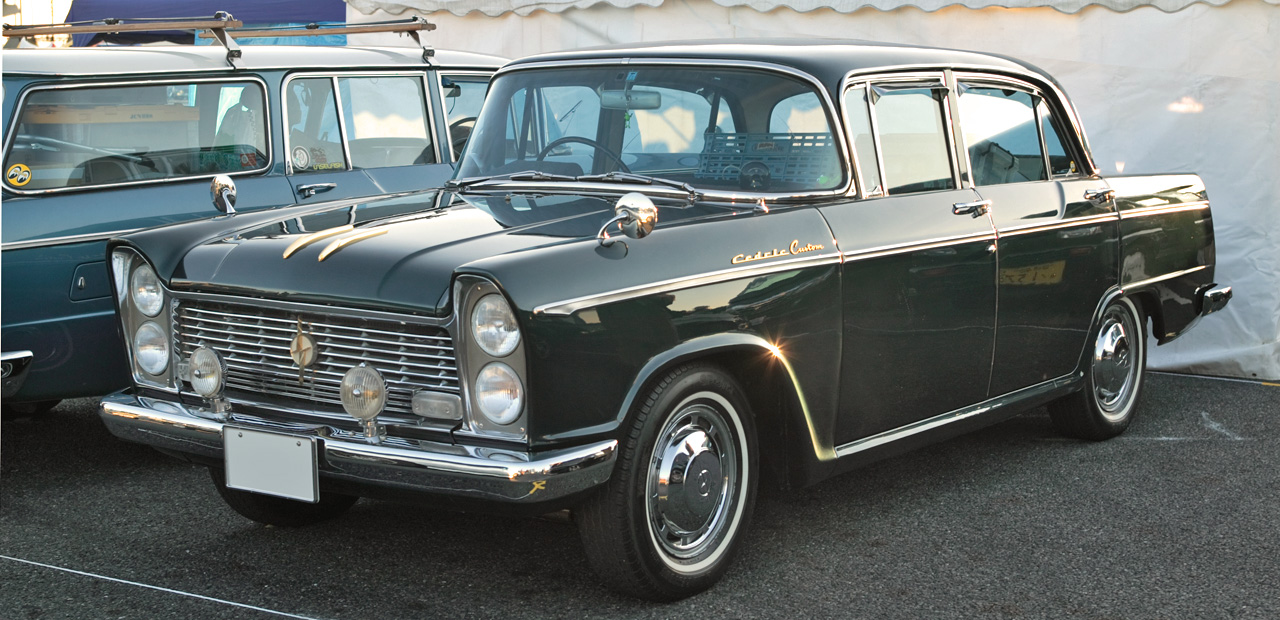
ニッサン・セドリックG30型
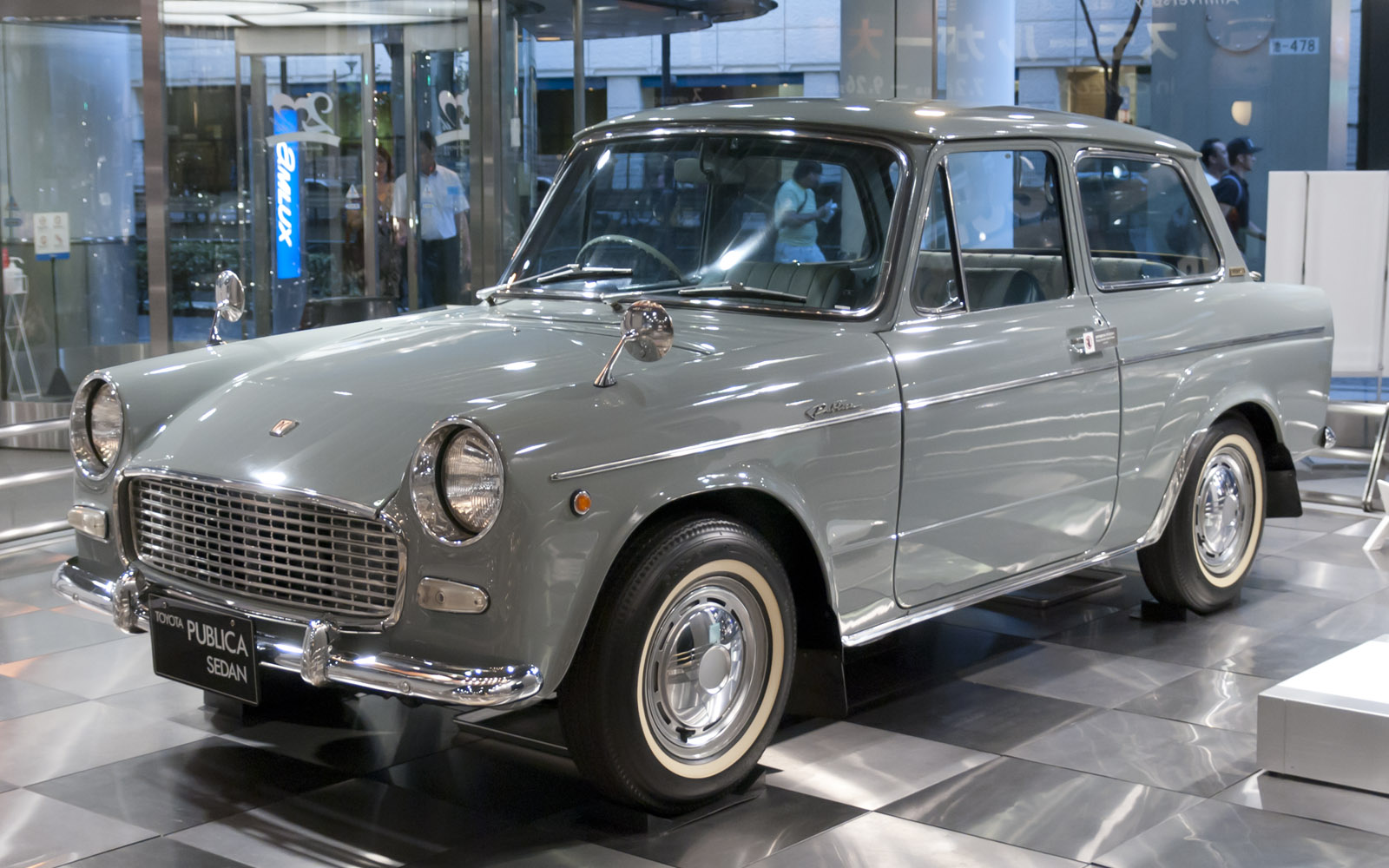
パブリカUP10D
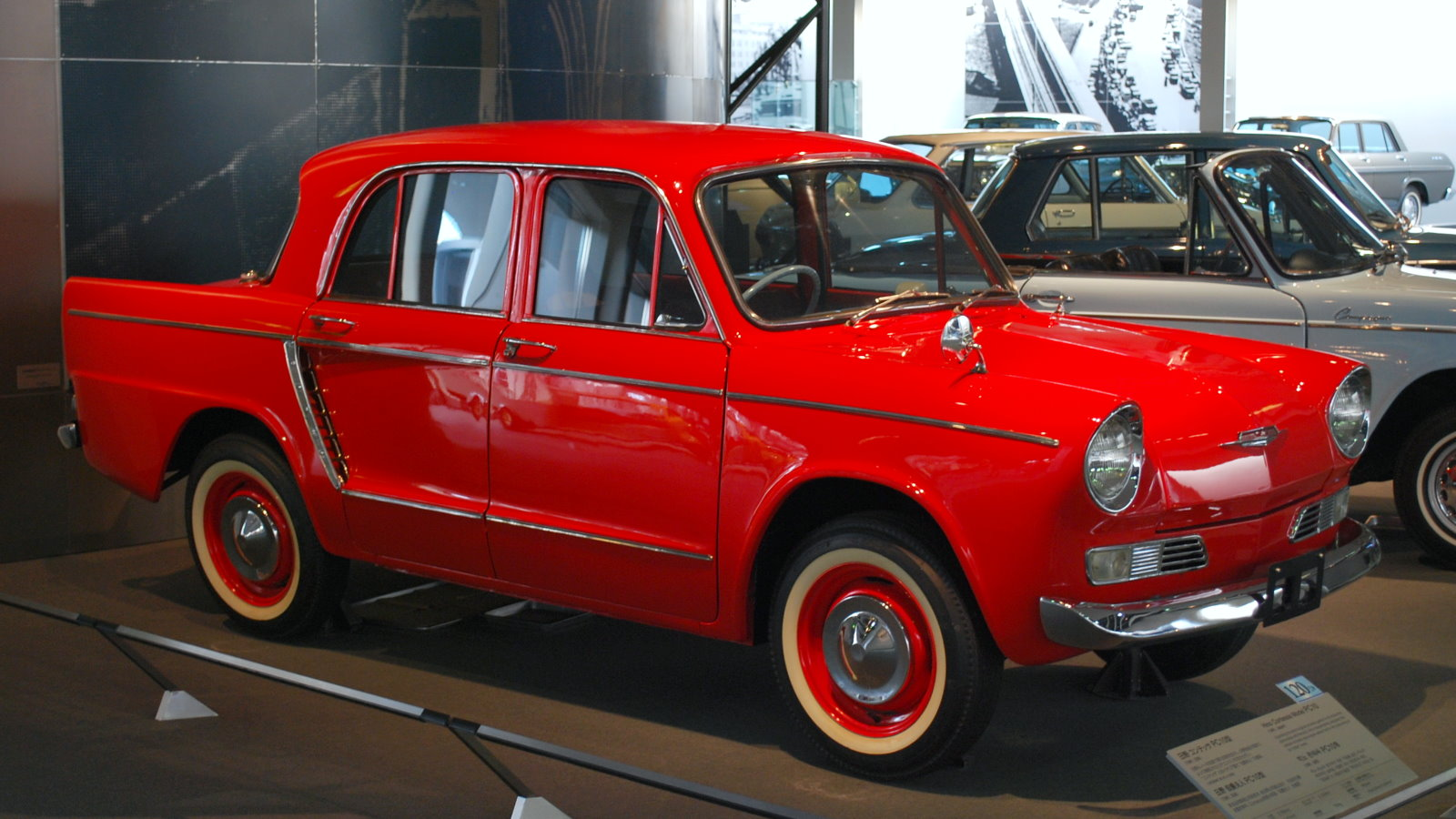
日野・コンテッサ900 PC10
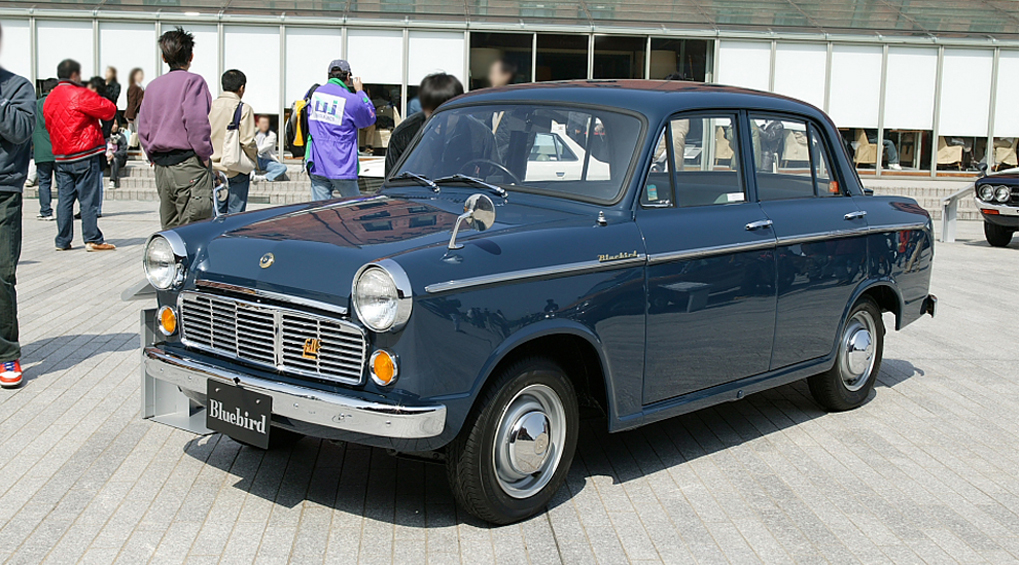
ブルーバードP311型
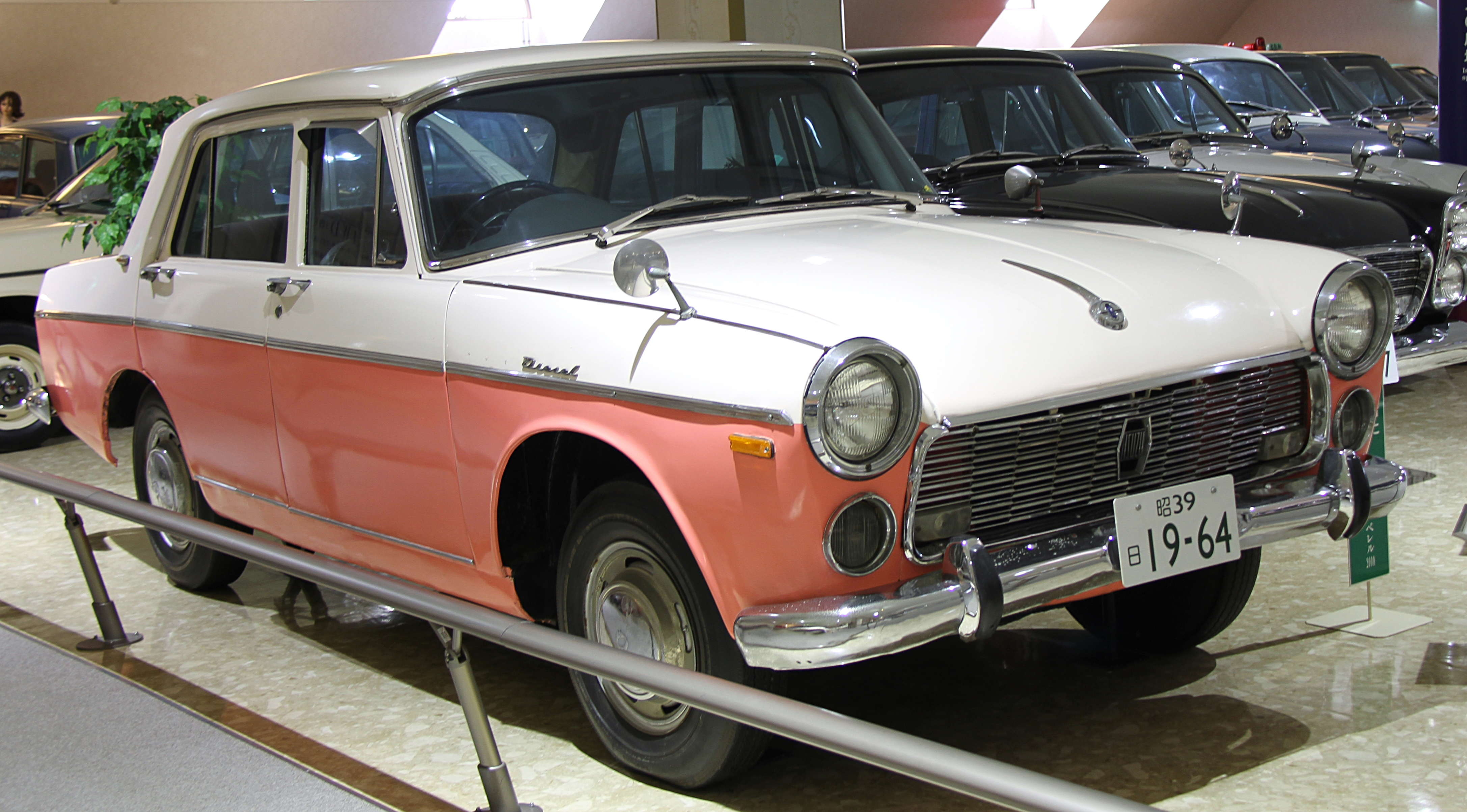
いすゞ・ベレルPSD10型
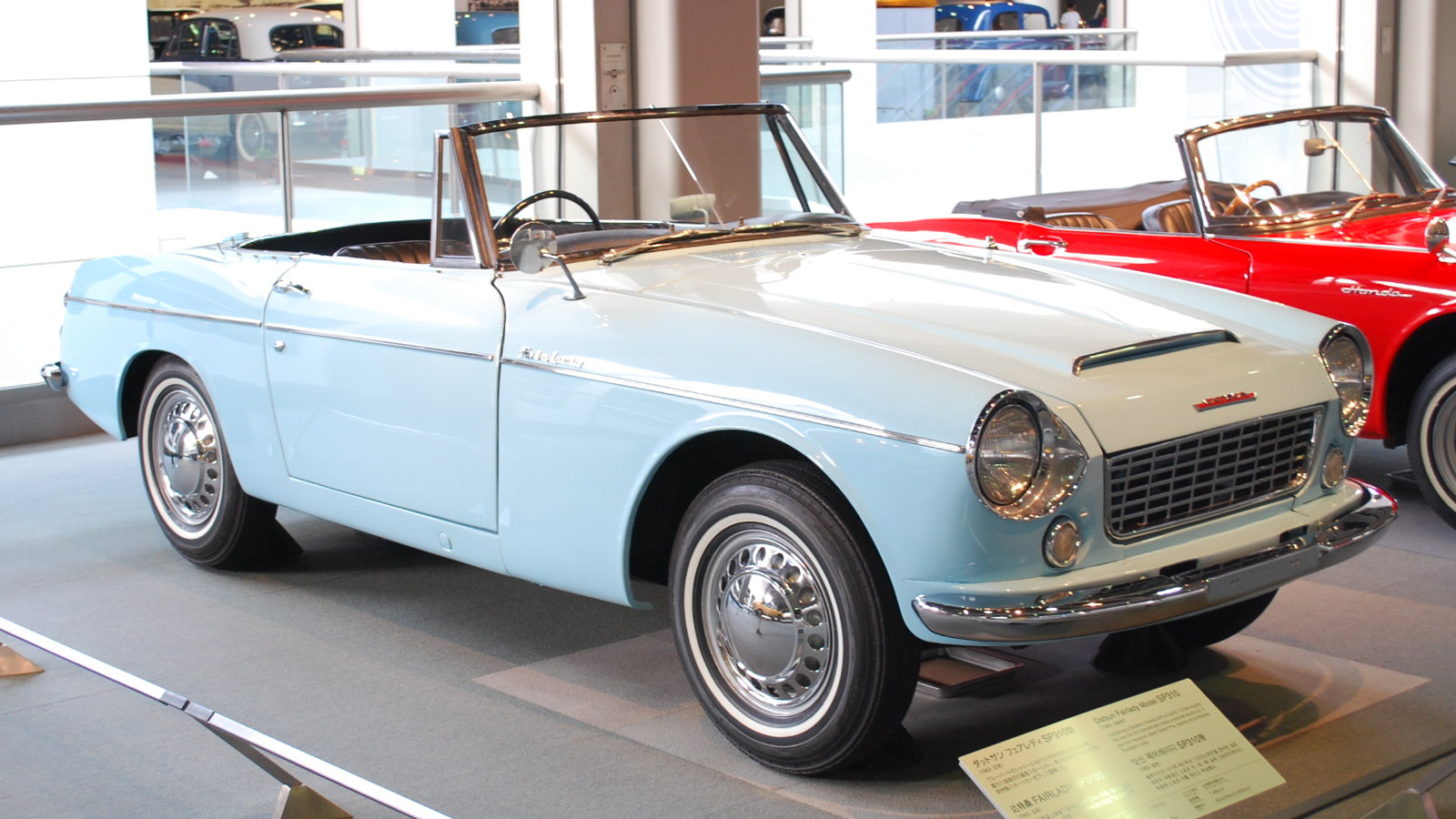
ダットサンフェア・レディSP310型
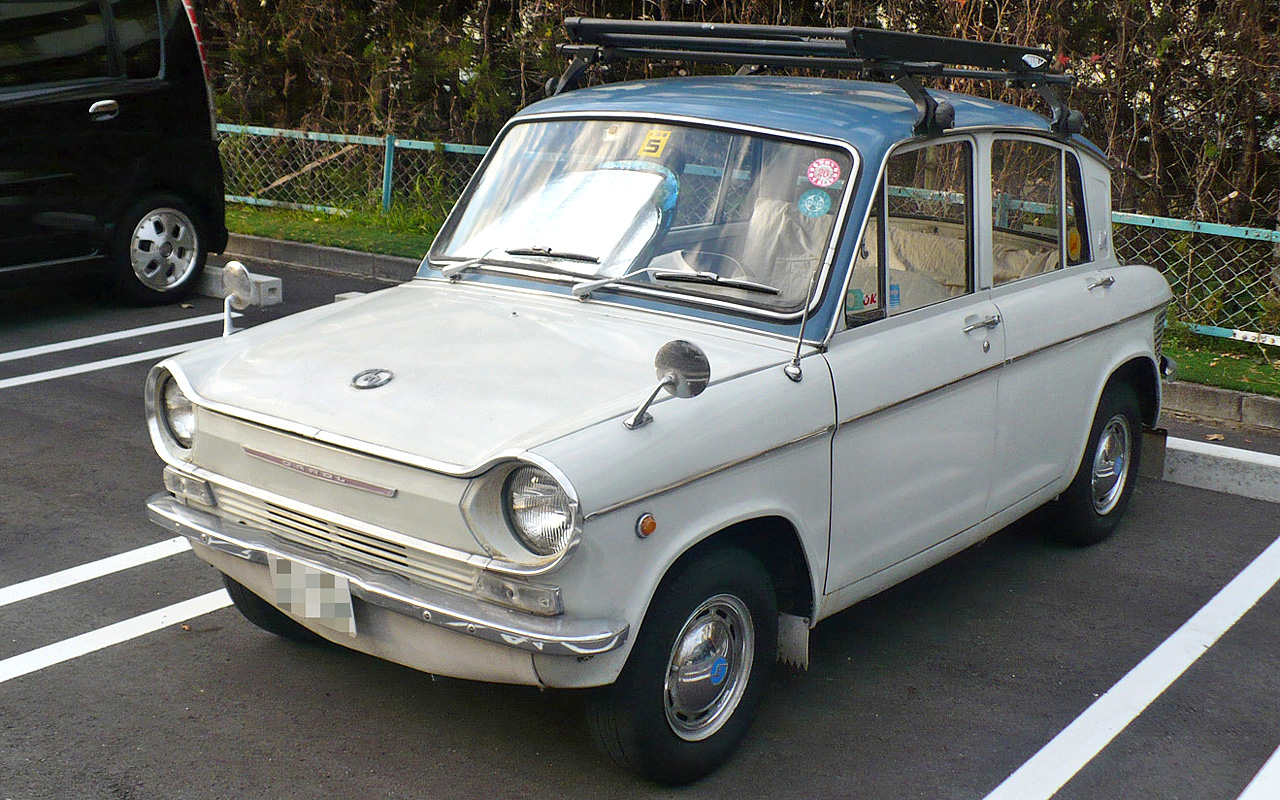
マツダ・キャロル360
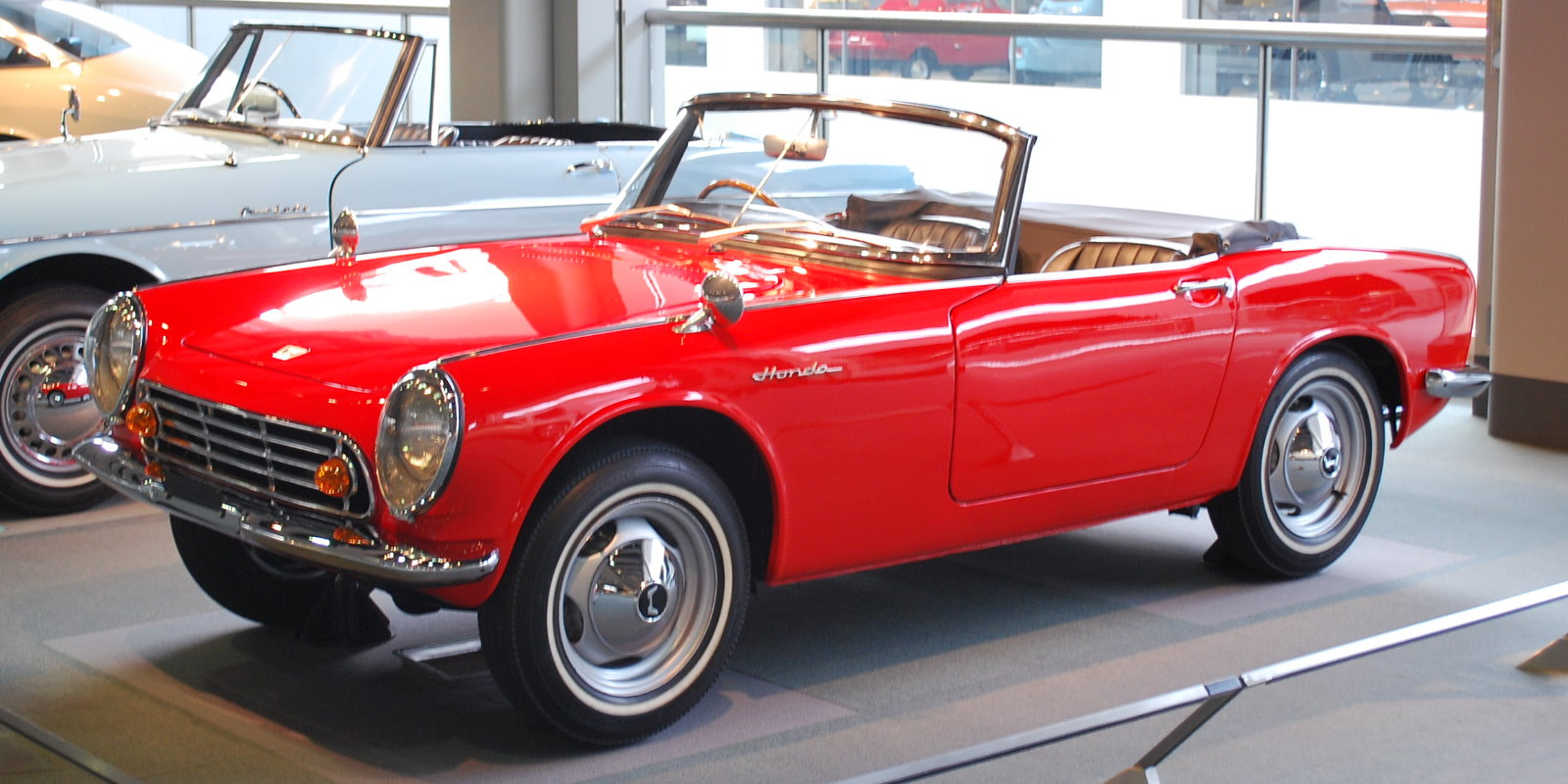
ホンダ・スポーツS500
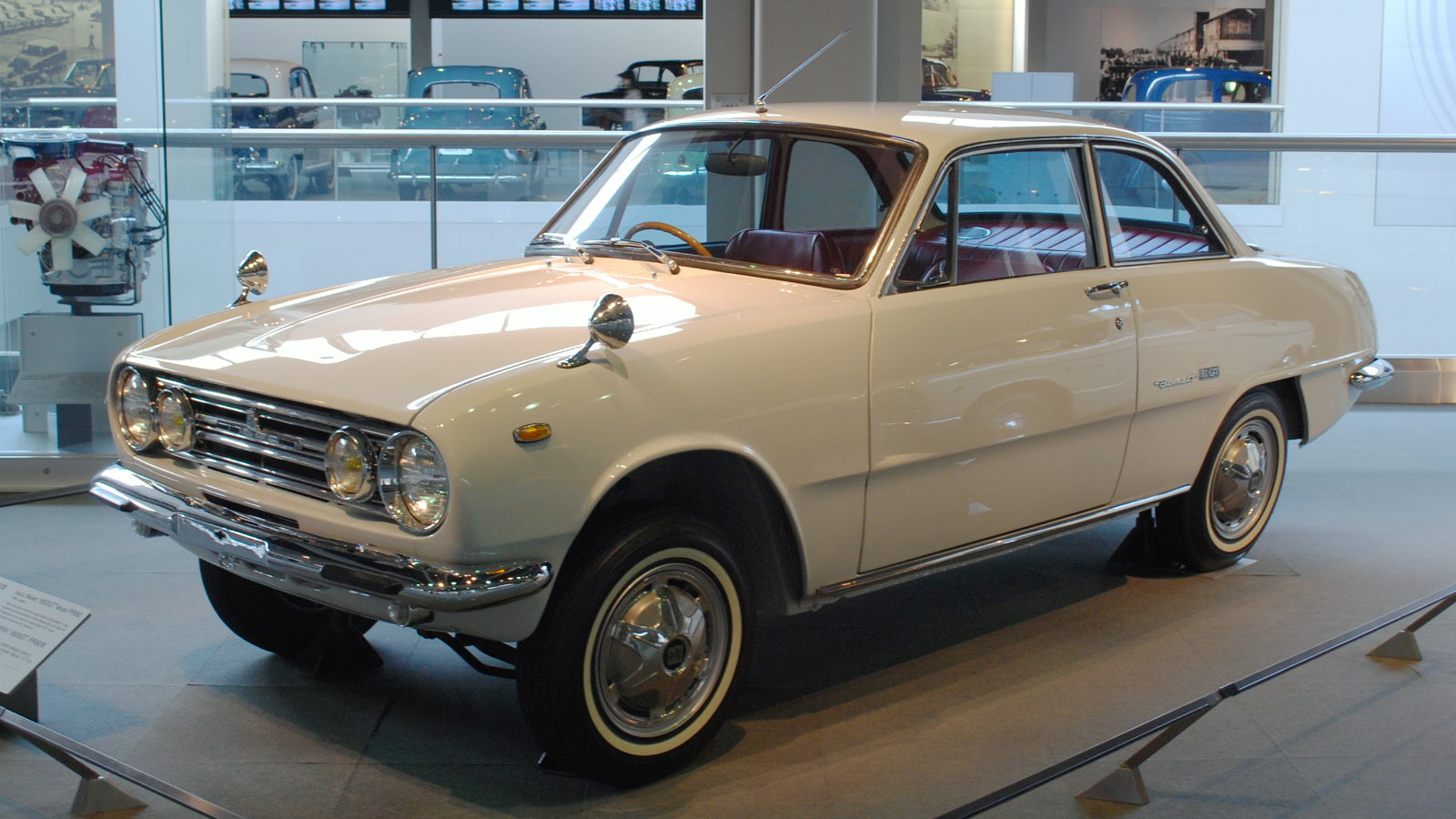
いすゞ・ベレット1600GT PR90型
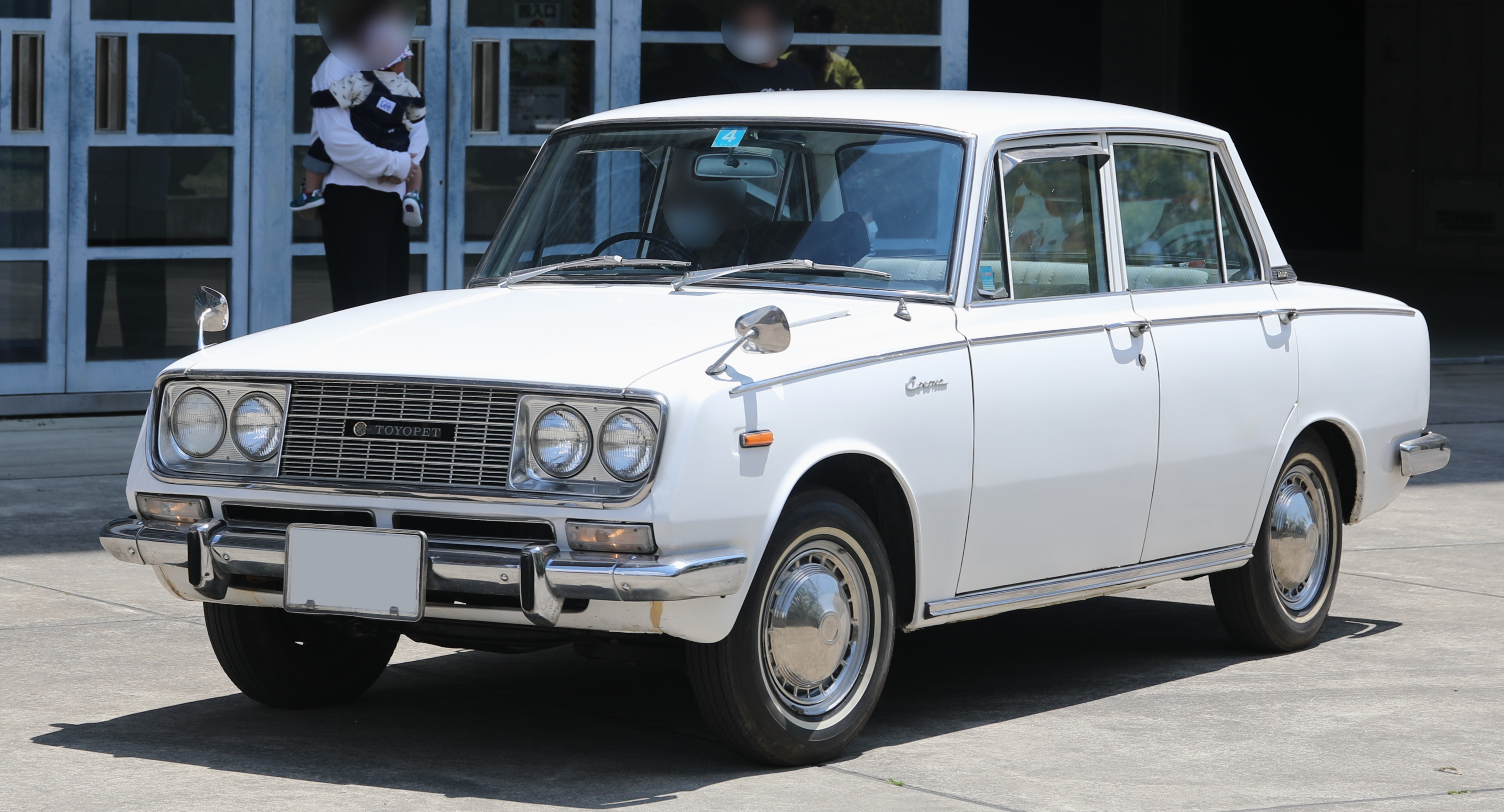
トヨペット・コロナRT40
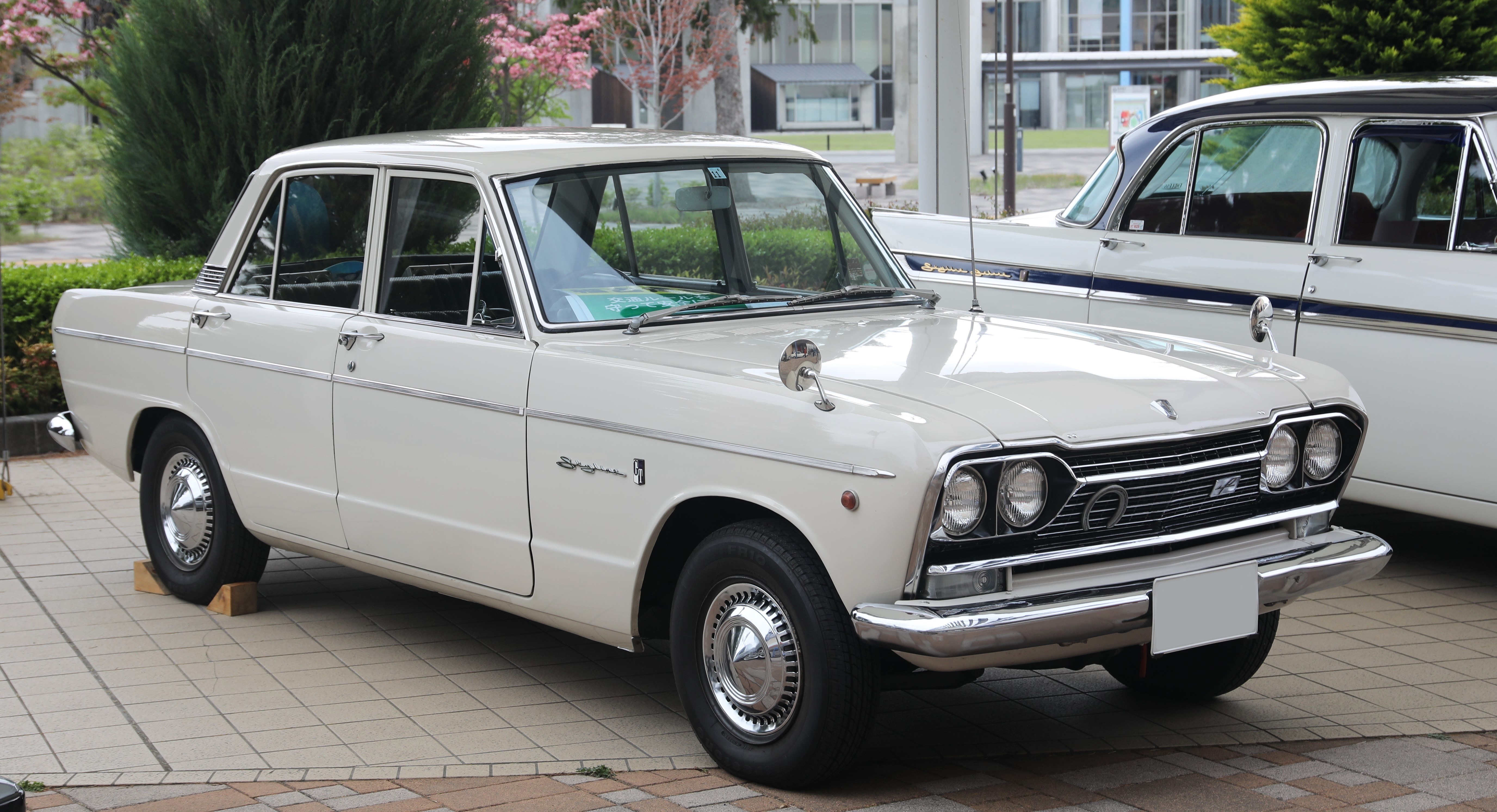
プリンス・スカイライン2000GT S54A-1
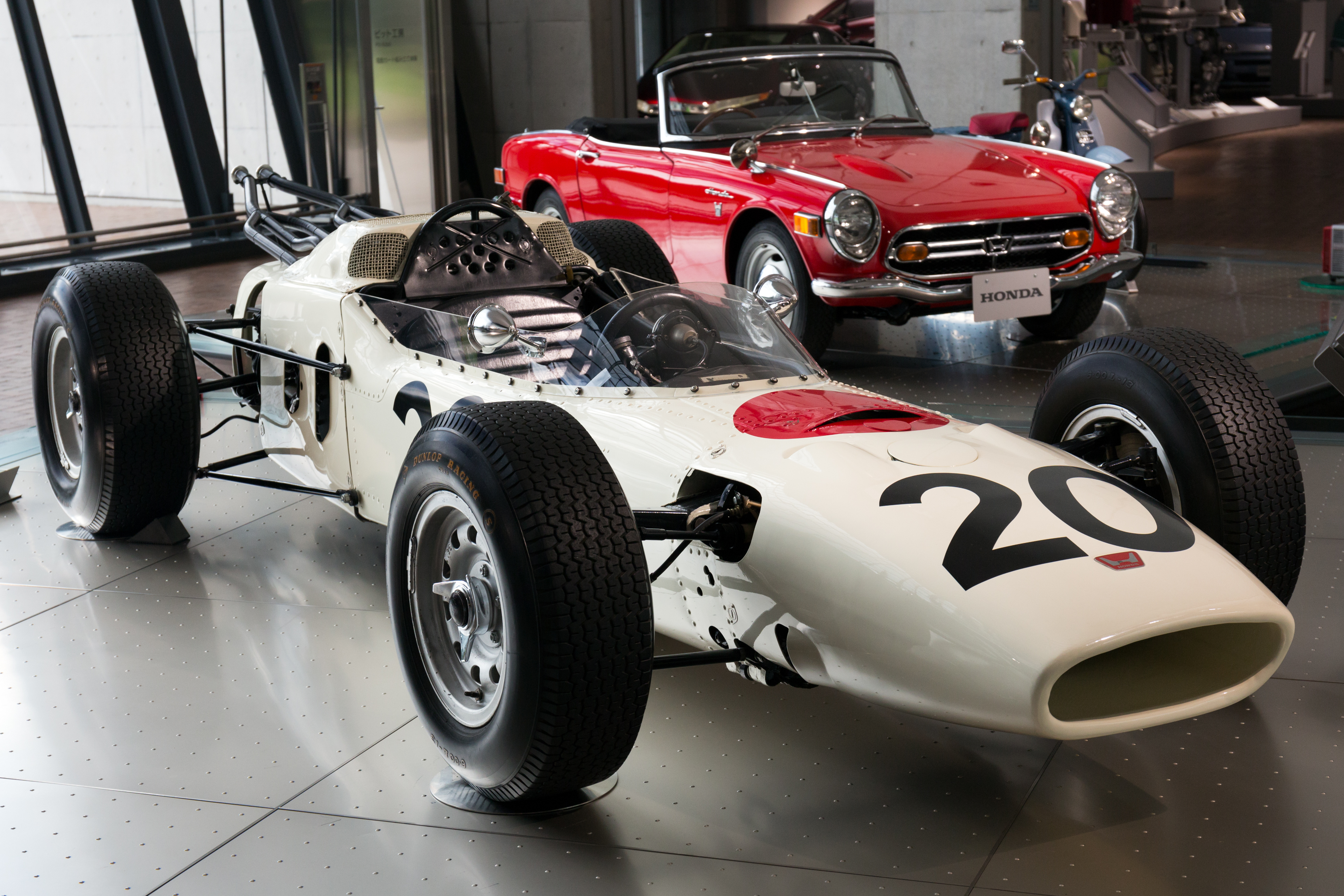
ホンダ・RA271
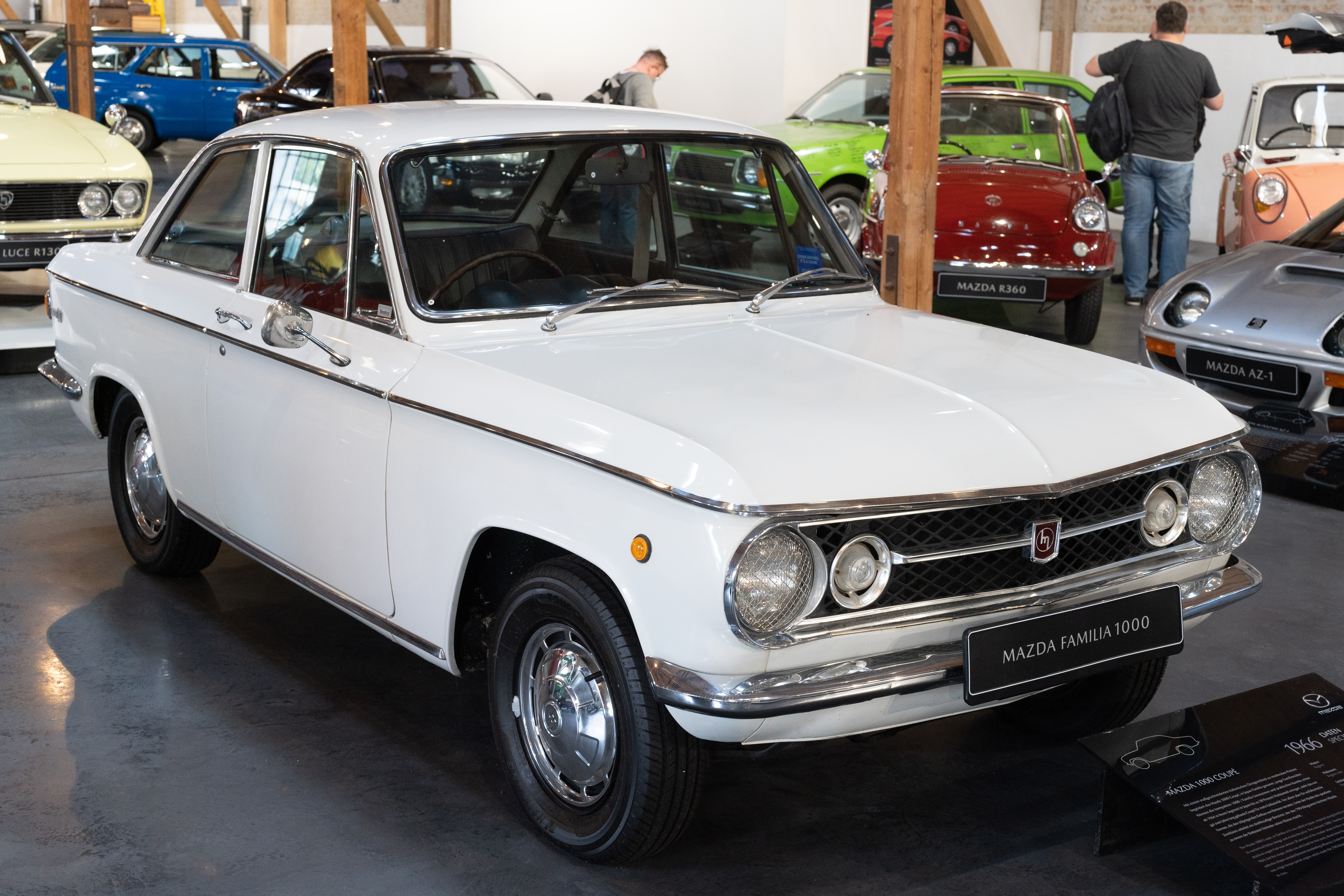
マツダファミリア・800セダン
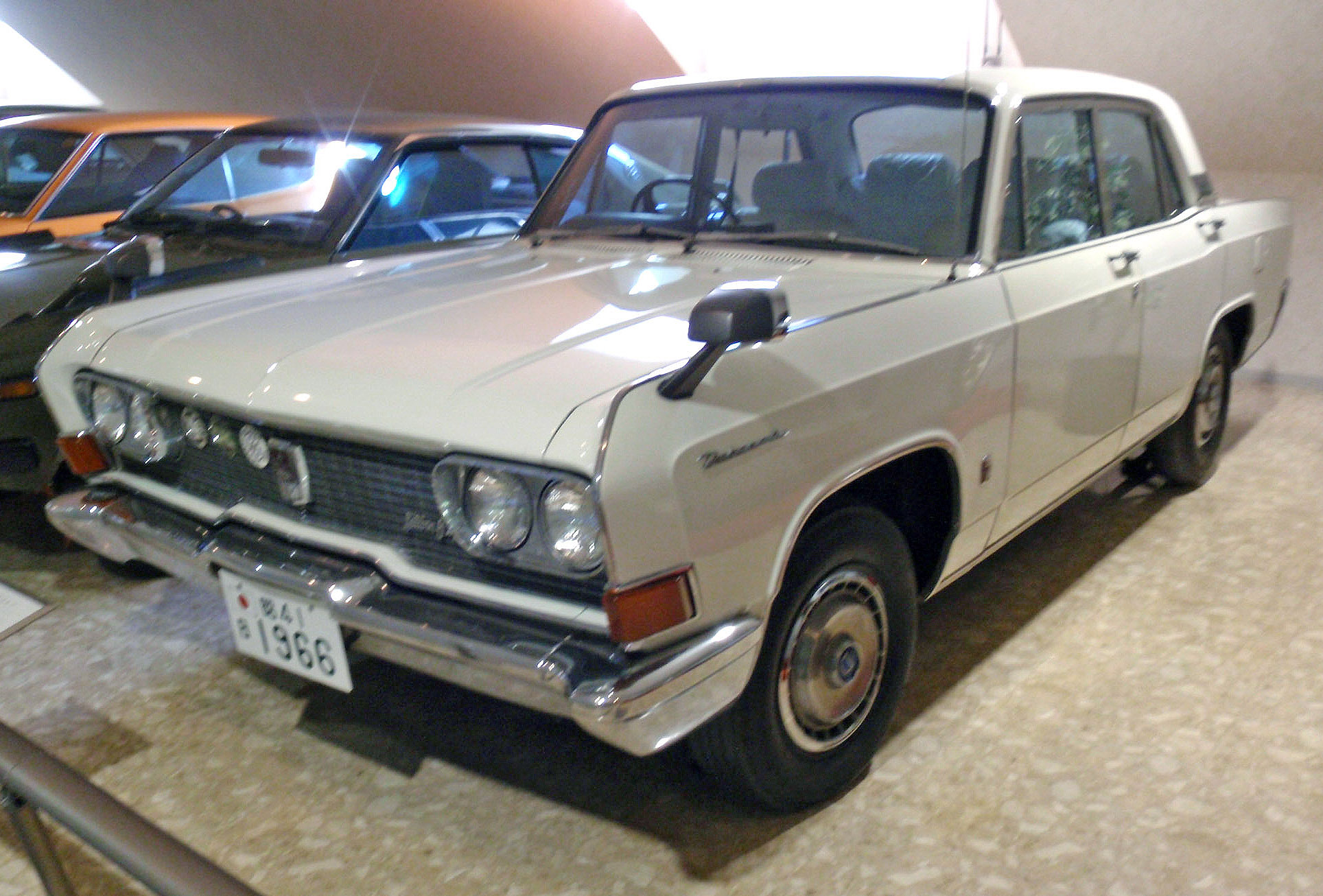
三菱・デボネア

### 乗用車（1965年 - 1969年）
- 1965年 スズキ・フロンテ800
- 1965年 トヨタスポーツ・800 UP15
- 1965年 トヨペット・コロナハードトップ RT50
- 1965年 日野・コンテッサ1300クーペPD300型
- 1966年 カローラKE10
- 1966年 スバル・1000 A12
- 1966年 ダットサン・サニーB10型
- 1966年 ニッサン・シルビアCSP311型
- 1966年 プリンスR380-型I
- 1967年 トヨタ・2000GT
- 1967年 トヨタ・センチュリーVG20D
- 1967年 ニッサン・プリンスロイヤル S390P-1型
- 1967年 ホンダ・N360
- 1967年 マツダ・コスモスポーツ
- 1968年 いすゞ117・クーペPA90型
- 1969年 ダットサン・ブルーバードP510型
- 1969年 ニッサン・フェアレディZ432 PS30型
- 1969年 ホンダ・1300セダン

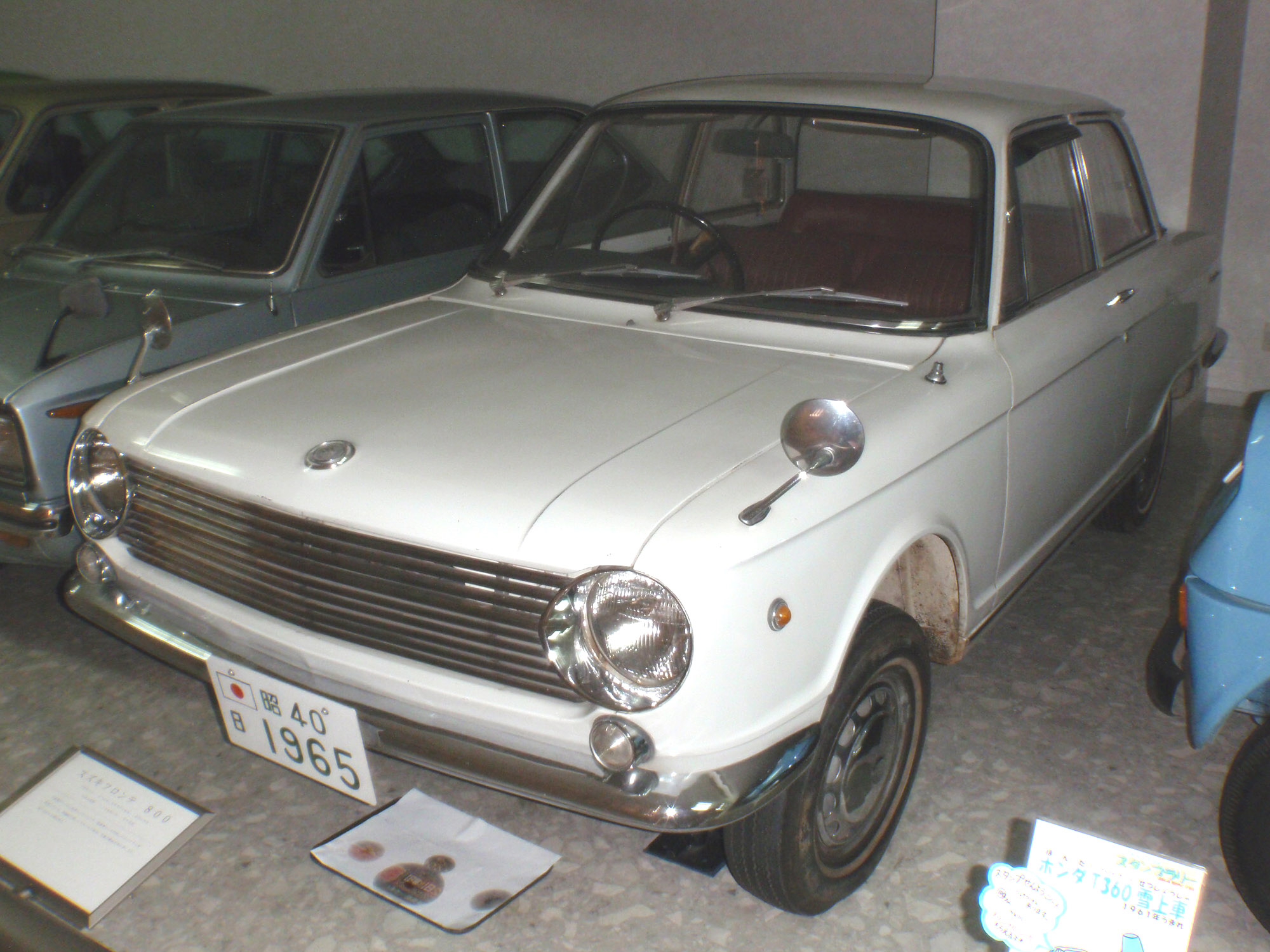
スズキ・フロンテ800
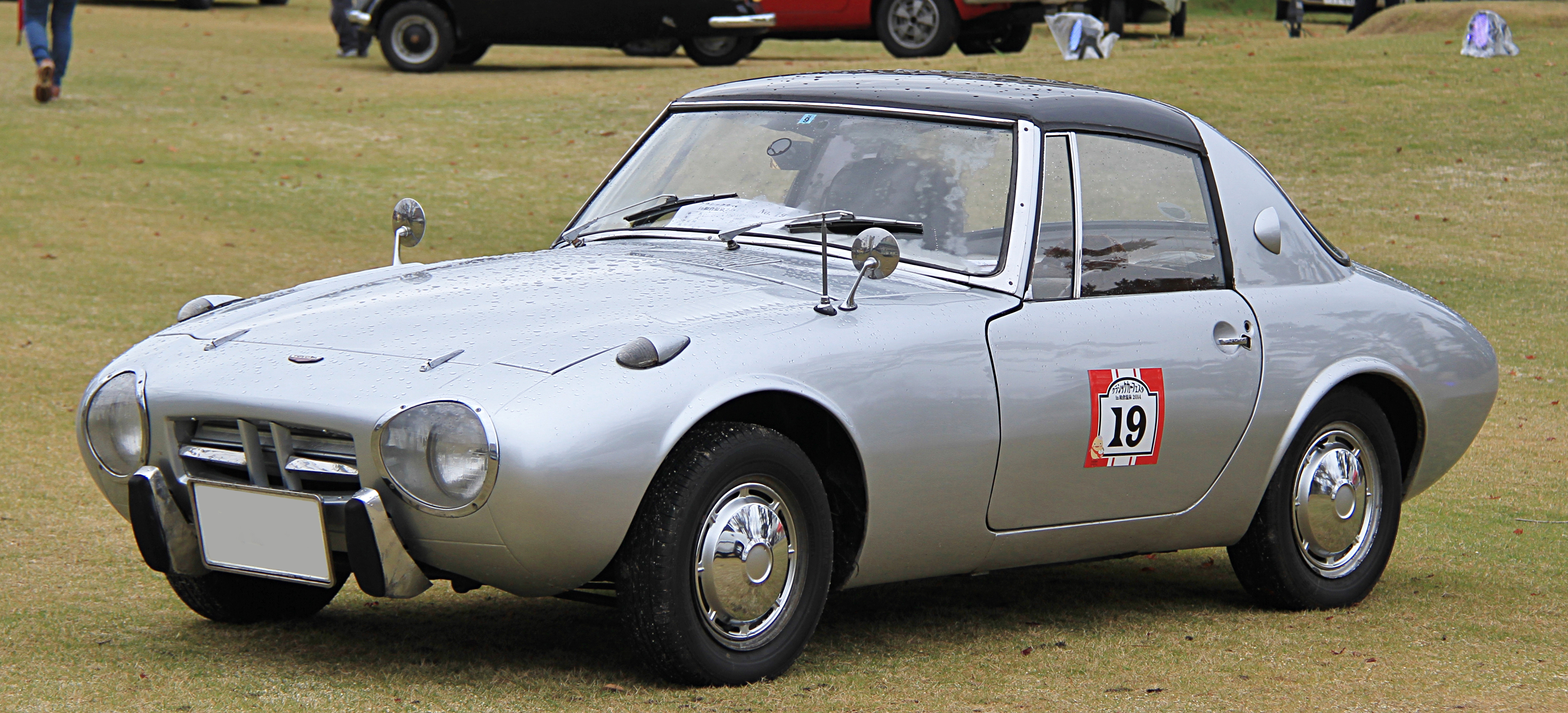
トヨタスポーツ・800 UP15
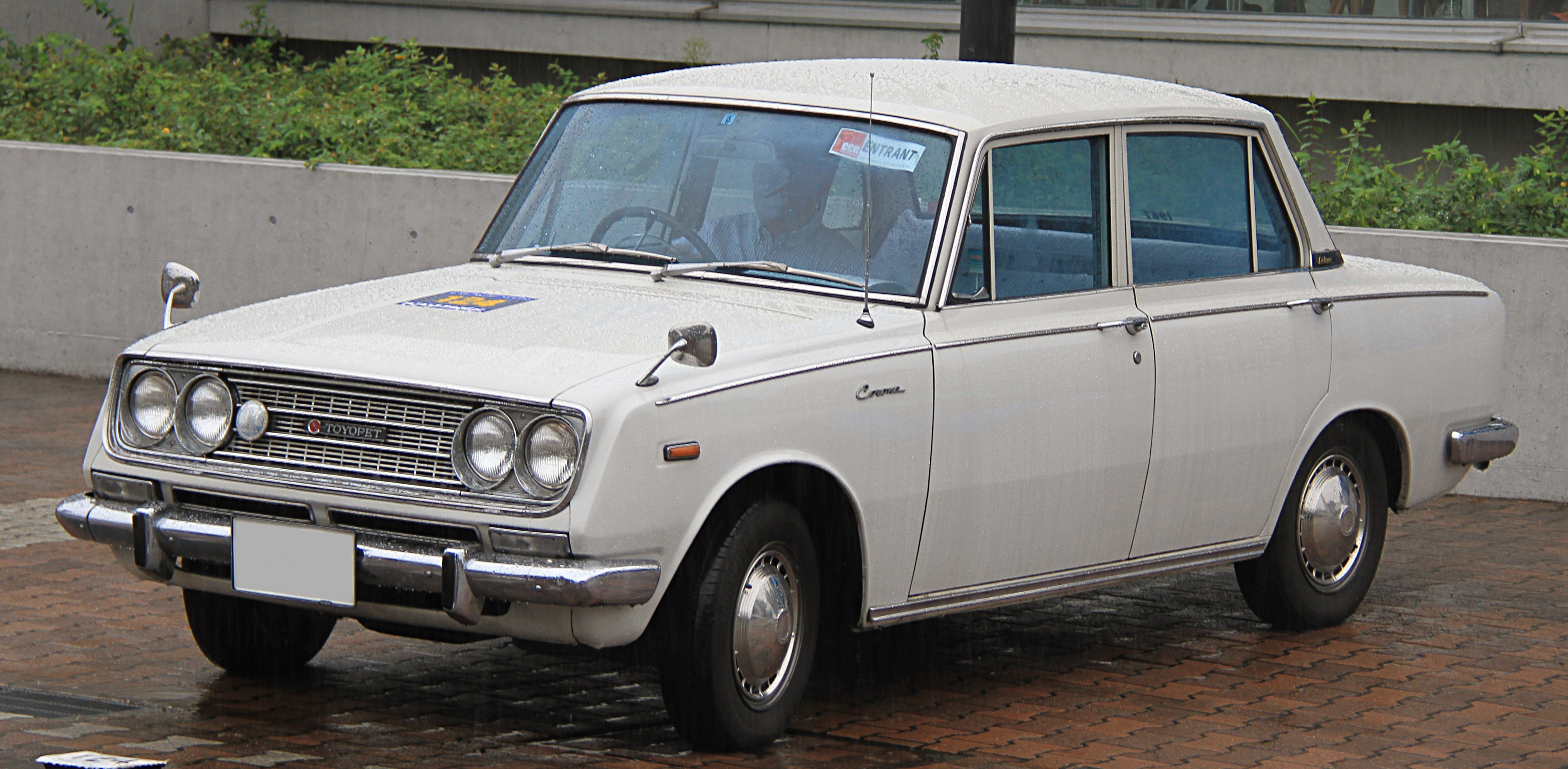
トヨペット・コロナハードトップ RT50
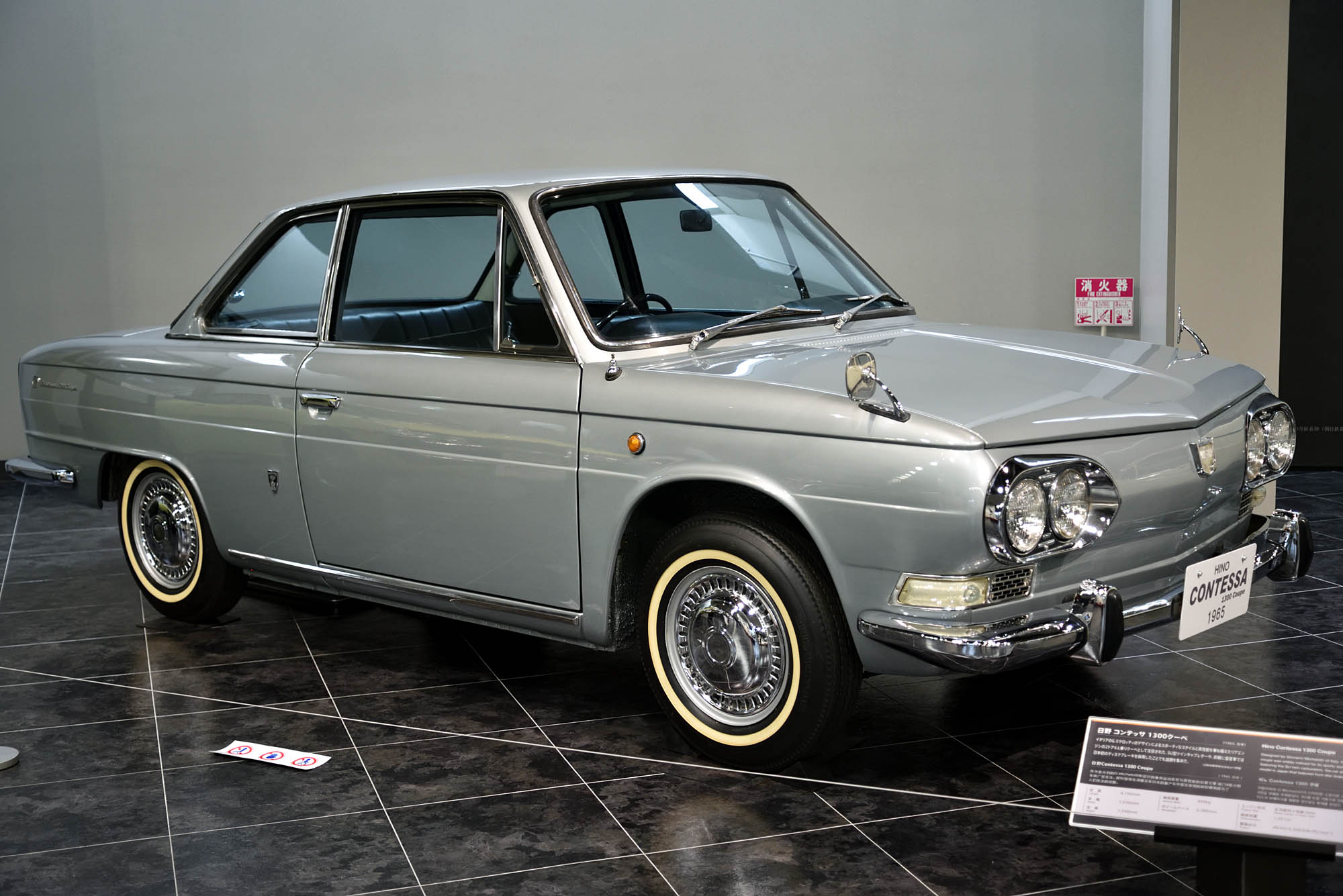
日野・コンテッサ1300クーペPD300型
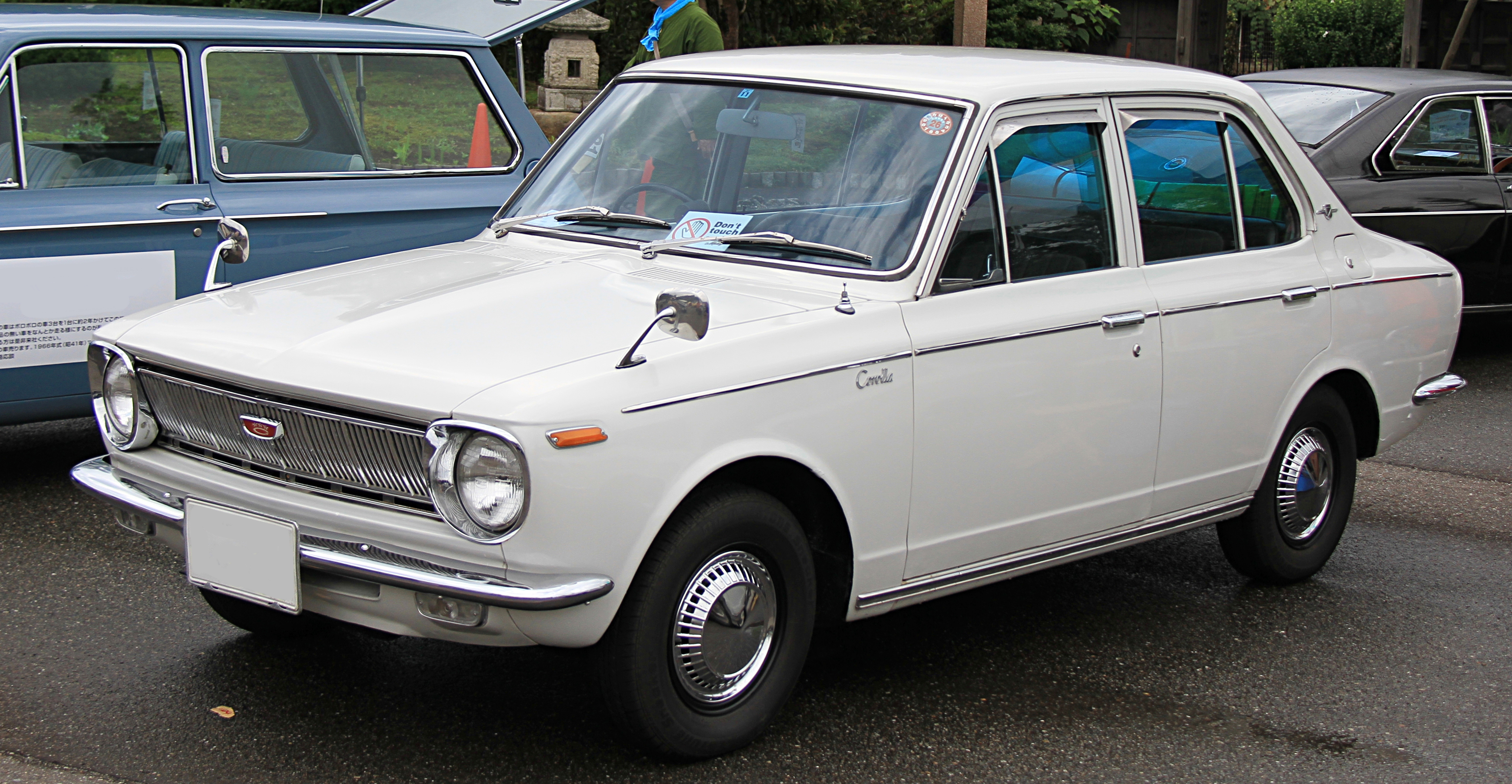
カローラKE10F-D
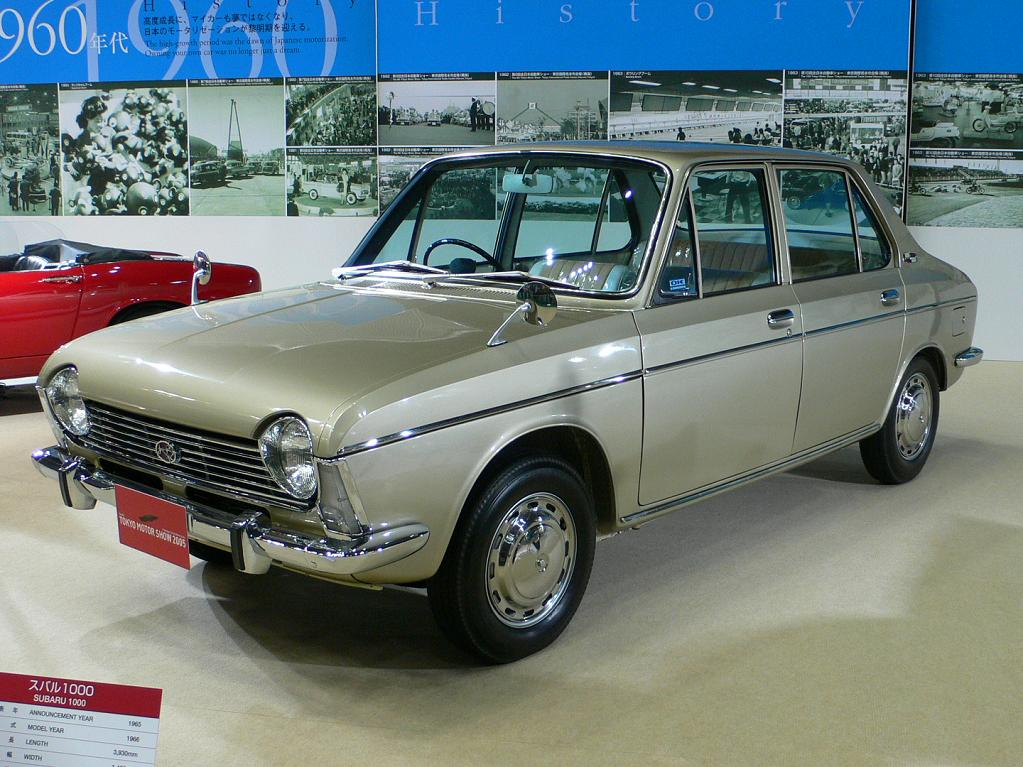
スバル・1000 A12
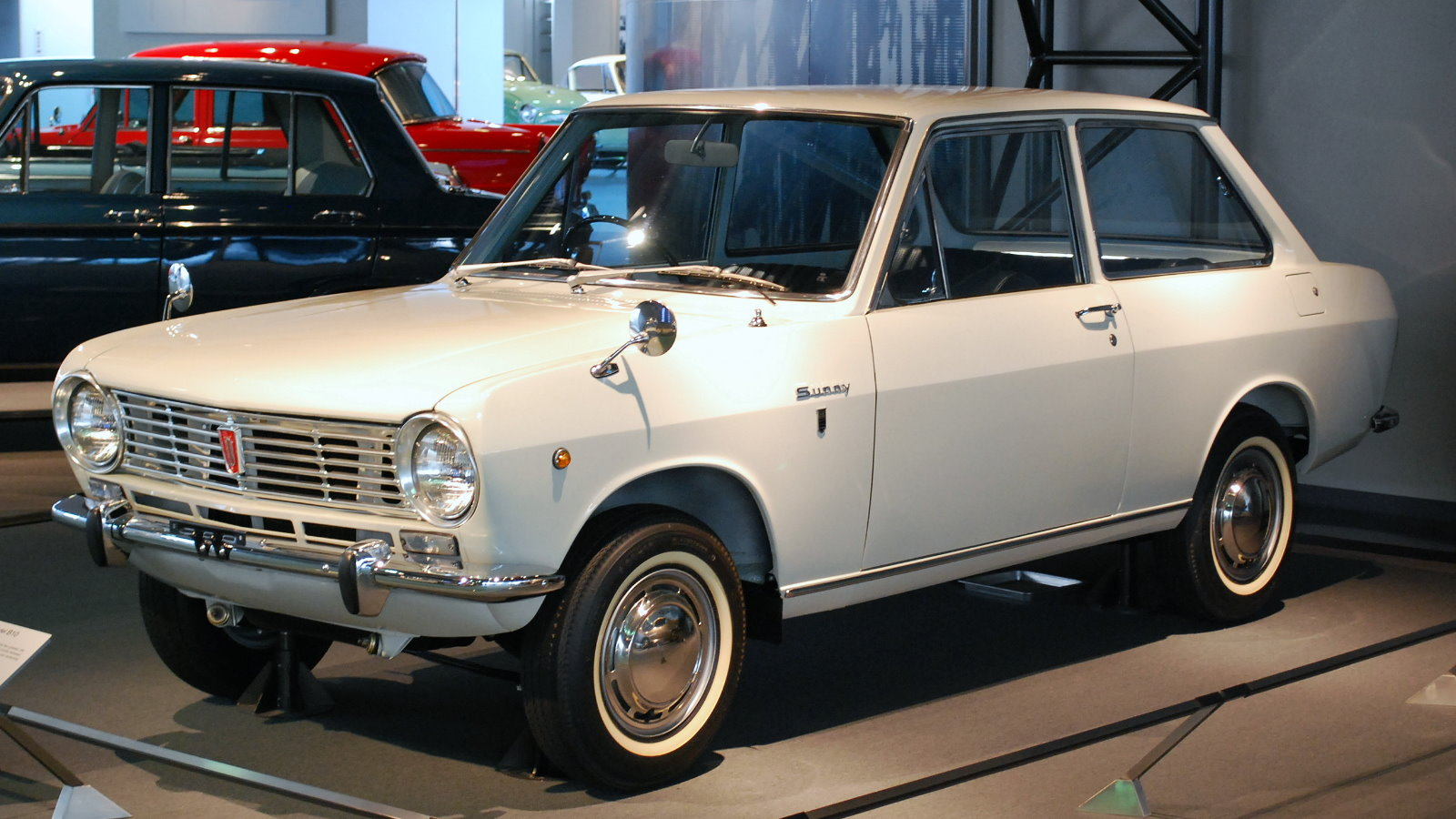
ダットサン・サニーB10型
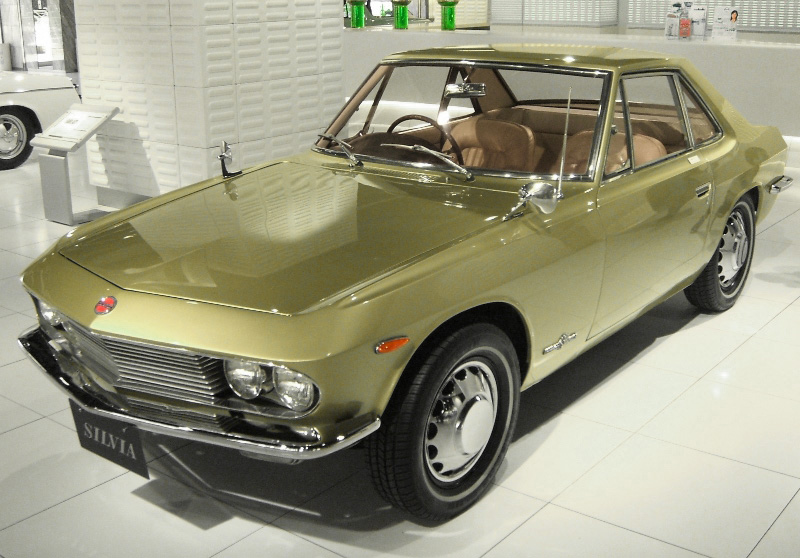
ニッサン・シルビアCSP311型
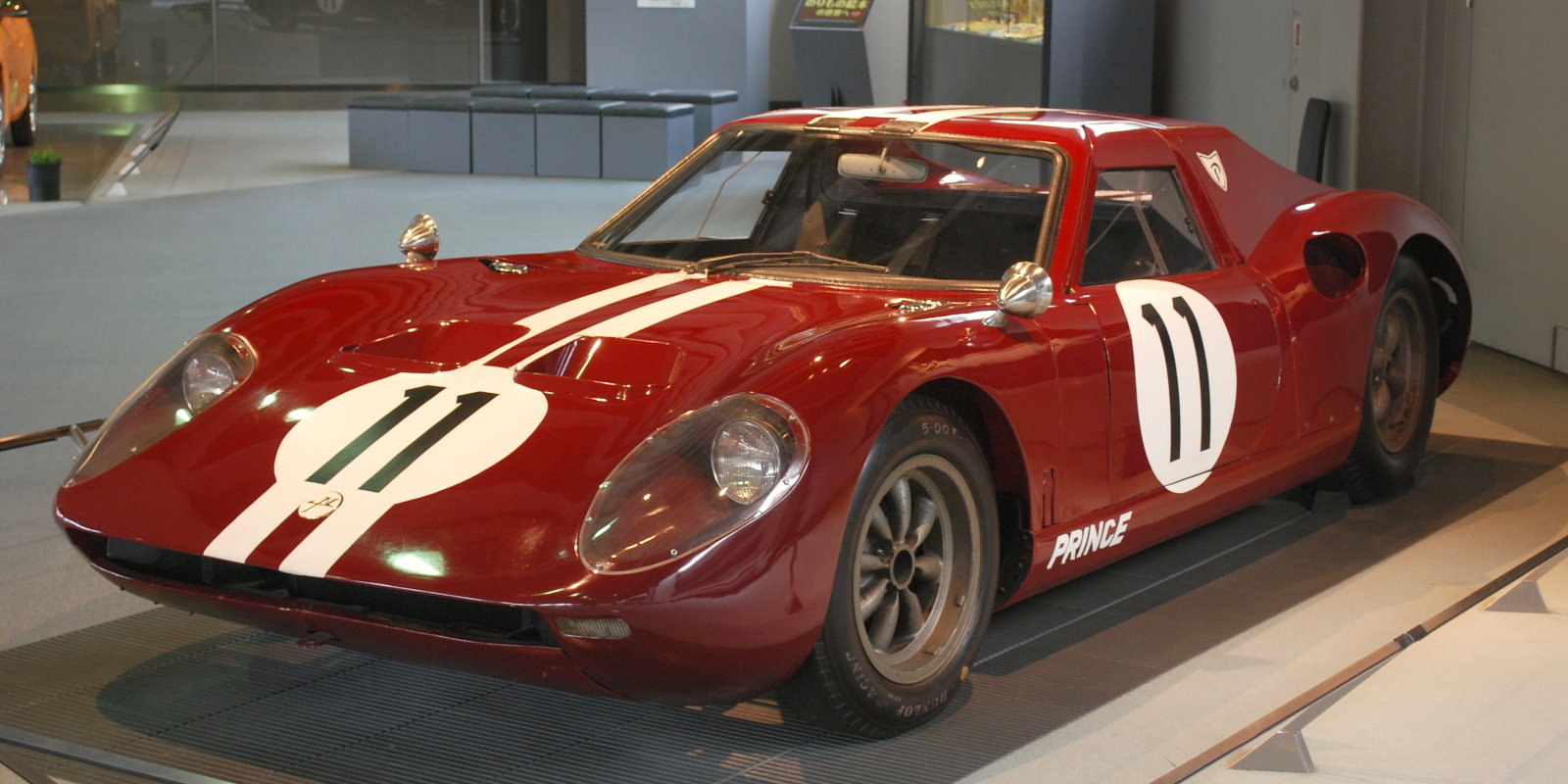
プリンスR380A-I
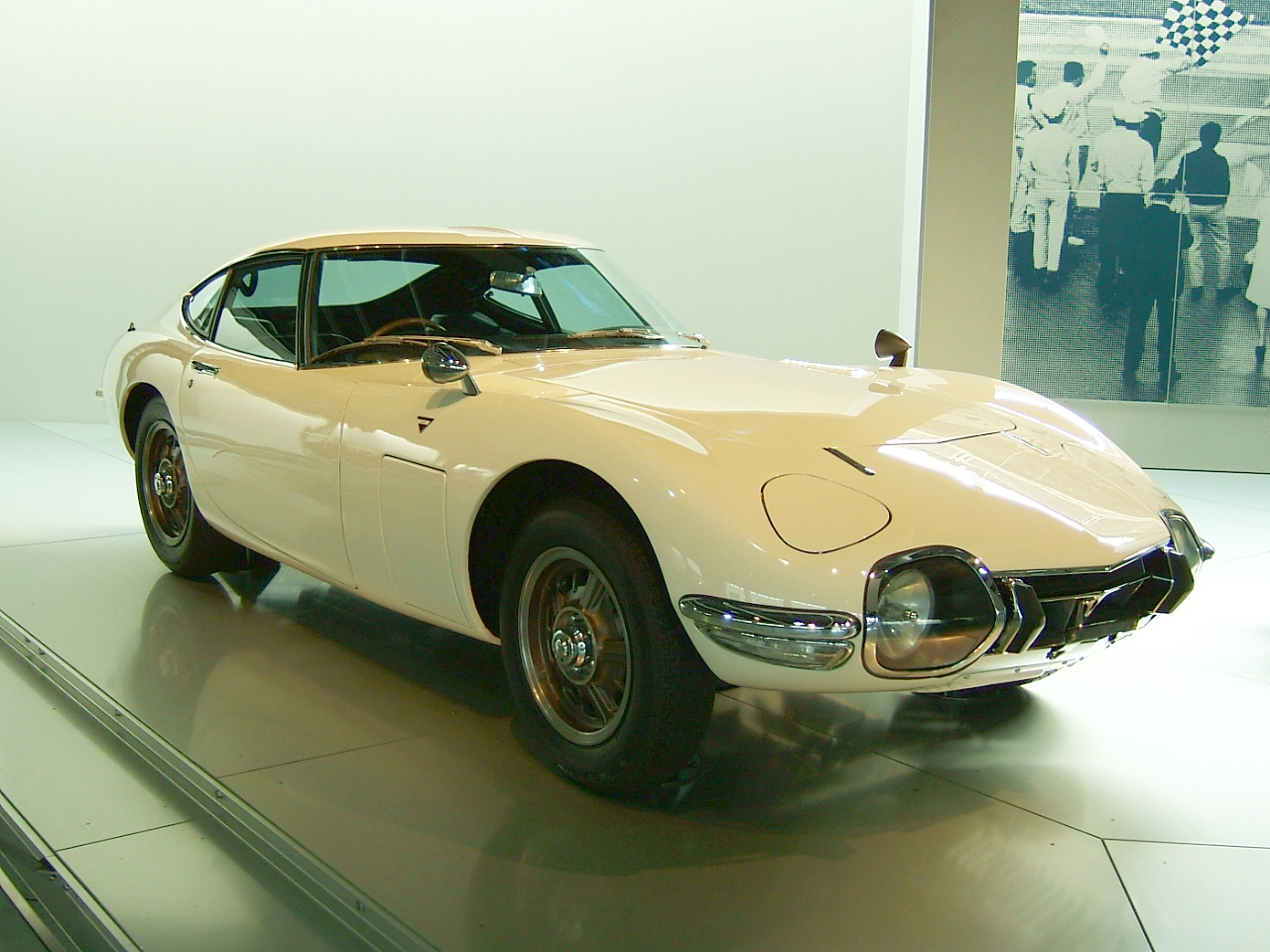
トヨタ・2000GT
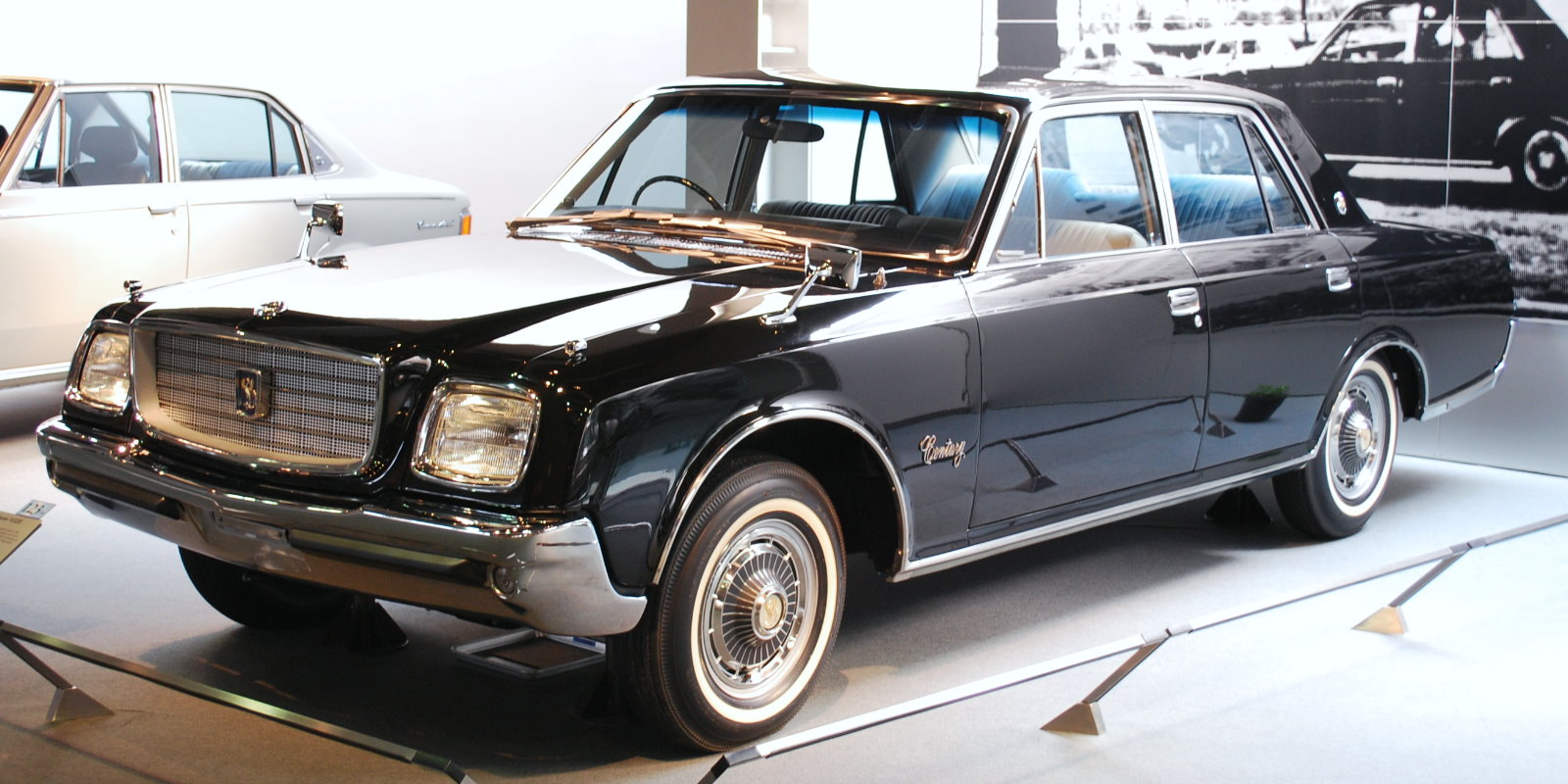
トヨタ・センチュリーVG20
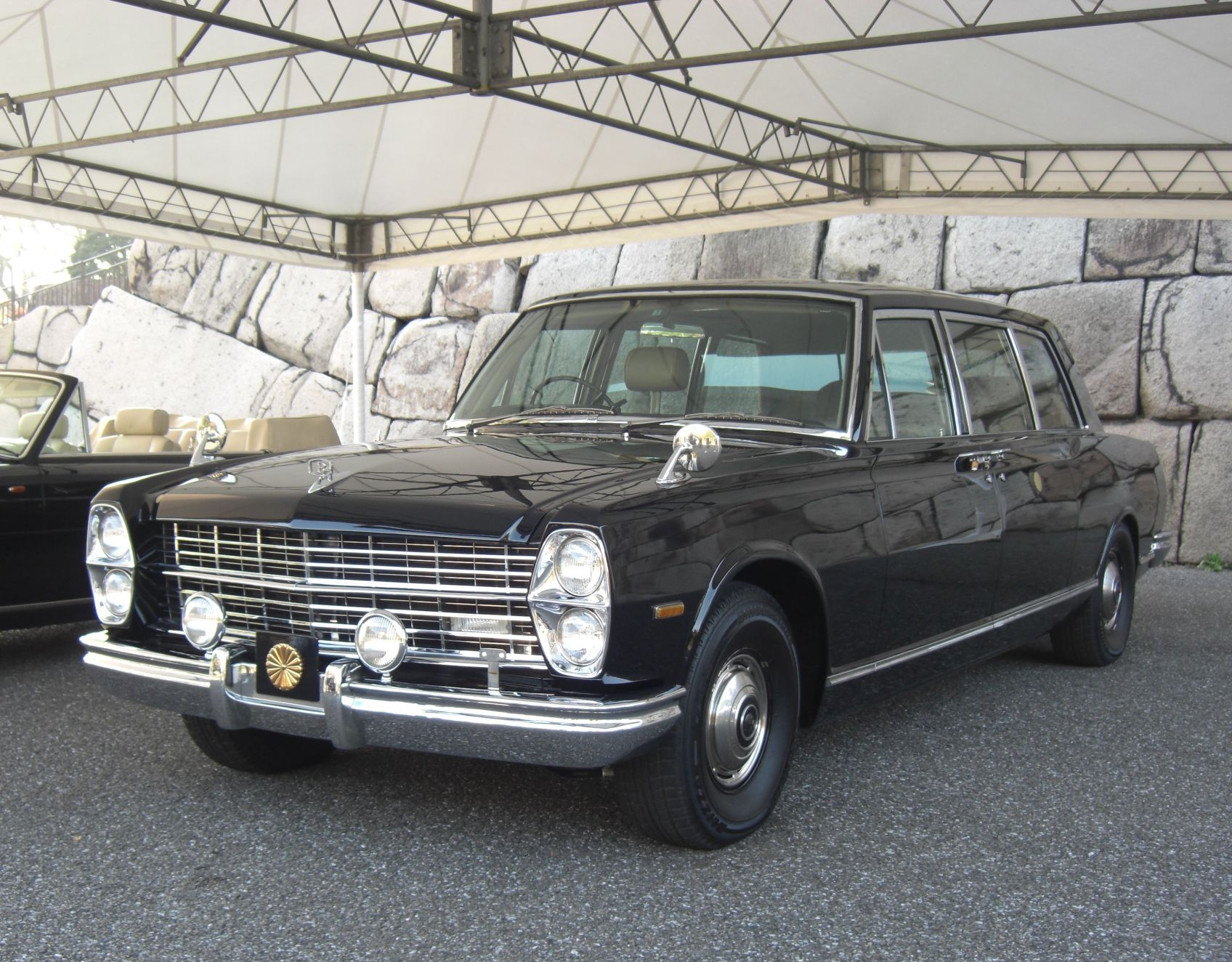
ニッサン・プリンスロイヤル S390
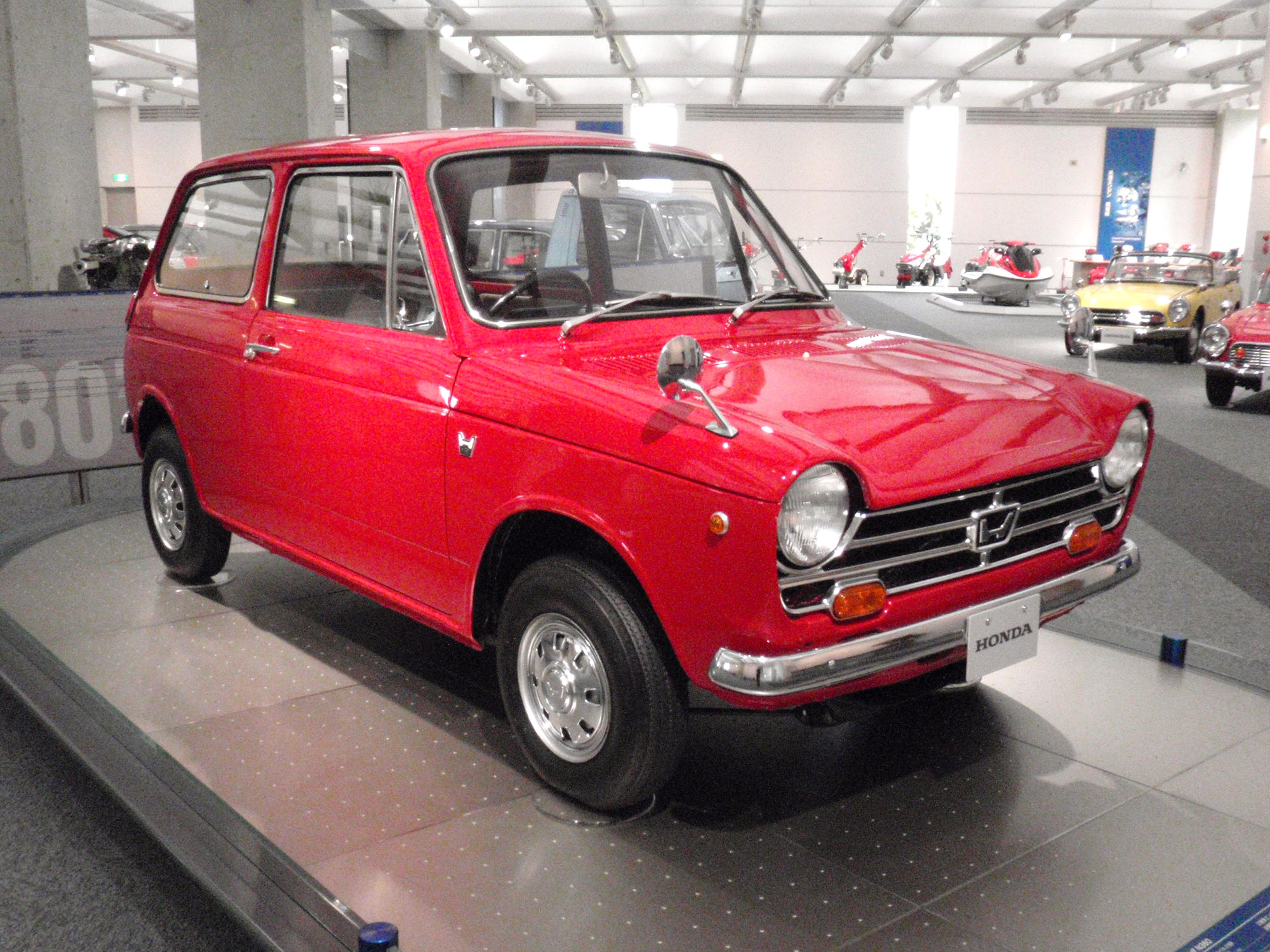
ホンダ・N360
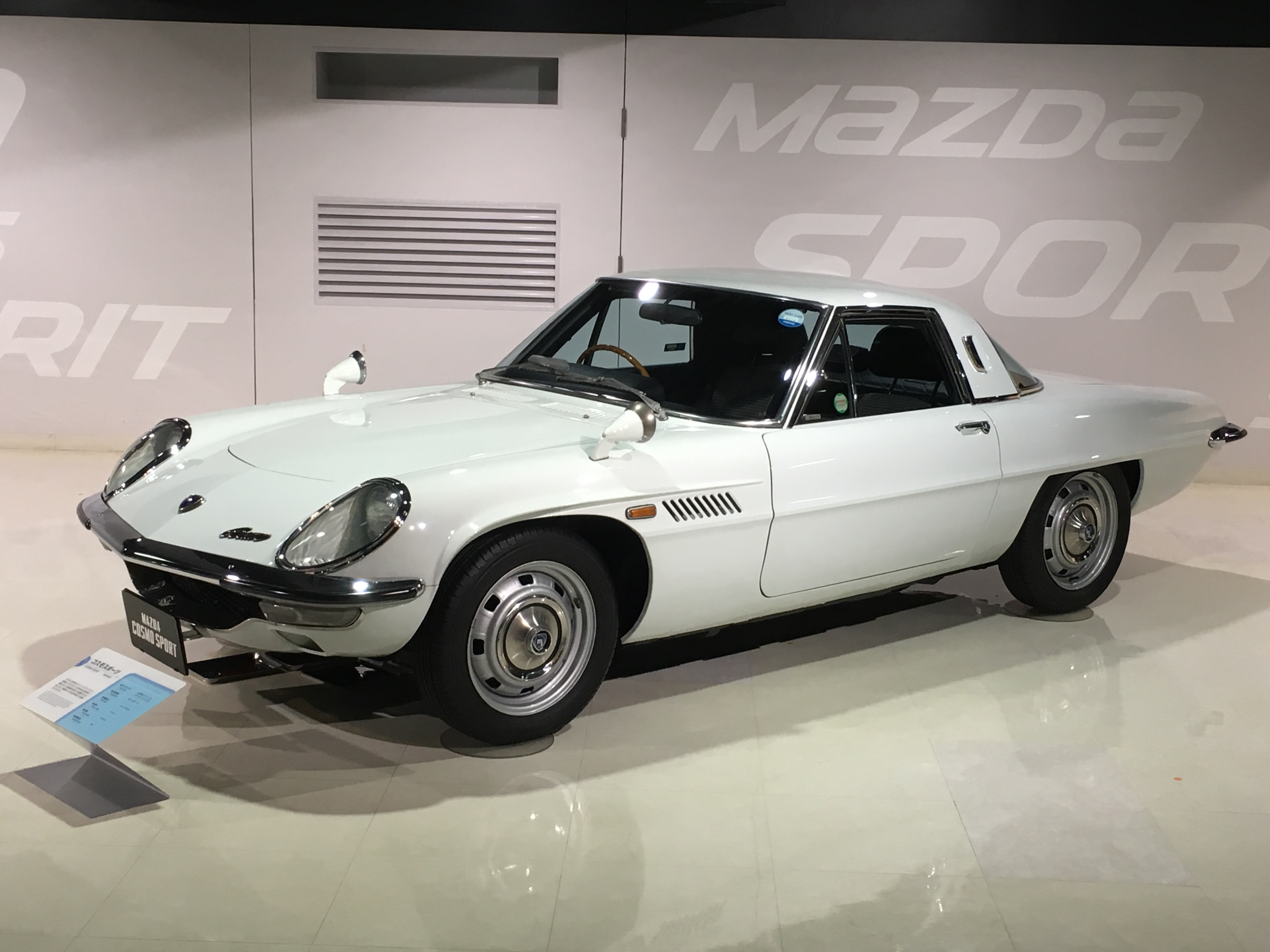
マツダ・コスモスポーツ
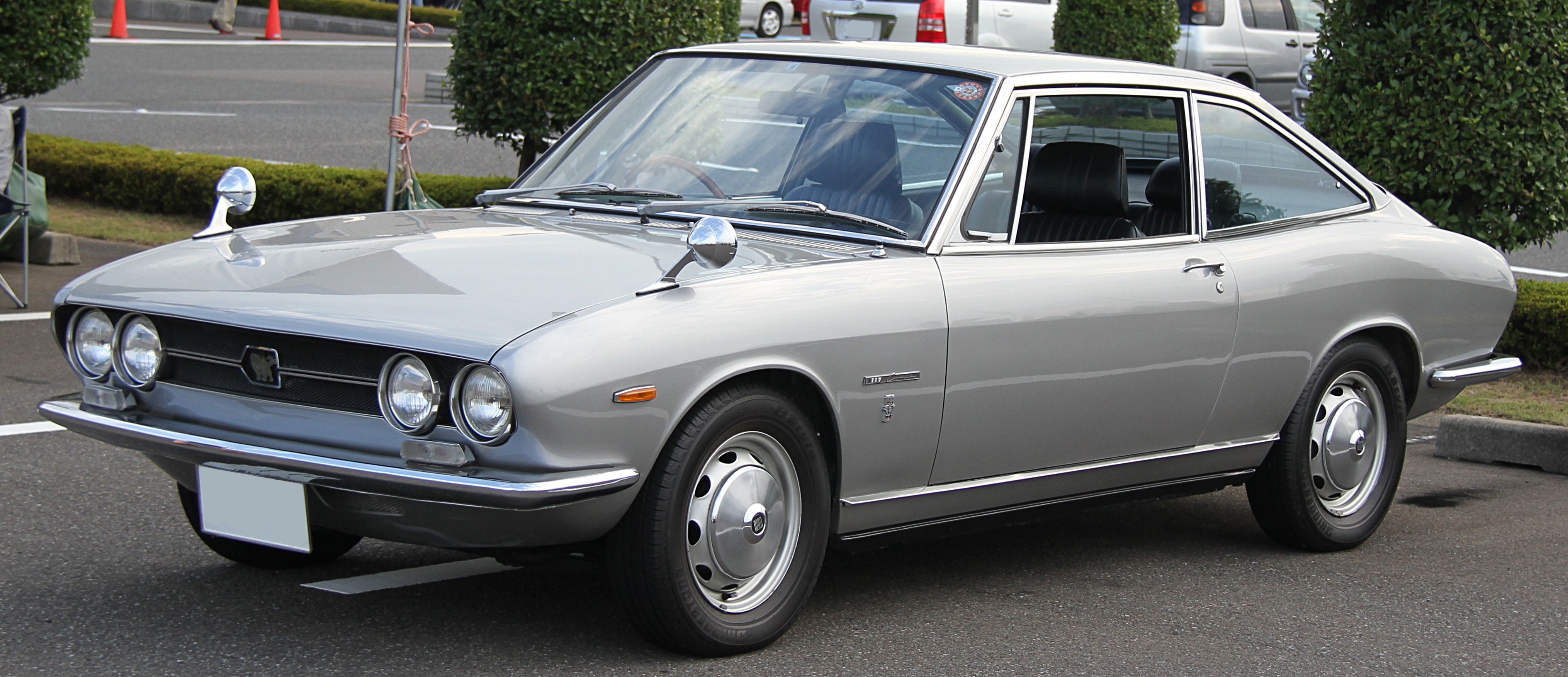
いすゞ117・クーペPA90型
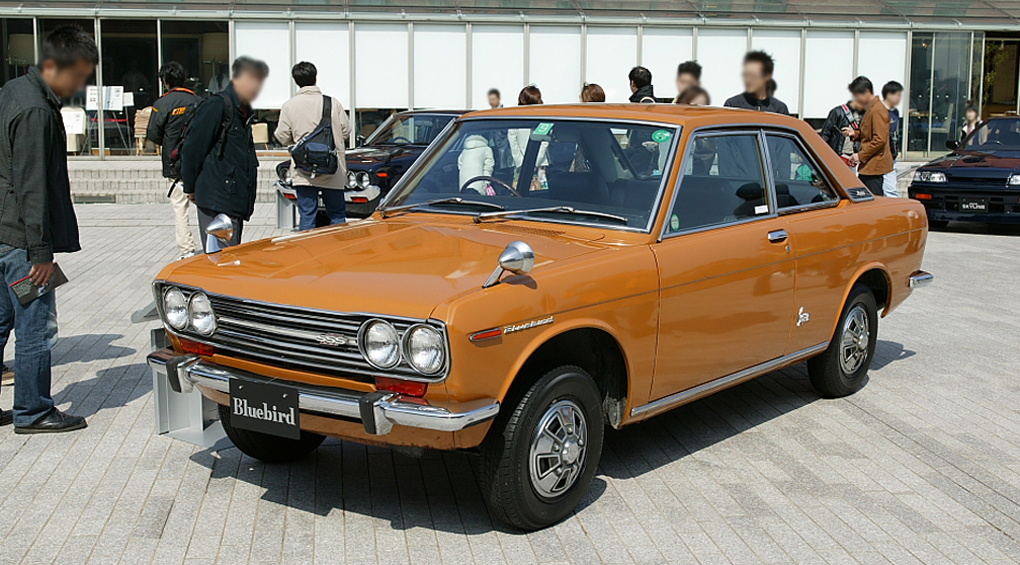
ダットサン・ブルーバードP510型
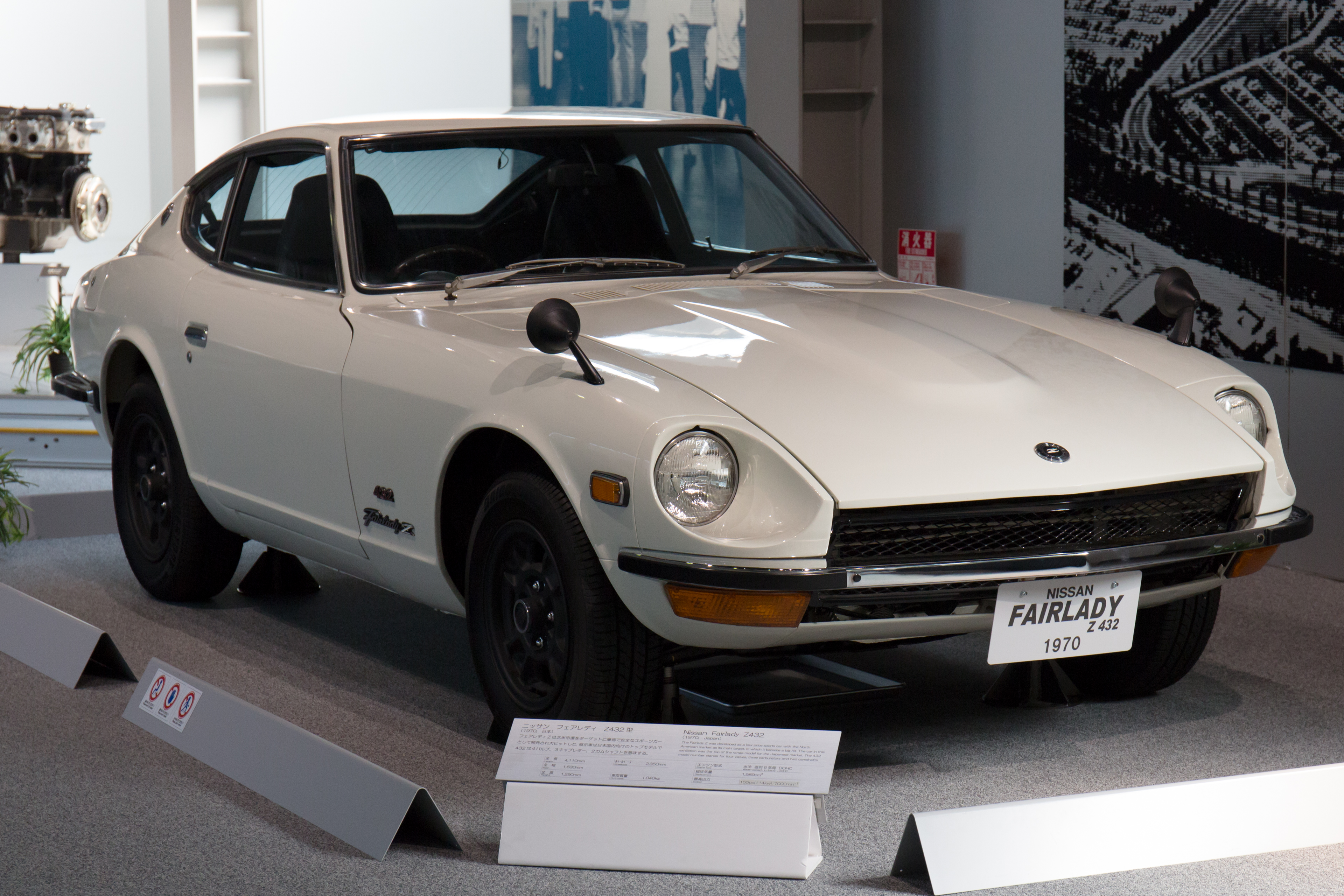
ニッサン・フェアレディZ432 PS30型
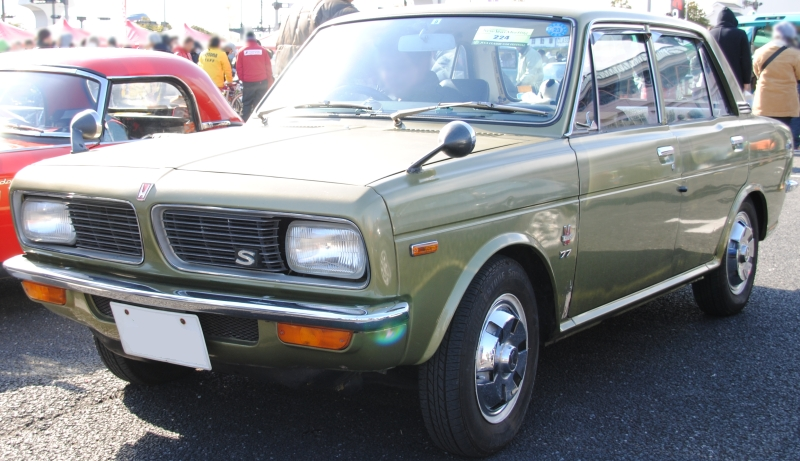
ホンダ・1300セダン

### 乗用車（1970年 - 1992年）
- 1970年 ニッサン・チェリー PE10型
- 1972年 ホンダ・シビック
- 1975年 スバル・レオーネ4WDセダン
- 1977年 ダイハツ・シャレード
- 1979年 スズキ・アルト
- 1980年 ダイハツ・ミラクオーレ
- 1980年 マツダ・ファミリア（初代FF）
- 1981年 スバル・レオーネ・ワゴン
- 1981年 トヨタ・ソアラ
- 1982年 三菱・パジェロ（2300ディーゼルターボ）
- 1984年 トヨタ・MR2
- 1988年 ニッサン・セドリック・シーマFPY31型
- 1989年 マツダ・ユーノスロードスター
- 1989年 レクサス・LS400
- 1990年 ホンダ・NSX
- 1991年 ホンダ・ビート

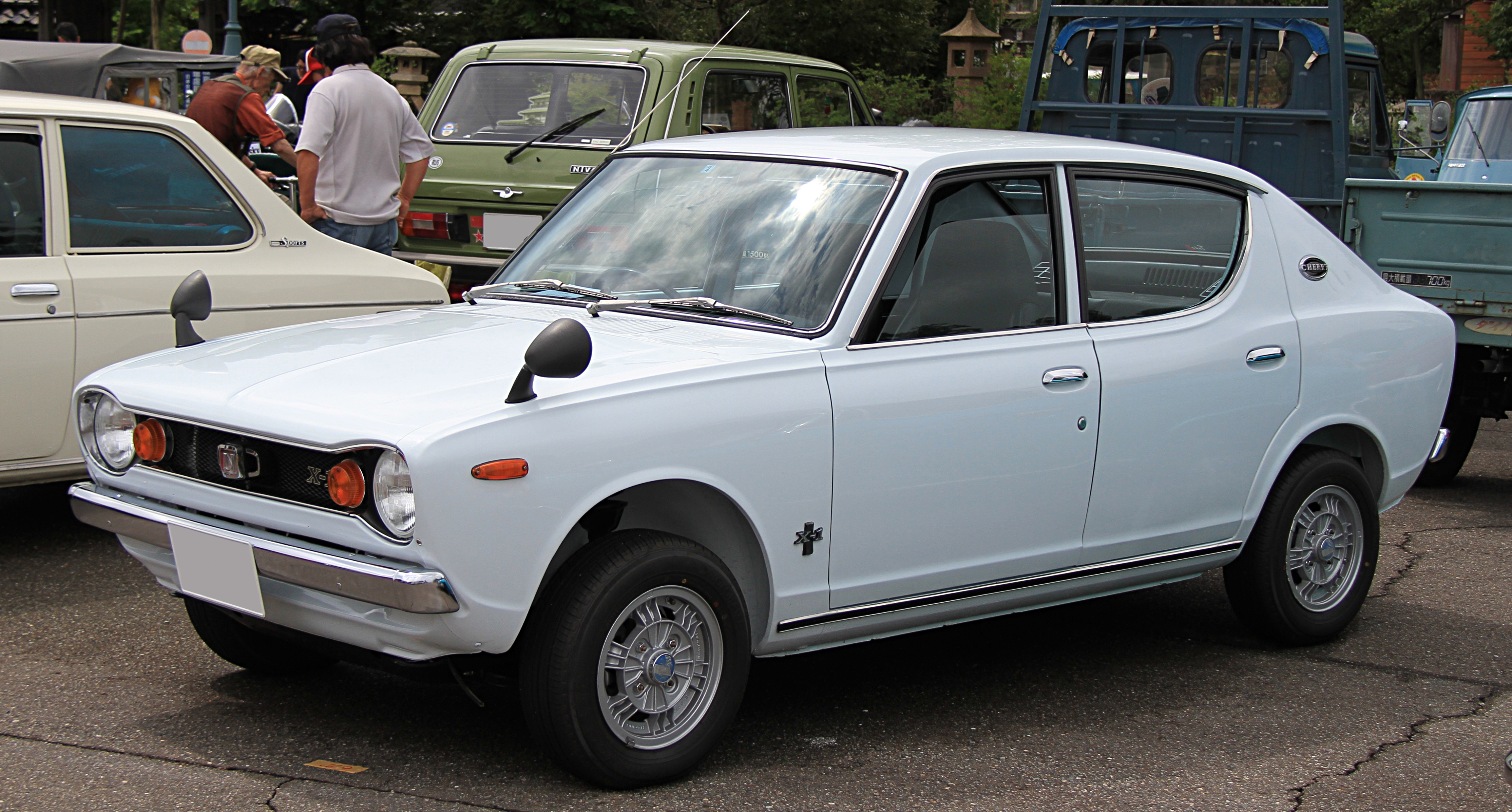
ニッサン・チェリー PE10型
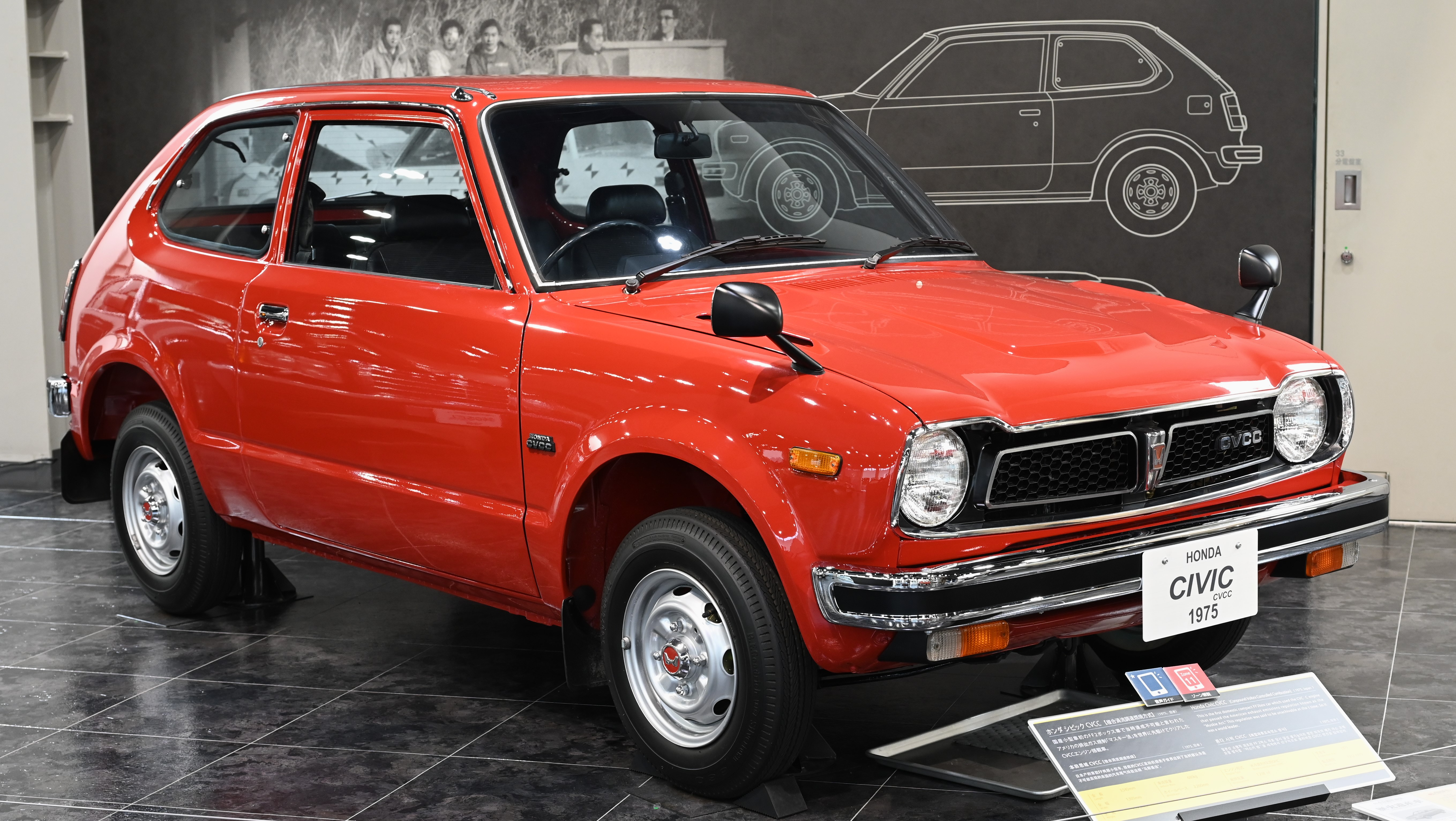
ホンダ・シビック
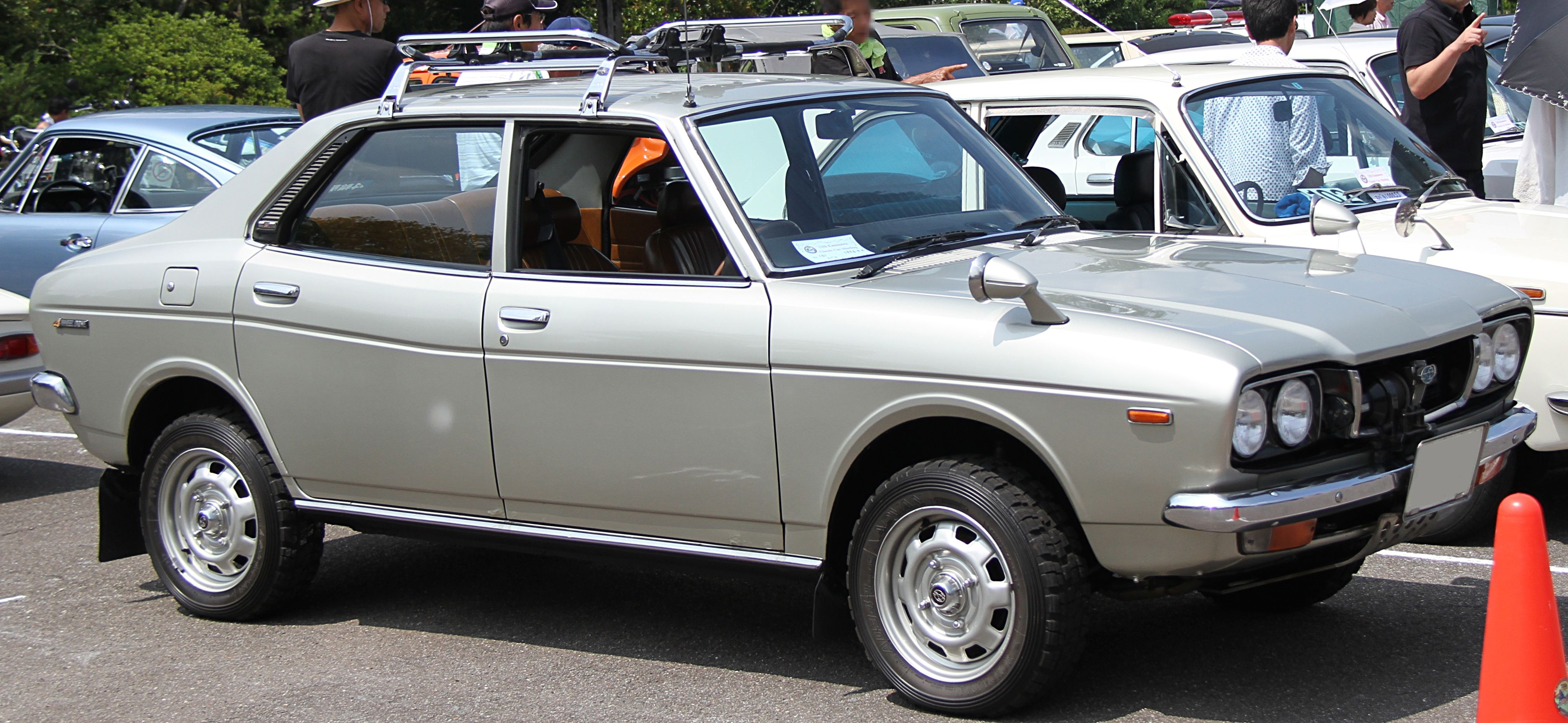
スバル・レオーネ4WDセダン
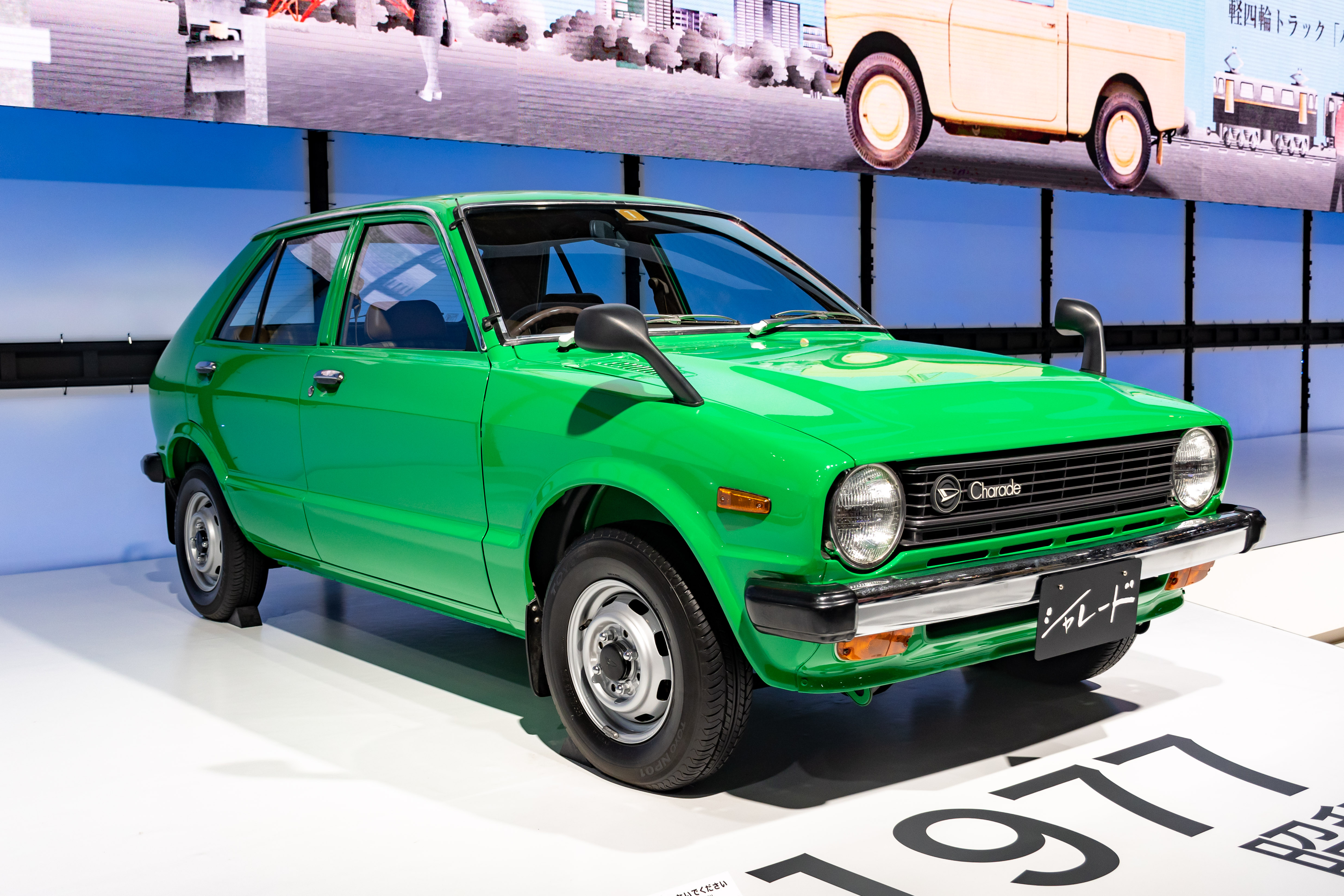
ダイハツ・シャレード
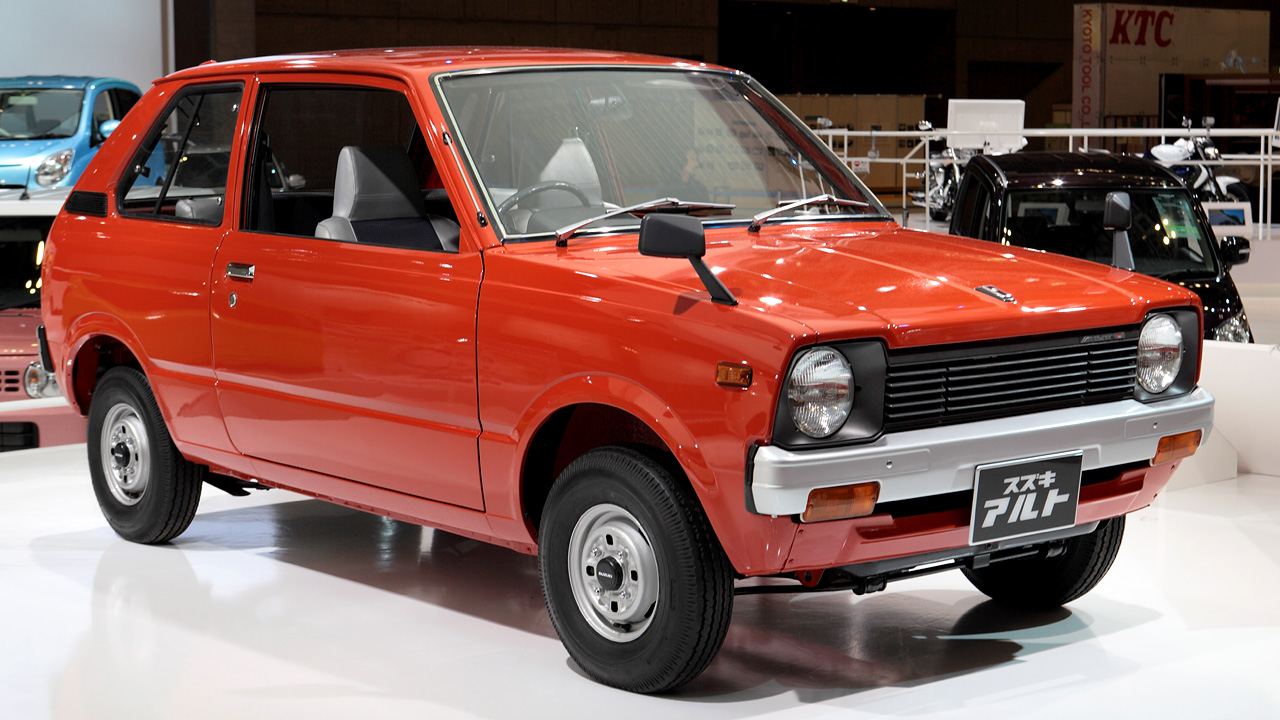
スズキ・アルト
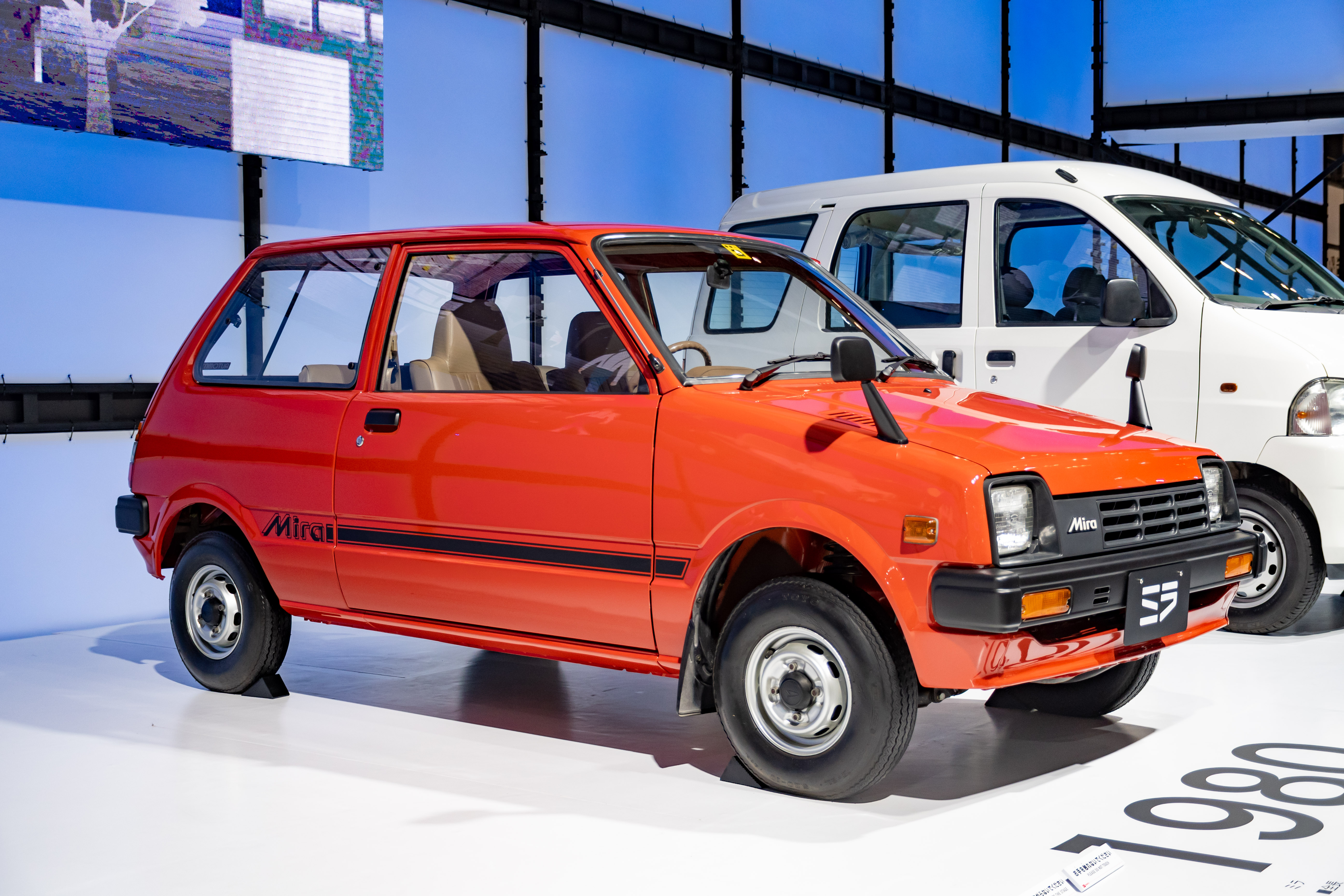
ダイハツ・ミラクオーレ
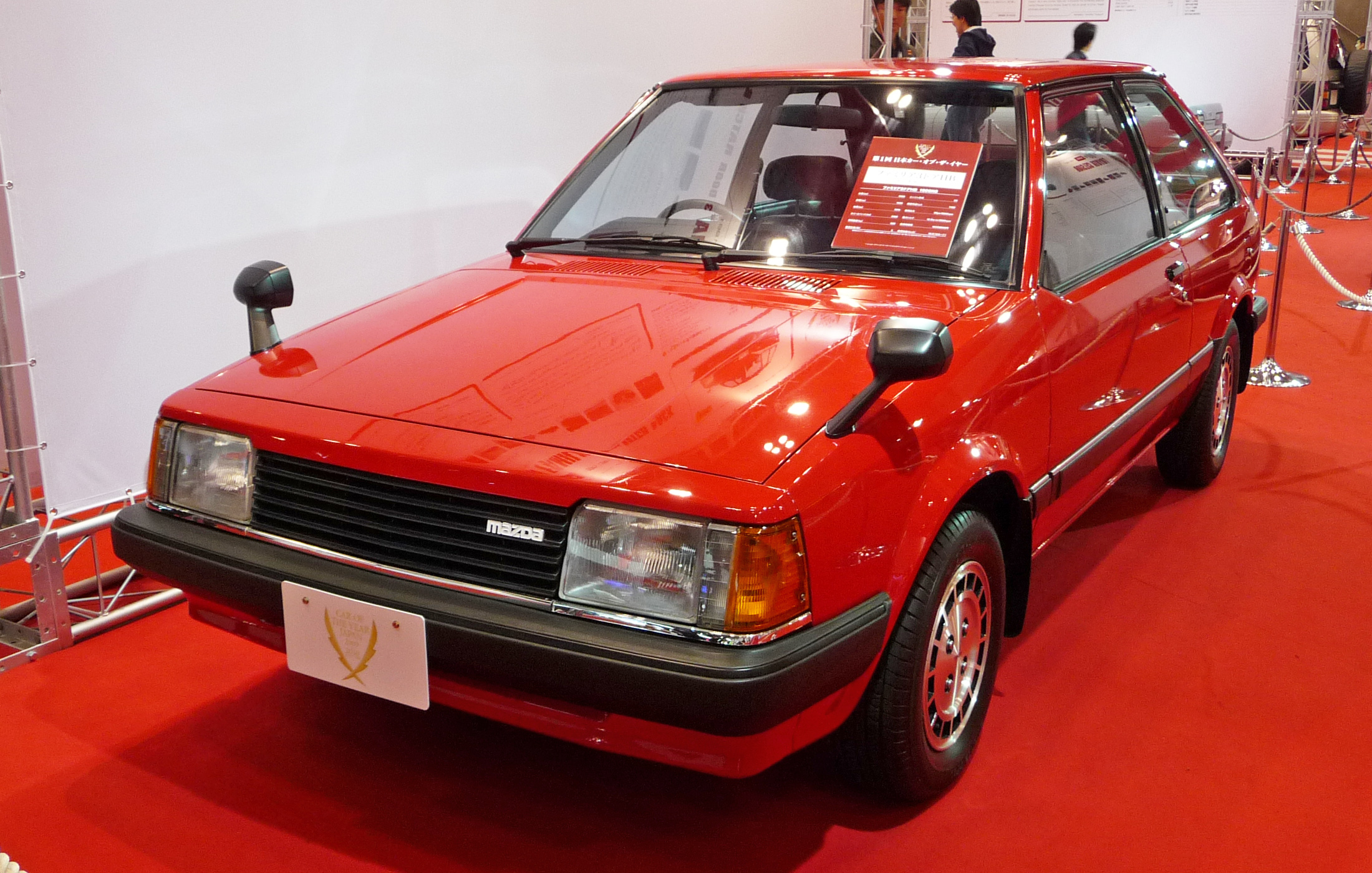
マツダ・ファミリア（初代FF）
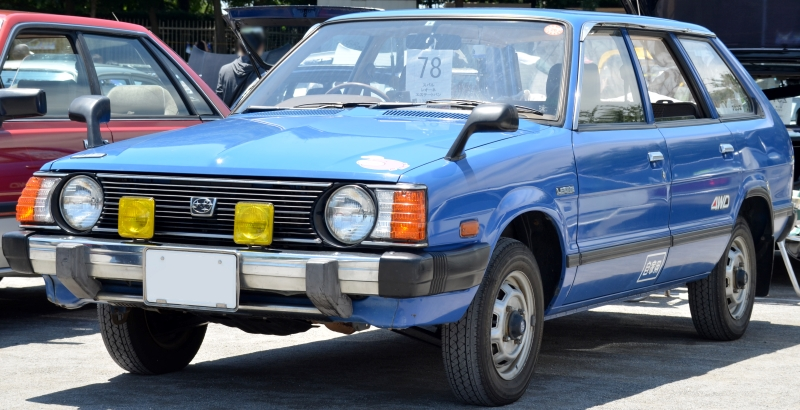
スバル・レオーネ・ワゴン
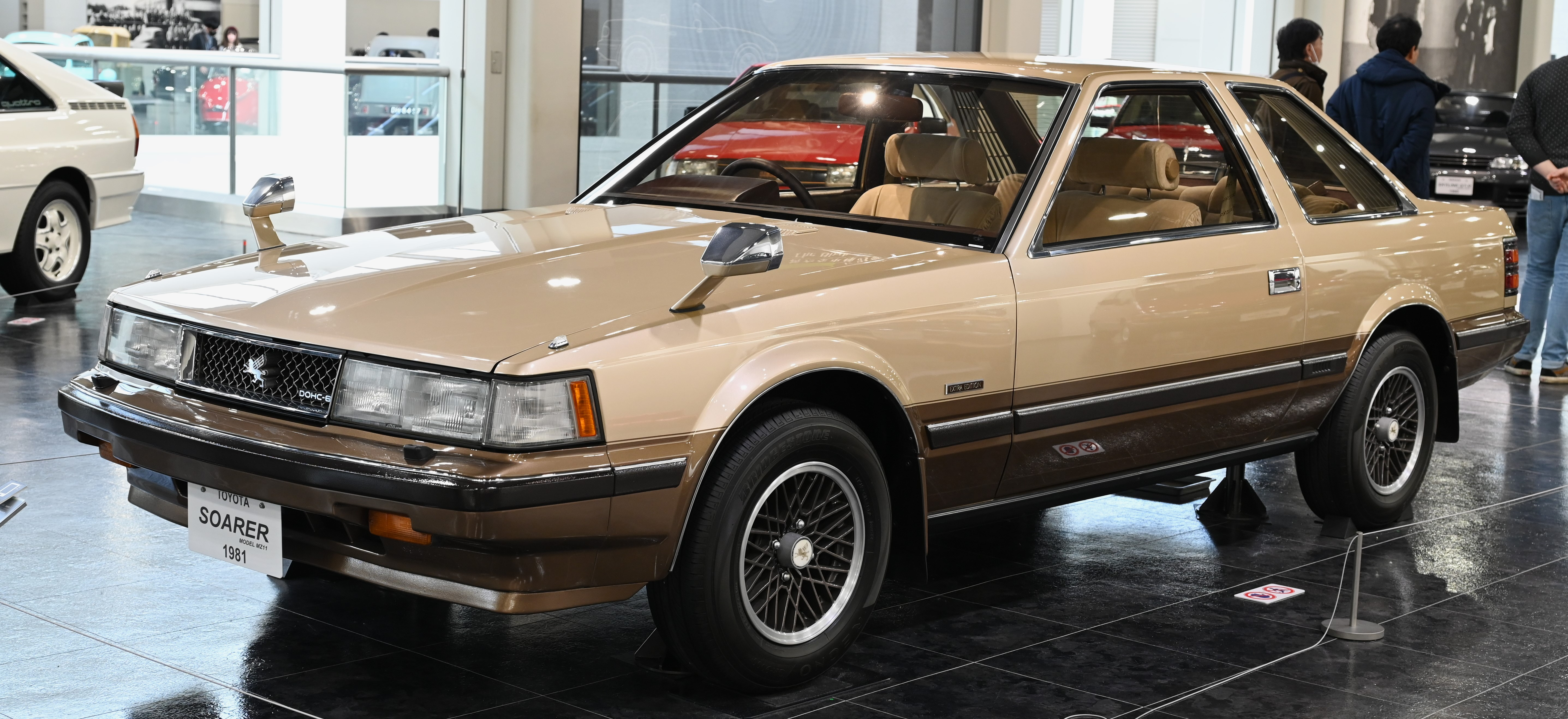
トヨタ・ソアラ
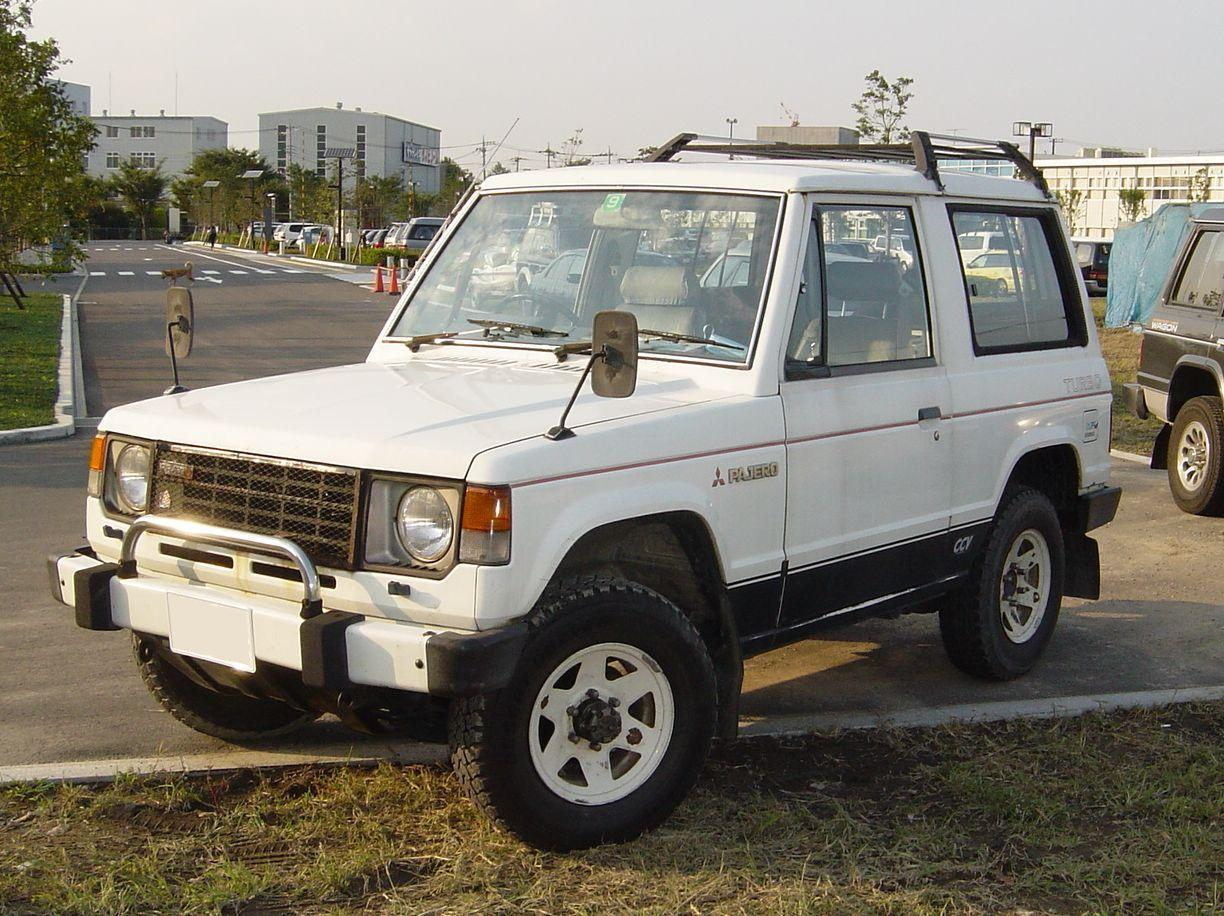
三菱・パジェロ（2300ディーゼルターボ）
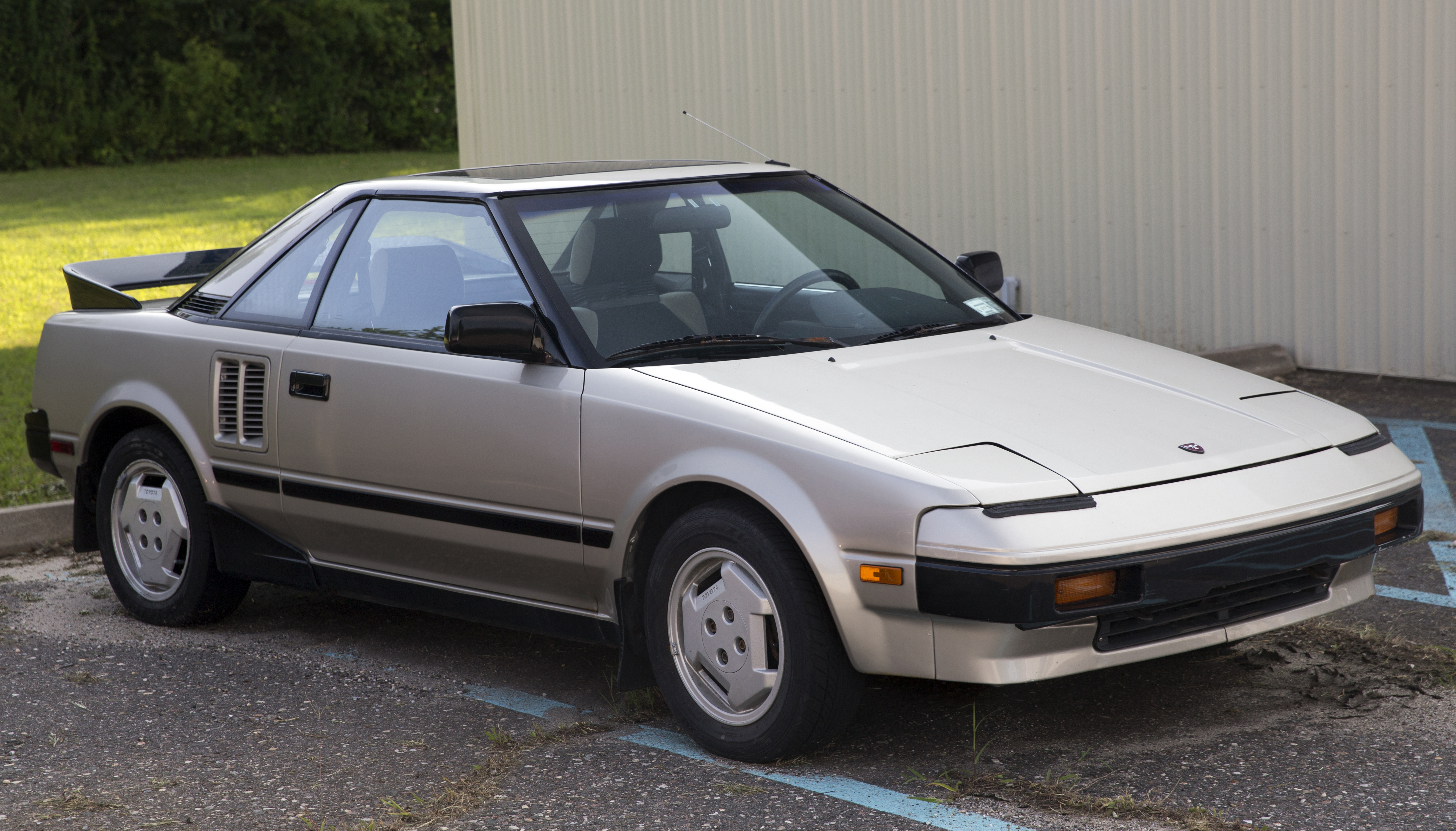
トヨタ・MR2
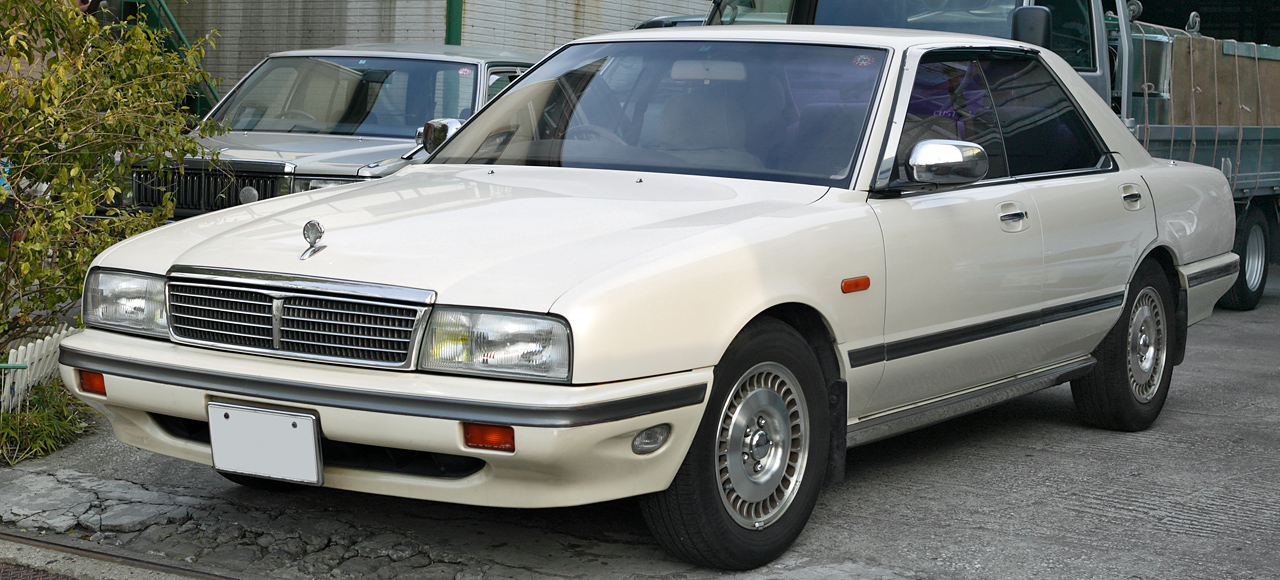
ニッサン・セドリック・シーマFPY31型
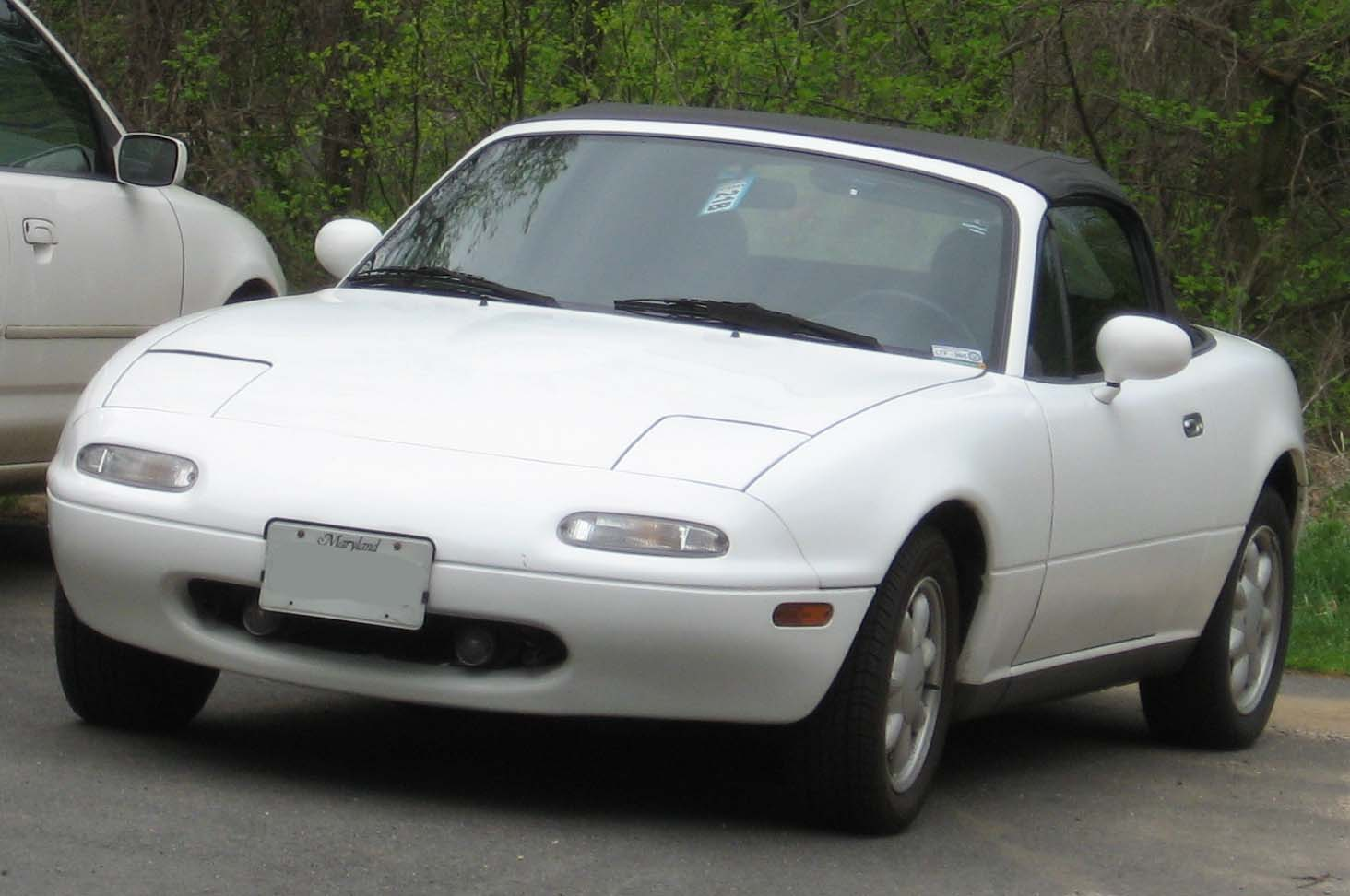
マツダ・ユーノスロードスター
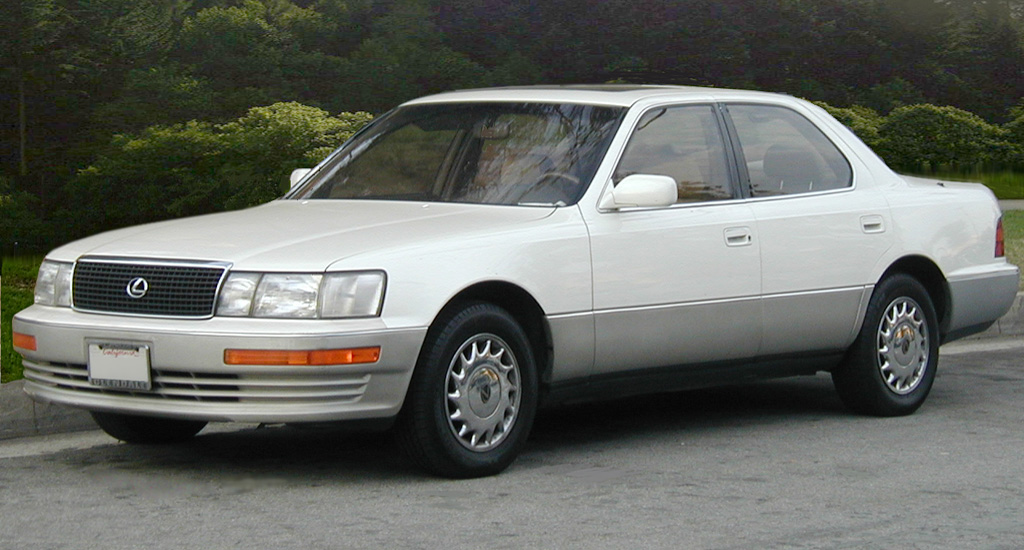
レクサス・LS400
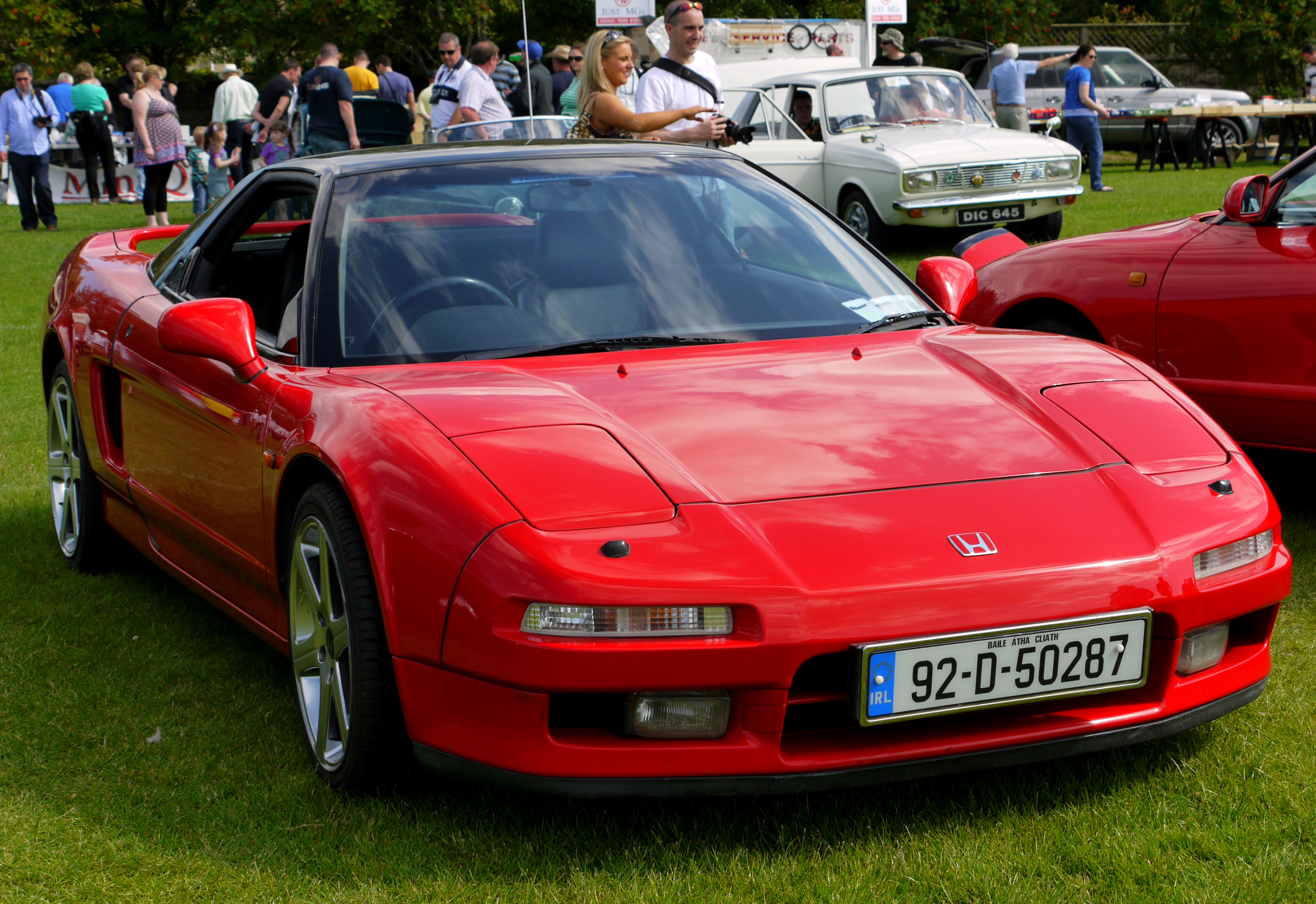
ホンダ・NSX
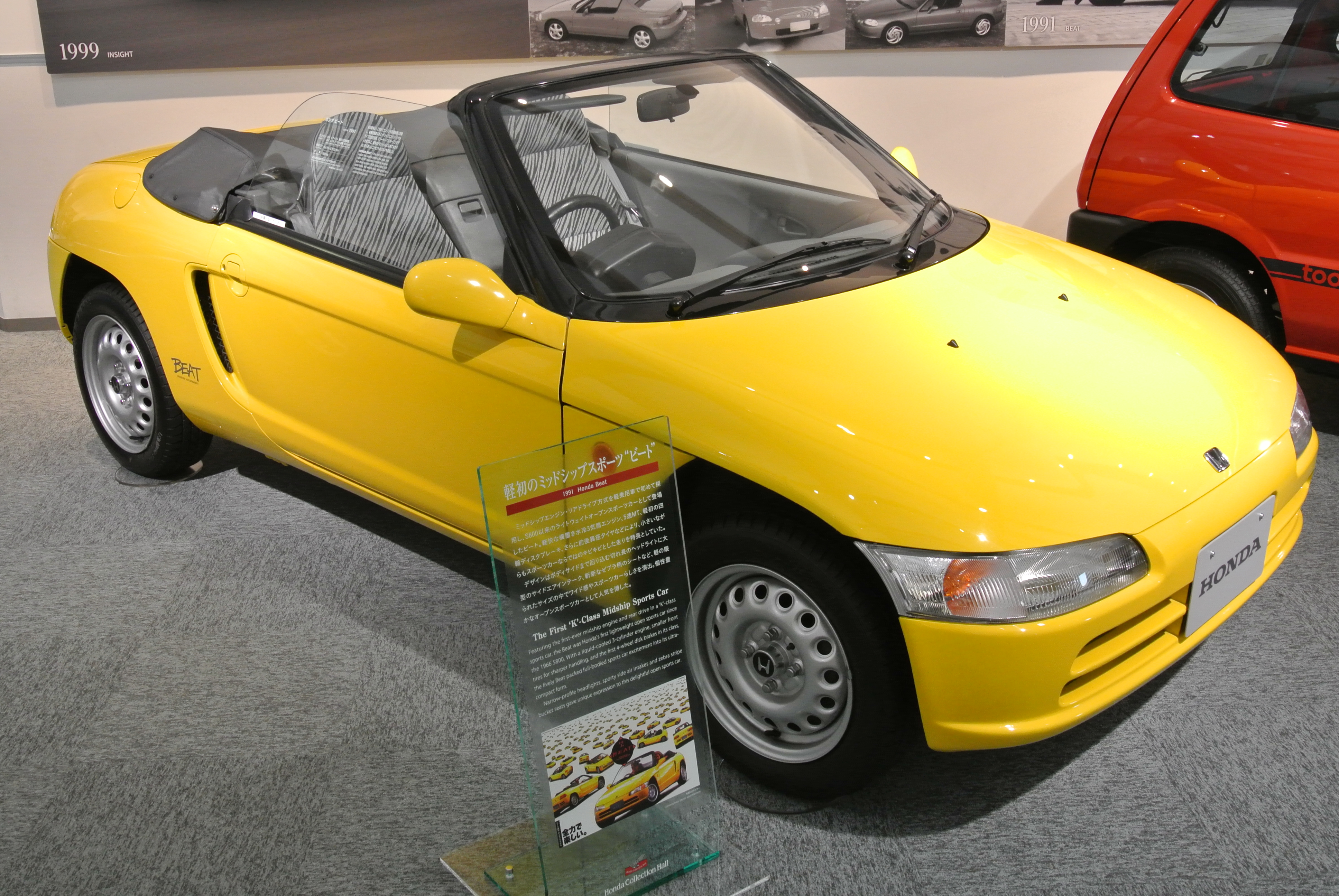
ホンダ・ビート

### 乗用車（1993年 - 2016年）
- 1993年 スズキ・ワゴンR
- 1994年 ホンダ・オデッセイ
- 1995年 ダイハツ・ムーヴ
- 1996年 三菱・ギャラン
- 1997年 トヨタ・プリウス
- 2000年 スバル・インプレッサWRX STI
- 2000年 日産・ハイパーミニ
- 2002年 ダイハツ・コペン
- 2002年 ホンダ・FCX
- 2003年 ダイハツ・タント
- 2005年 トヨタ・ハリアーHV
- 2005年 トヨタ・福祉車両
- 2006年 マツダ・RX-8ハイドロジェンRE
- 2007年 NISSAN・GT-R
- 2008年 スズキ・ワゴンR/ワゴンRスティングレー
- 2009年 Honda・インサイト
- 2009年 三菱・i-MiEV
- 2010年 スズキ・新型スイフト
- 2010年 日産・リーフ
- 2010年 レクサス・LFA
- 2011年 ダイハツ・ミライース
- 2012年 トヨタ・プラグインハイブリッド
- 2013年 スズキ・ハスラー
- 2013年 三菱・アウトランダーPHEV
- 2014年 スズキ・アルト/アルトラパン
- 2014年 ダイハツ・コペン（2代目）
- 2014年 トヨタ・MIRAI
- 2015年 マツダ・ロードスター
- 2016年 日産・セレナ

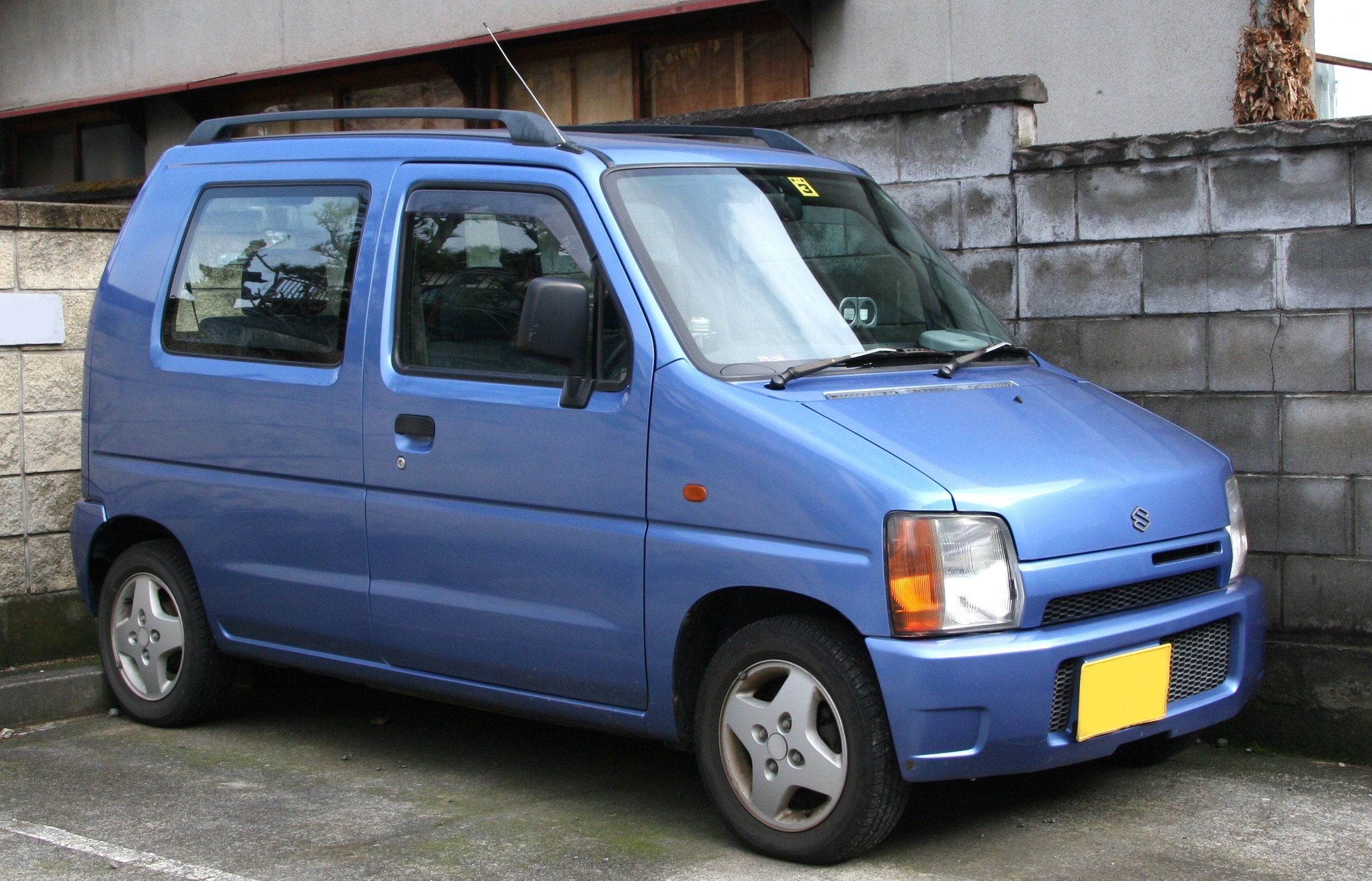
スズキ・ワゴンR
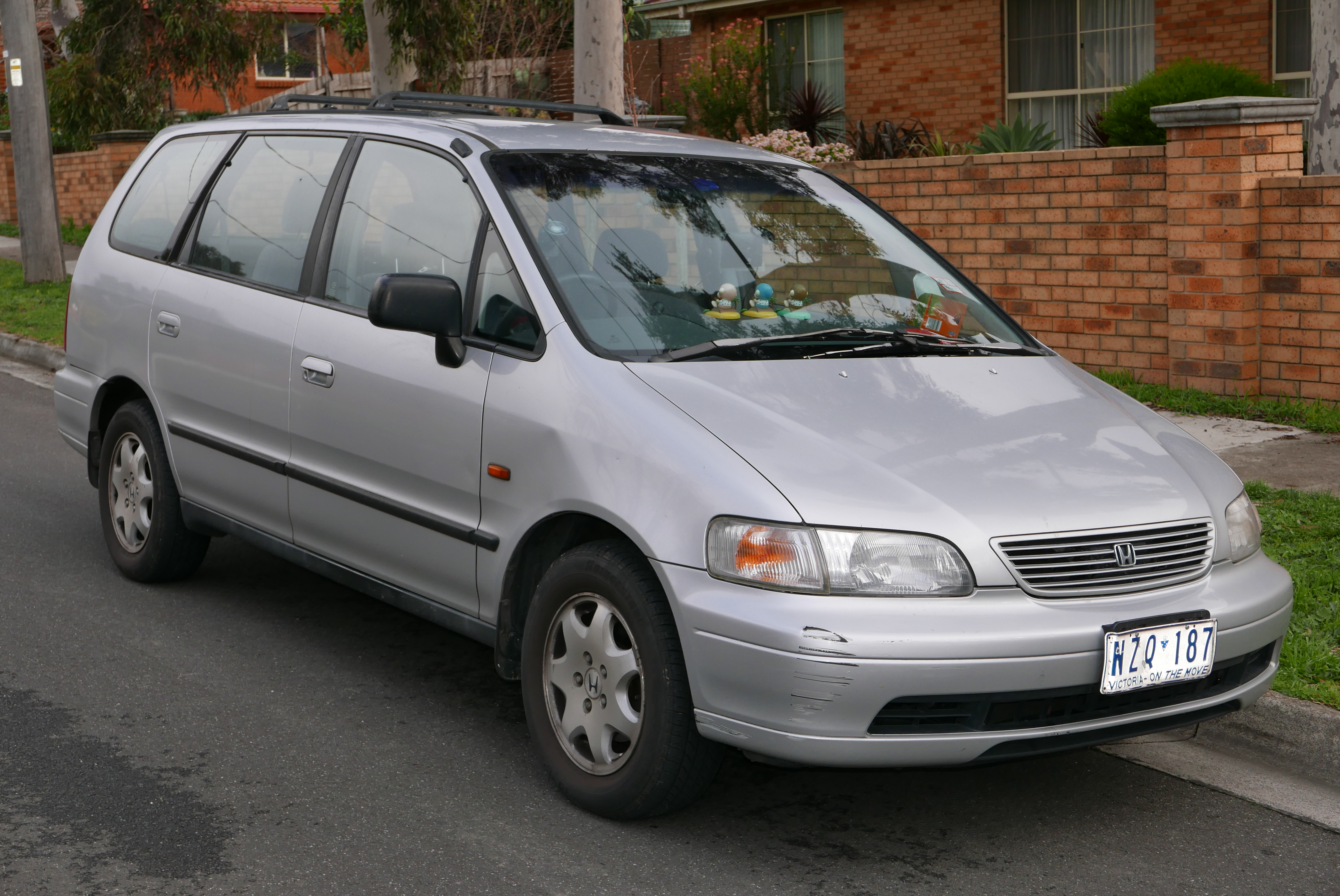
ホンダ・オデッセイ
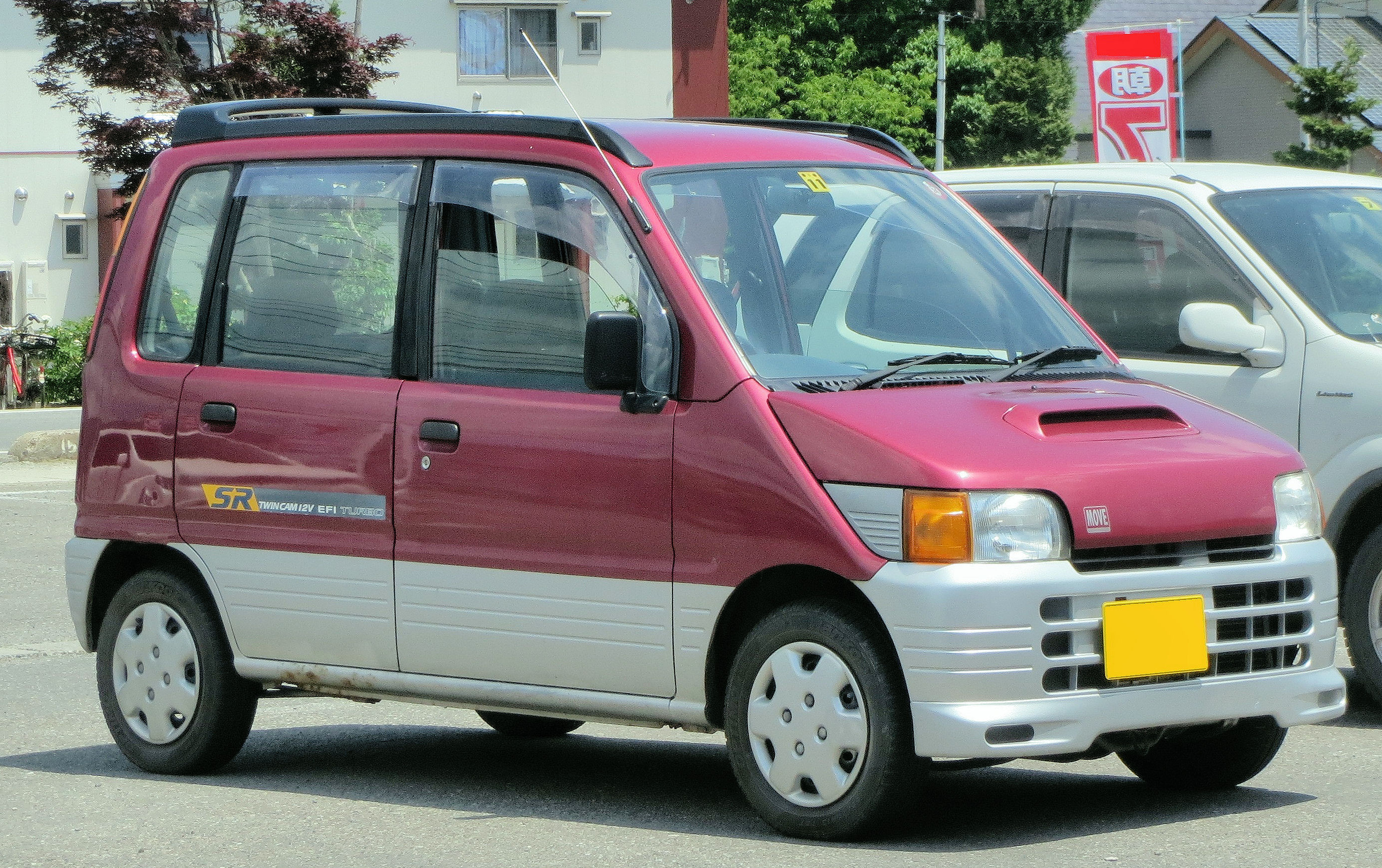
ダイハツ・ムーヴ
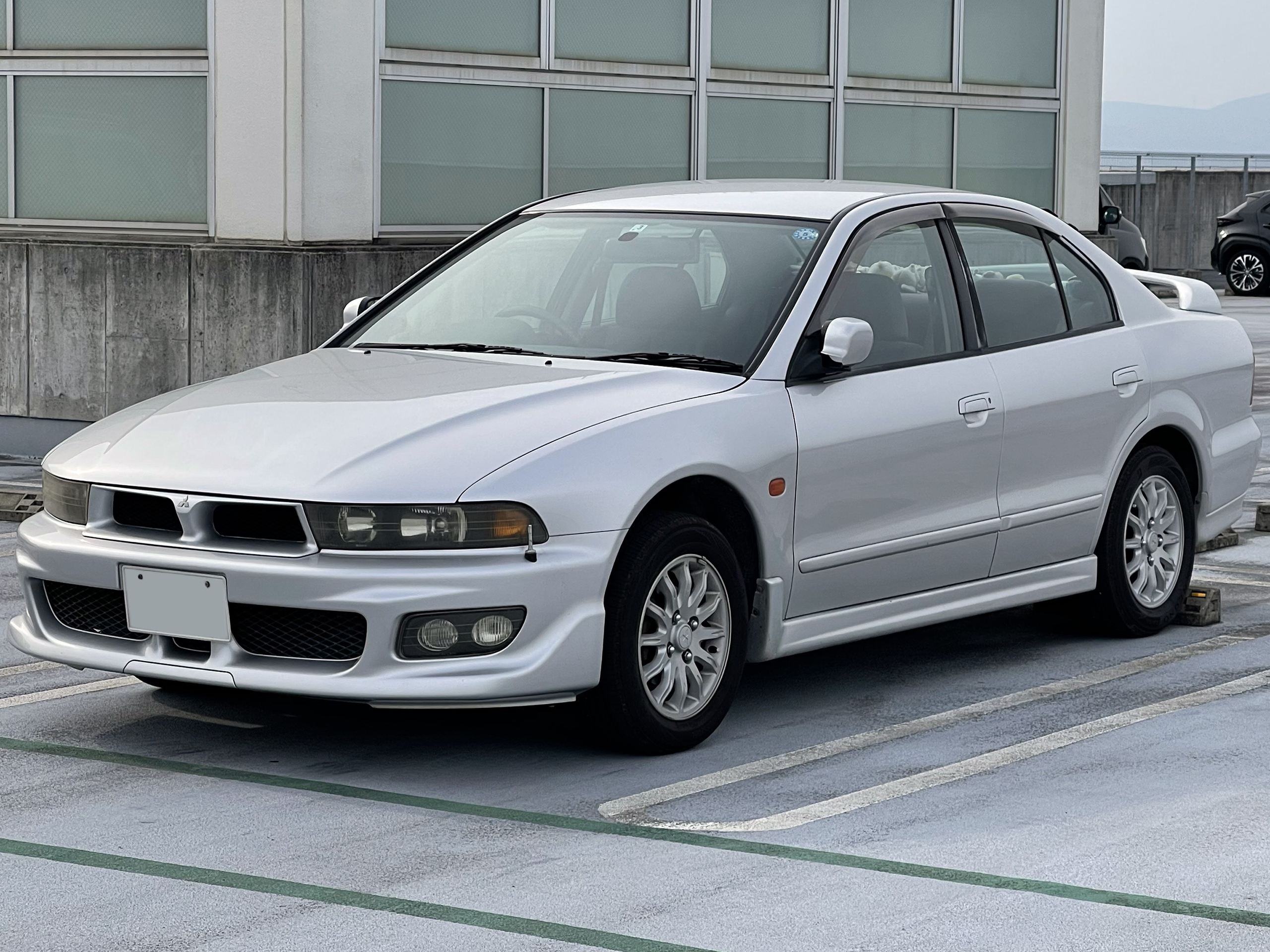
三菱・ギャラン
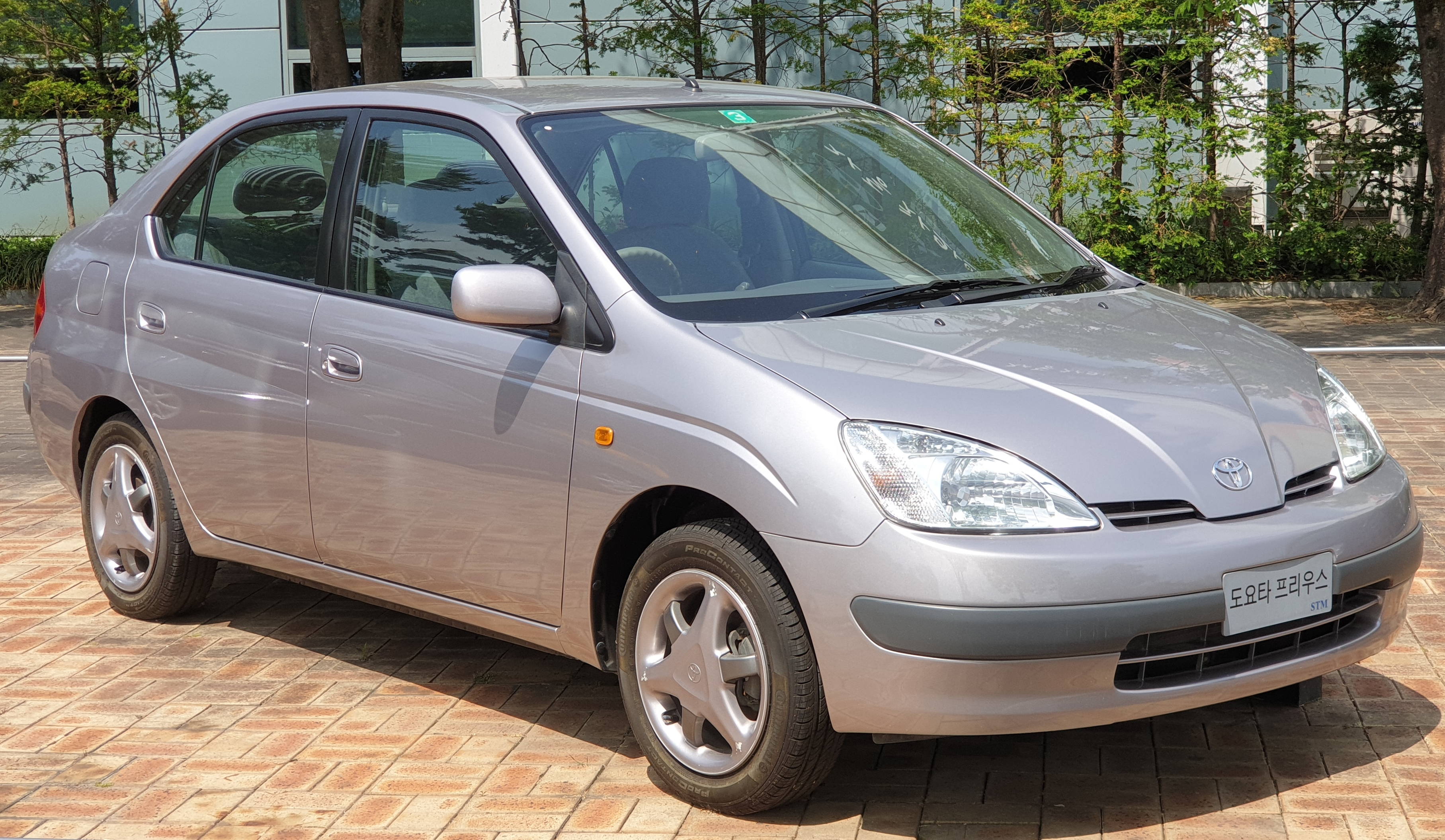
トヨタ・プリウス
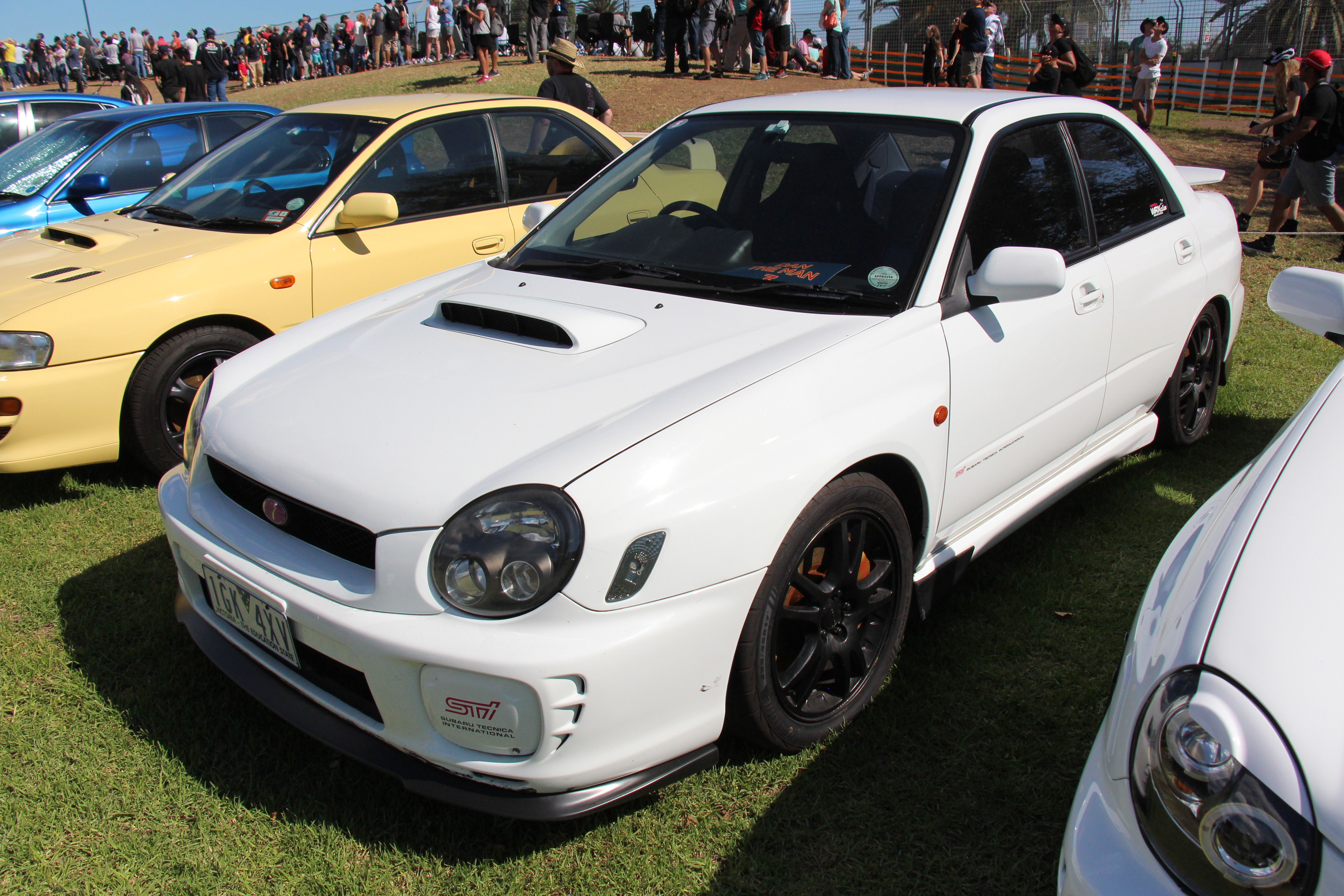
スバル・インプレッサWRX STI
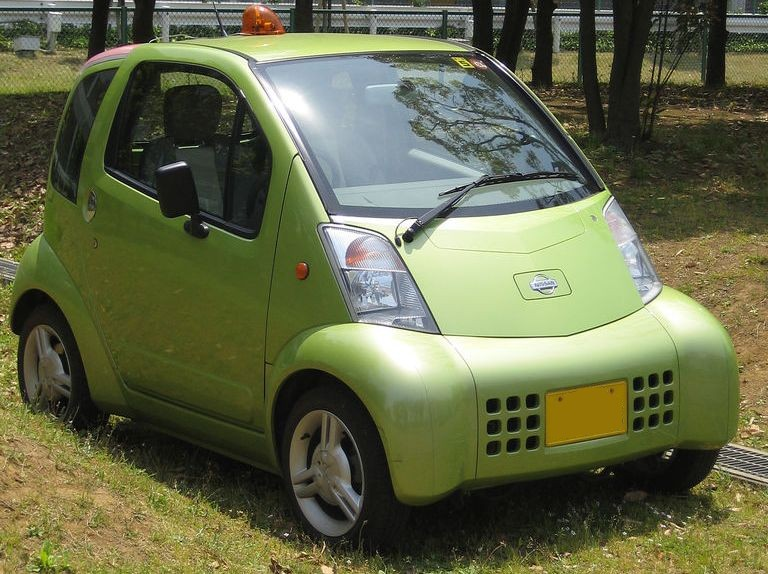
日産・ハイパーミニ
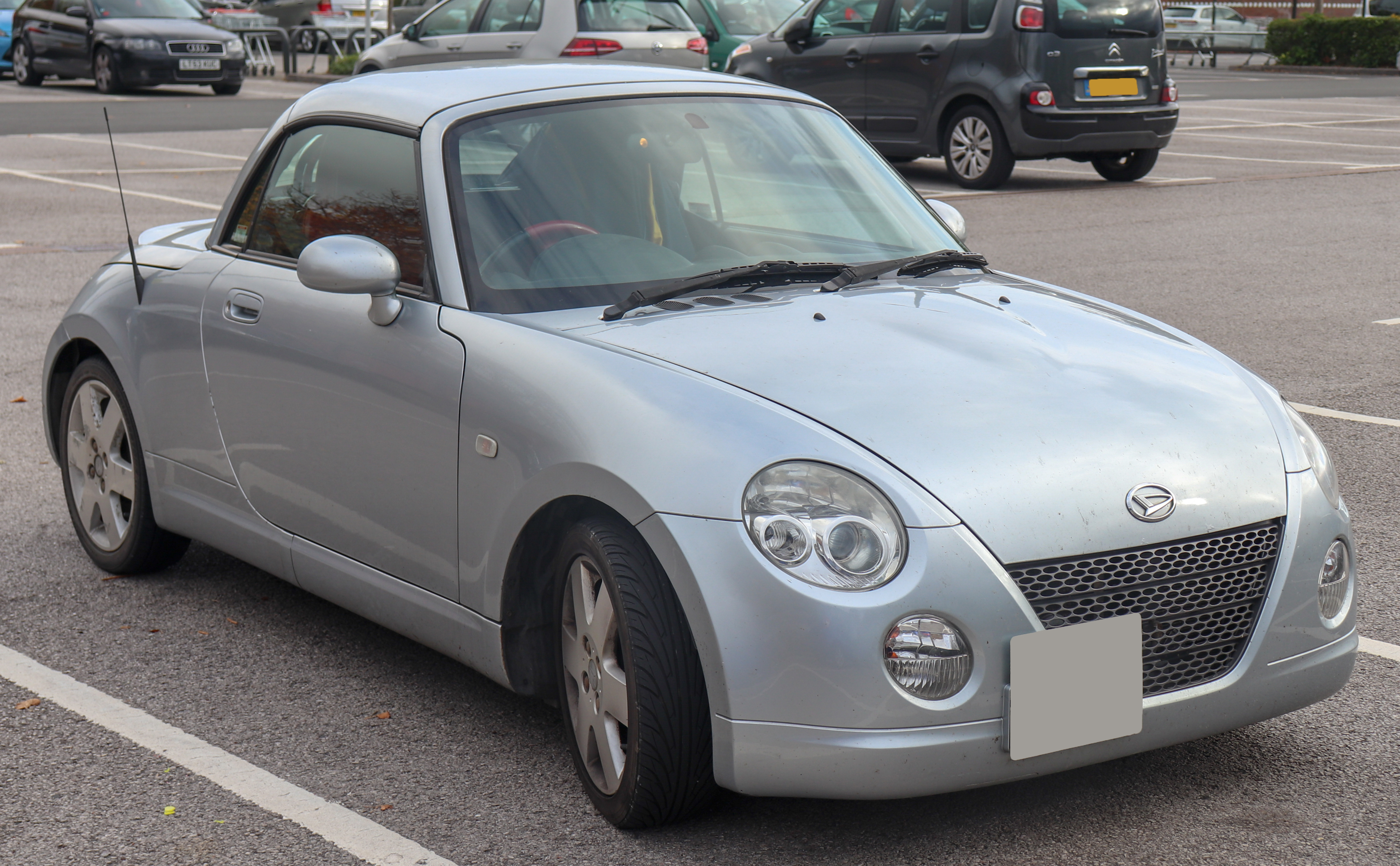
ダイハツ・コペン
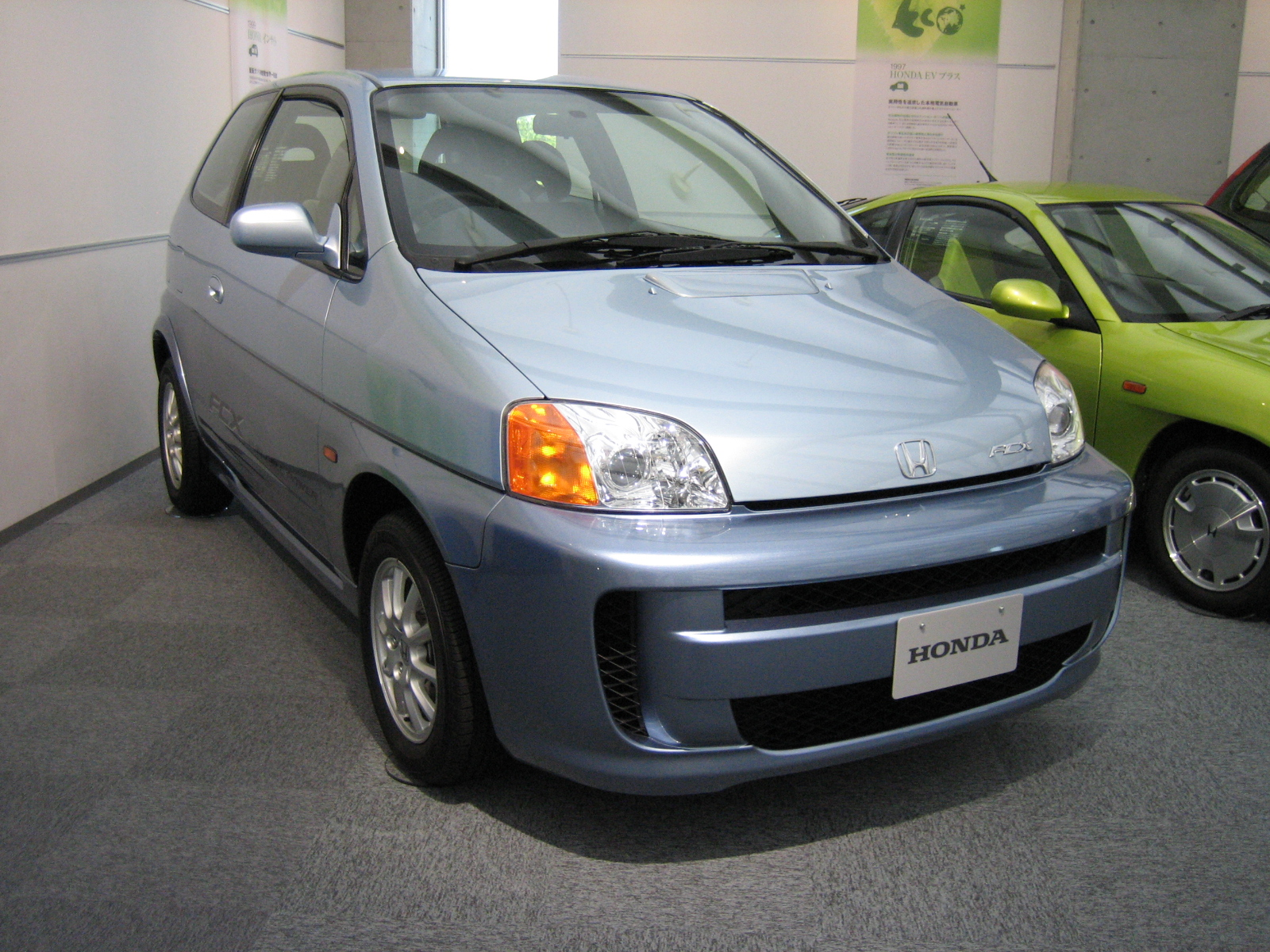
ホンダ・FCX
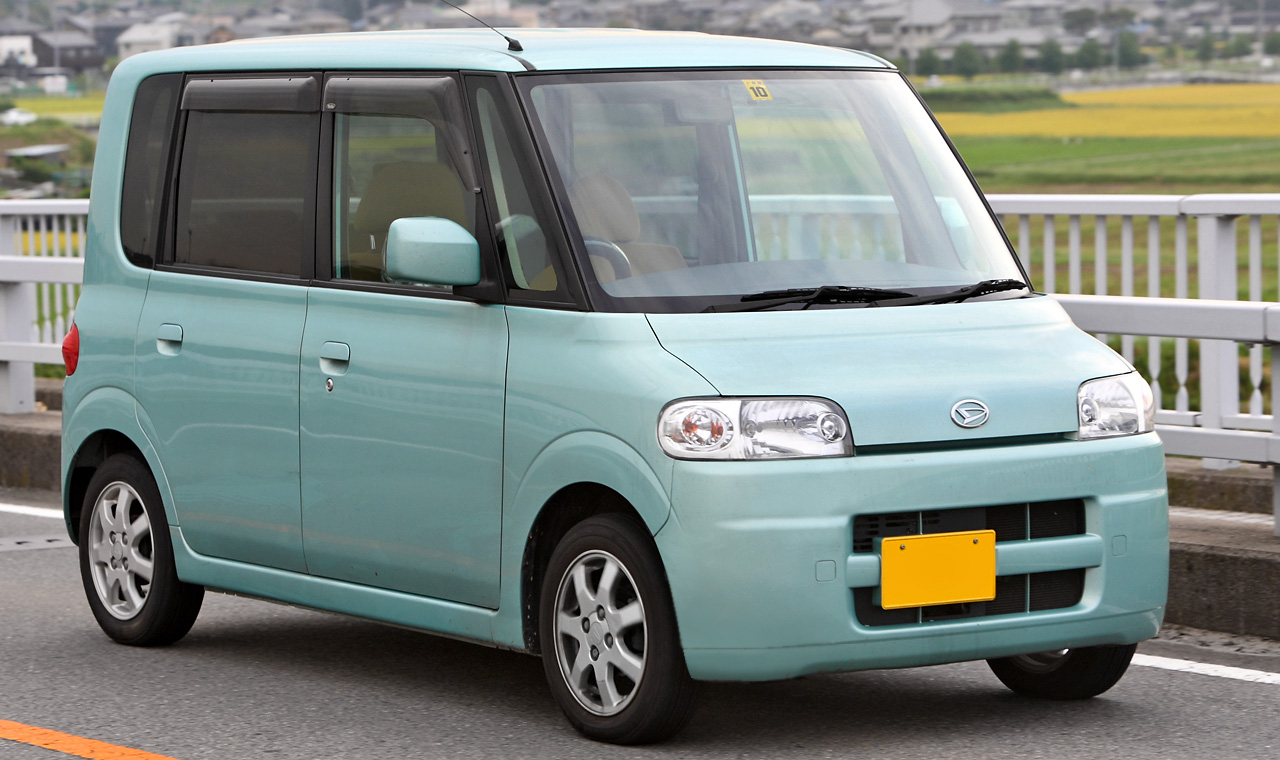
ダイハツ・タント
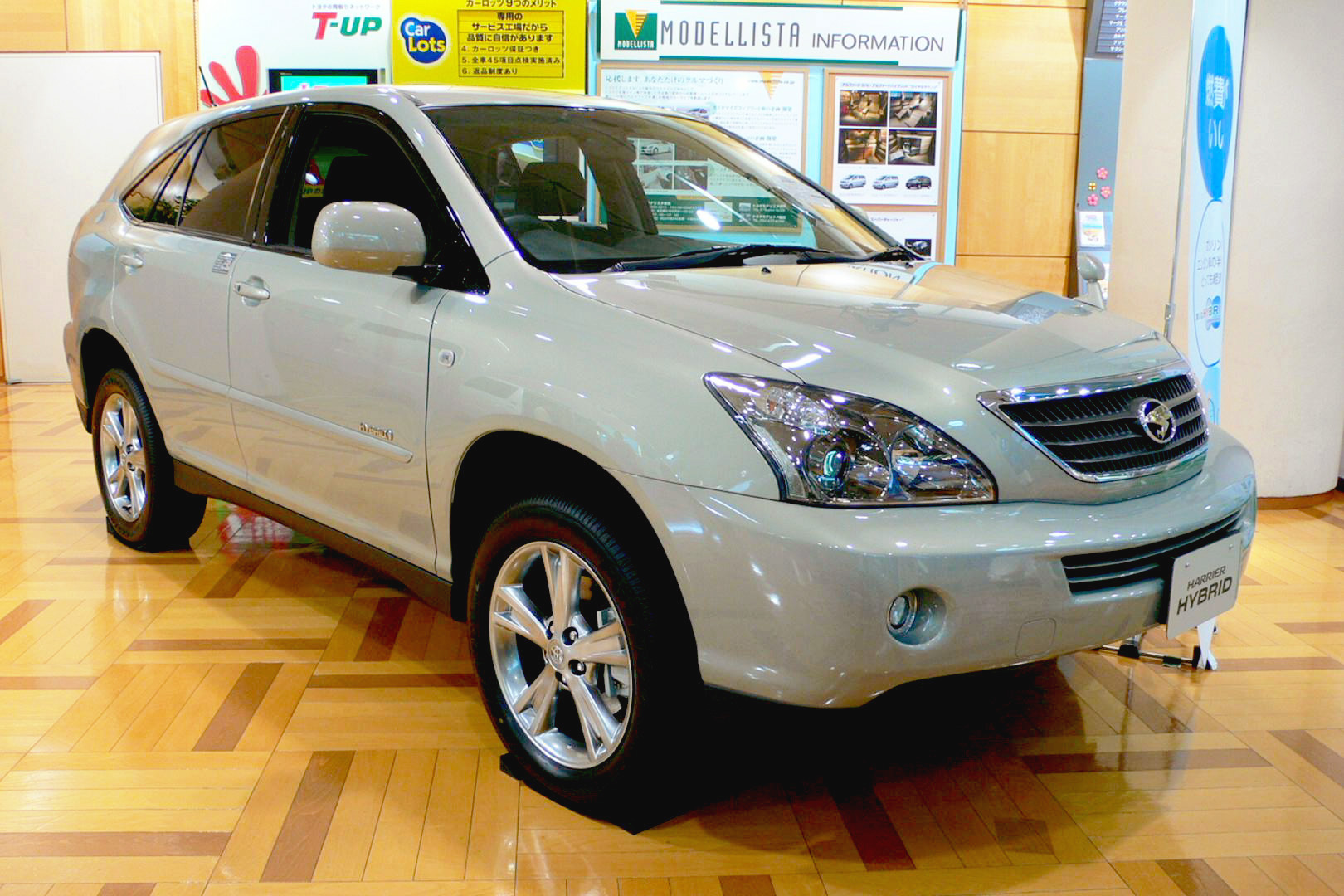
トヨタ・ハリアーHV
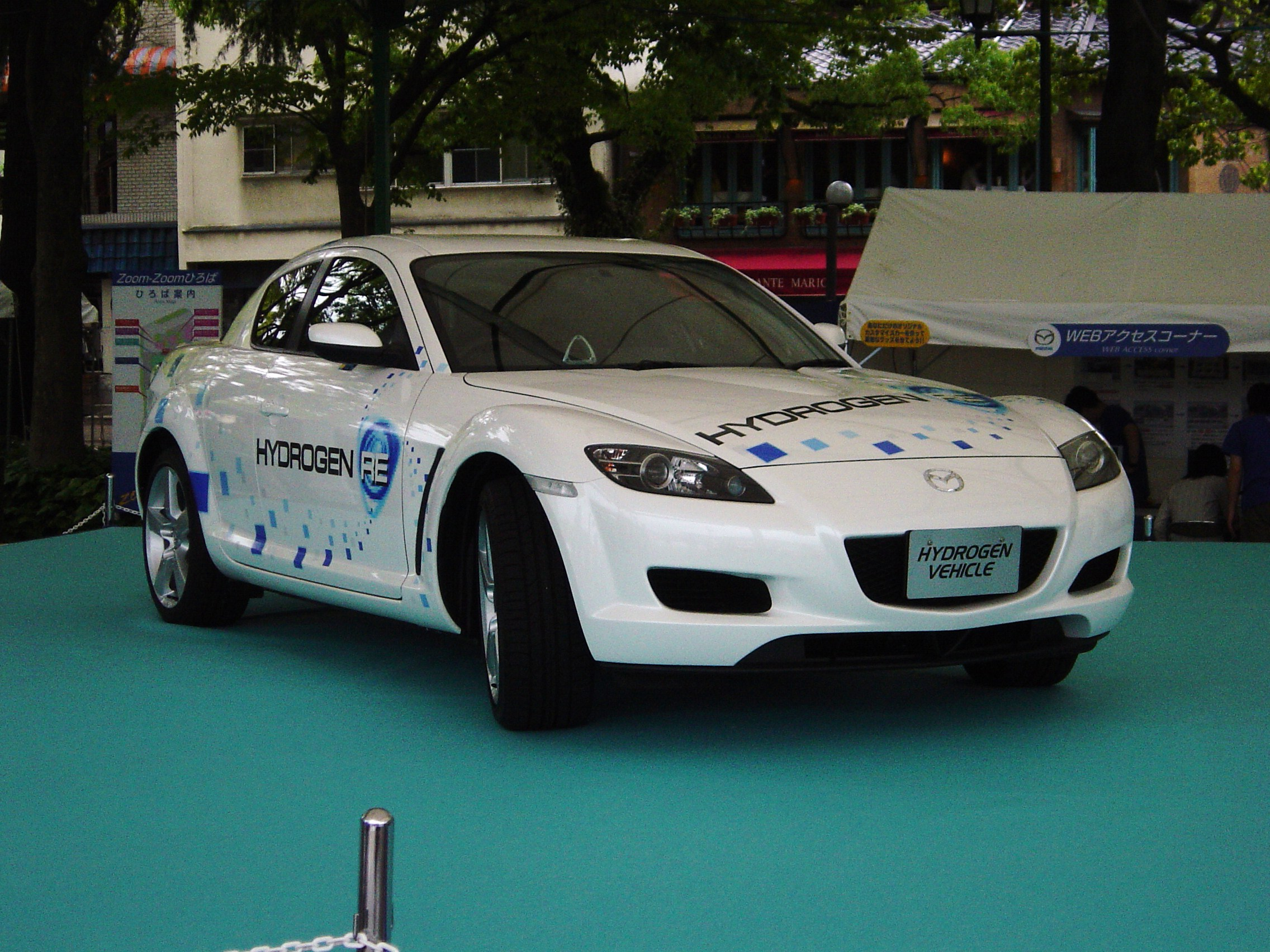
マツダ・RX-8ハイドロジェンRE
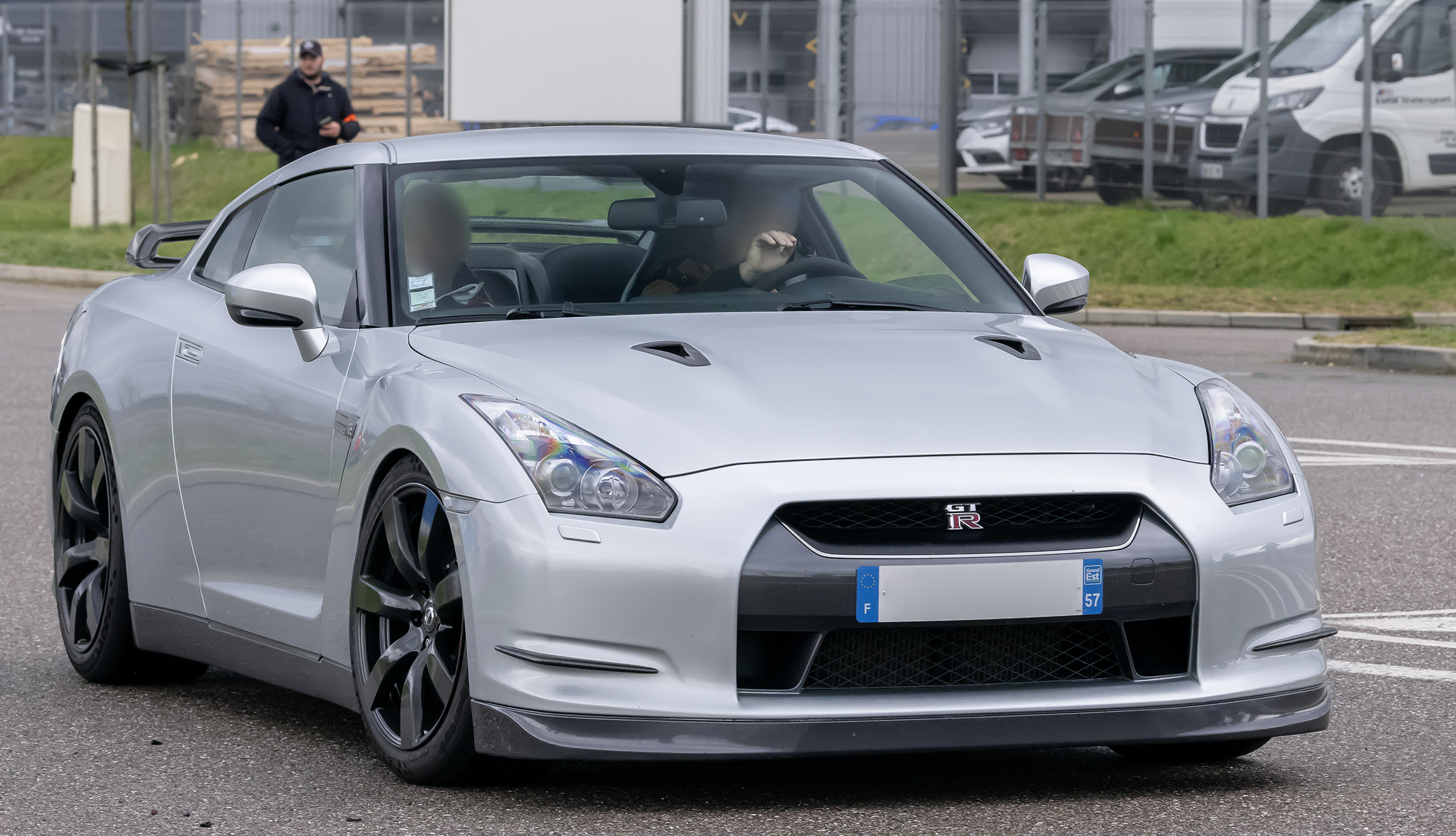
NISSAN・GT-R
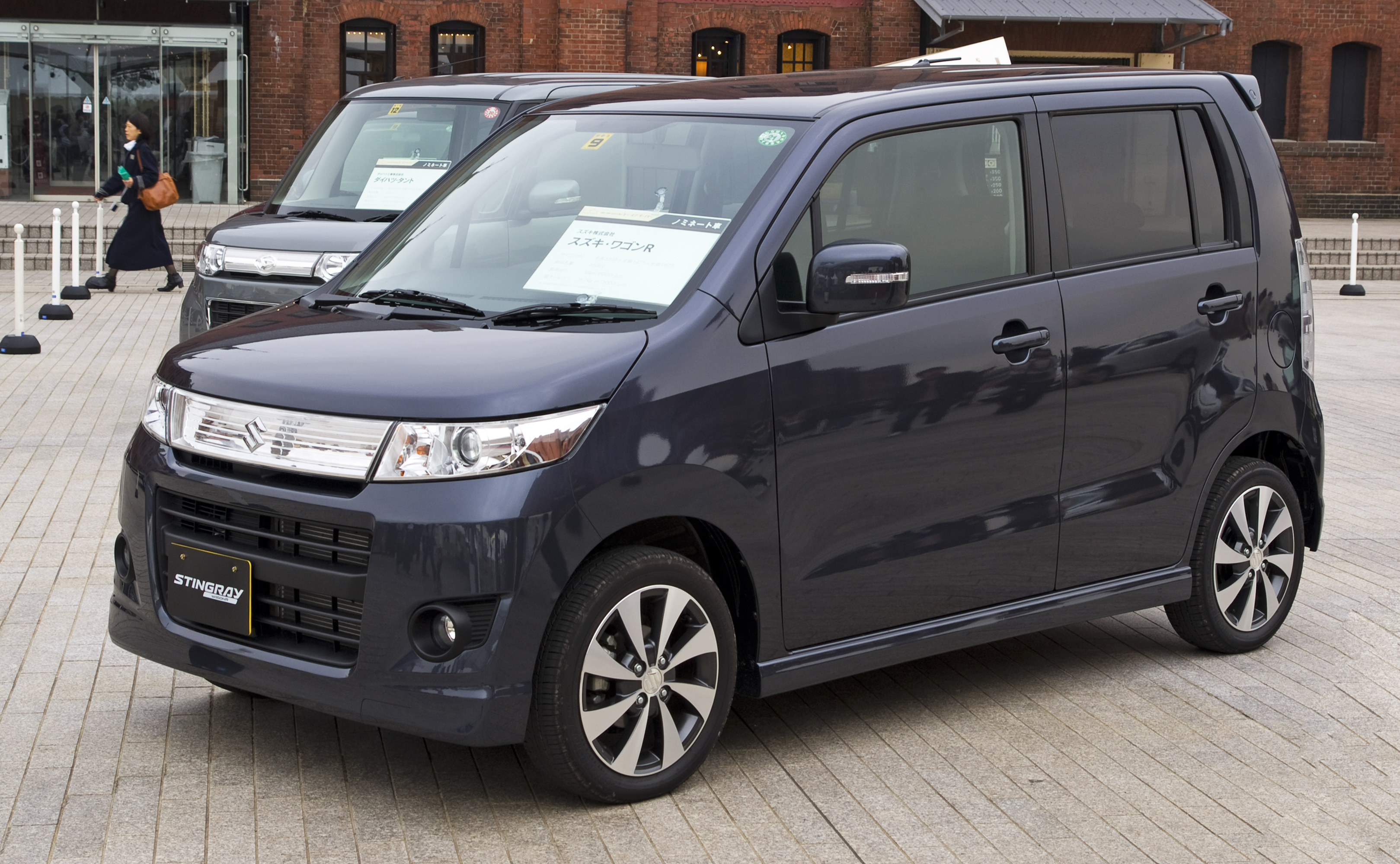
スズキ・ワゴンRスティングレー
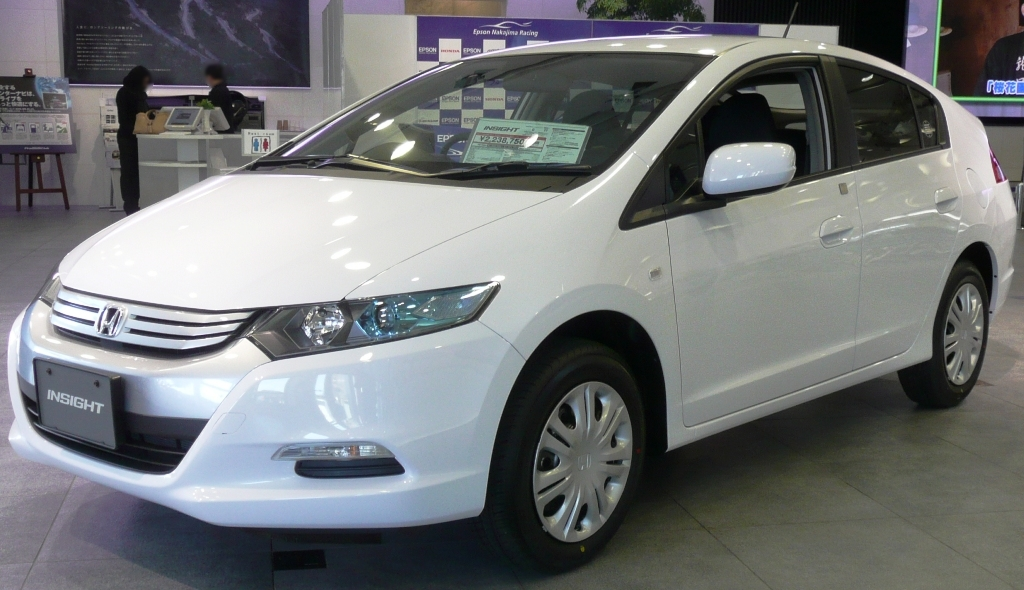
Honda・インサイト
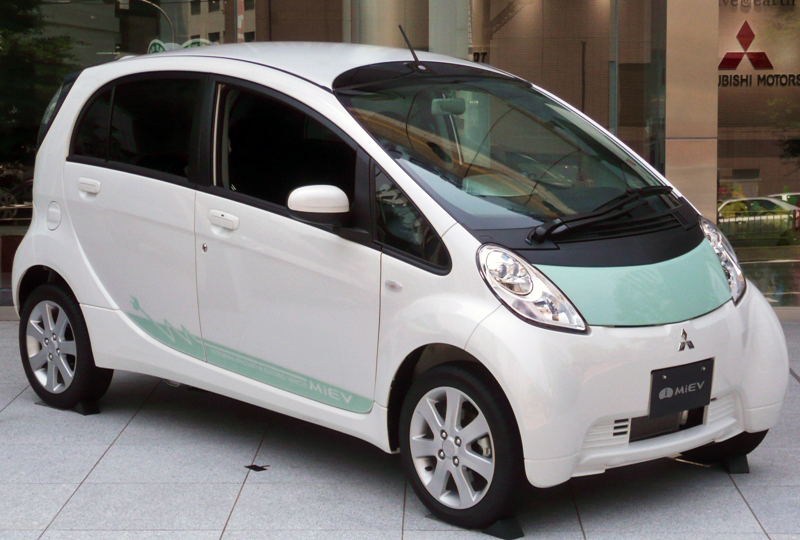
三菱・i-MiEV
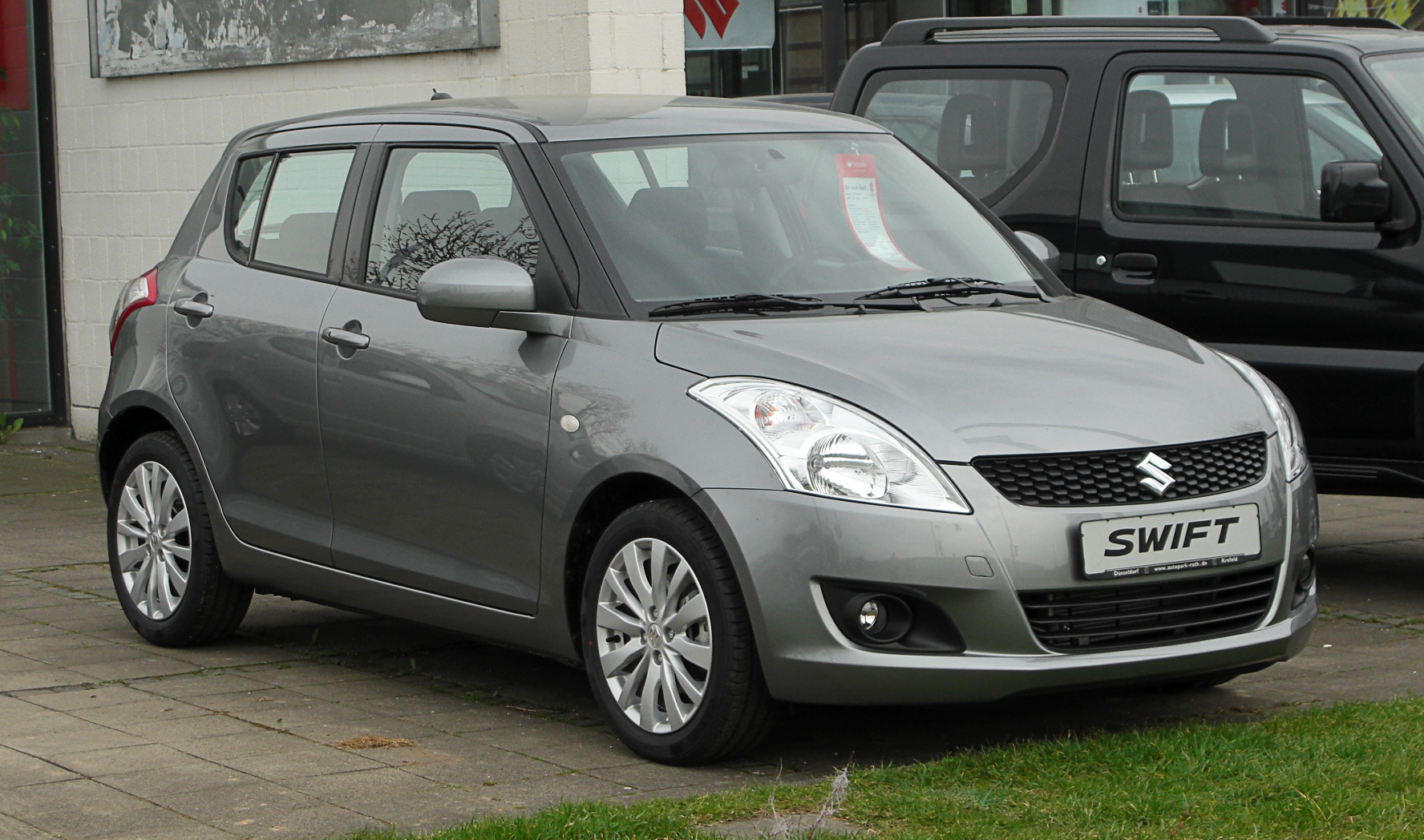
スズキ・新型スイフト
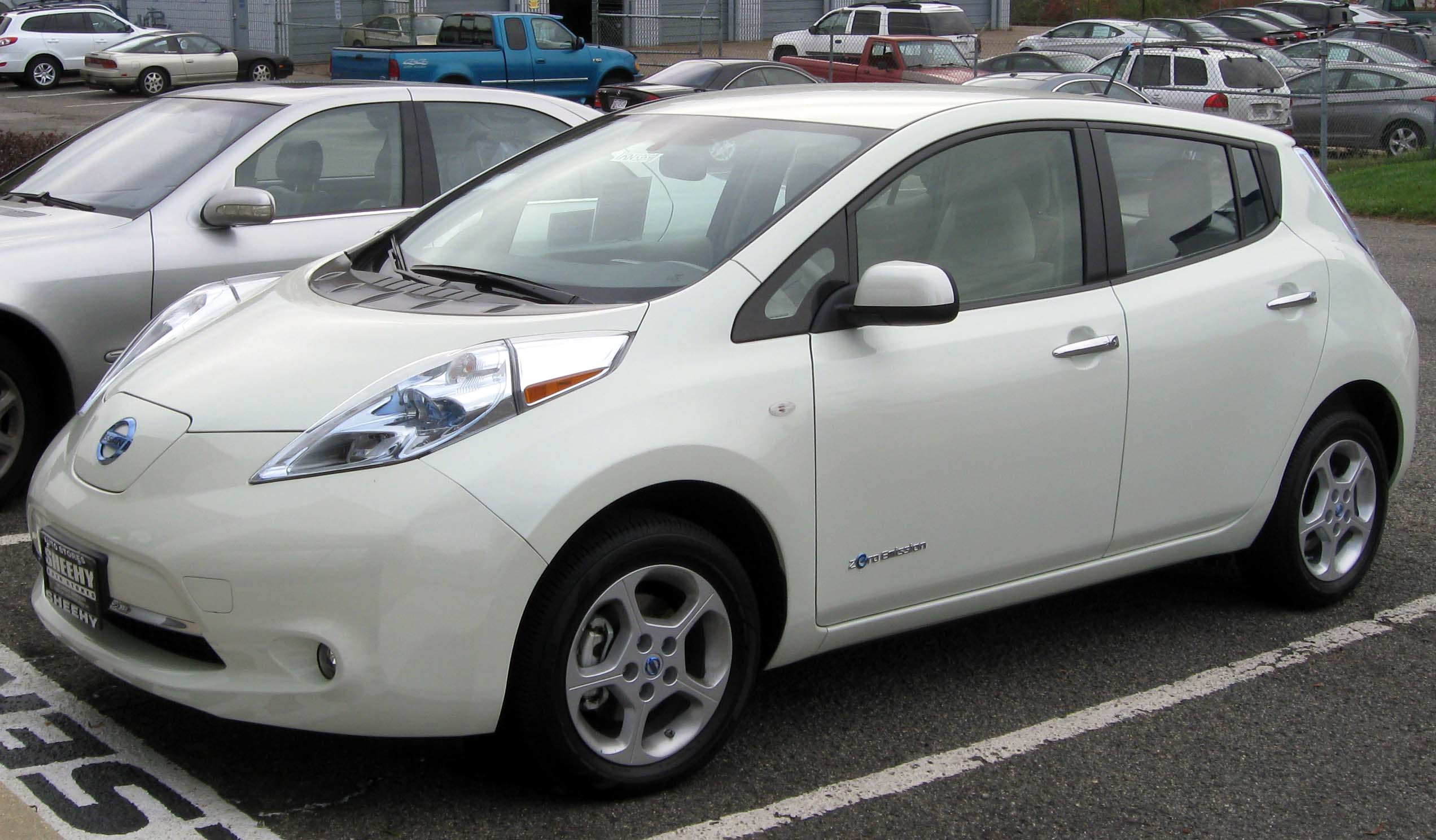
日産・リーフ
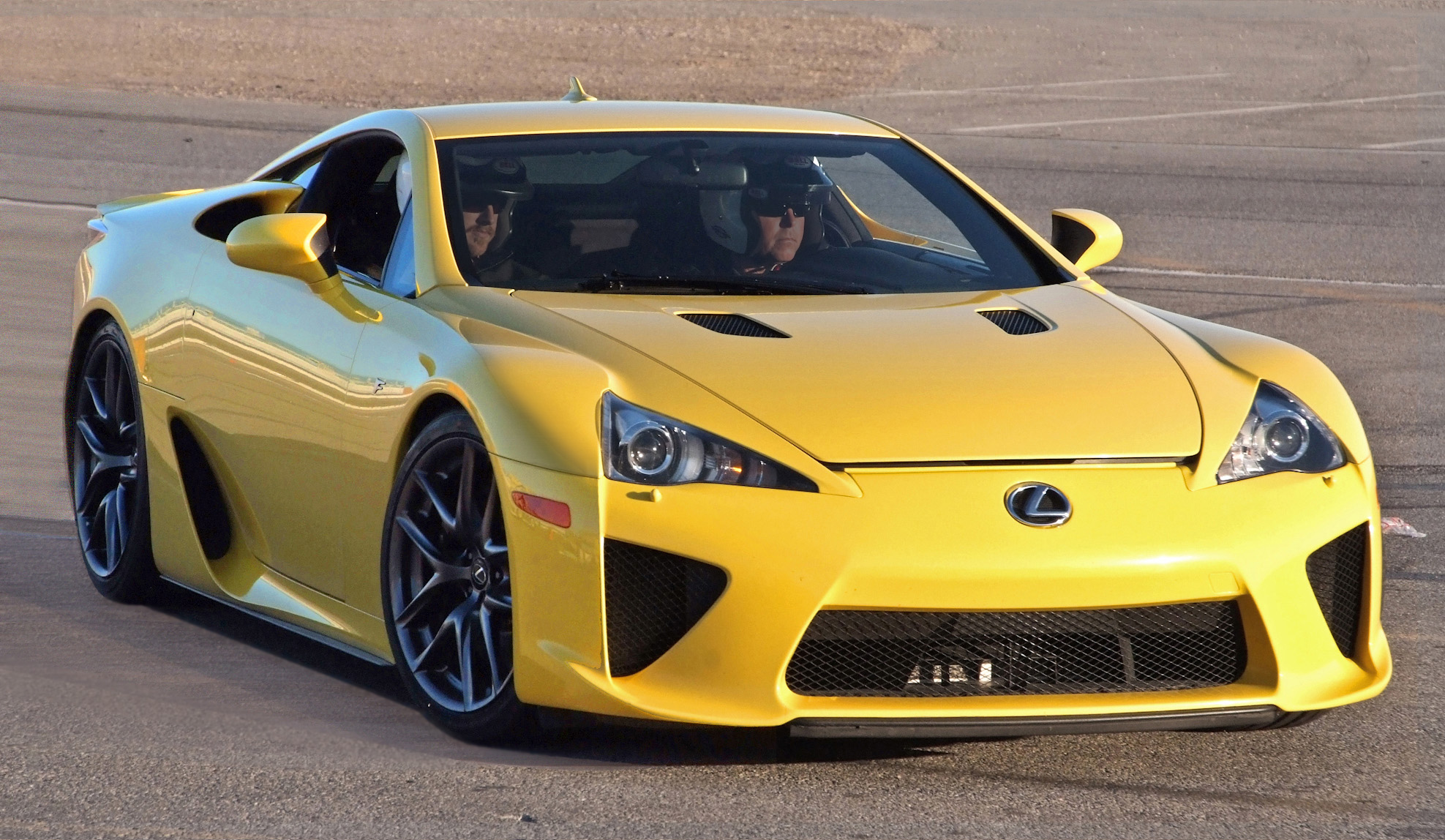
レクサス・LFA
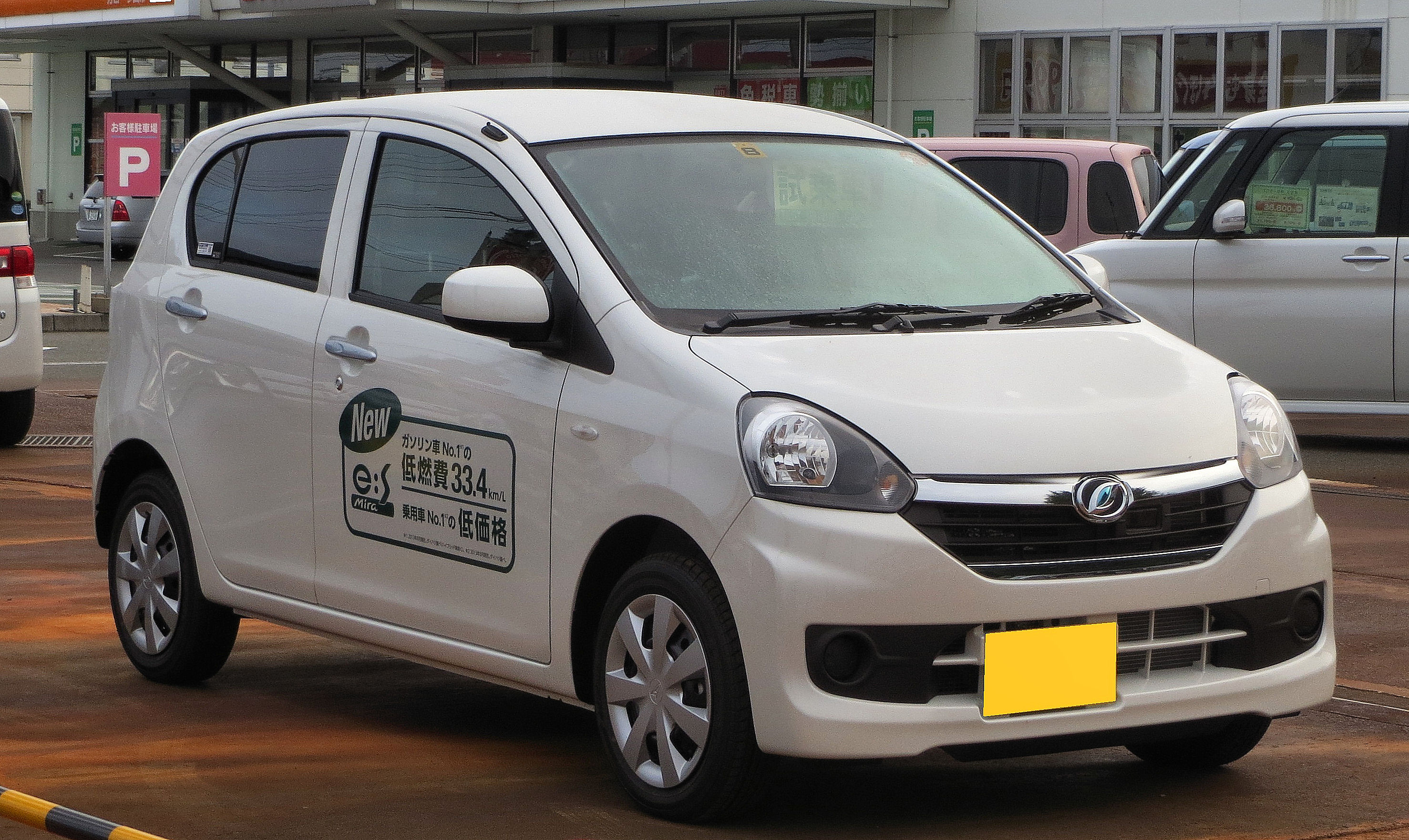
ダイハツ・ミライース
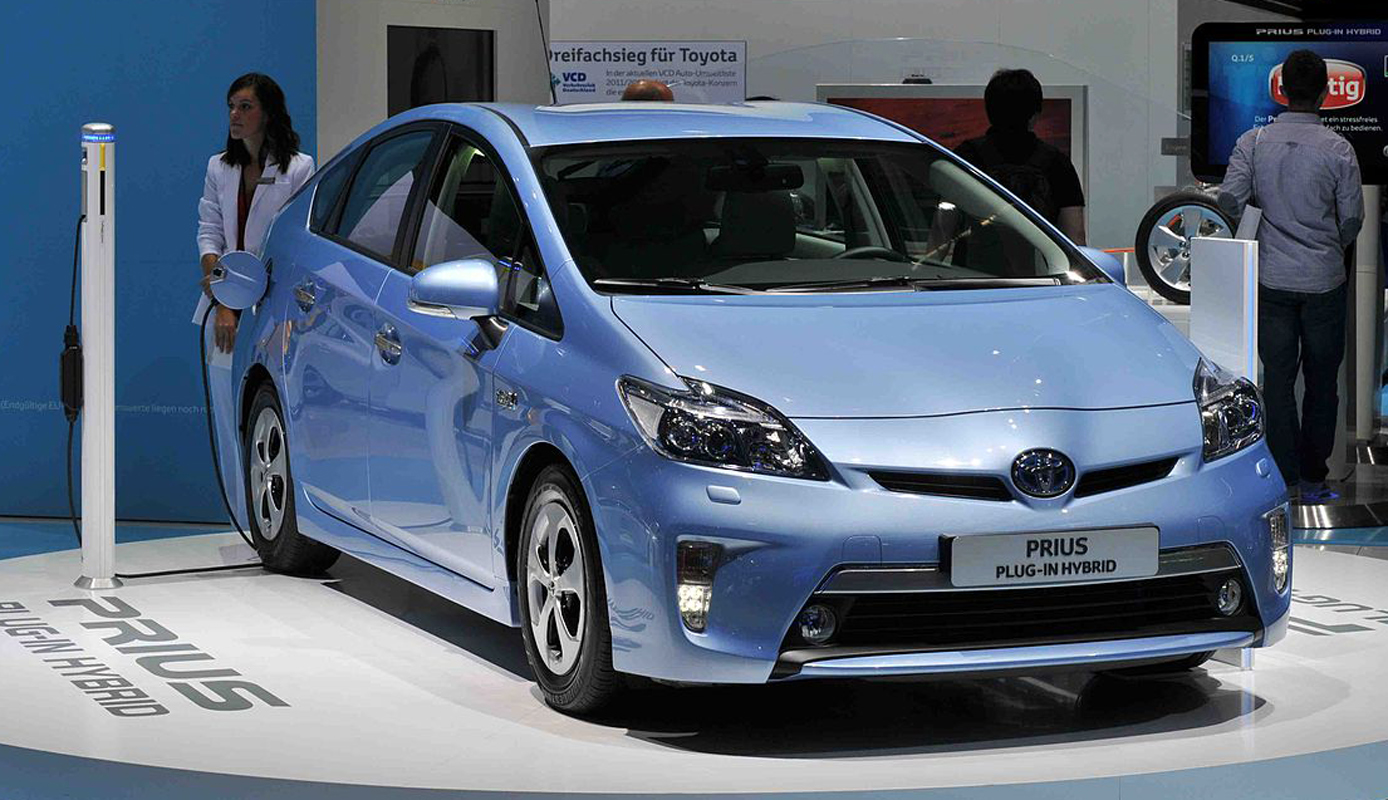
トヨタ・プリウスPHV
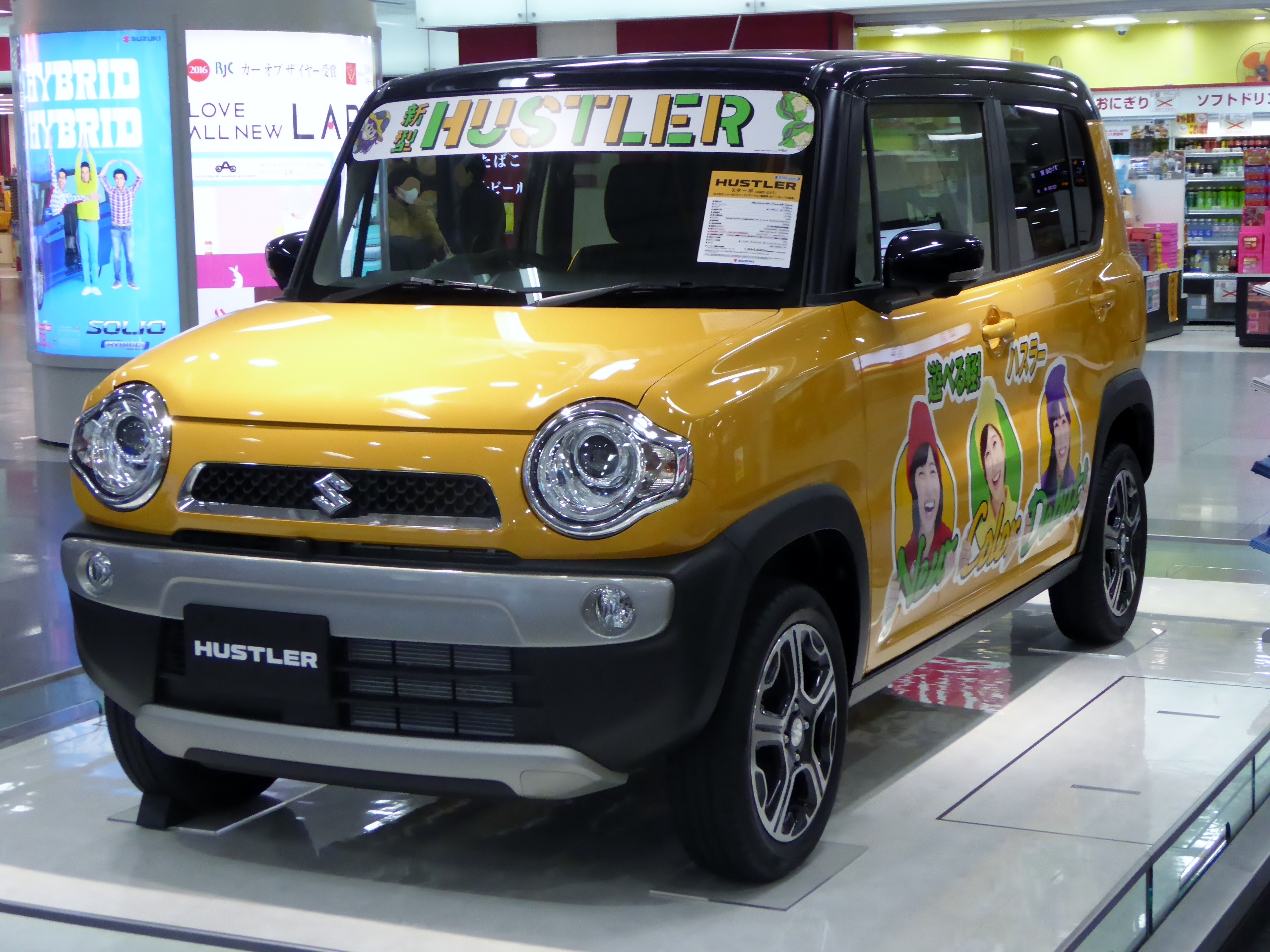
スズキ・ハスラー
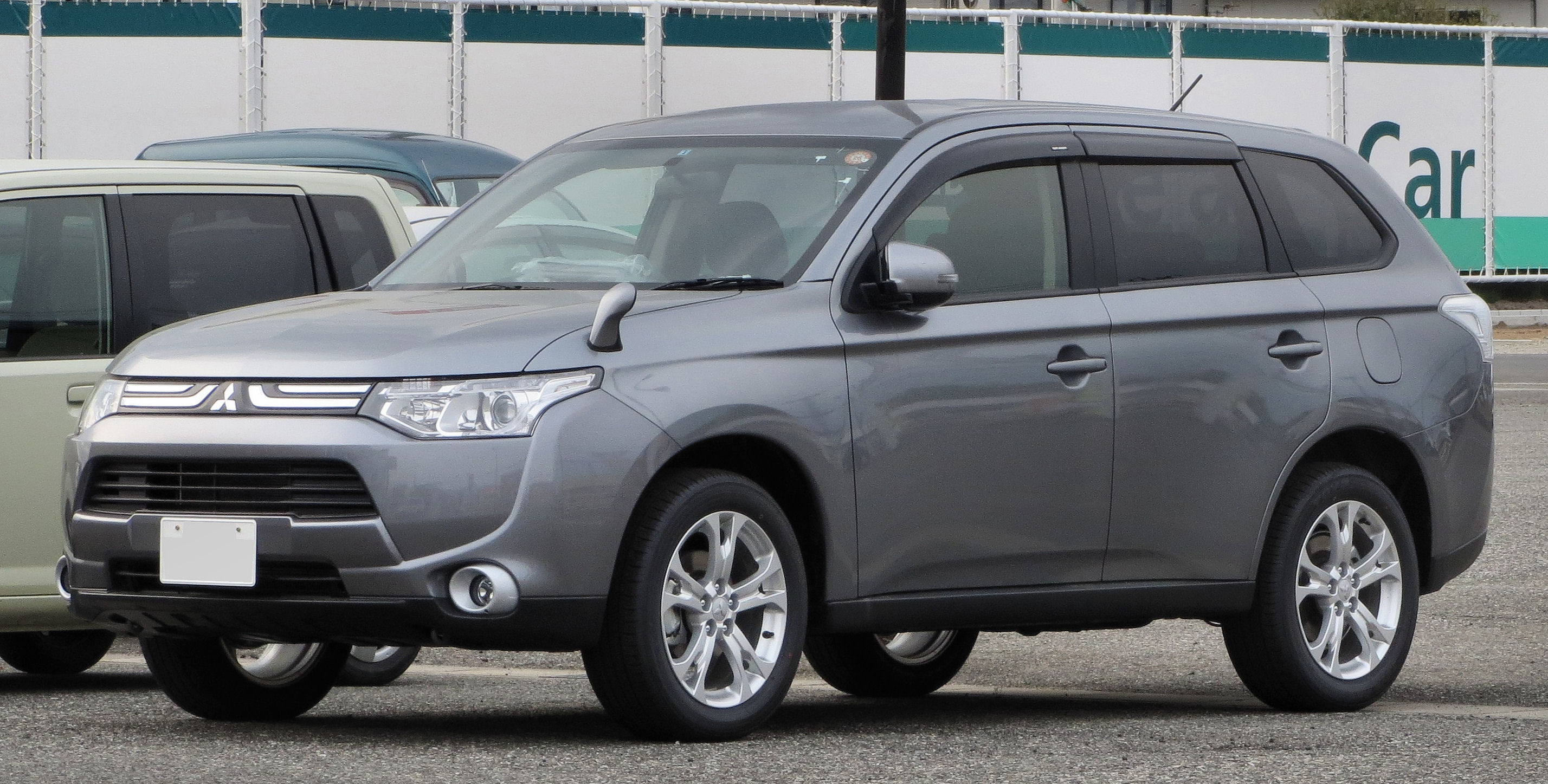
三菱・アウトランダーPHEV
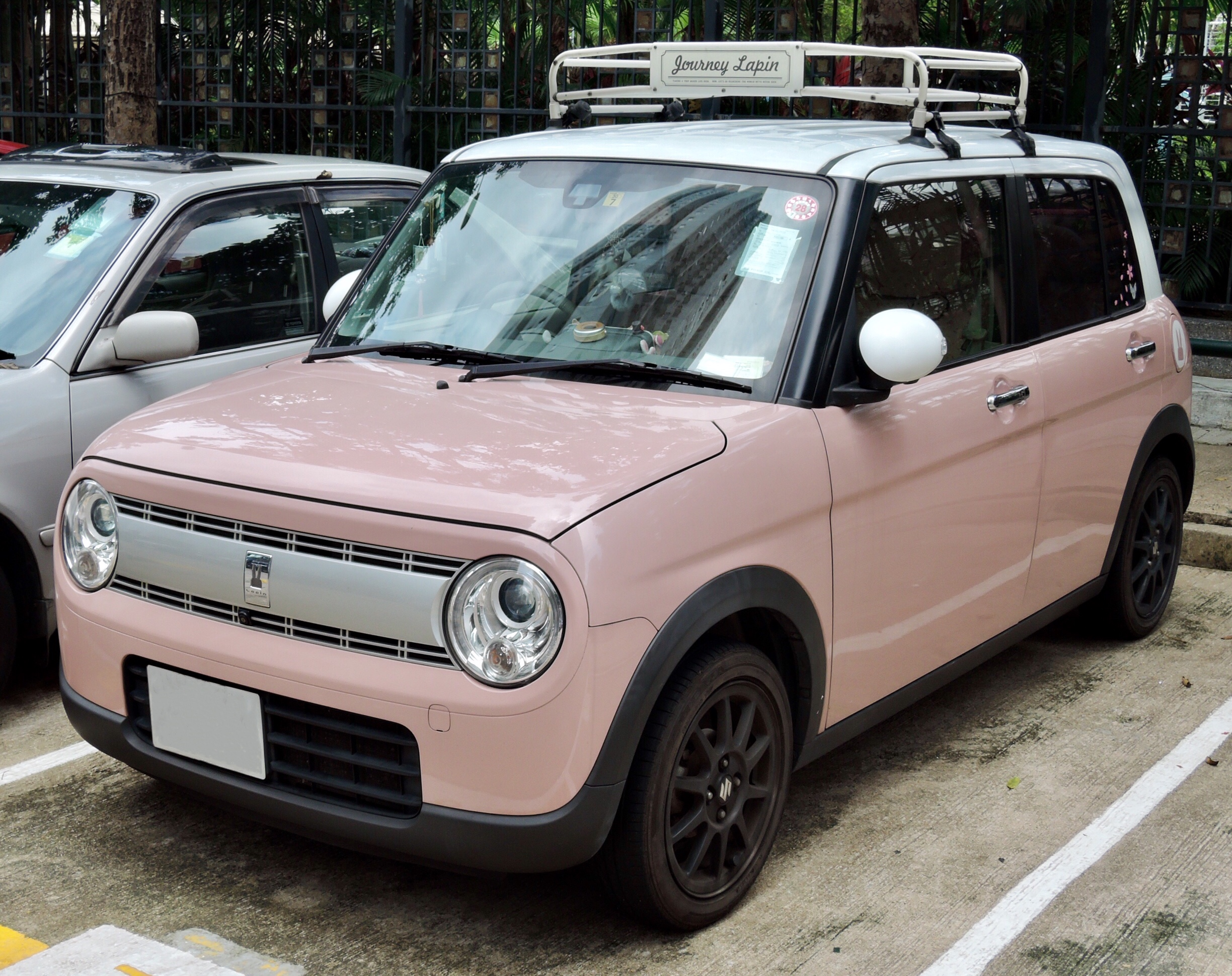
スズキ・アルトラパン
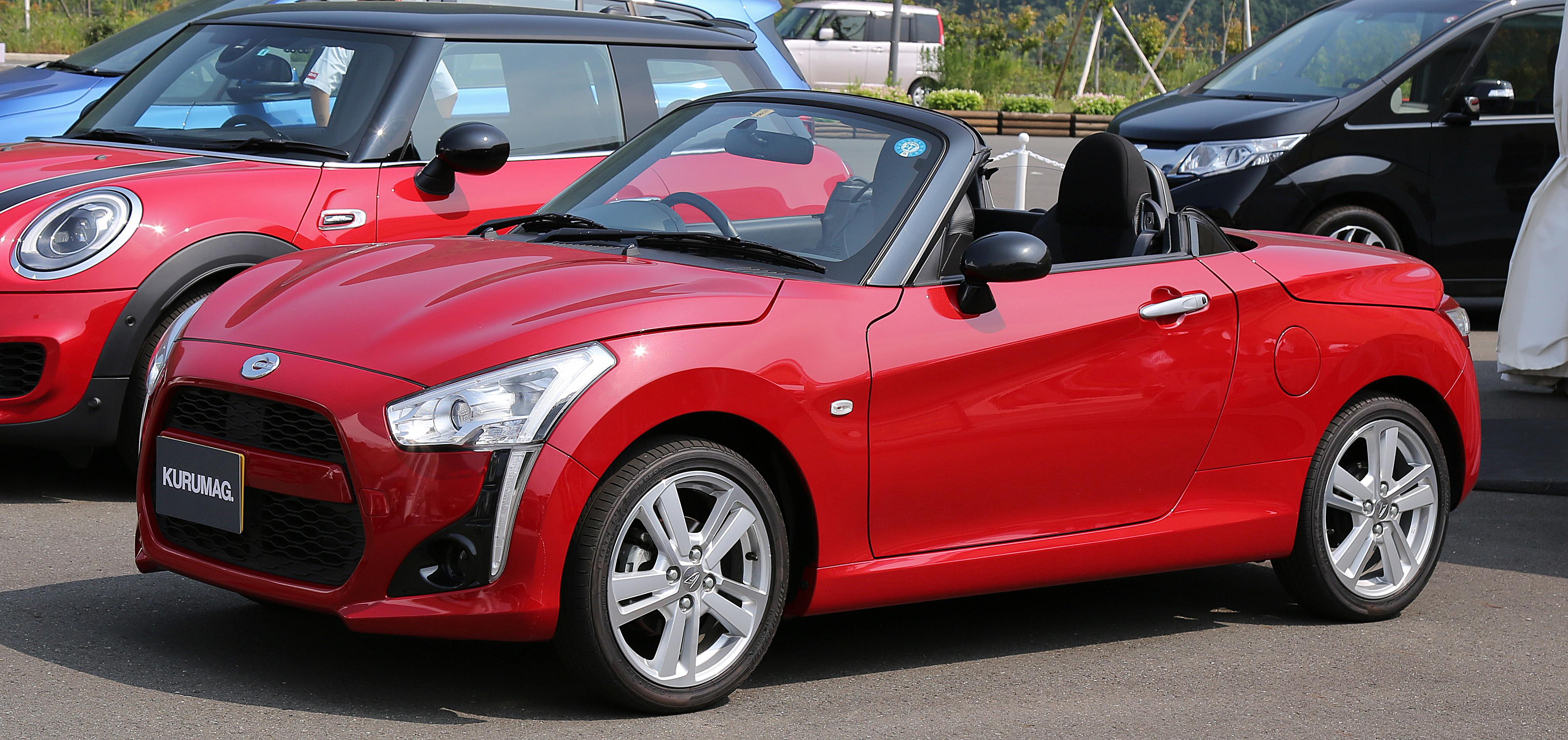
ダイハツ・コペン（2代目）
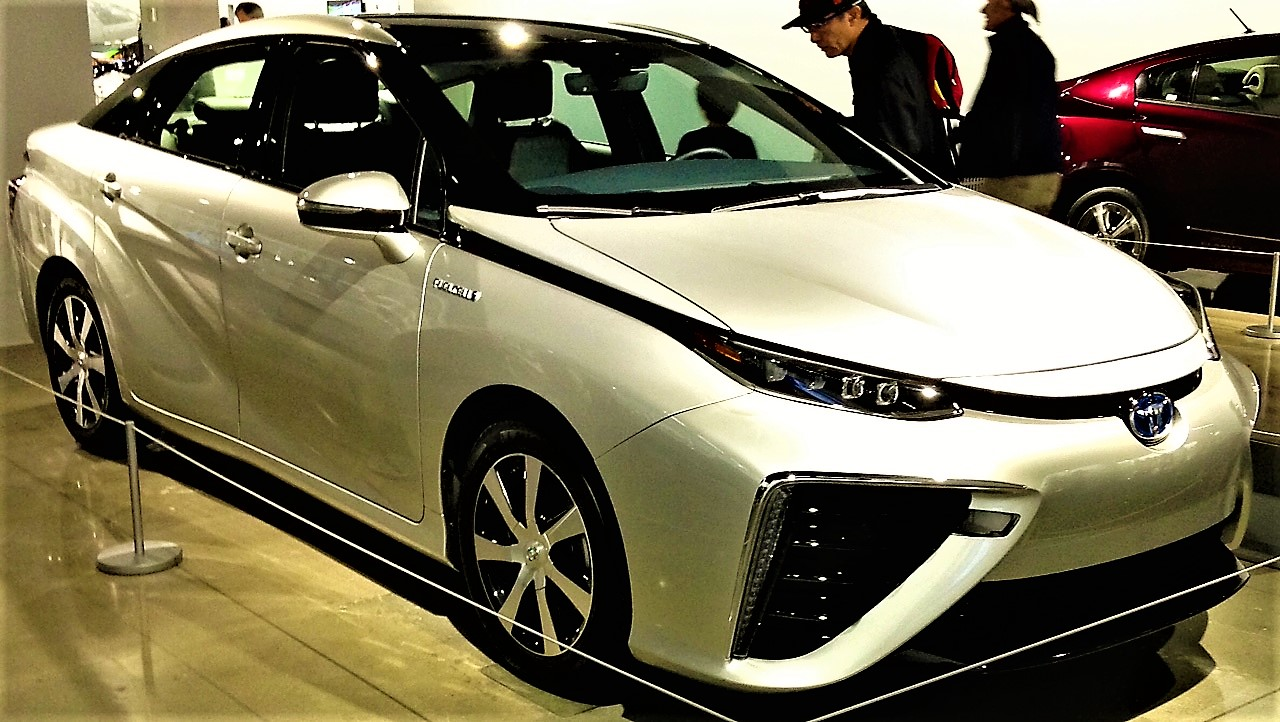
トヨタ・MIRAI
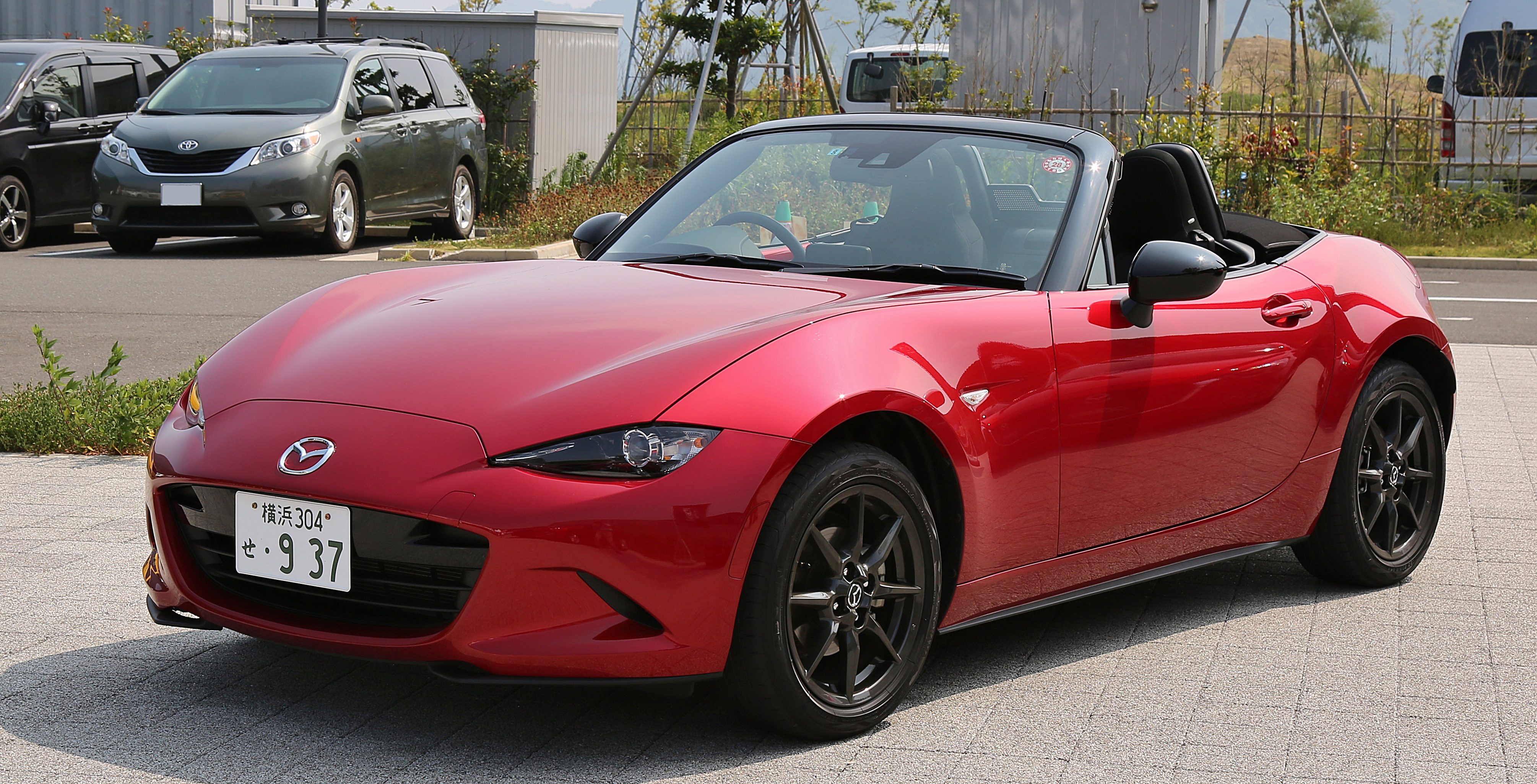
マツダ・ロードスター
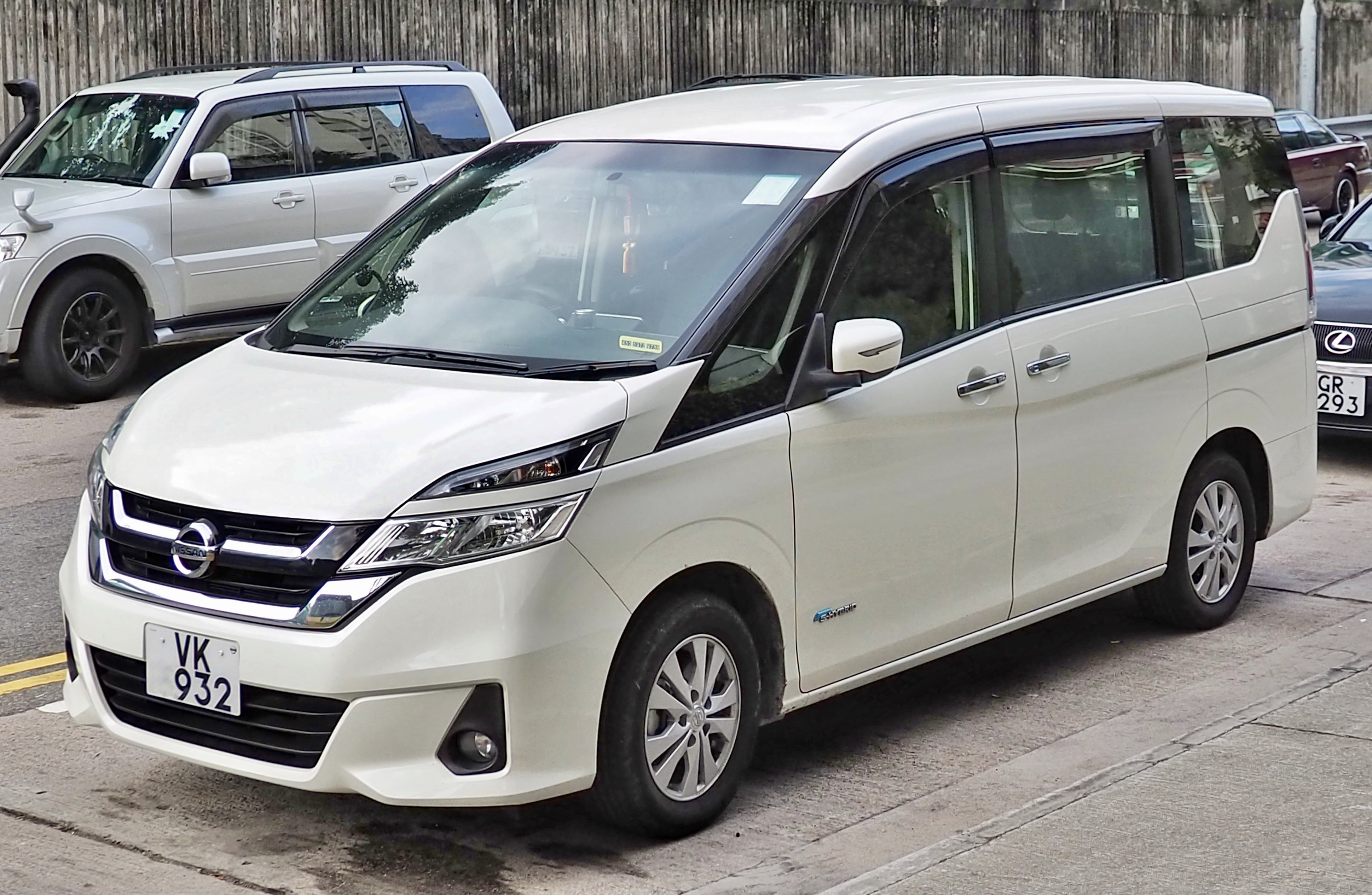
日産・セレナ

### バス（1904年 - 2015年）
- 1904年 山羽式蒸気バス
- 1929年 スミダM型バス
- 1947年 日野・T11B+T25型トレーラーバス
- 1948年 いすゞ・BX91型バス
- 1949年 民生・リヤエンジンバス
- 1952年 日野BD型バス（ブルーリボン）
- 1957年 民生・エアサスペンションバス
- 1982年 三菱・エアロバスMS725
- 1989年 日野・HU1J型ディーゼル・電気ハイブリッドバス
- 1995年 三菱ふそう・MBECS
- 1997年 いすゞ・大型観光バス・ガーラ
- 1997年 日産ディーゼル・大型低床路線バス
- 2004年 トヨタ・IMTS
- 2006年 日野・ポンチョ
- 2011年 日野・ポンチョEV
- 2015年 いすゞ・大型路線バス・エルガ
- 2015年 日野・メルファPHV

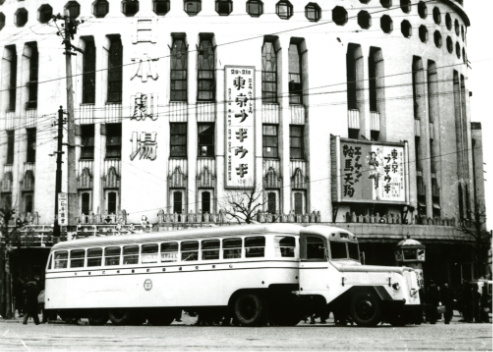
日野・T11B+T25型トレーラーバス
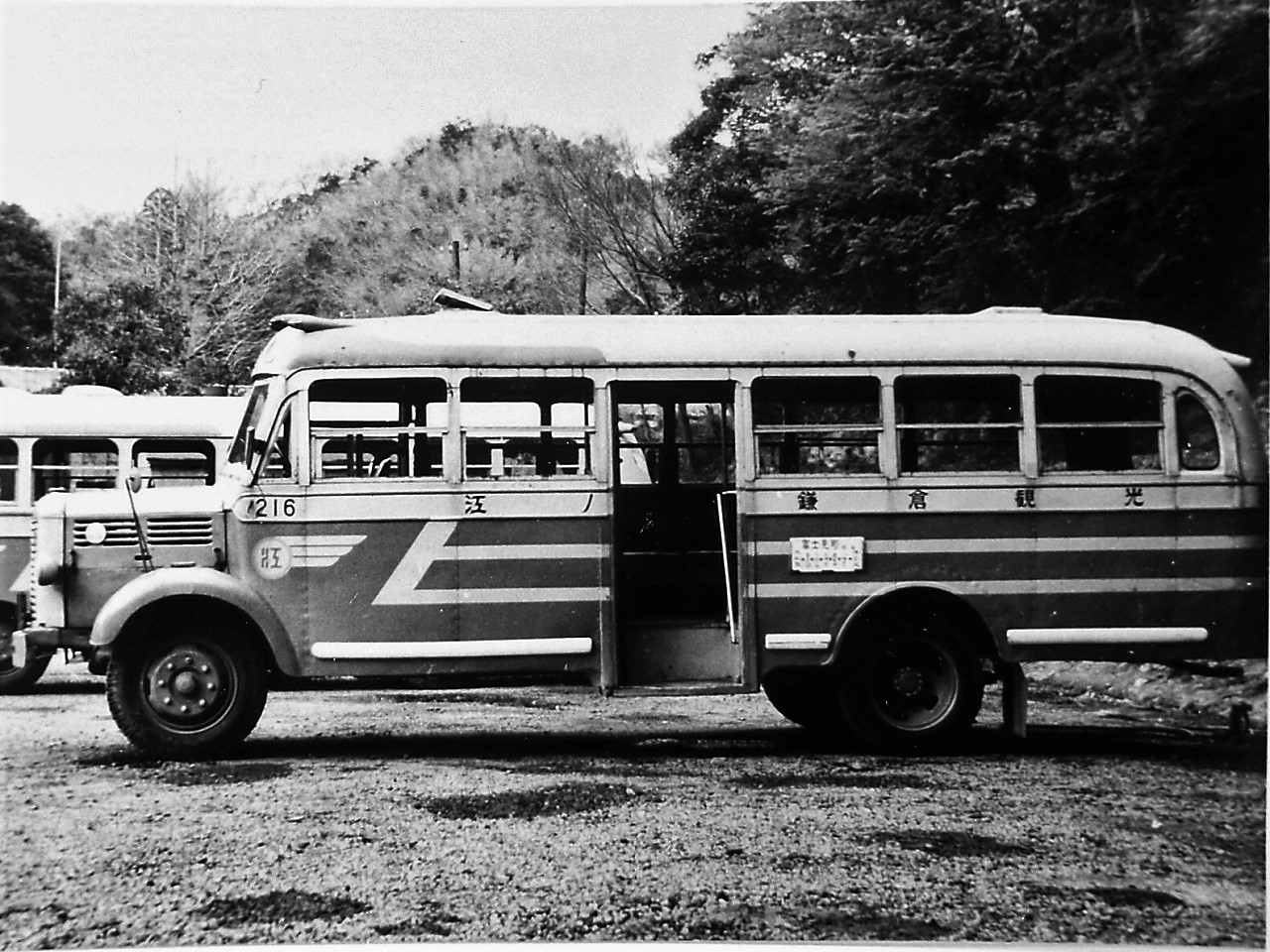
いすゞ・BX91型バス
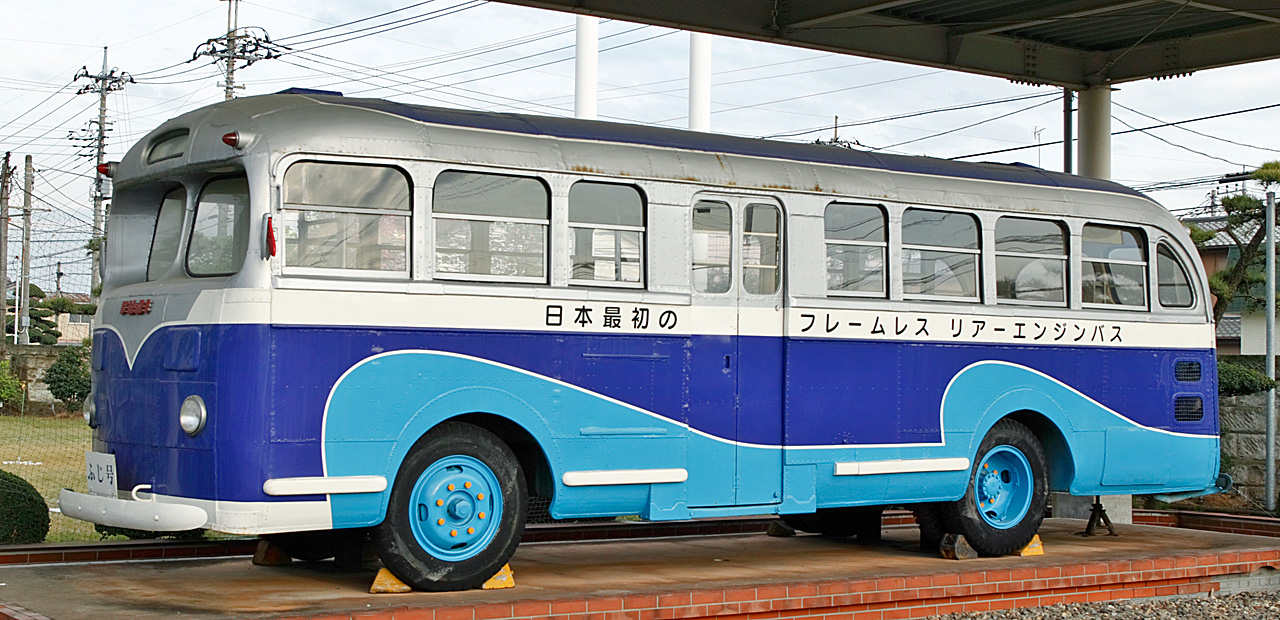
民生・リヤエンジンバス
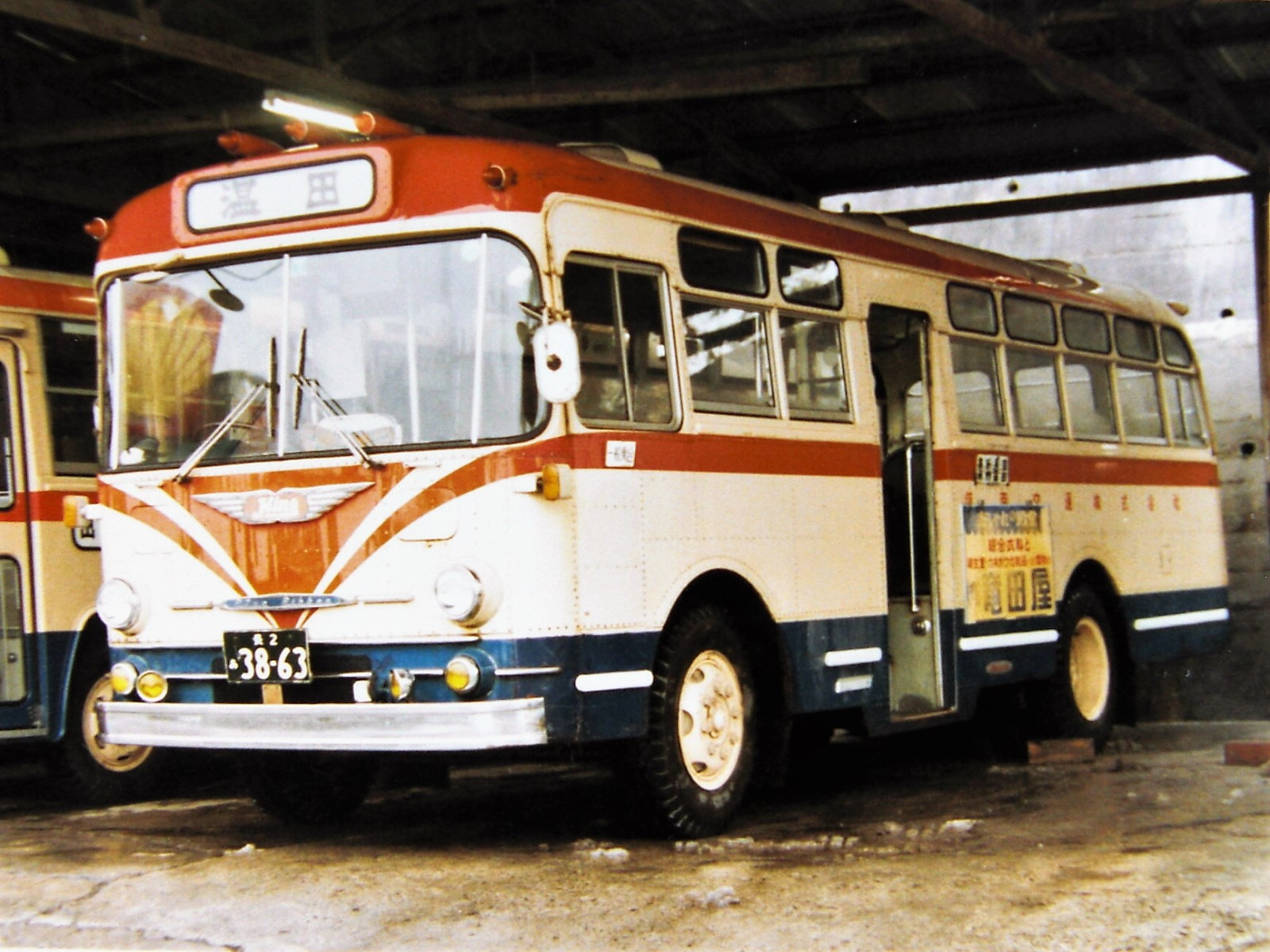
日野BD型バス（ブルーリボン）
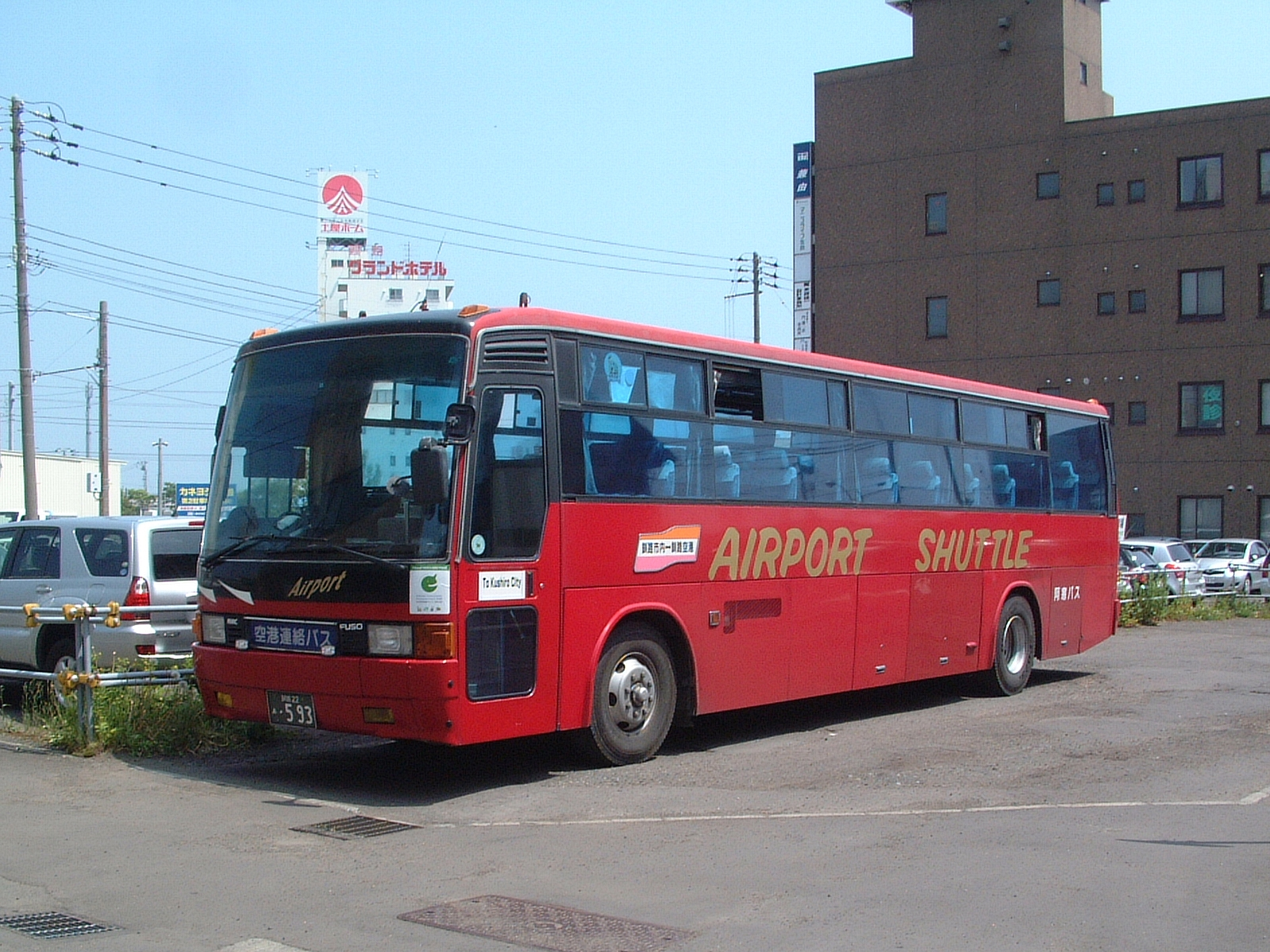
三菱・エアロバス・ハイデッカP-MS725S
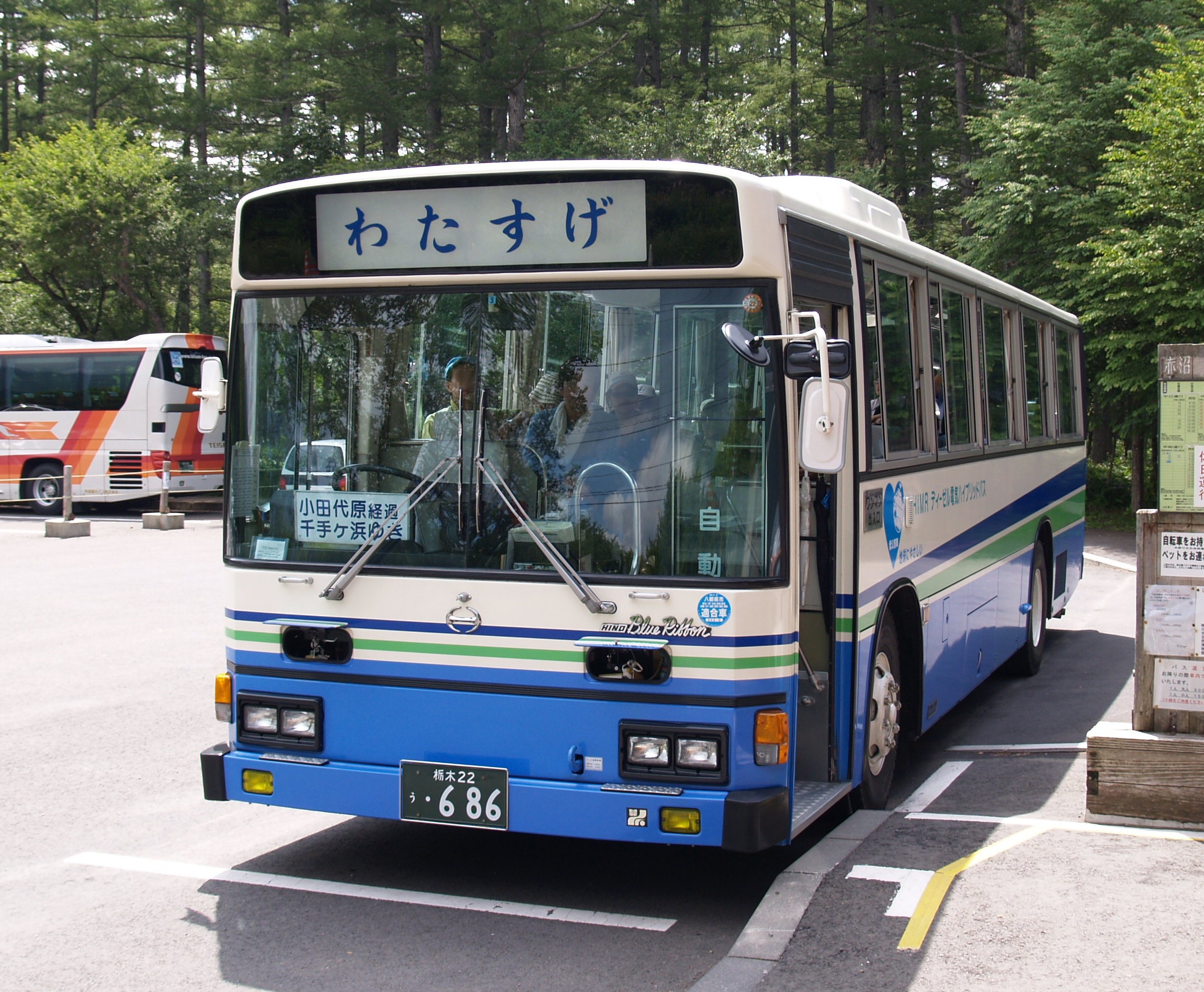
日野・HIMRディーゼル・電気ハイブリッドバス
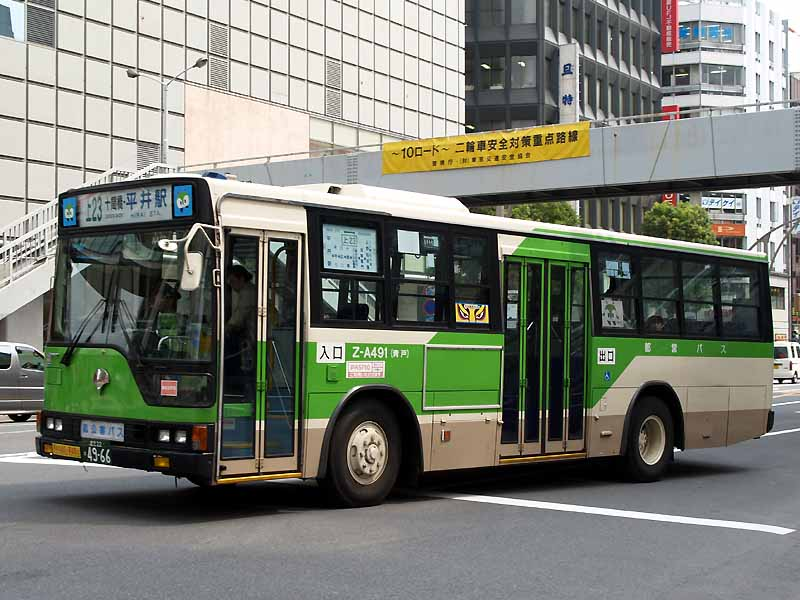
三菱ふそう・MBECS
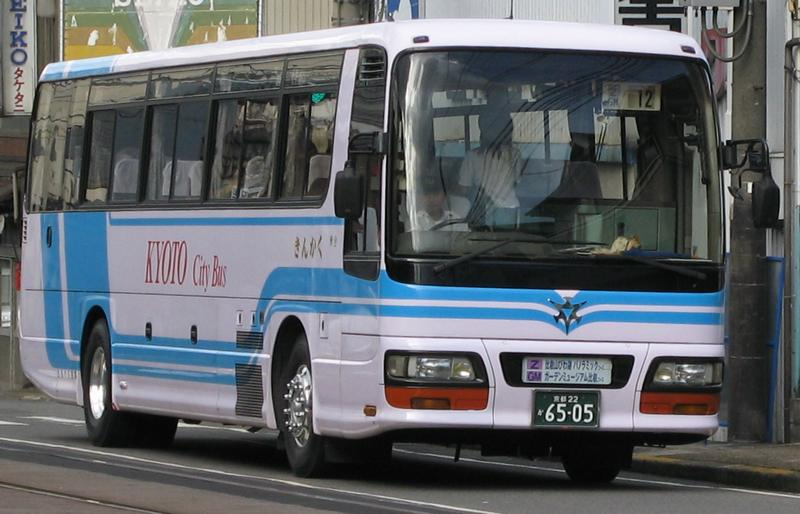
いすゞ・大型観光バス・ガーラ
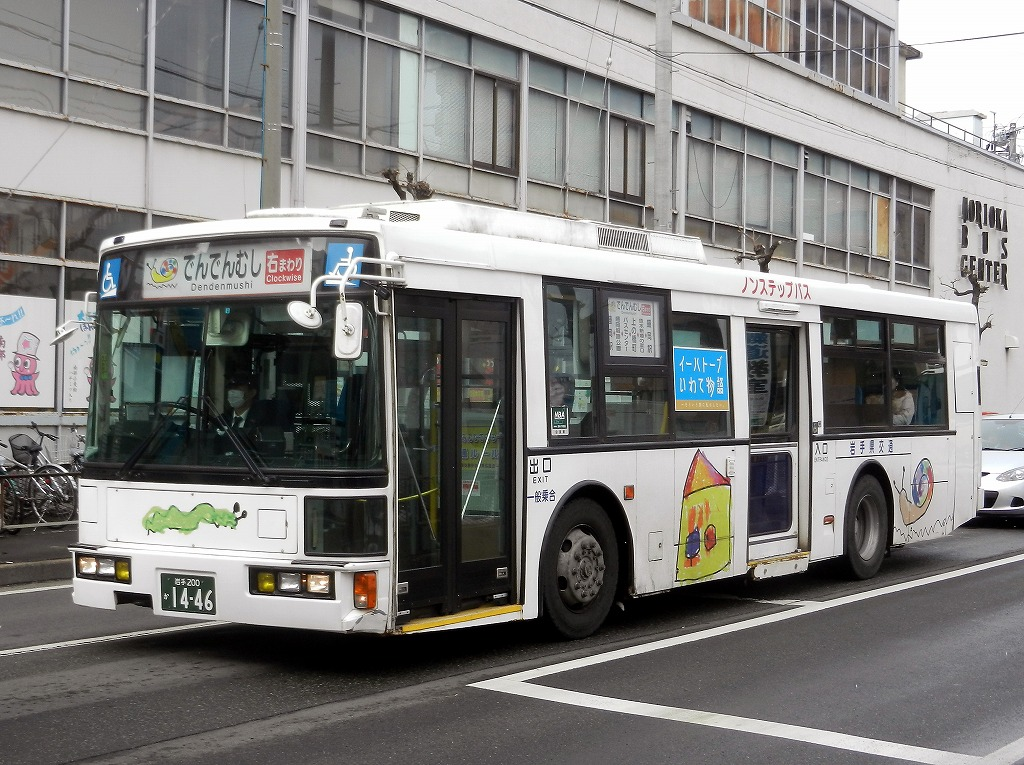
日産ディーゼル・大型低床路線バスKC-UA460KAM
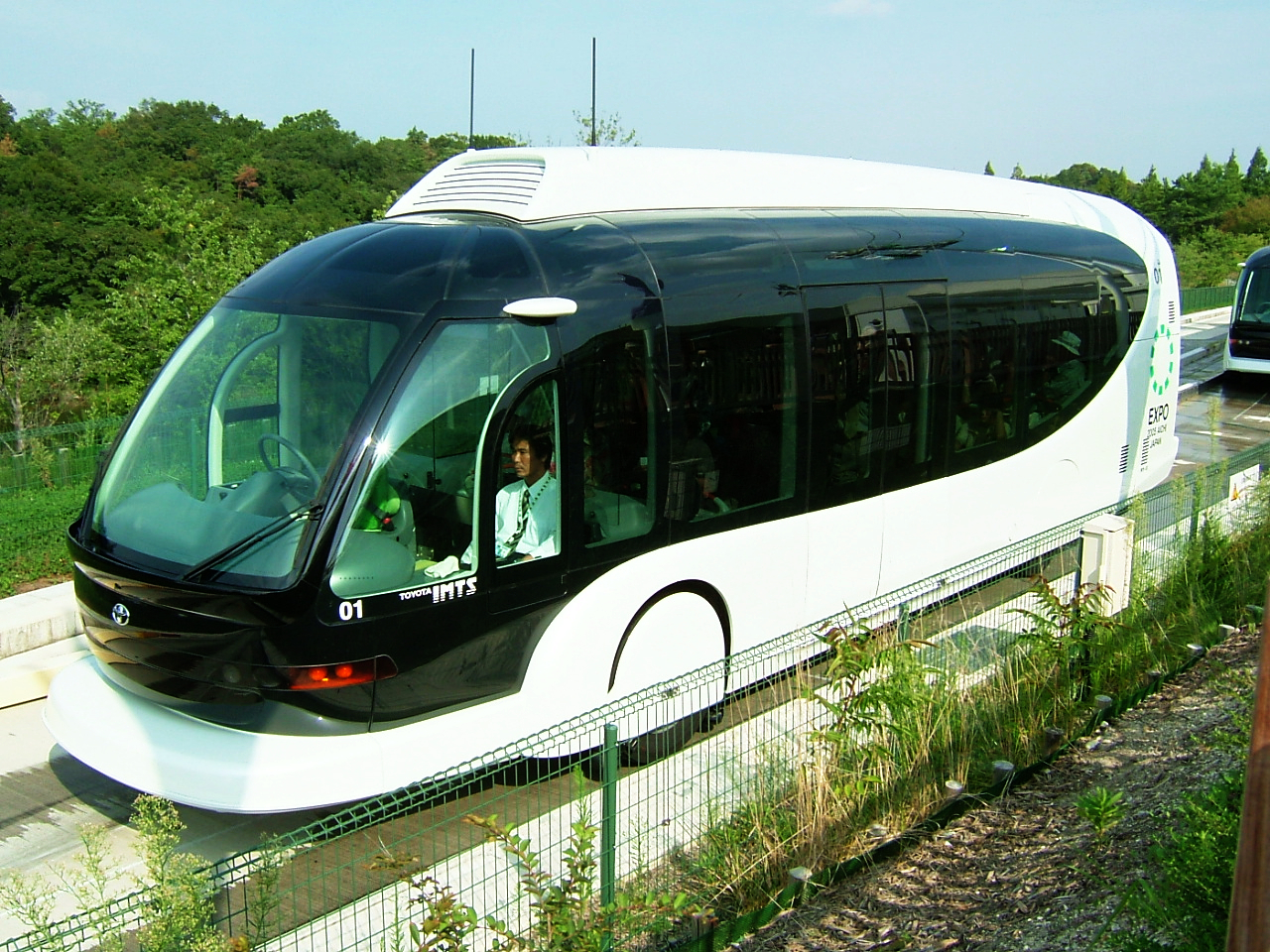
トヨタ・IMTS
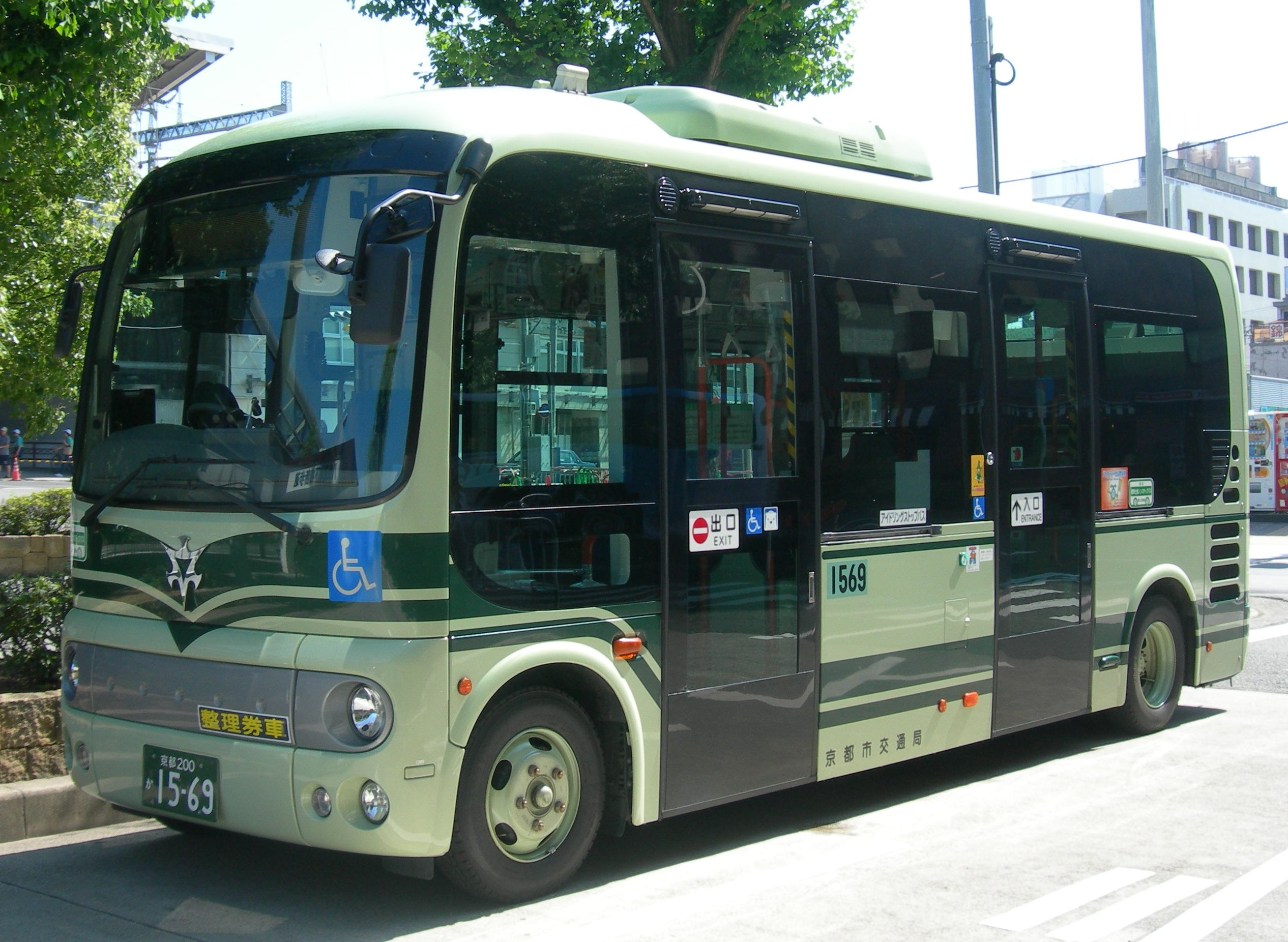
日野・ポンチョ
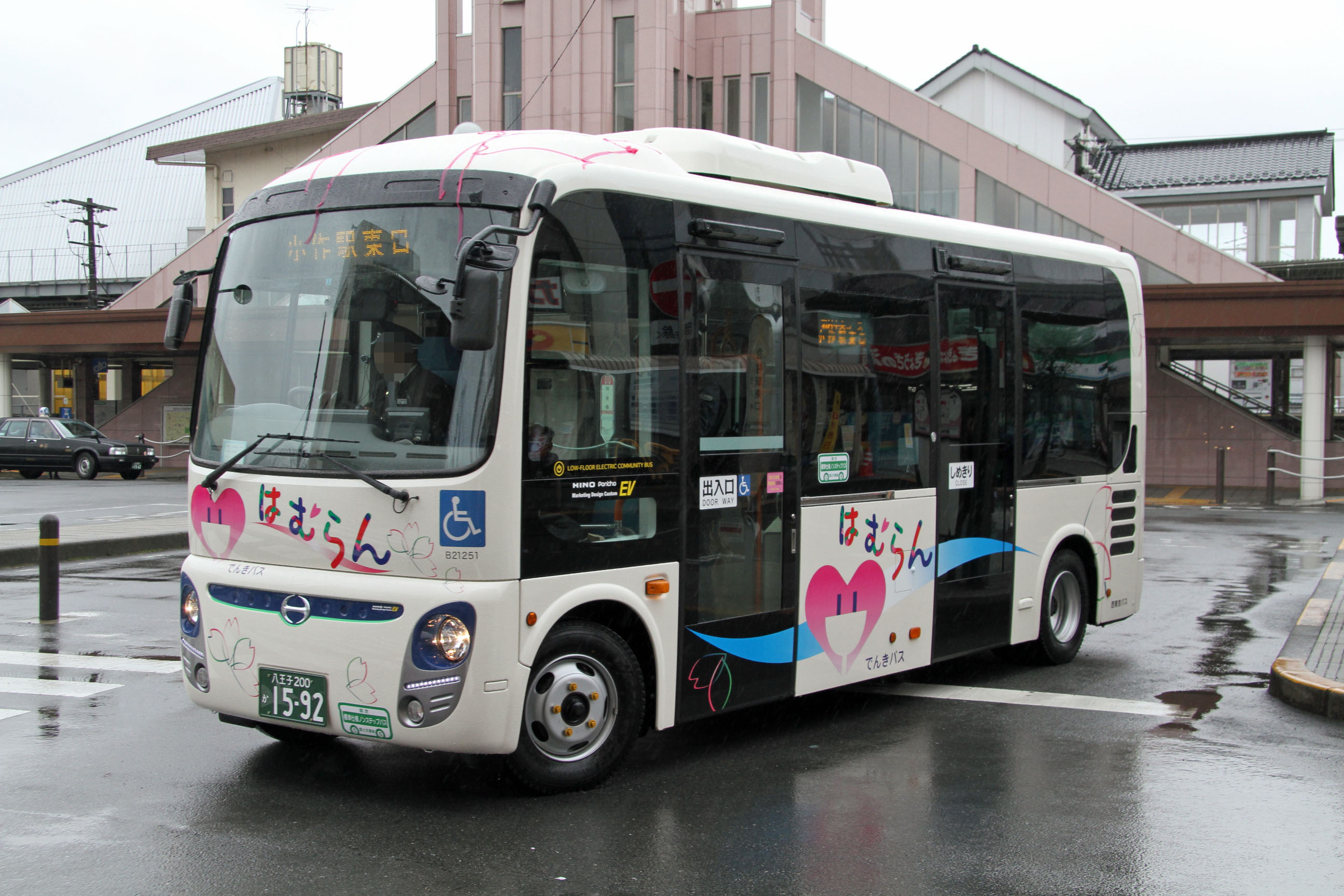
日野・ポンチョEV
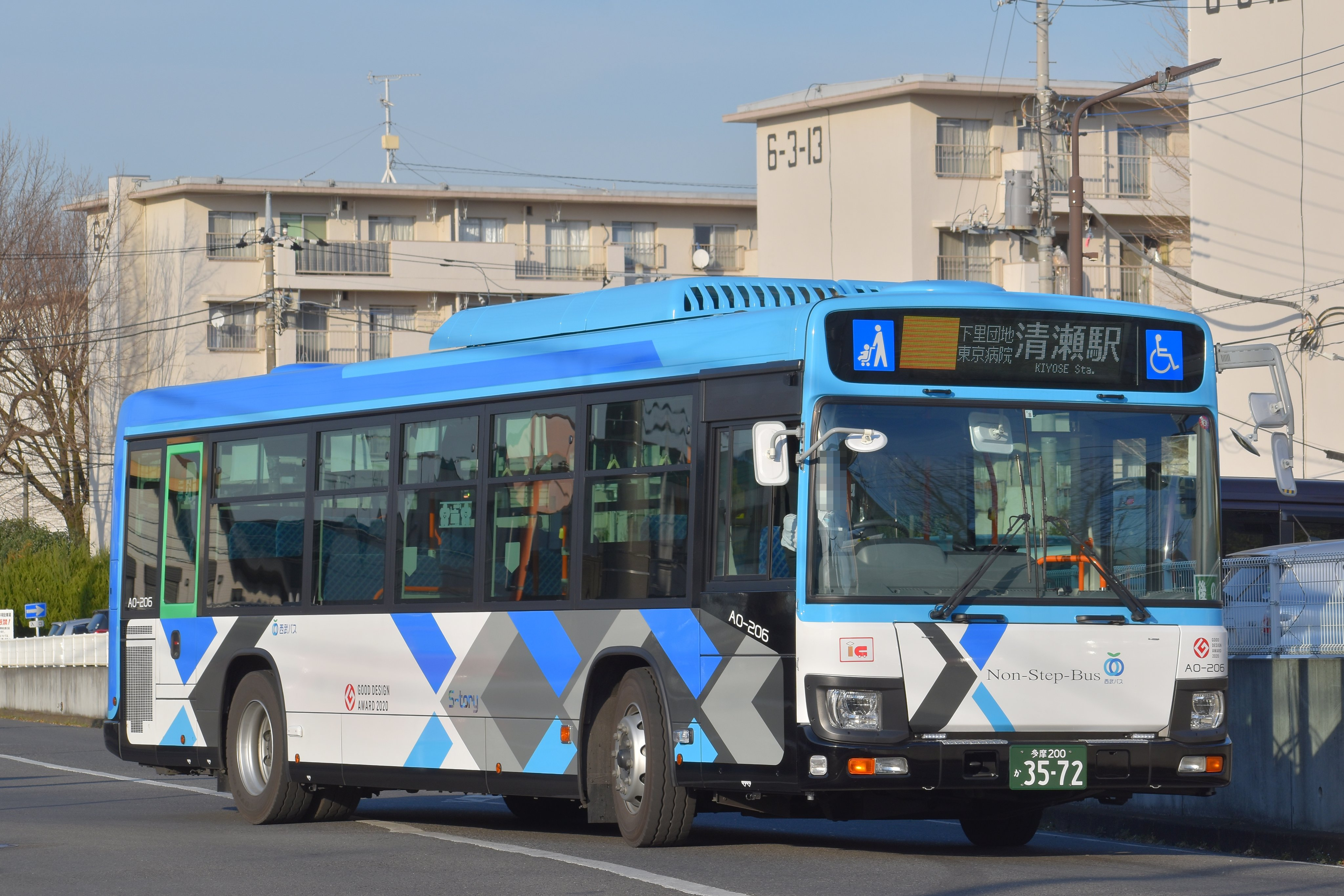
いすゞ・大型路線バス・エルガLV290
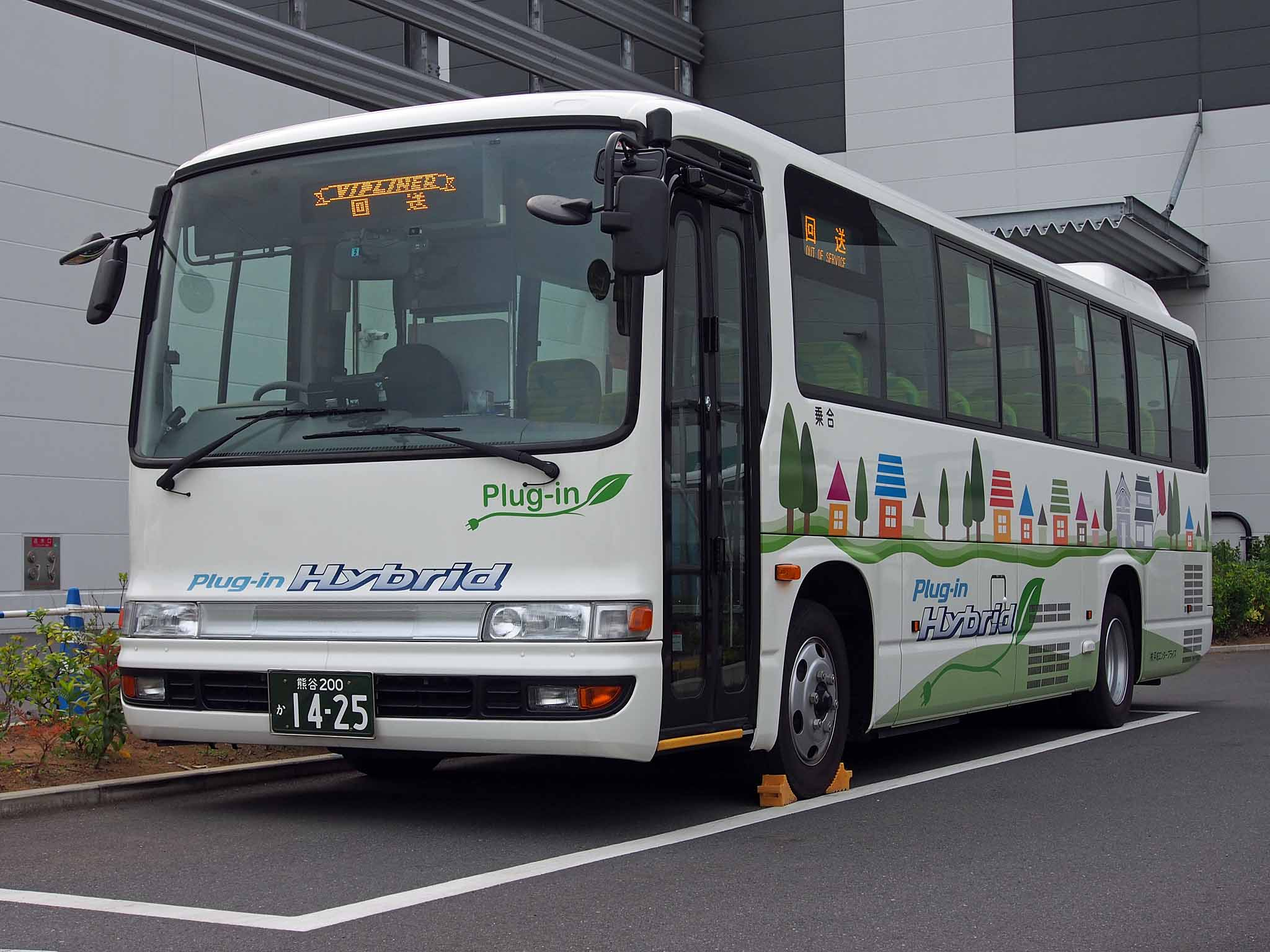
日野・メルファPHV

### トラック（1917年 - 2015年）
- 1917年 TGE-A型 軍用保護自動貨車
- 1924年 ウーズレー・CP型トラック
- 1931年 ダイハツ三輪車第1号車（HA型）
- 1931年 マツダ・DA型三輪トラック
- 1933年 いすゞ・TX40型トラック
- 1935年 トヨダ・トラックG1型（英語版）
- 1938年 ニッサン・トラック80型
- 1946年 いすゞ・TX80型トラック
- 1947年 みずしま・3輪TM3A
- 1950年 日野・TH10型トラック
- 1955年 ダットサン・トラック120型
- 1956年 トヨエースSKB
- 1957年 ダイハツ・ミゼットDKA
- 1958年 日野・TC10型トラック
- 1959年 三菱・ジュピターT10型
- 1960年 いすゞ・エルフTL151型トラック
- 1960年 ダイハツ・ハイゼットL-35
- 1961年 スバル・サンバー
- 1996年 日産ディーゼル・コンドル
- 1996年 三菱ふそう・スーパーグレート
- 2000年 いすゞ・ギガ
- 2002年 いすゞ・フォワード・Smoother-F
- 2004年 日産ディーゼル・クオン
- 2006年 日野・デュトロ
- 2006年 日野・プロフィア
- 2006年 三菱ふそう・キャンター エコ ハイブリッド
- 2013年 UDトラックス・クエスター
- 2013年 日野・小トラEV（宅配用途）
- 2014年 日野・プロフィアCOOL Hybrid
- 2015年 いすゞ・新型ギガ

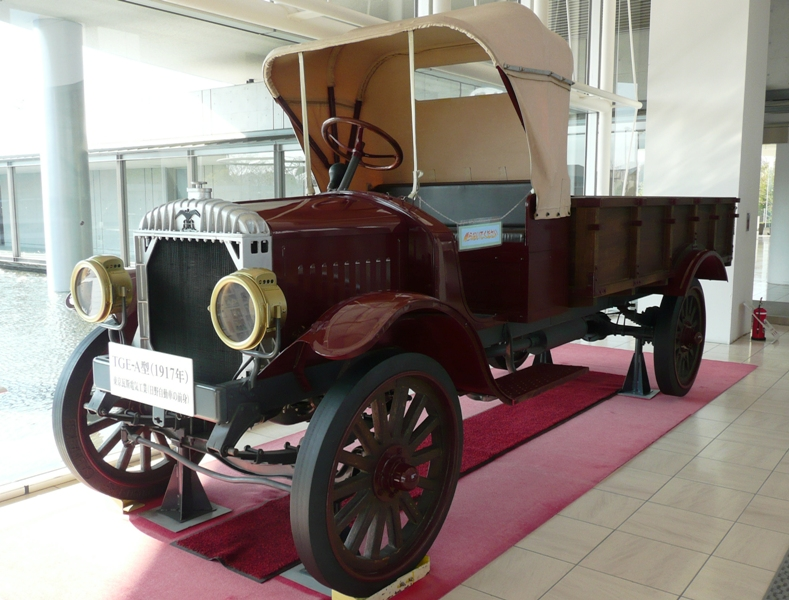
TGE-A型 軍用保護自動貨車
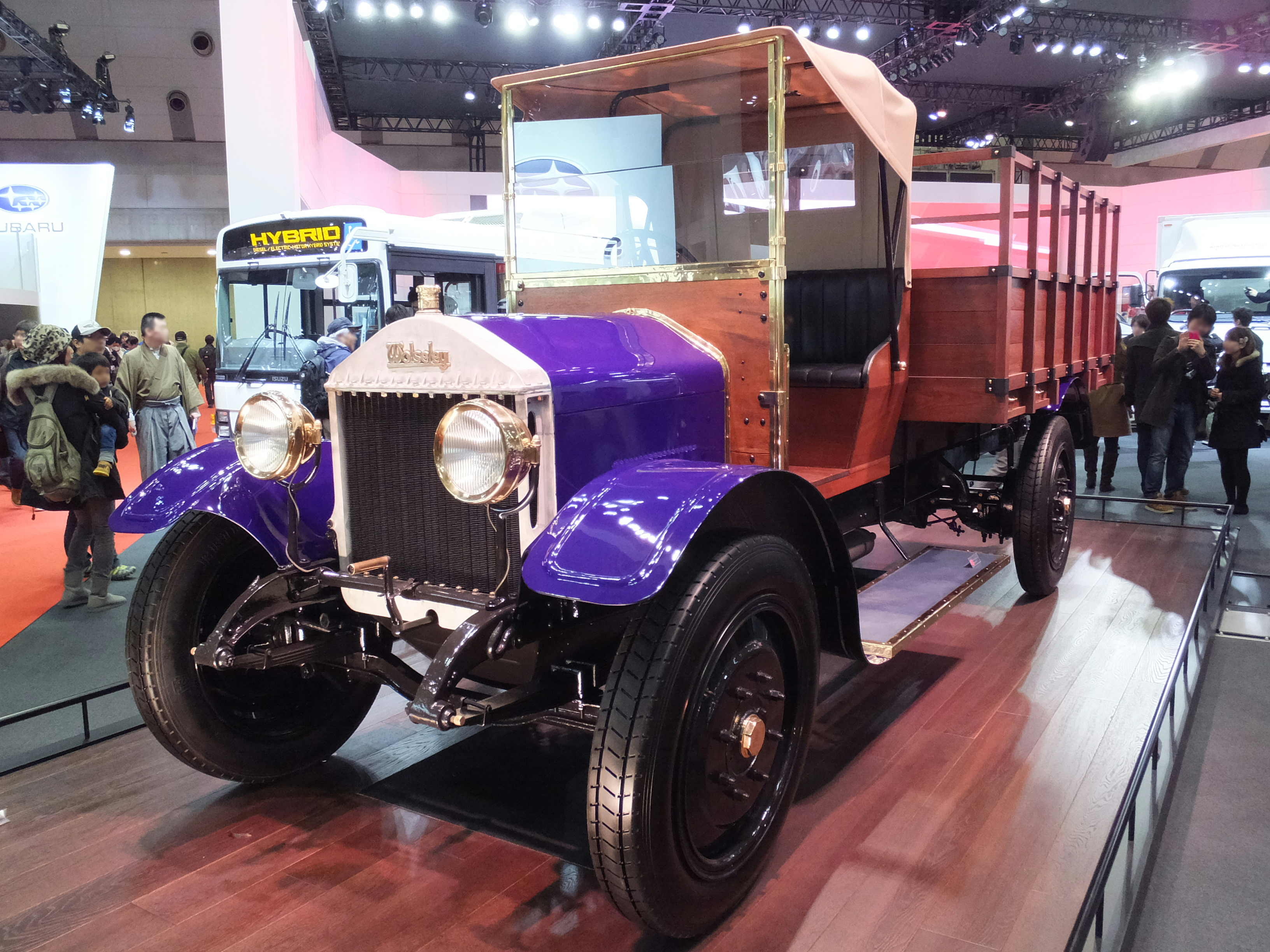
ウーズレー・CP型トラック
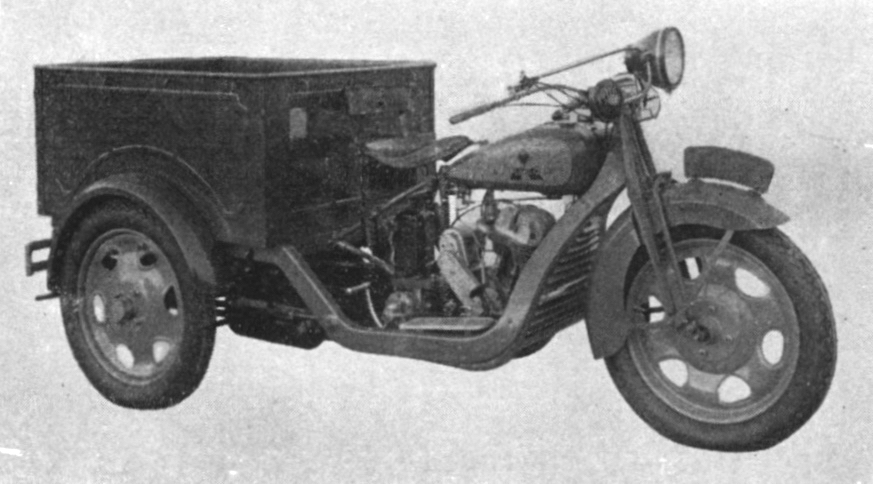
マツダ・DA型三輪トラック
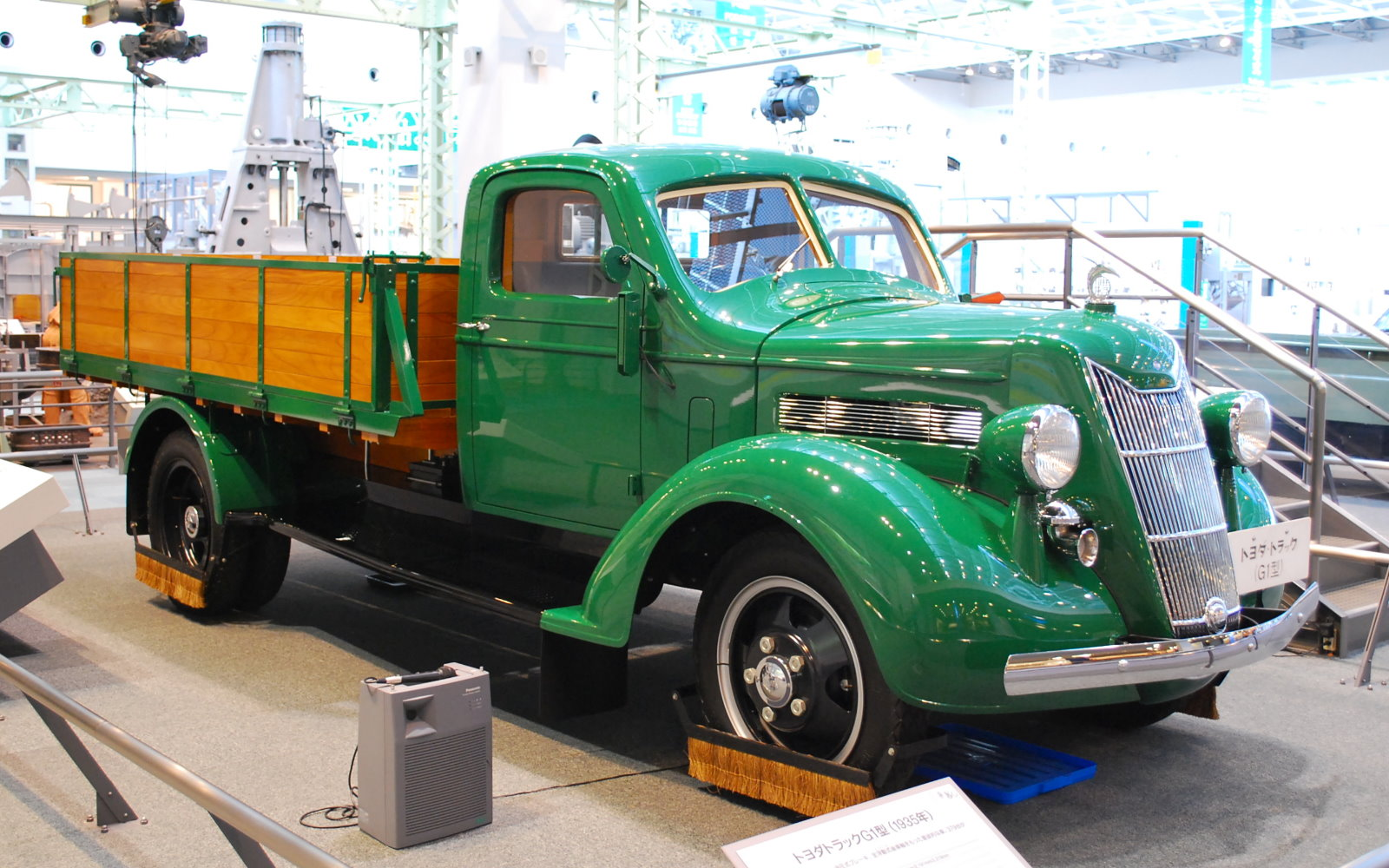
トヨダ・トラックG1型（復元）
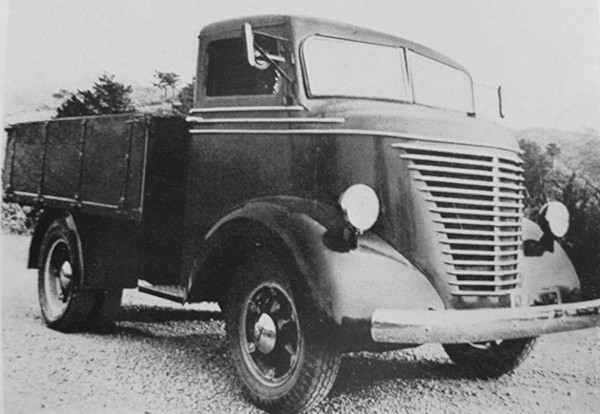
ニッサン・トラック80型
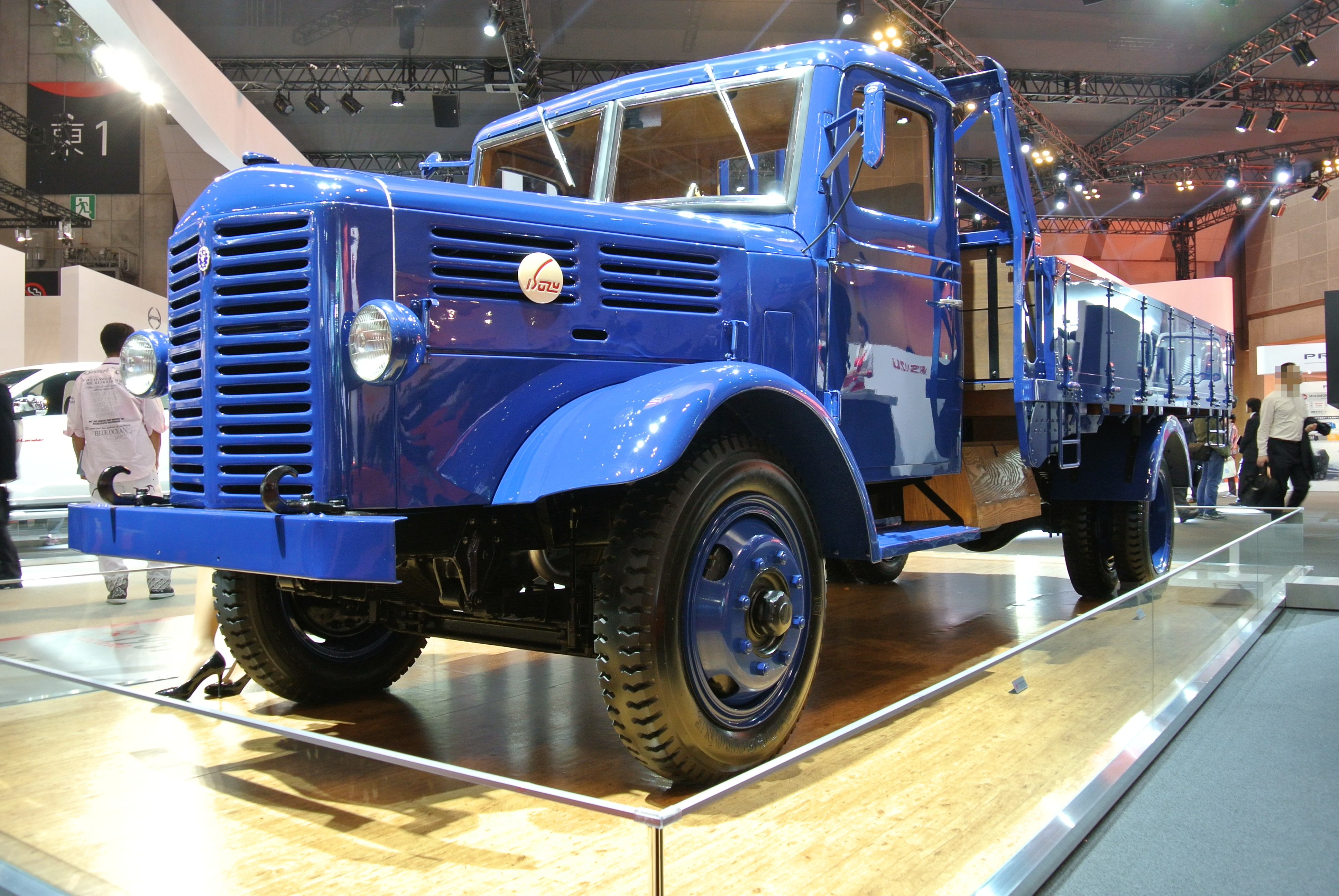
いすゞ・TX80型トラック
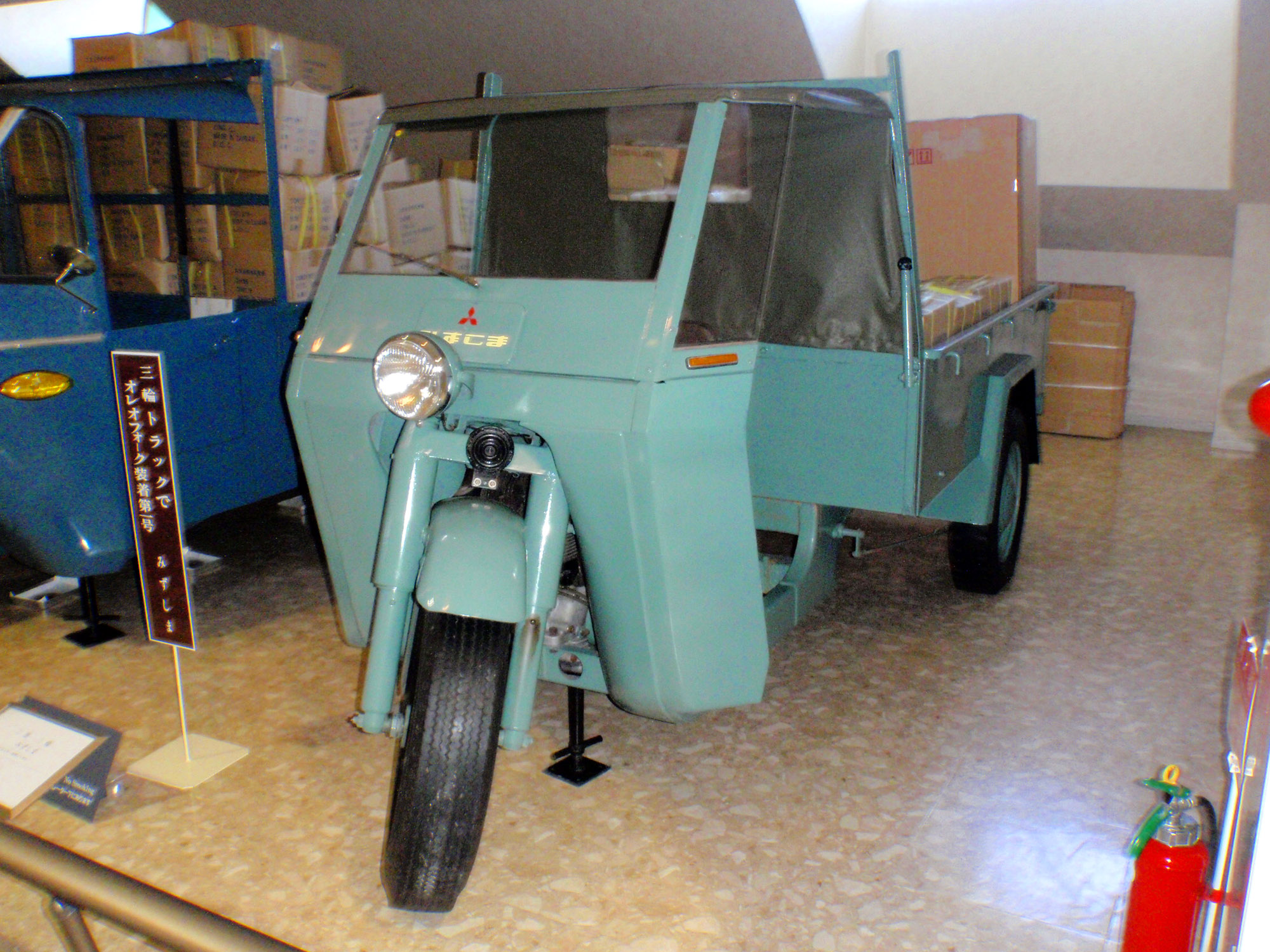
みずしま・3輪TM3A
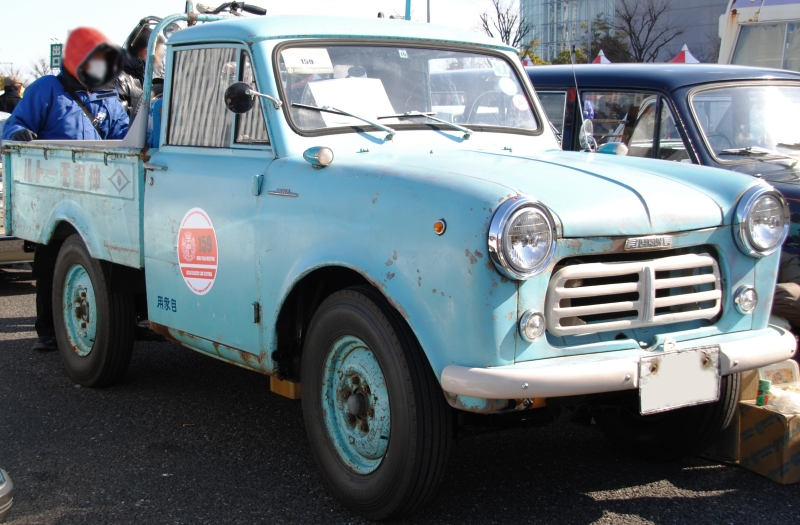
ダットサン・トラック120型
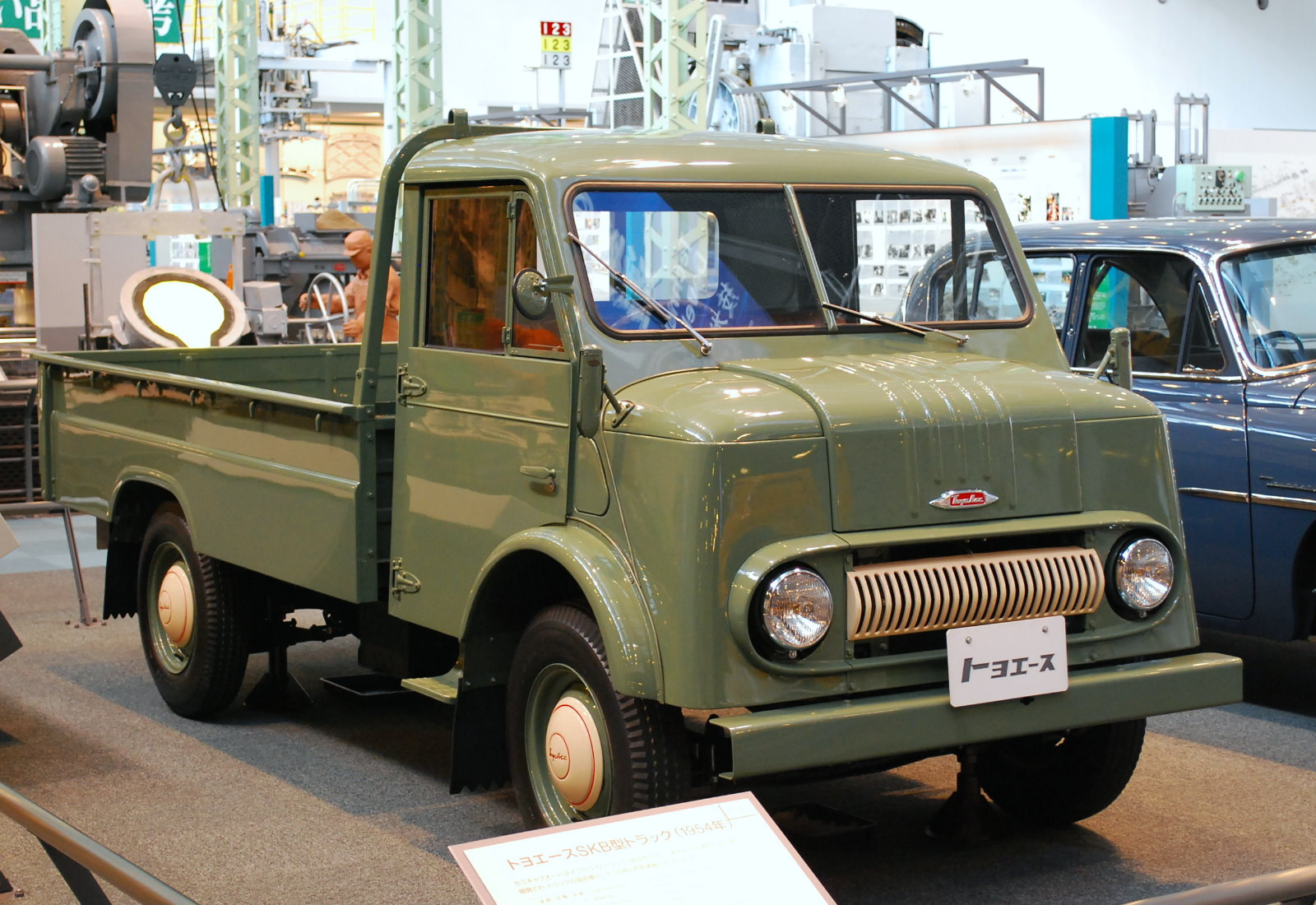
トヨエースSKB
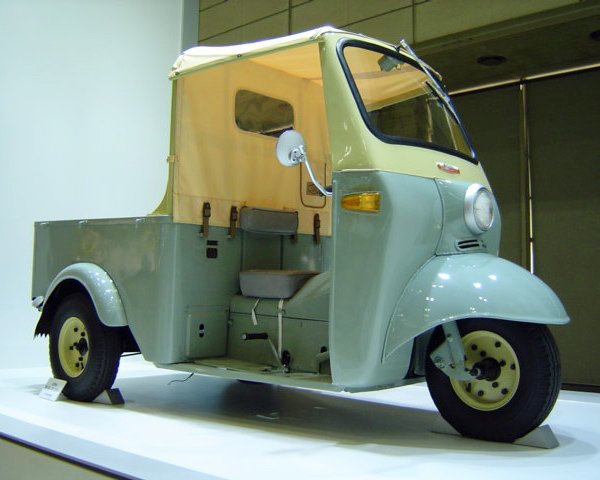
ダイハツ・ミゼットDKA
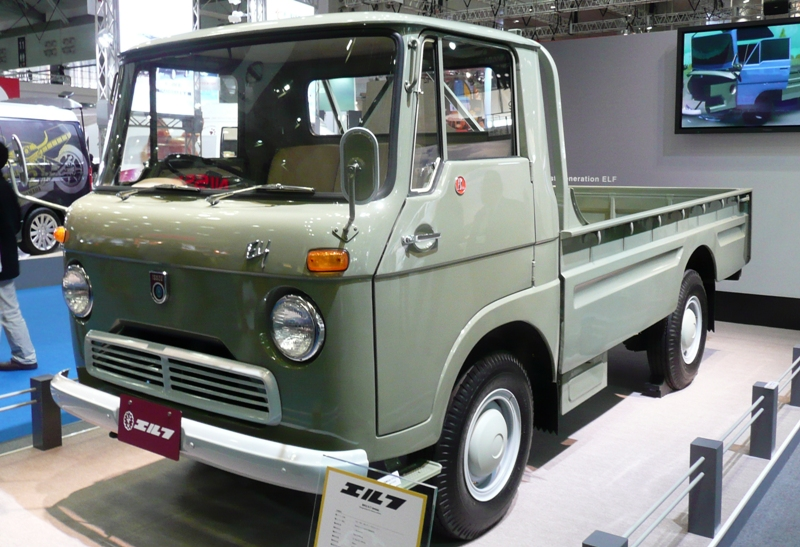
いすゞ・エルフ
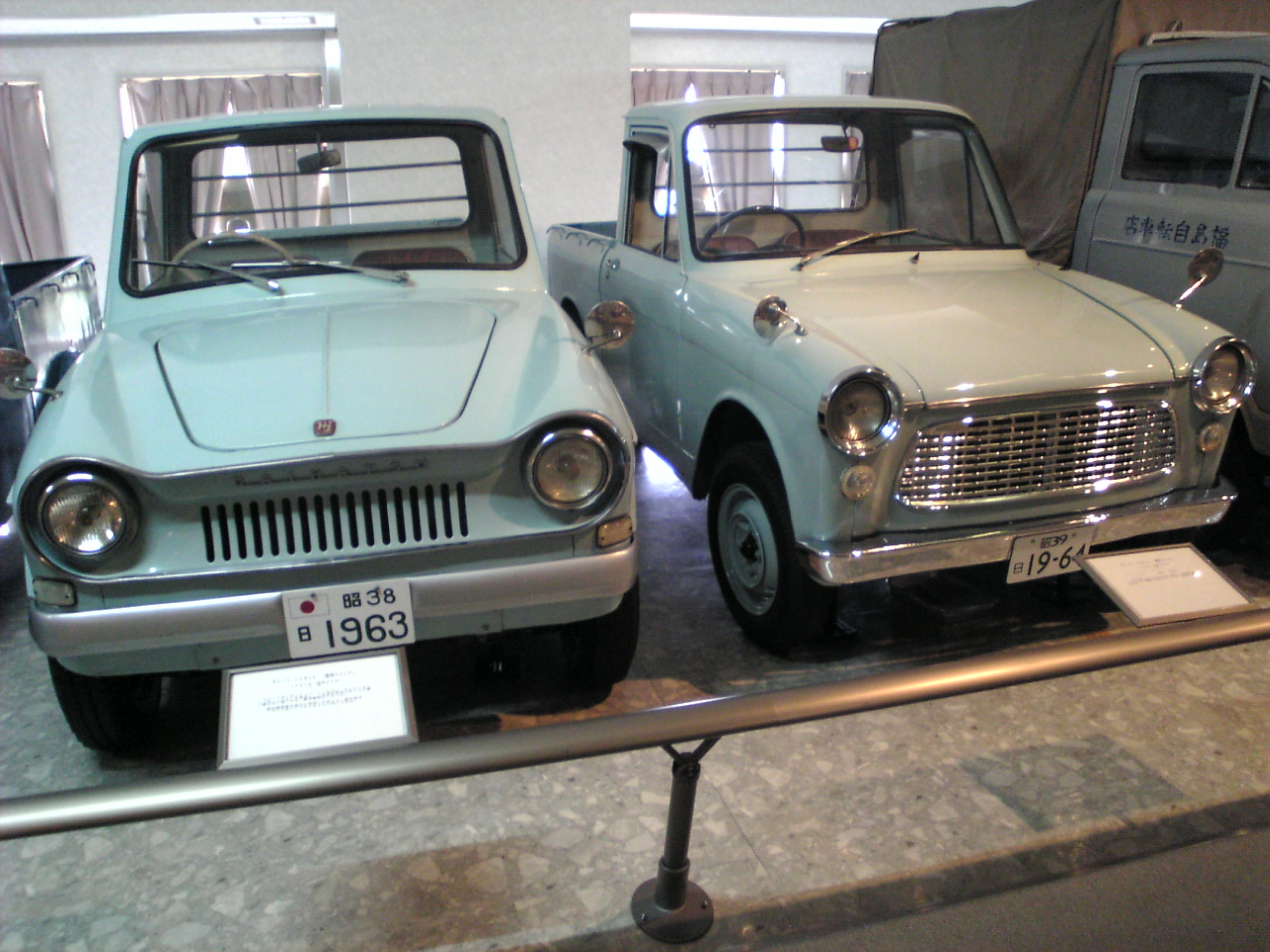
ダイハツ・ハイゼットL-35
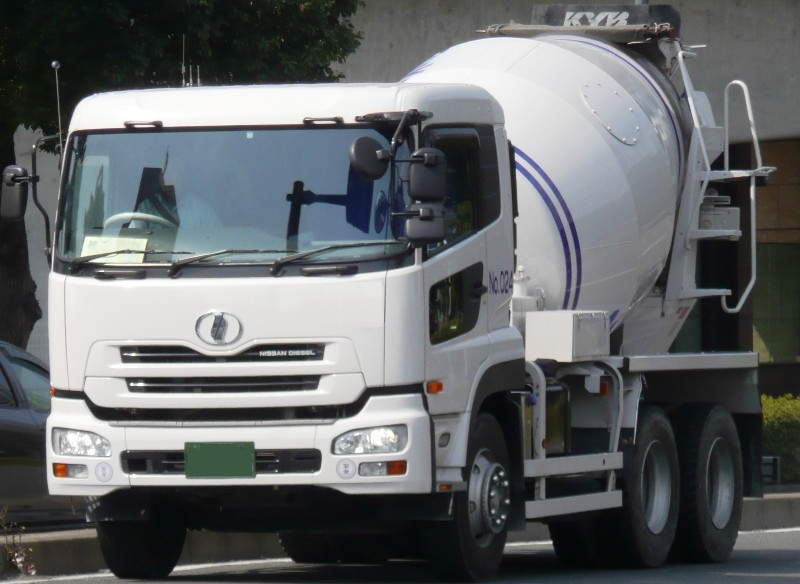
日産ディーゼル・クオン
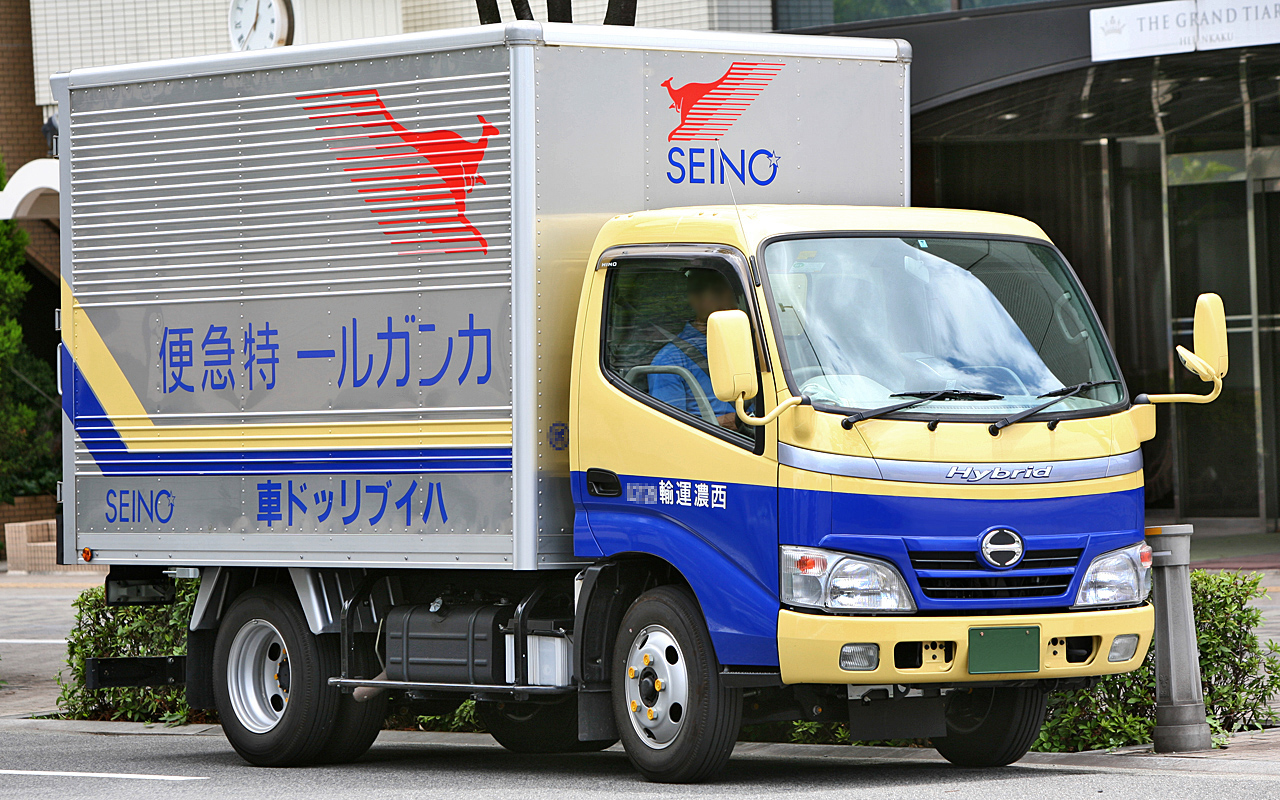
日野・デュトロ
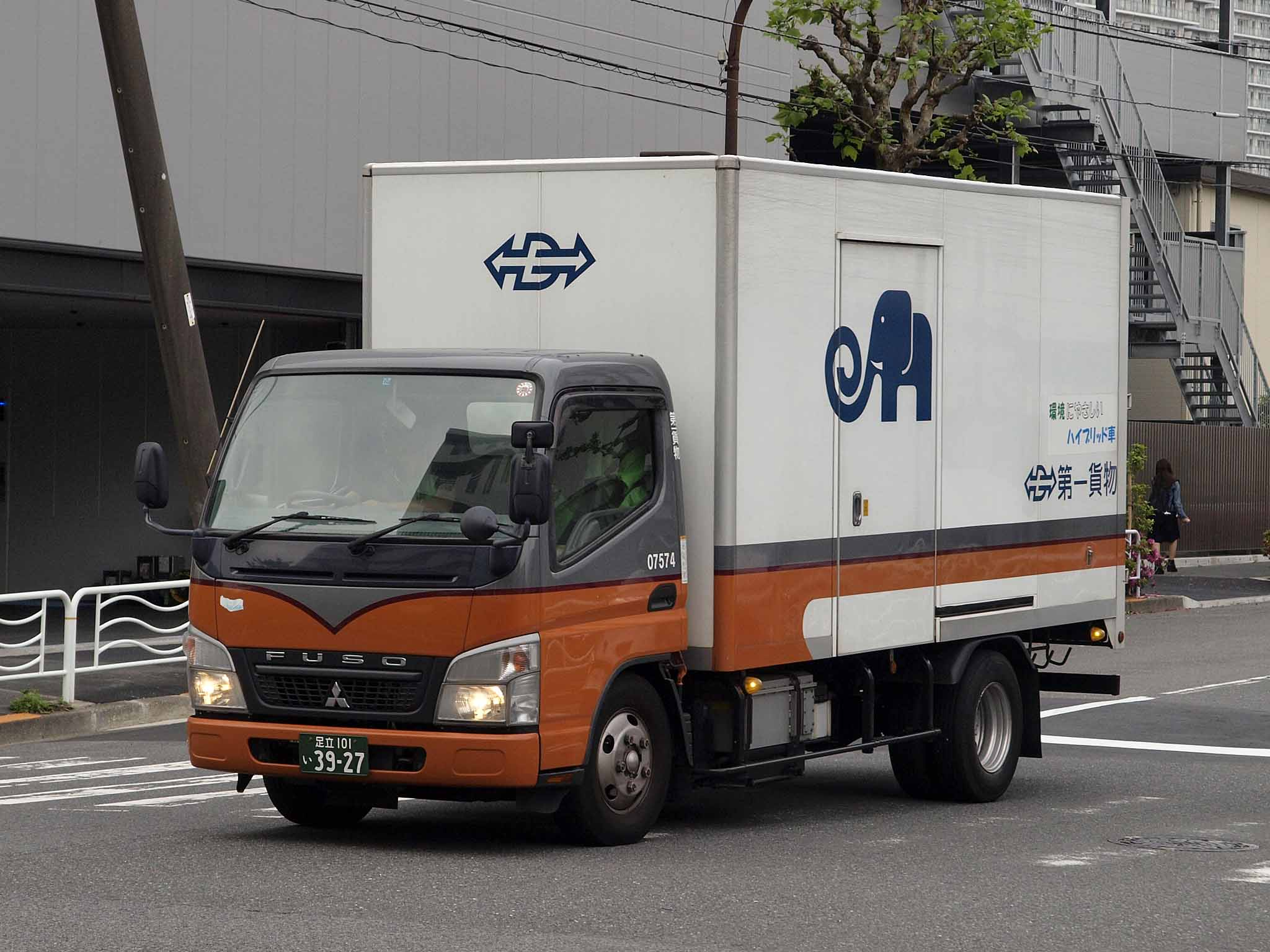
三菱ふそう・キャンター エコ ハイブリッド
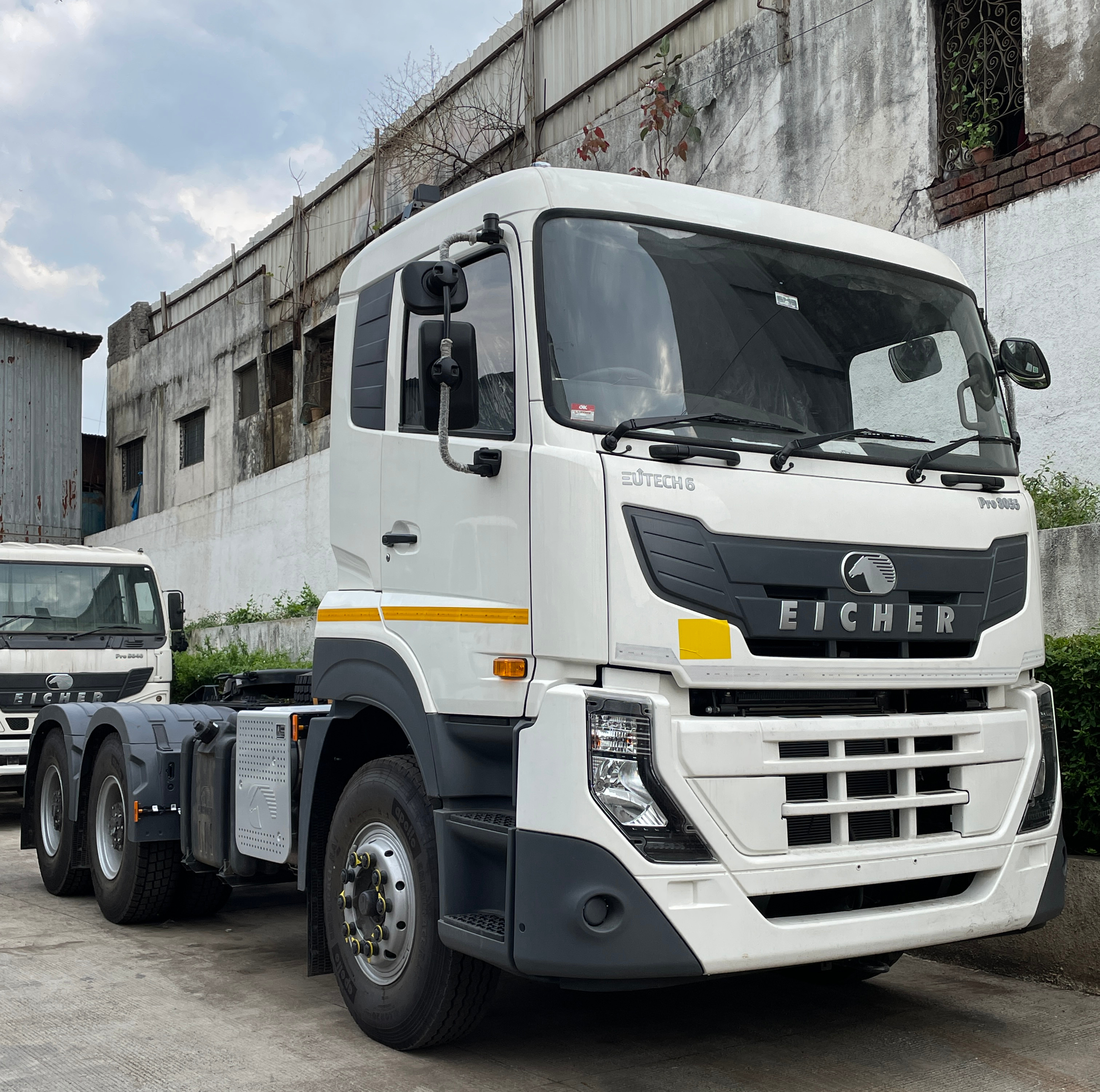
UDトラックス・クエスター
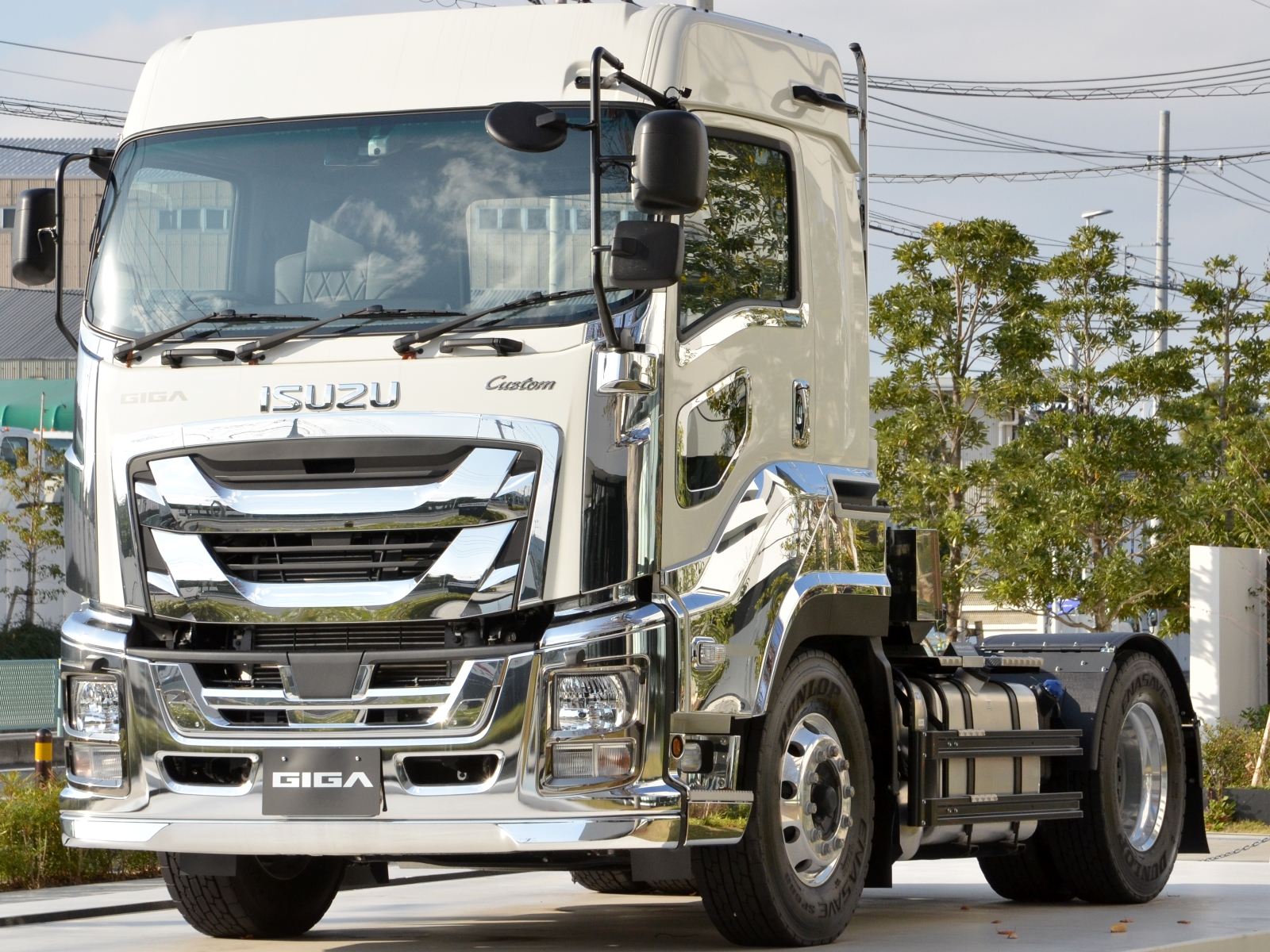
いすゞ・ギガ（2代目）

### 二輪車（1909年 - 2015年）
- 1909年 NS号 オートバイ
- 1933年 アサヒ号 AA型 二輪車
- 1935年 陸王大型オートバイ
- 1937年 メグロ号 Z97型 オートバイ
- 1946年 シルバーピジョン（スクーター）
- 1946年 ラビットスクーター
- 1947年 ホンダ・A型（エンジン）
- 1949年 ホンダ・ドリームD型
- 1950年 ライラックML
- 1952年 ホンダ・カブF型
- 1955年 ヤマハ・125 YA-1型
- 1958年 ホンダ・スーパーカブC100
- 1964年 ヤマハスポーツ YDS-3
- 1966年 カワサキ・650-W1
- 1968年 ヤマハ・トレール250
- 1969年 ホンダ・ドリームCB750
- 1971年 スズキ・GT750
- 1972年 カワサキ・900 Super Four
- 1974年 スズキ・RE-5
- 1974年 ホンダ・ゴールドウイングGL1000
- 1976年 ホンダ・ロードパル
- 1977年 ヤマハ・パッソルS50
- 1983年 スズキ・RG250Γ
- 1984年 スズキ・GSX-R750
- 1989年 カワサキ・Zephyr
- 1995年 ヤマハ・YP250マジェスティ
- 1997年 ヤマハ・YZ400F（英語版）
- 1998年 スズキ・ハヤブサ
- 1998年 ホンダ・VFR800（英語版）
- 1999年 ホンダ・ジョルノクレア
- 2000年 カワサキ・Ninja ZX-12R
- 2002年 スズキ・チョイノリ
- 2004年 カワサキ・Vulcan 2000（ドイツ語版）
- 2007年 スズキ・GSX-R1000
- 2007年 Honda・ゴールドウイング＜エアバッグ＞
- 2008年 Honda・DN-01
- 2009年 Honda・CBR600RR<ABS>
- 2009年 Honda・CBR1000RR<ABS>
- 2010年 カワサキ・Ninja ZX-10R 適応型トラクションコントロール
- 2010年 Honda・VFR1200F Dual Clutch Transmission
- 2014年 カワサキ・Ninja H2R スーパーチャージドエンジン
- 2014年 スズキ・ジクサー
- 2014年 ヤマハ・TRICITY MW125
- 2014年 ヤマハ・YZF-R1M
- 2015年 ヤマハ・E-Vino

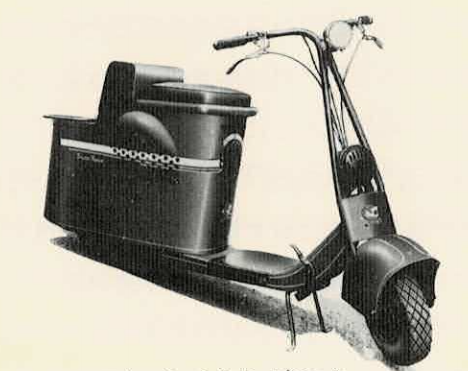
シルバーピジョン（スクーター）
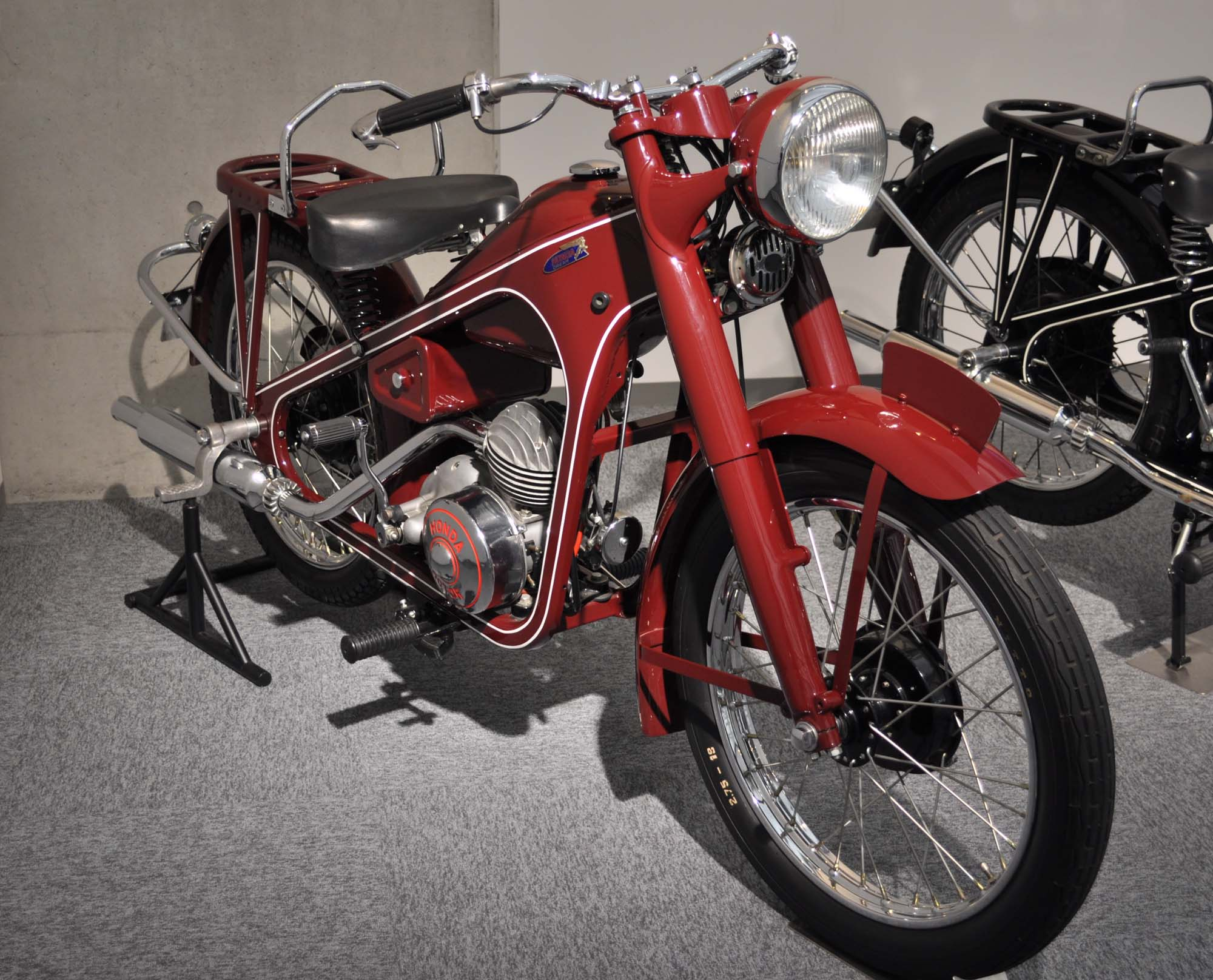
ホンダ・ドリームD型
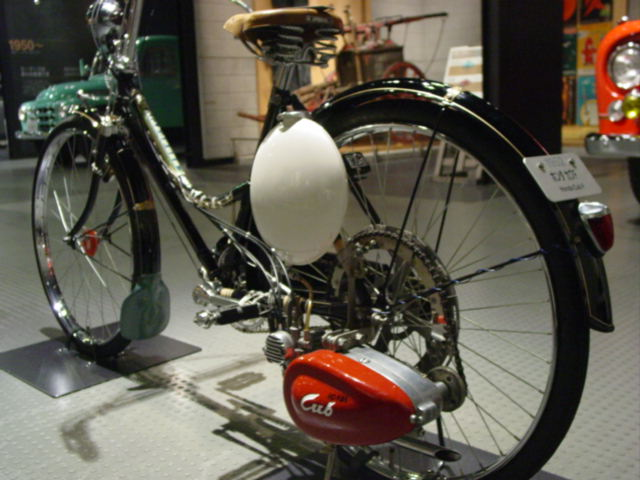
ホンダ・カブF型
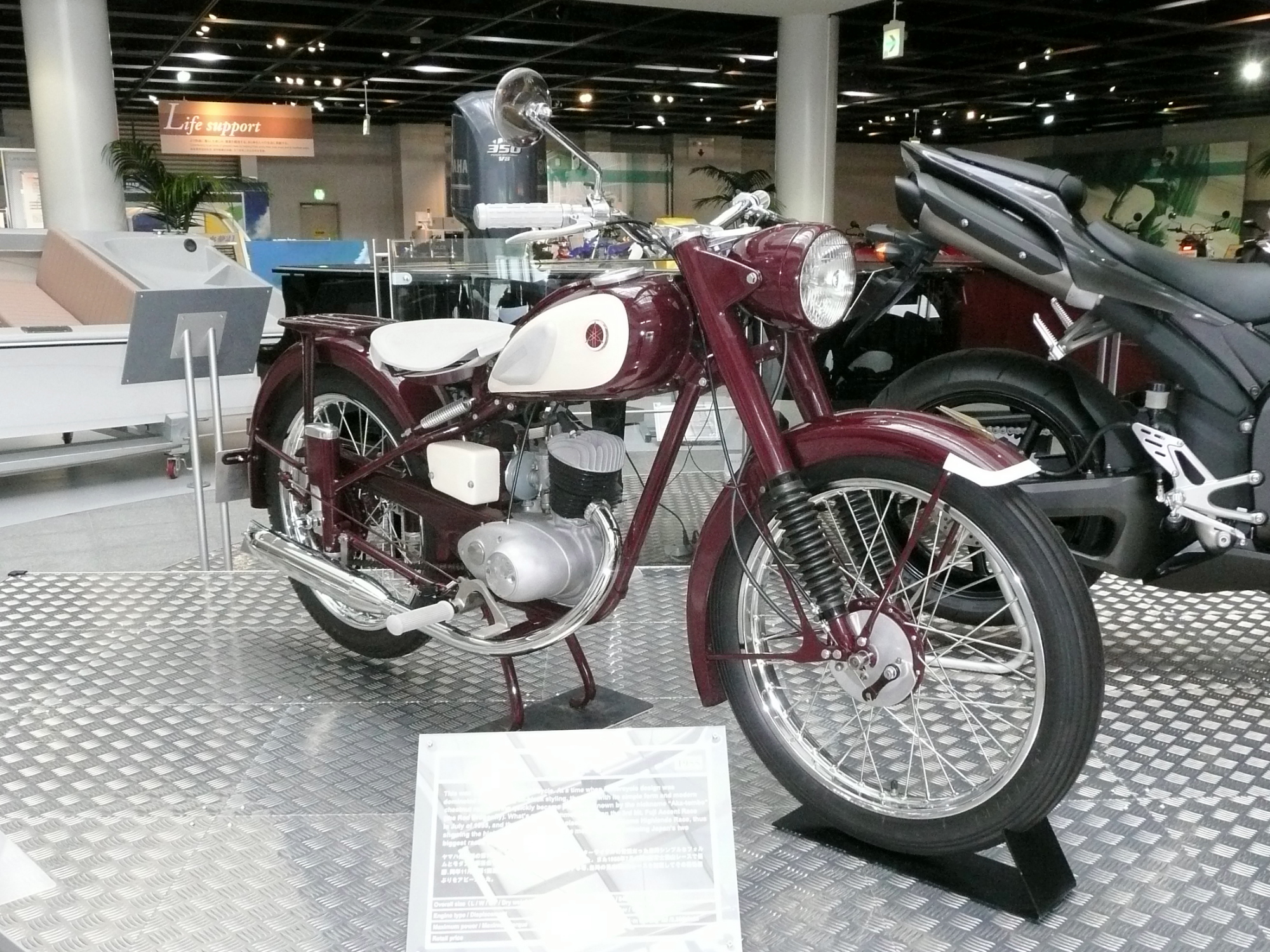
ヤマハ・125 YA-1型
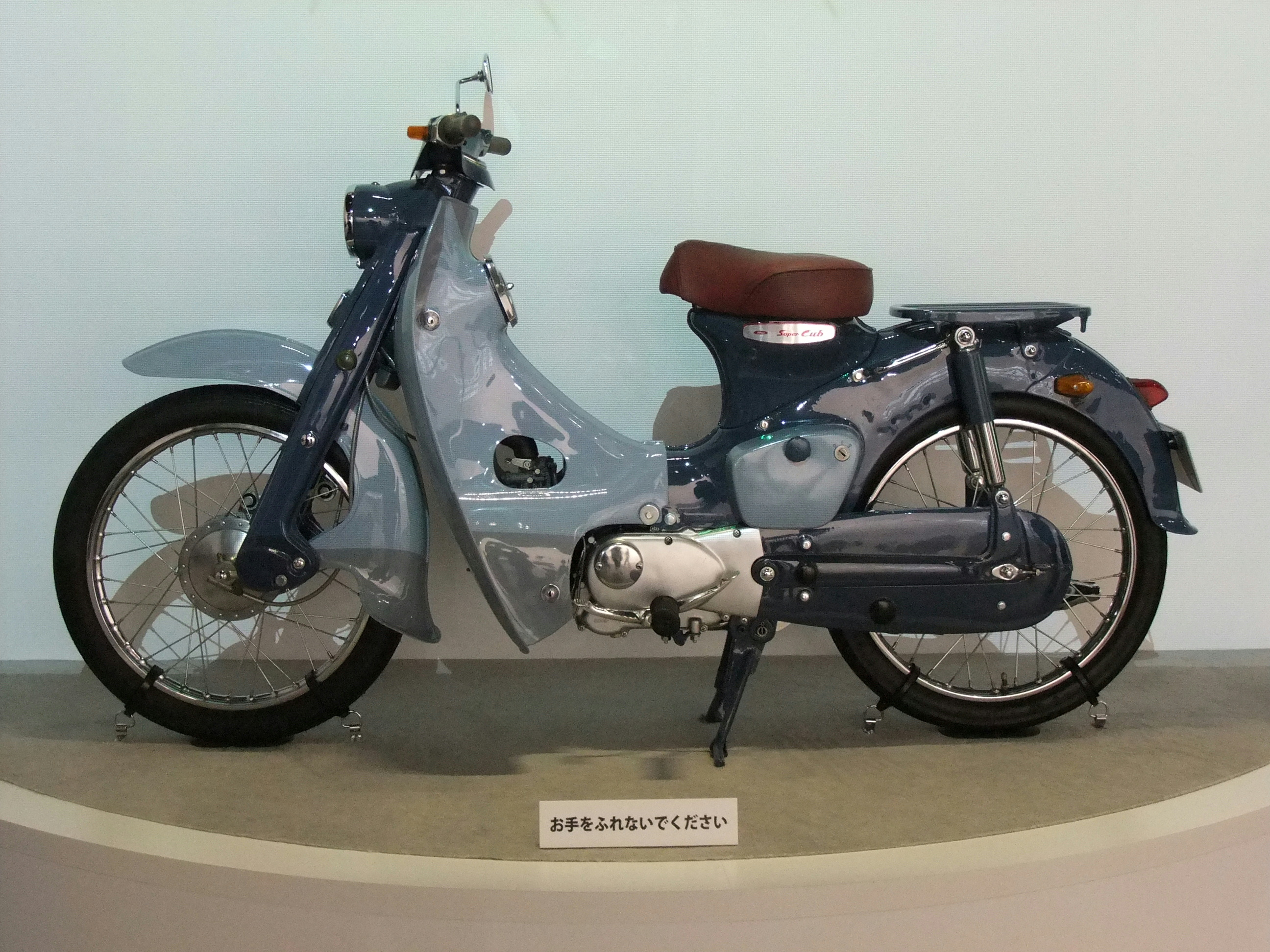
ホンダ・スーパーカブC100
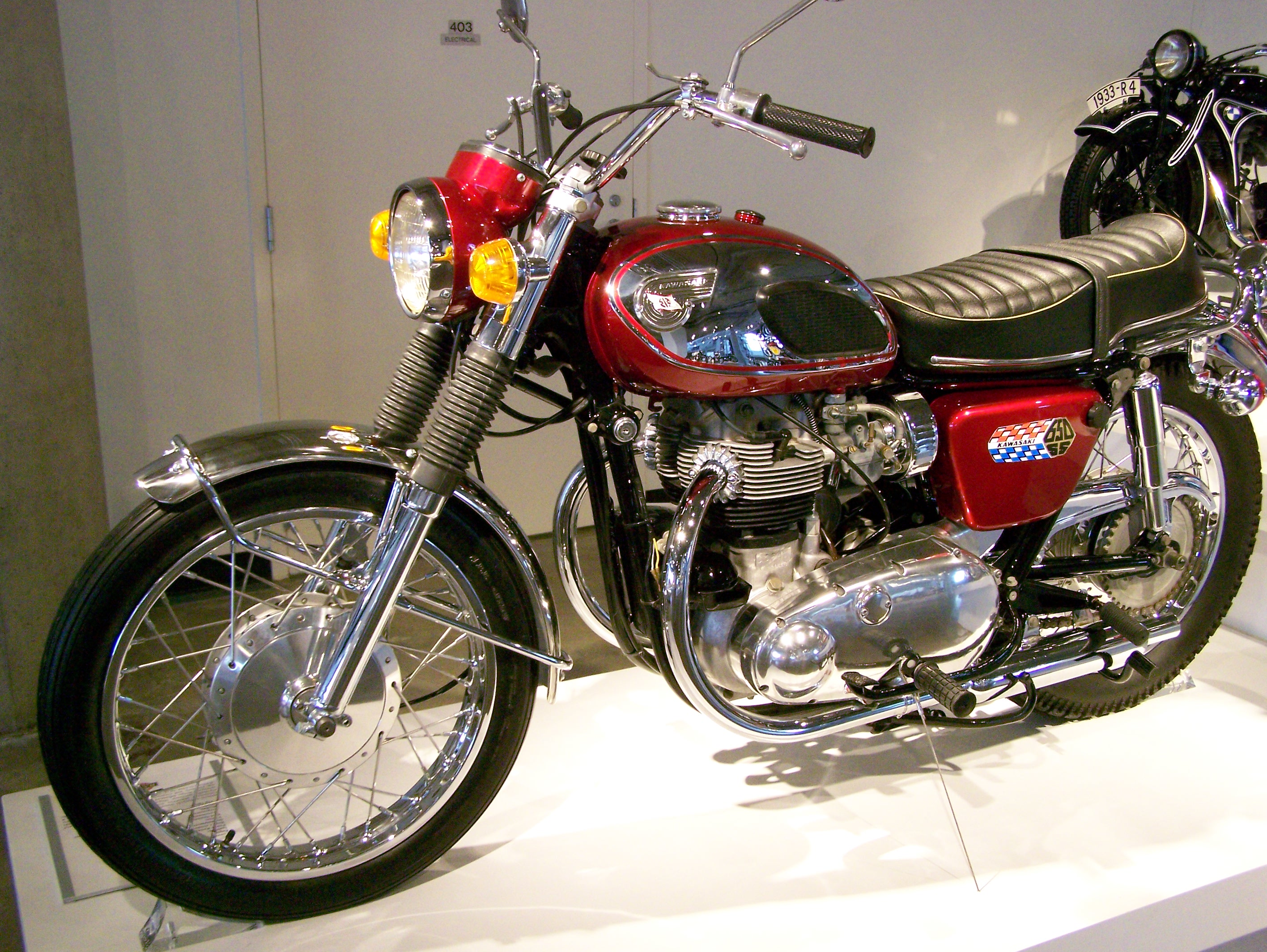
カワサキ・W1SS
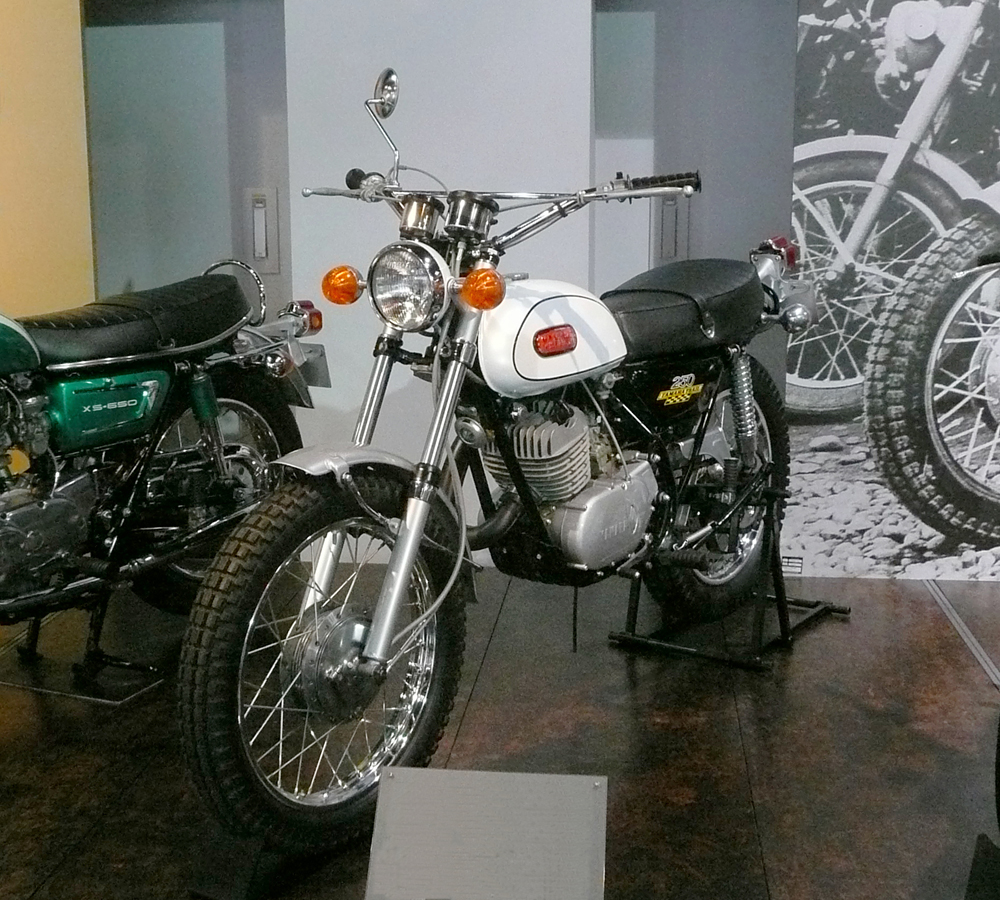
ヤマハ・トレール250
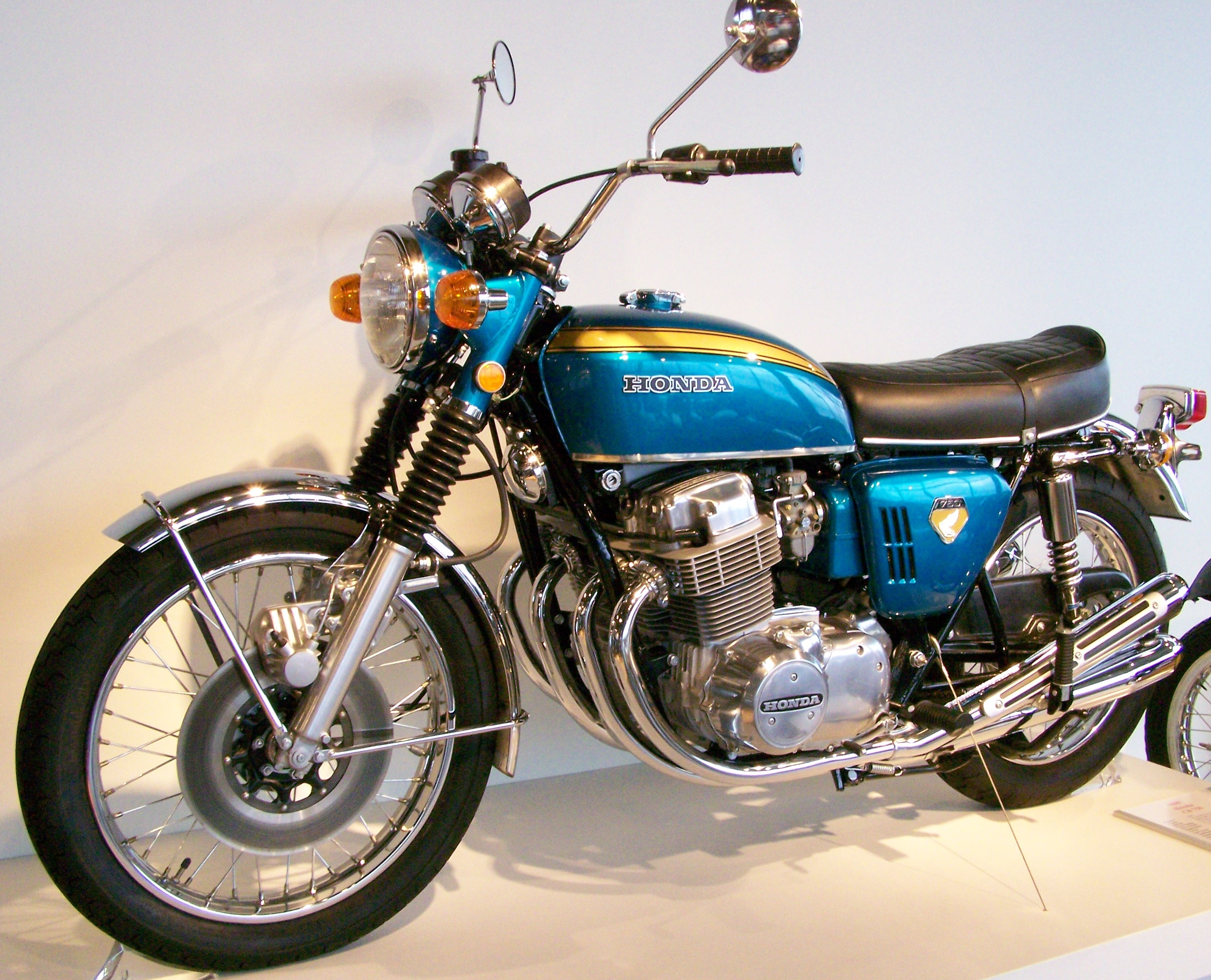
ホンダ・ドリームCB750
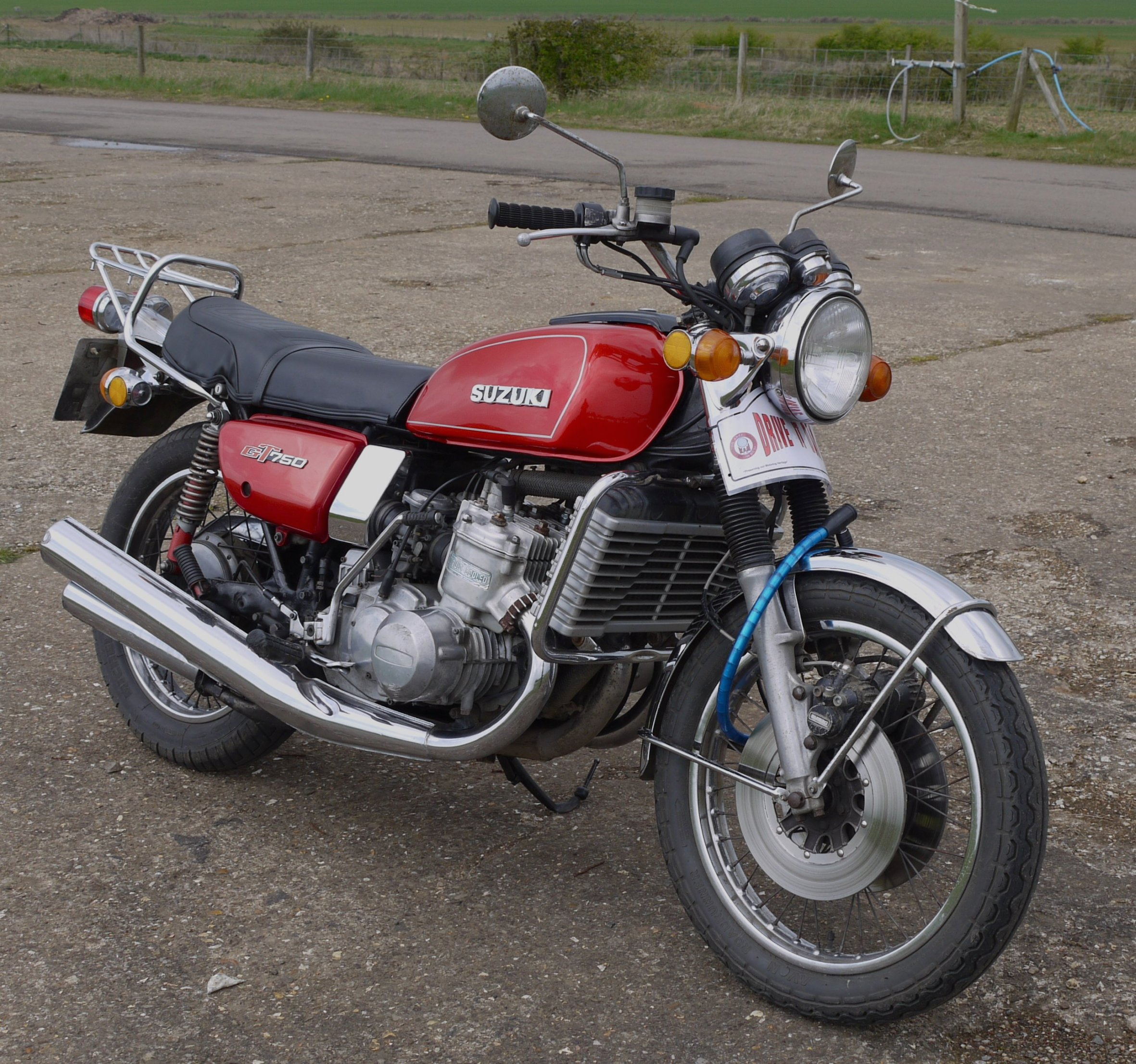
スズキ・GT750
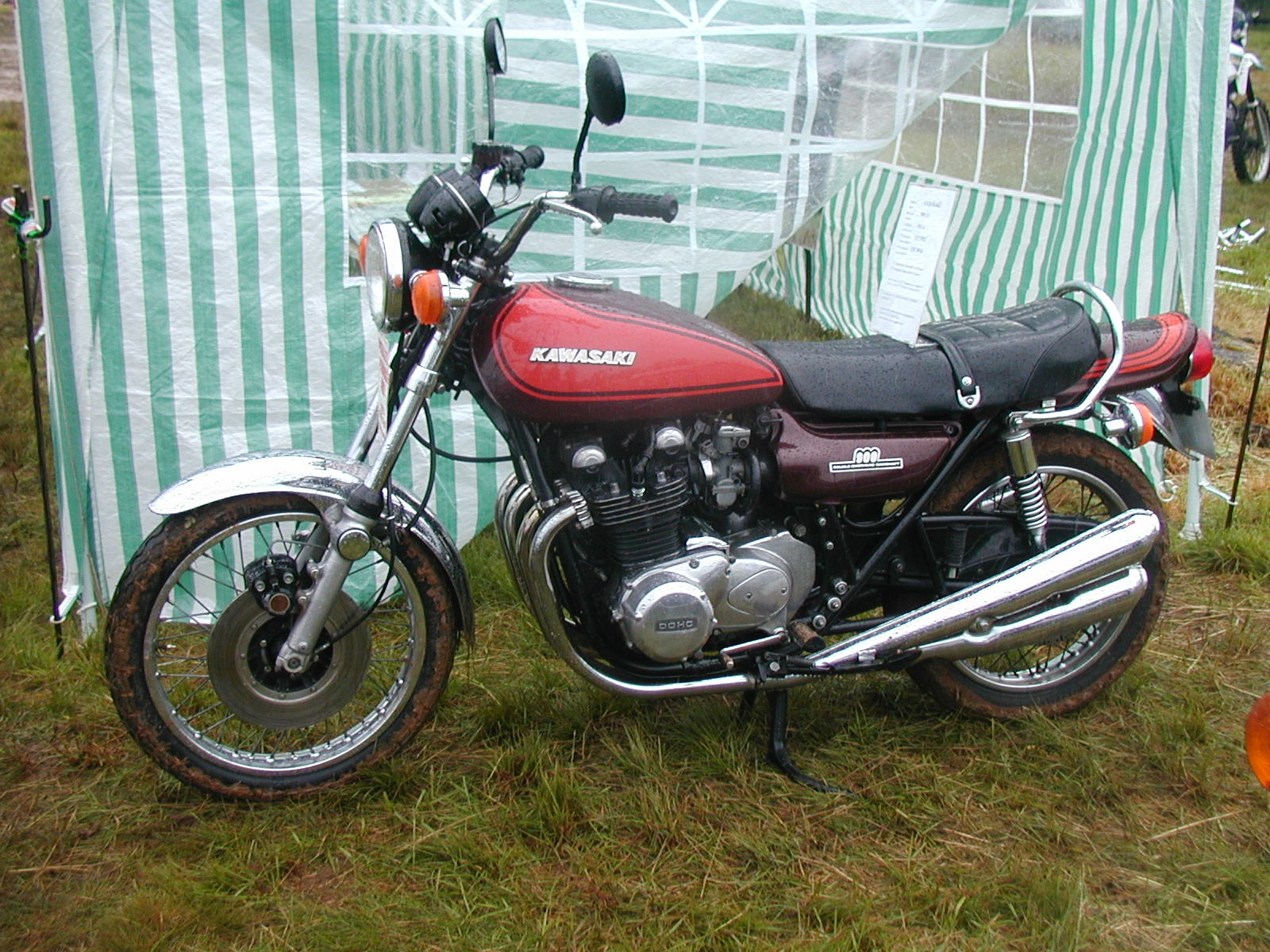
カワサキ・900 Super Four
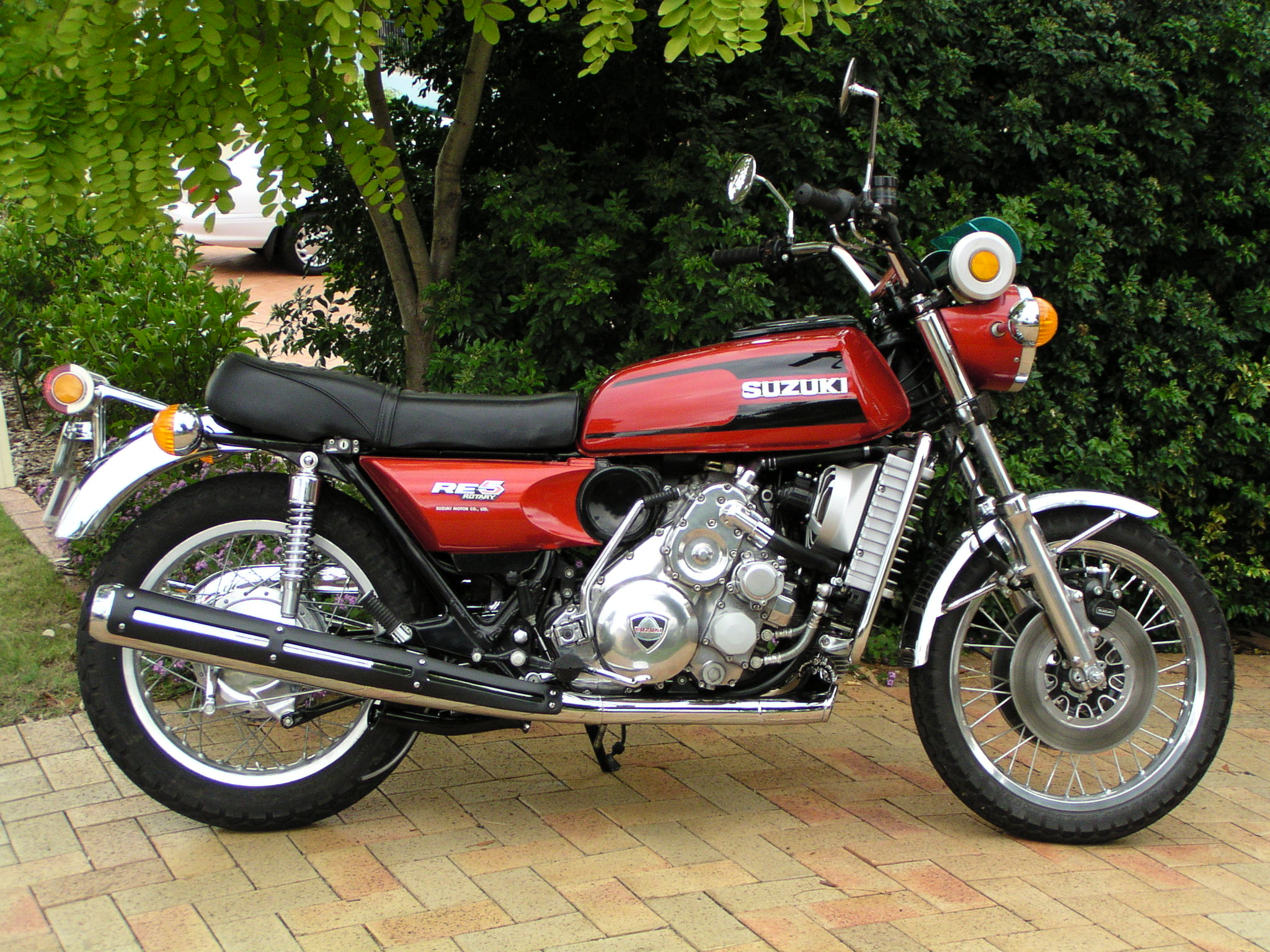
スズキ・RE-5
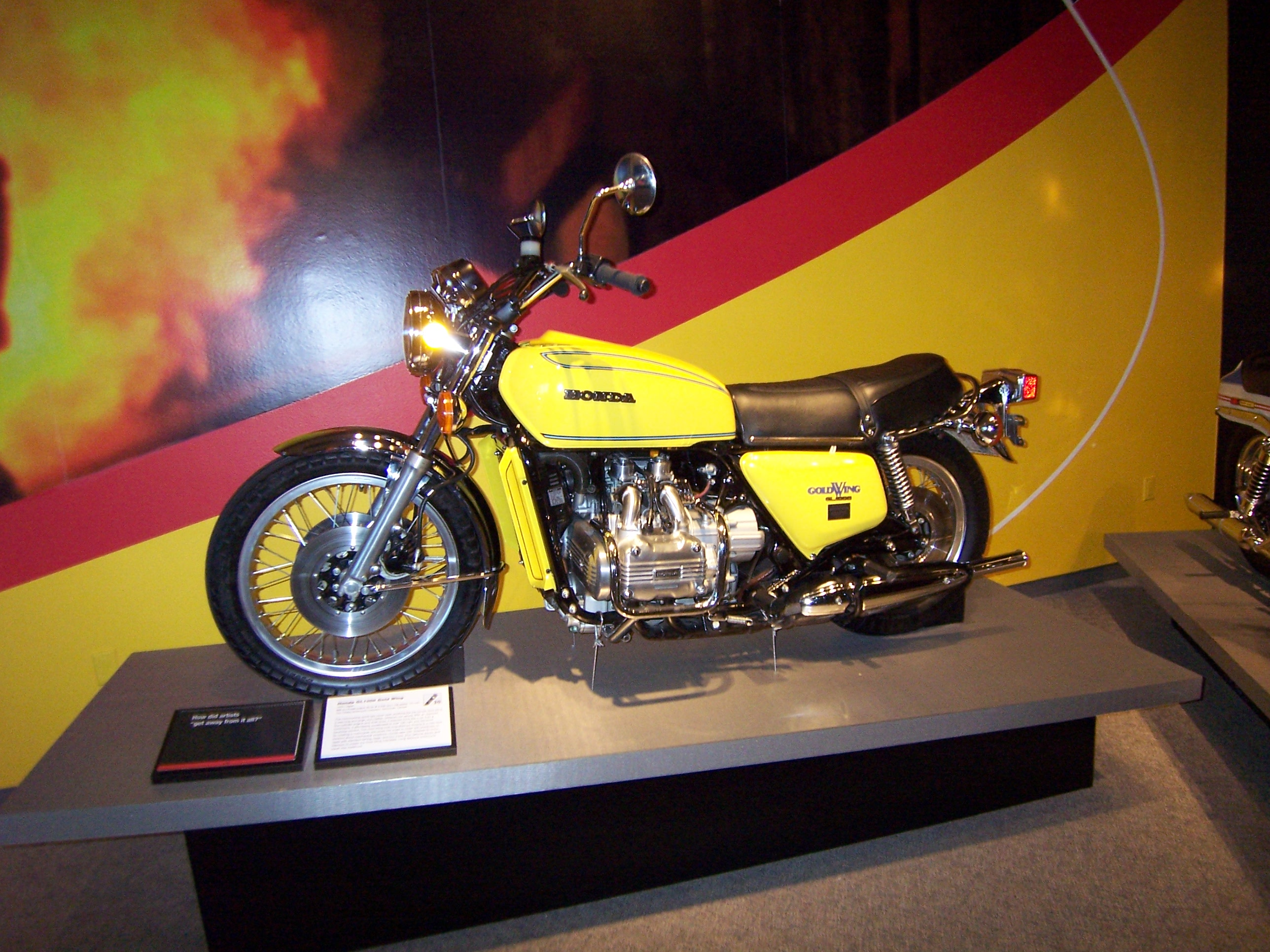
ホンダ・ゴールドウイングGL1000
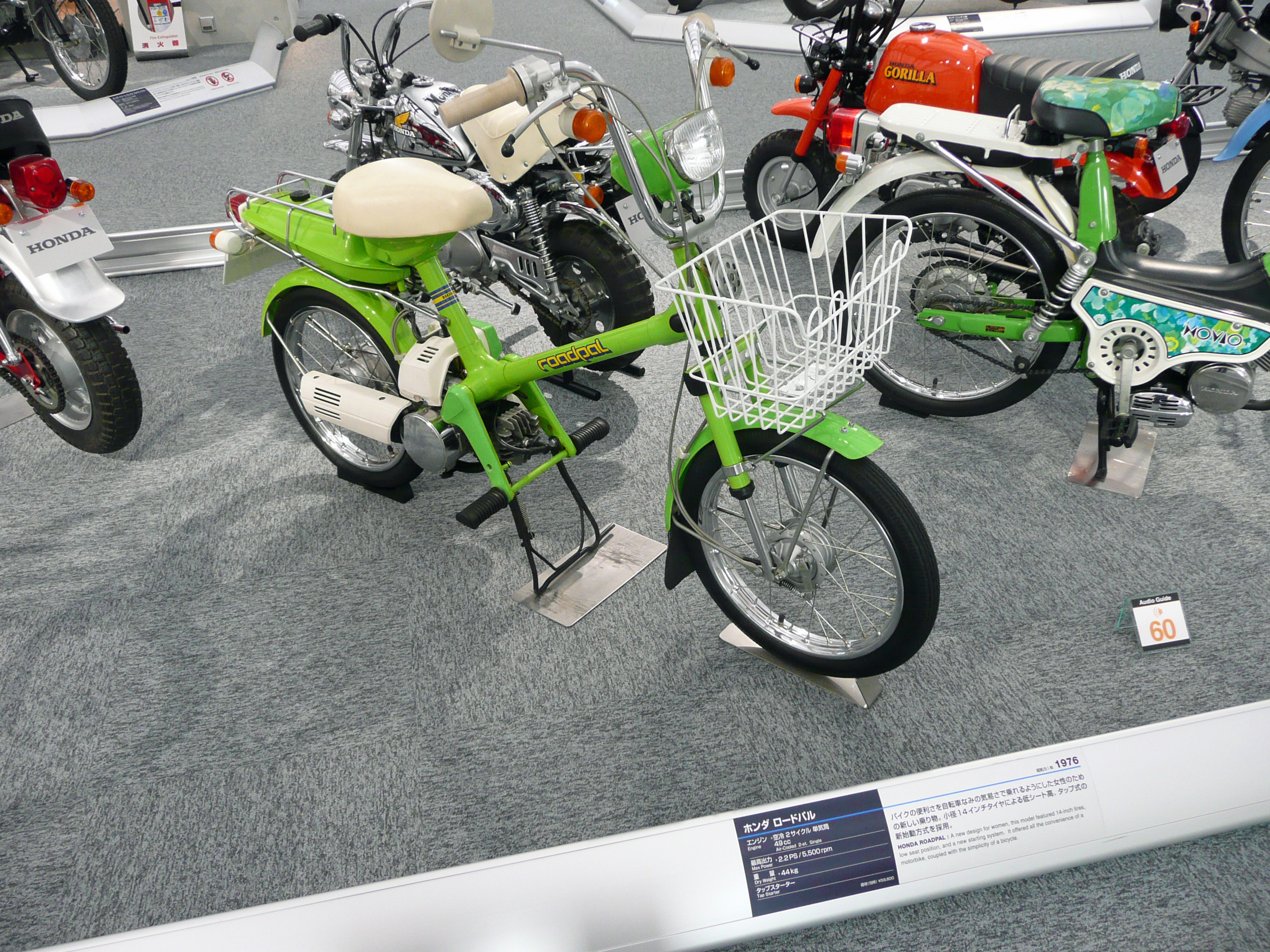
ホンダ・ロードパル
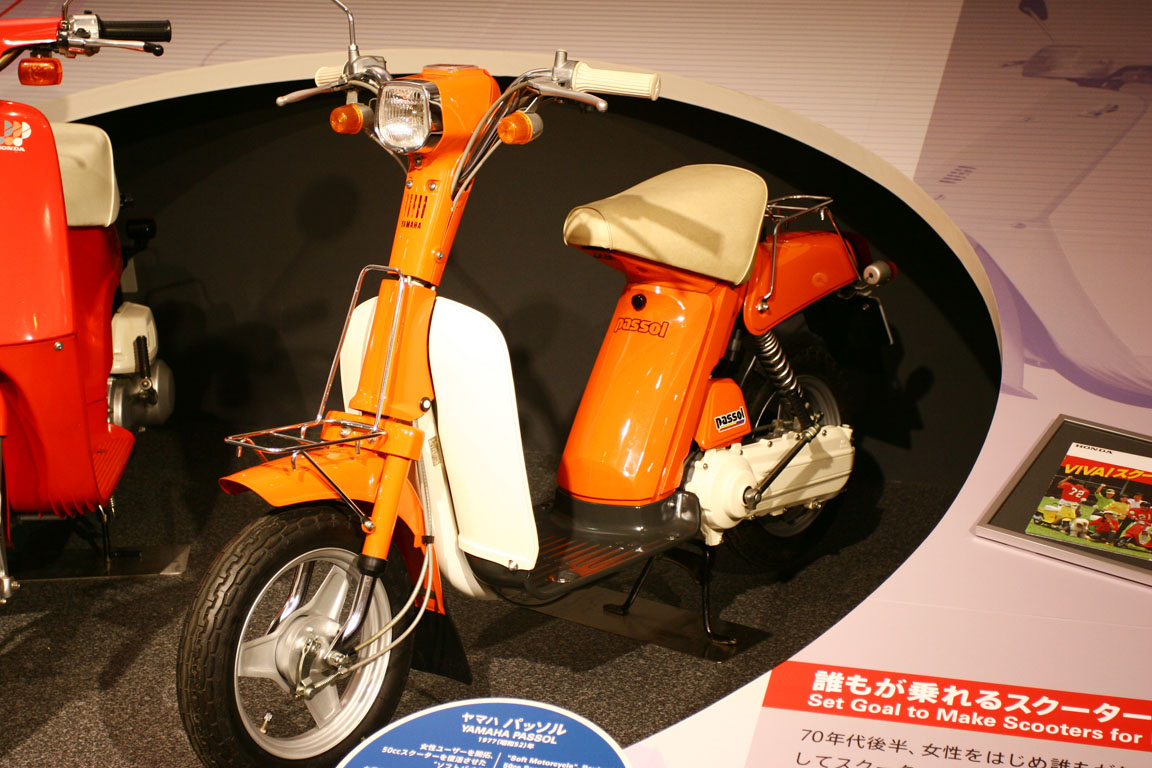
ヤマハ・パッソルS50
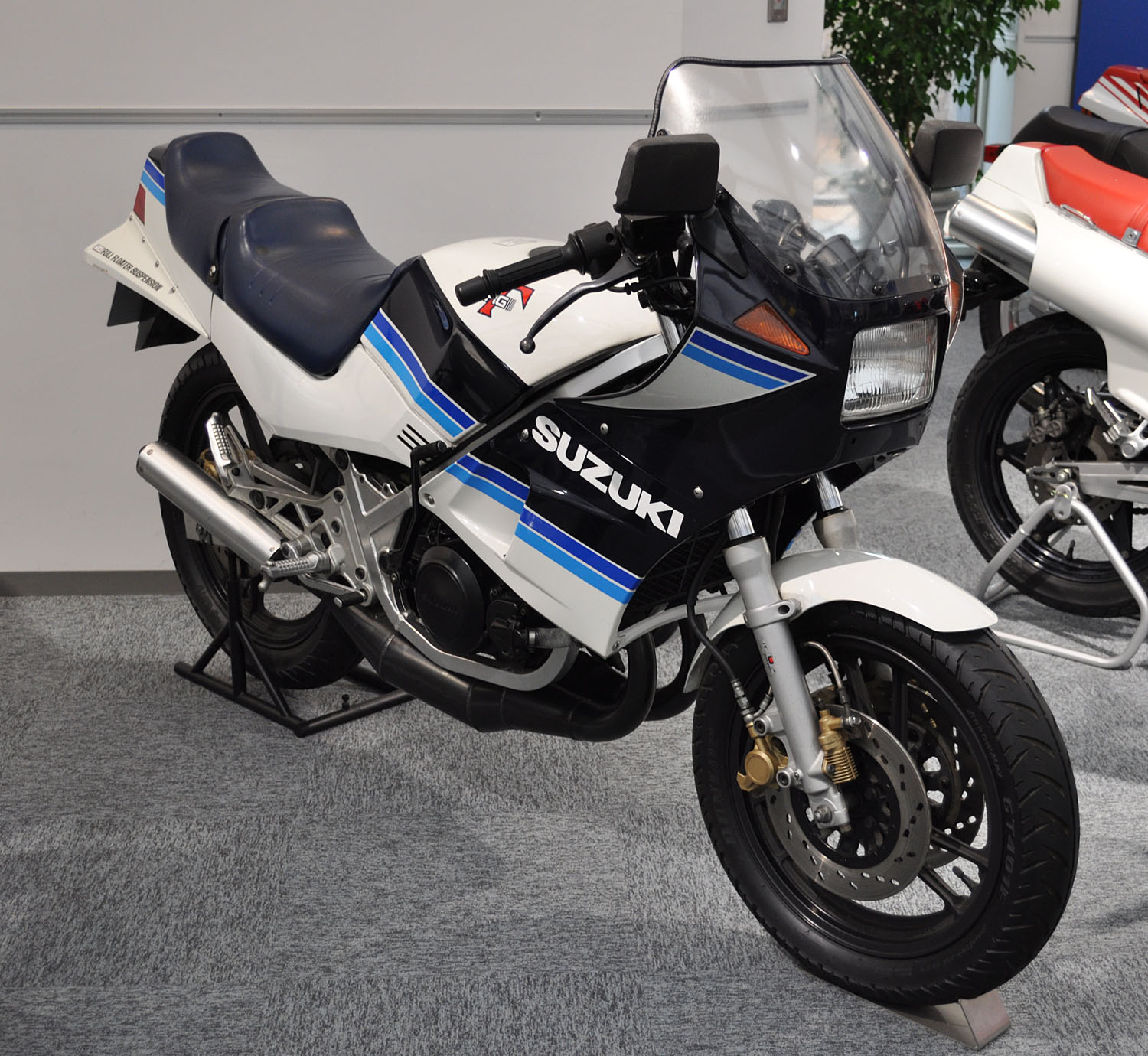
スズキ・RG250Γ
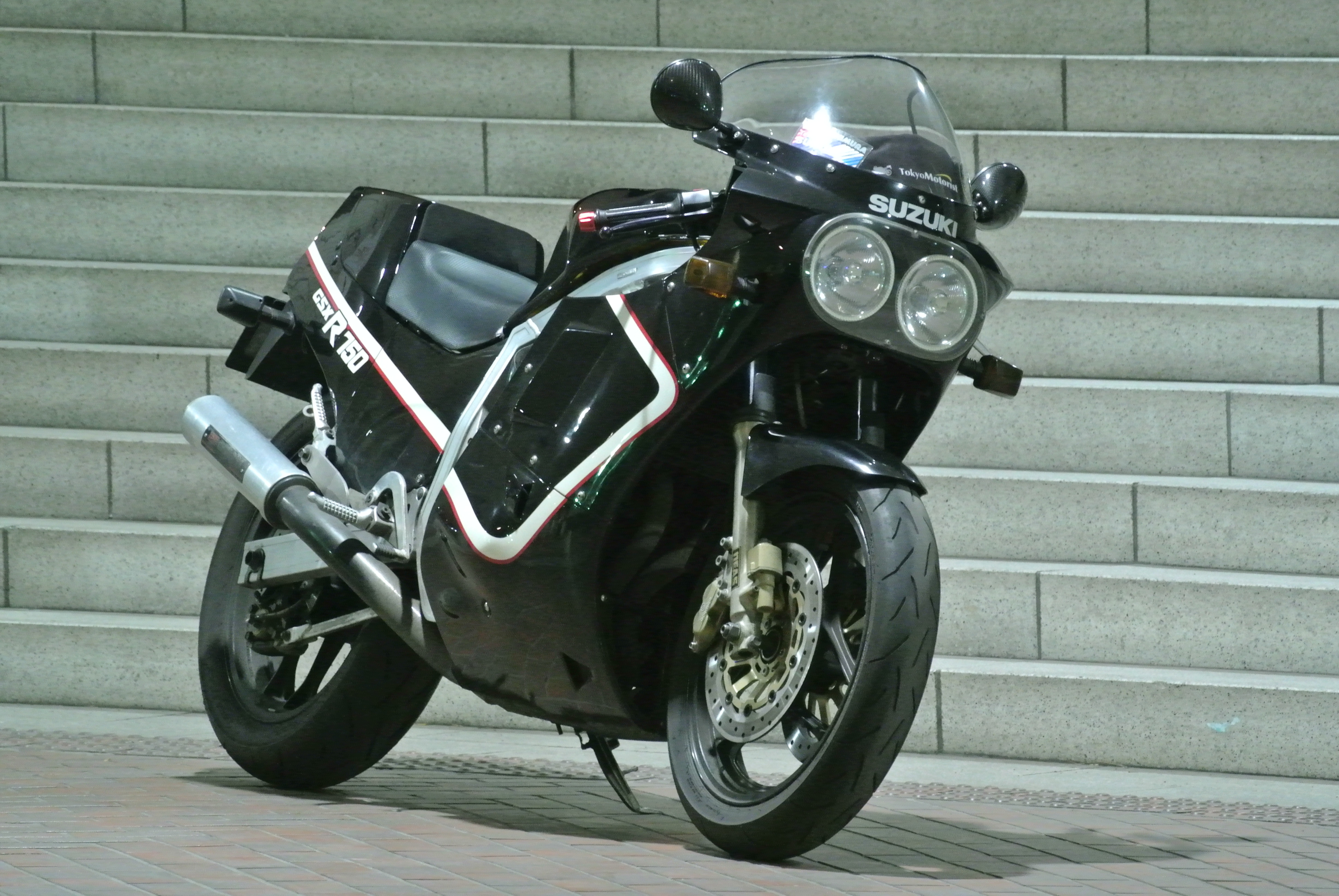
スズキ・GSX-R750
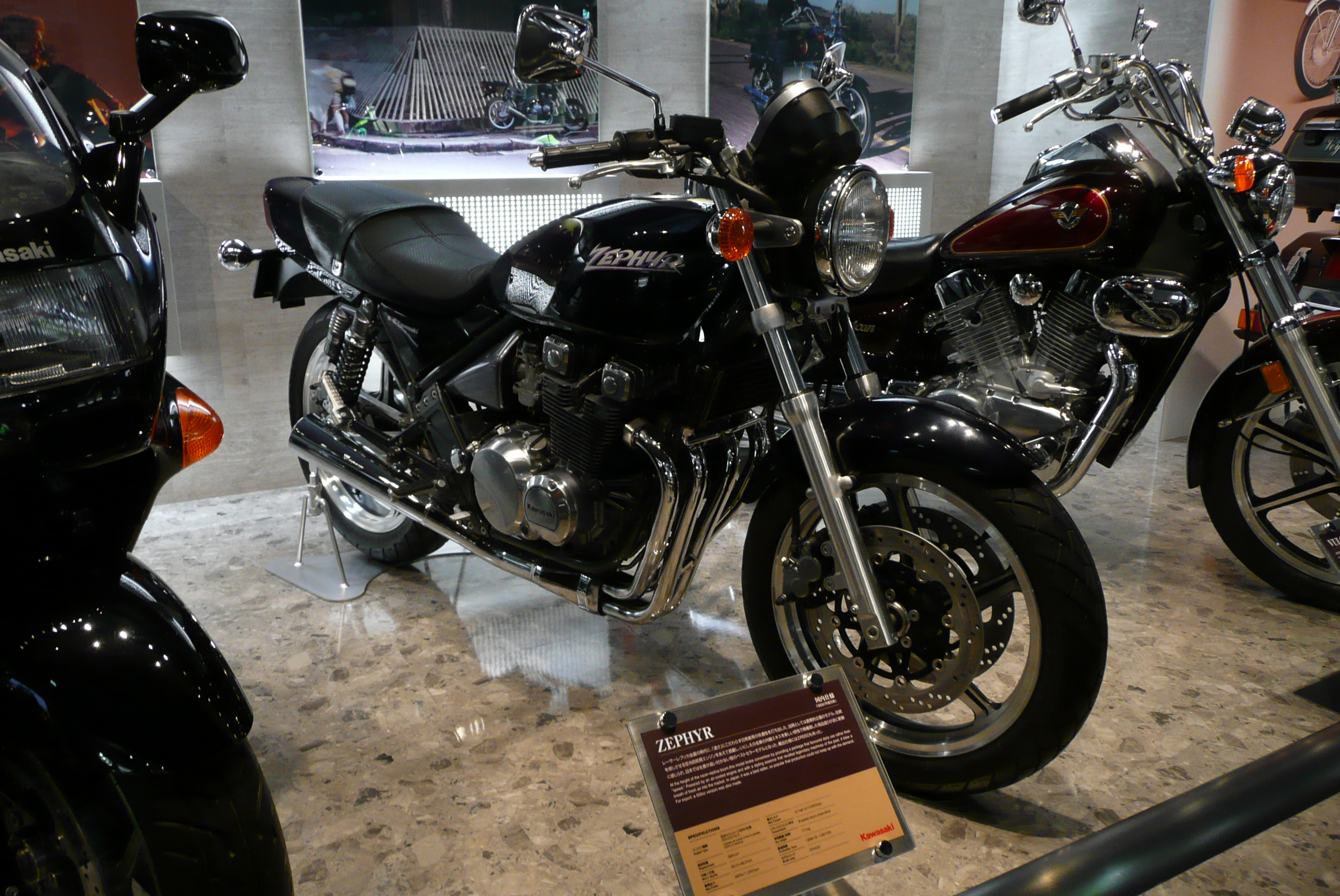
カワサキ・Zephyr
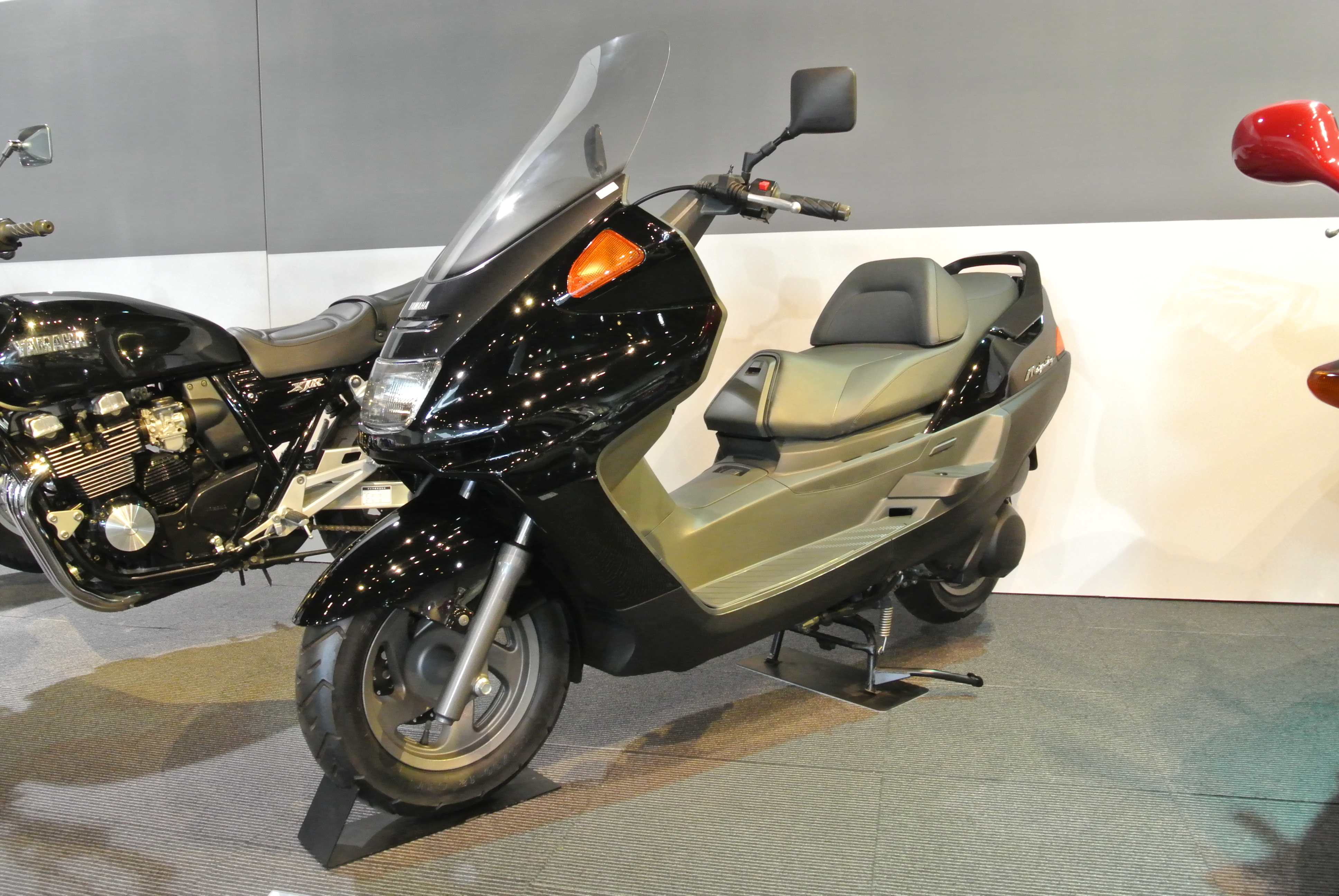
ヤマハ・YP250マジェスティ
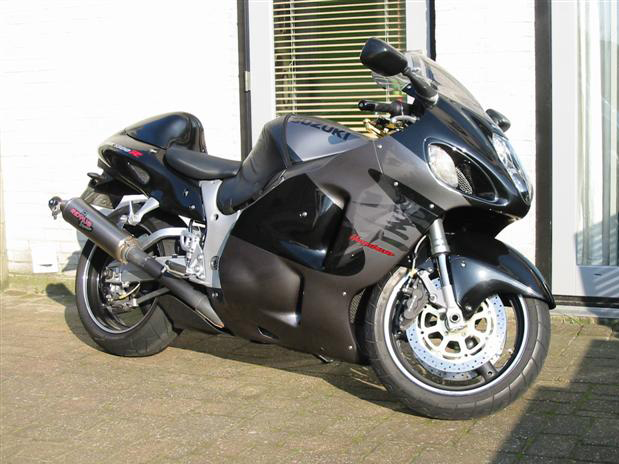
スズキ・ハヤブサ
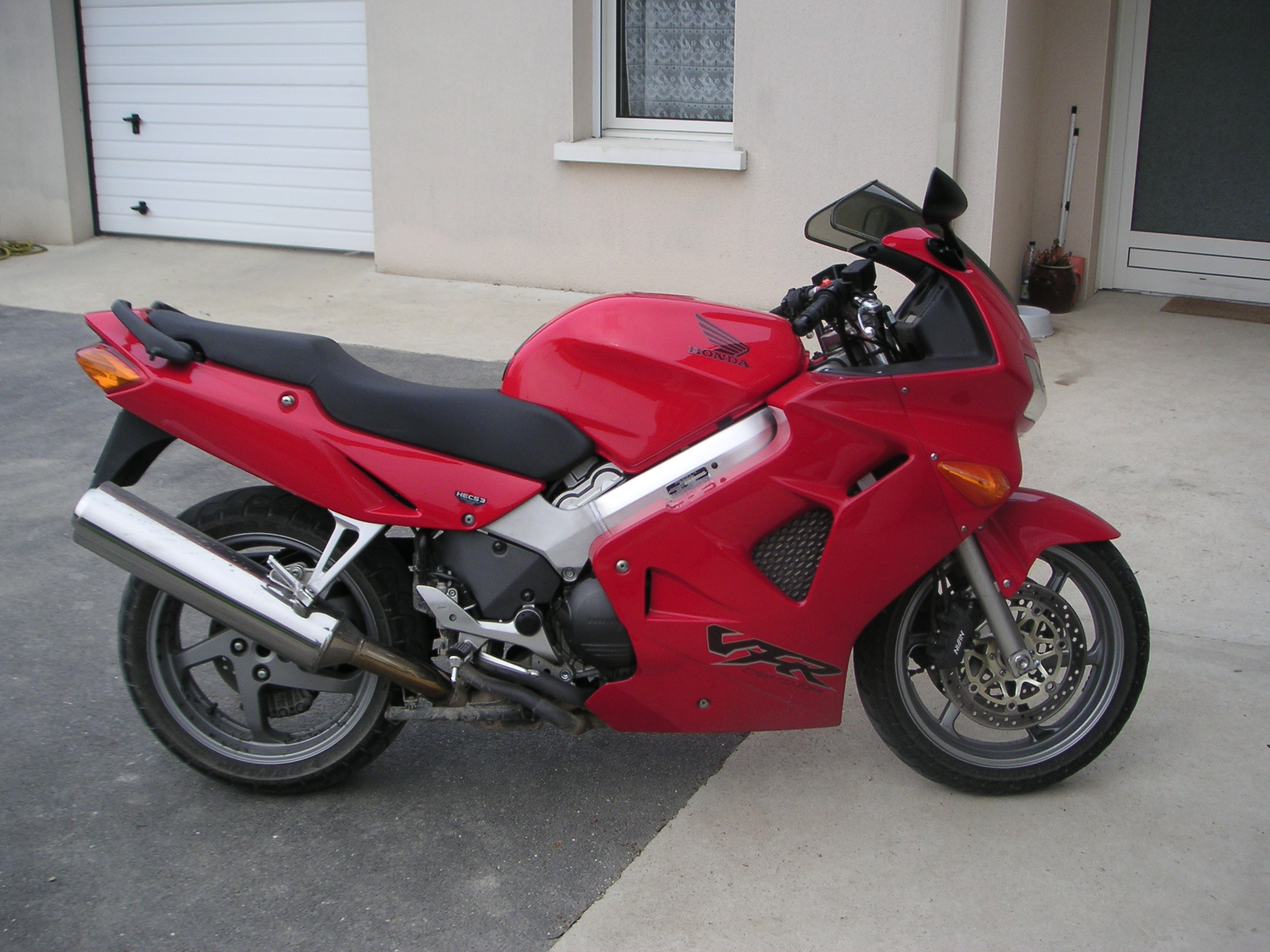
ホンダ・VFR800Fi
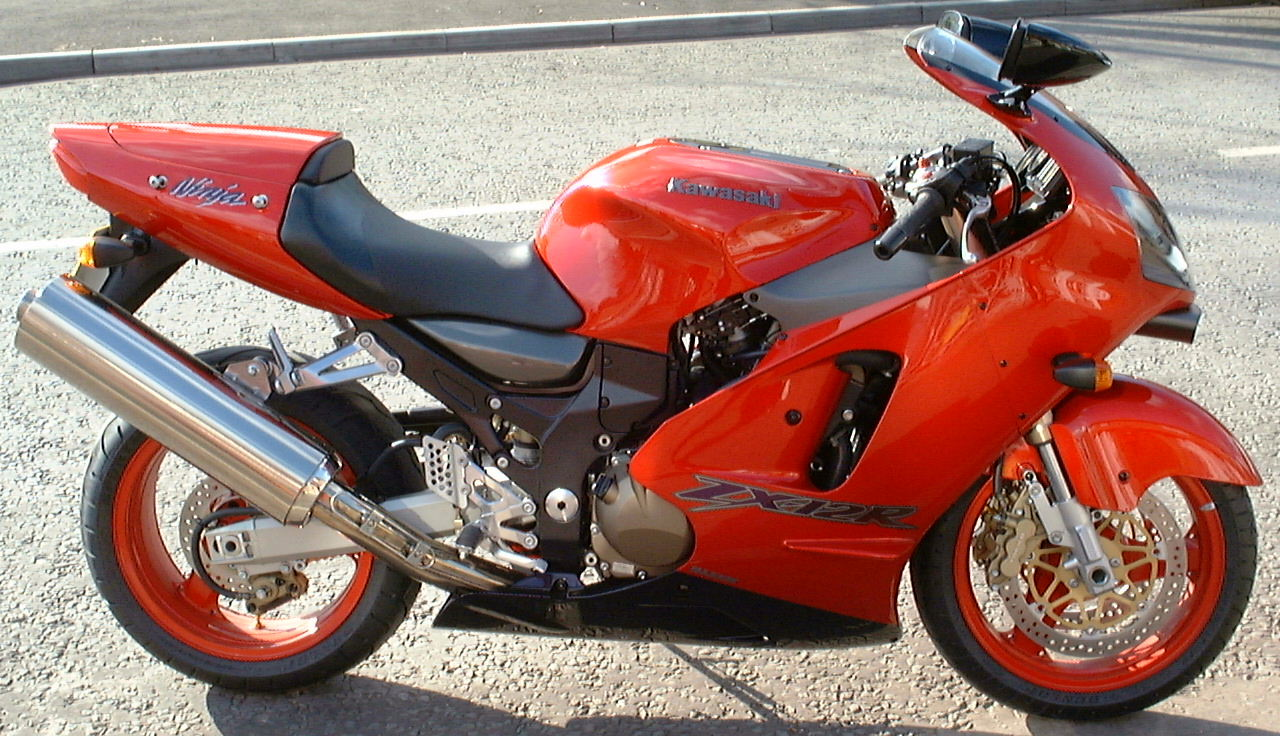
カワサキ・Ninja ZX-12R
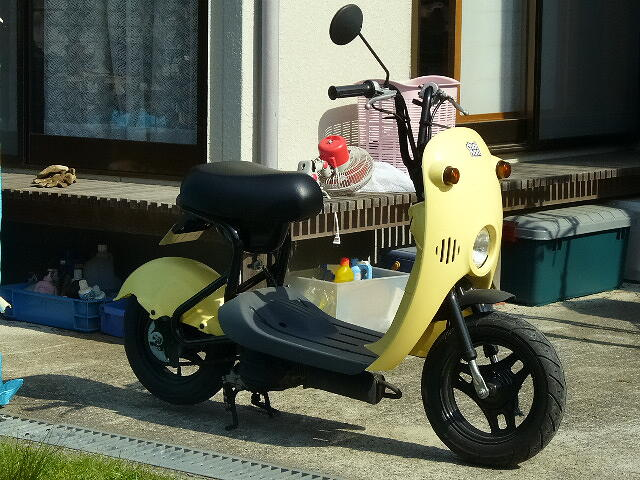
スズキ・チョイノリ
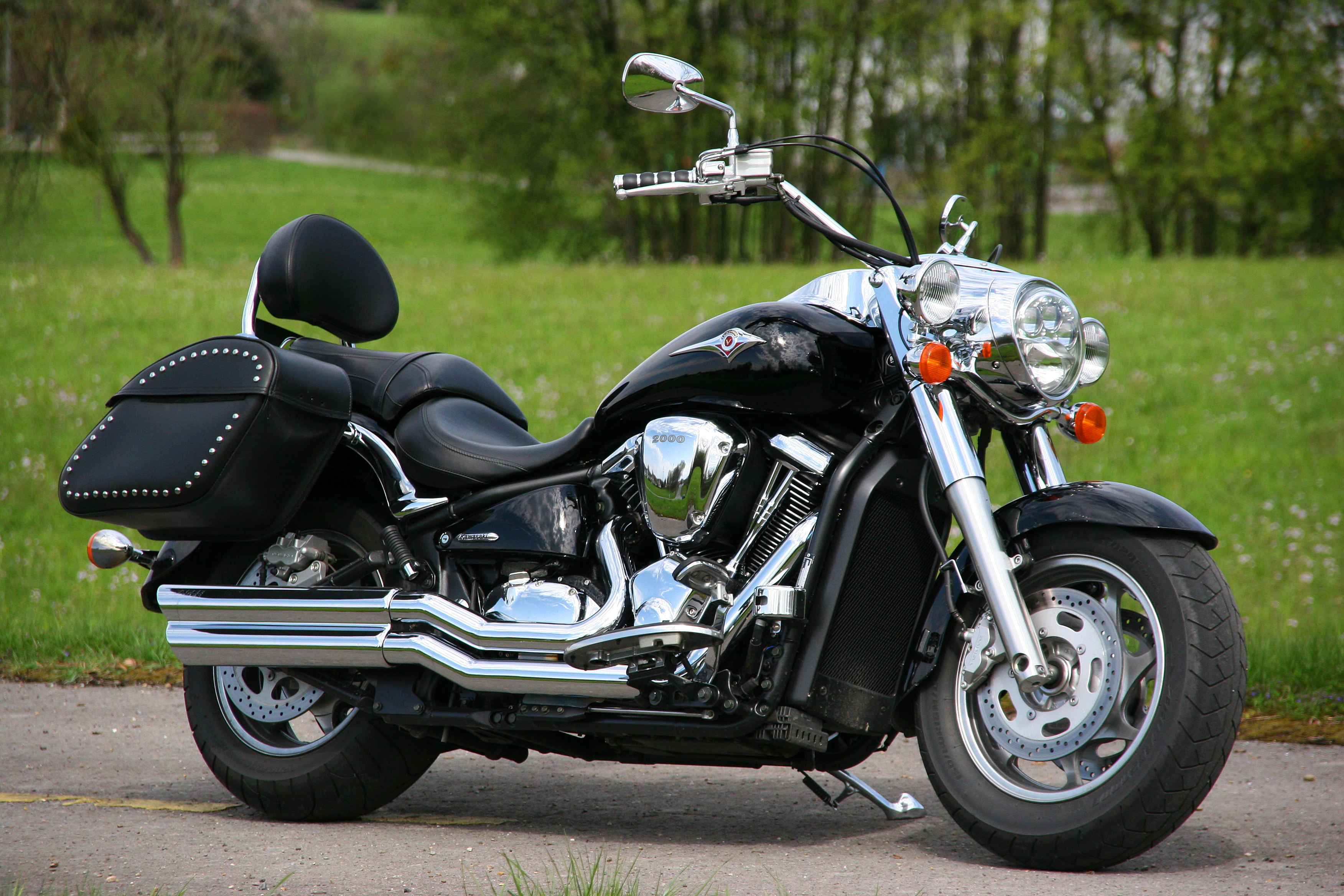
カワサキ・Vulcan 2000
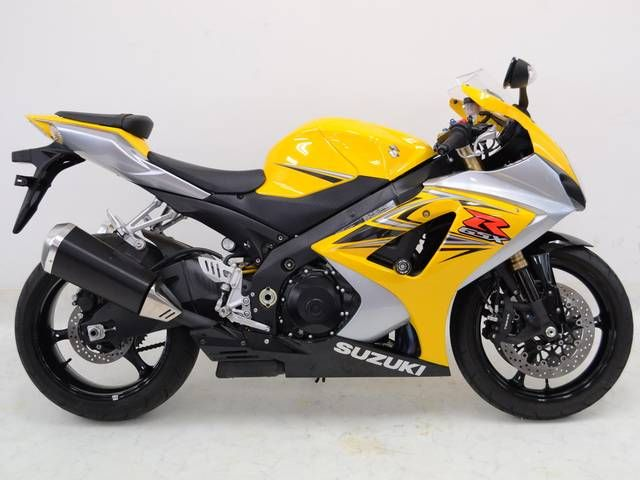
スズキ・GSX-R1000
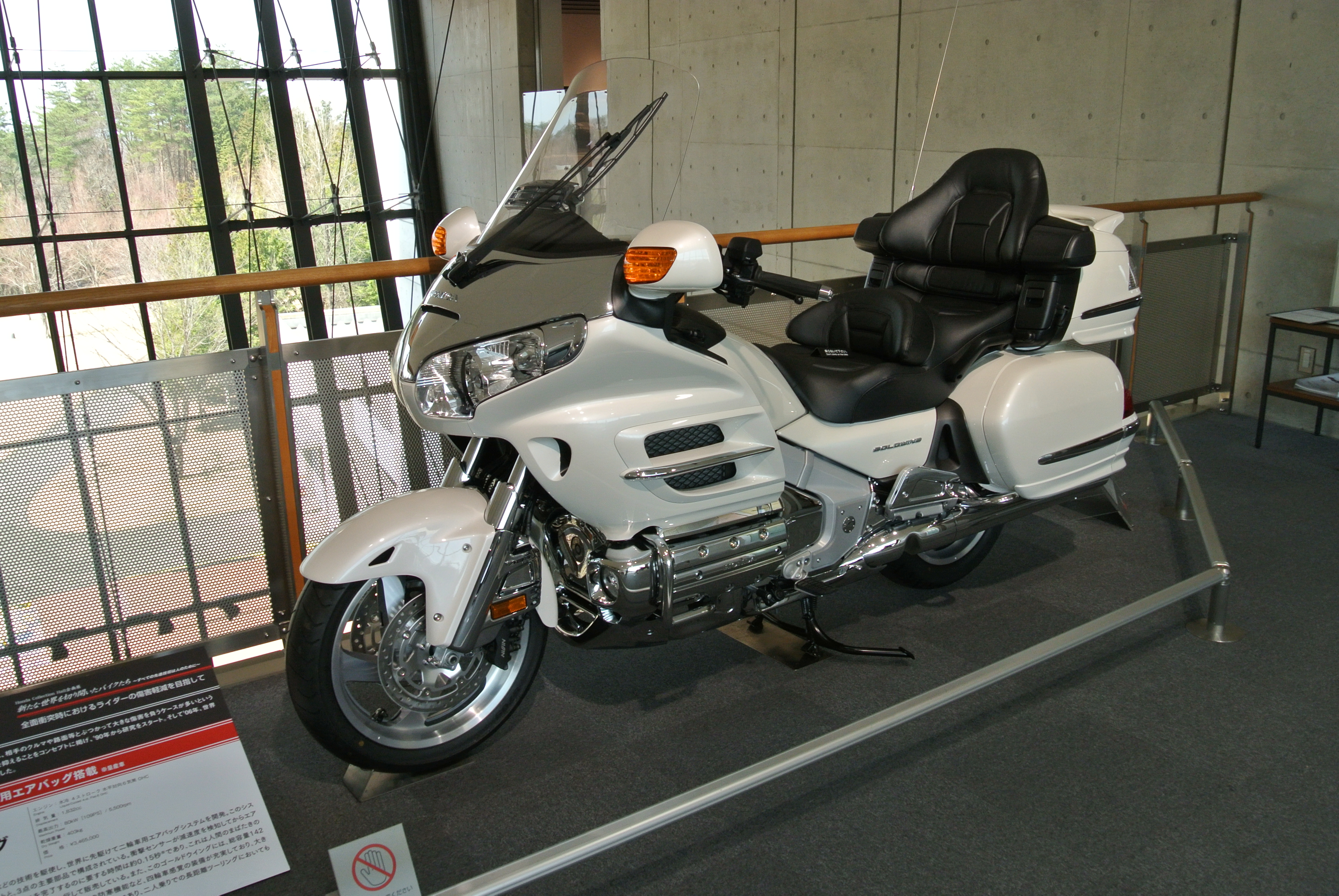
Honda・ゴールドウイング
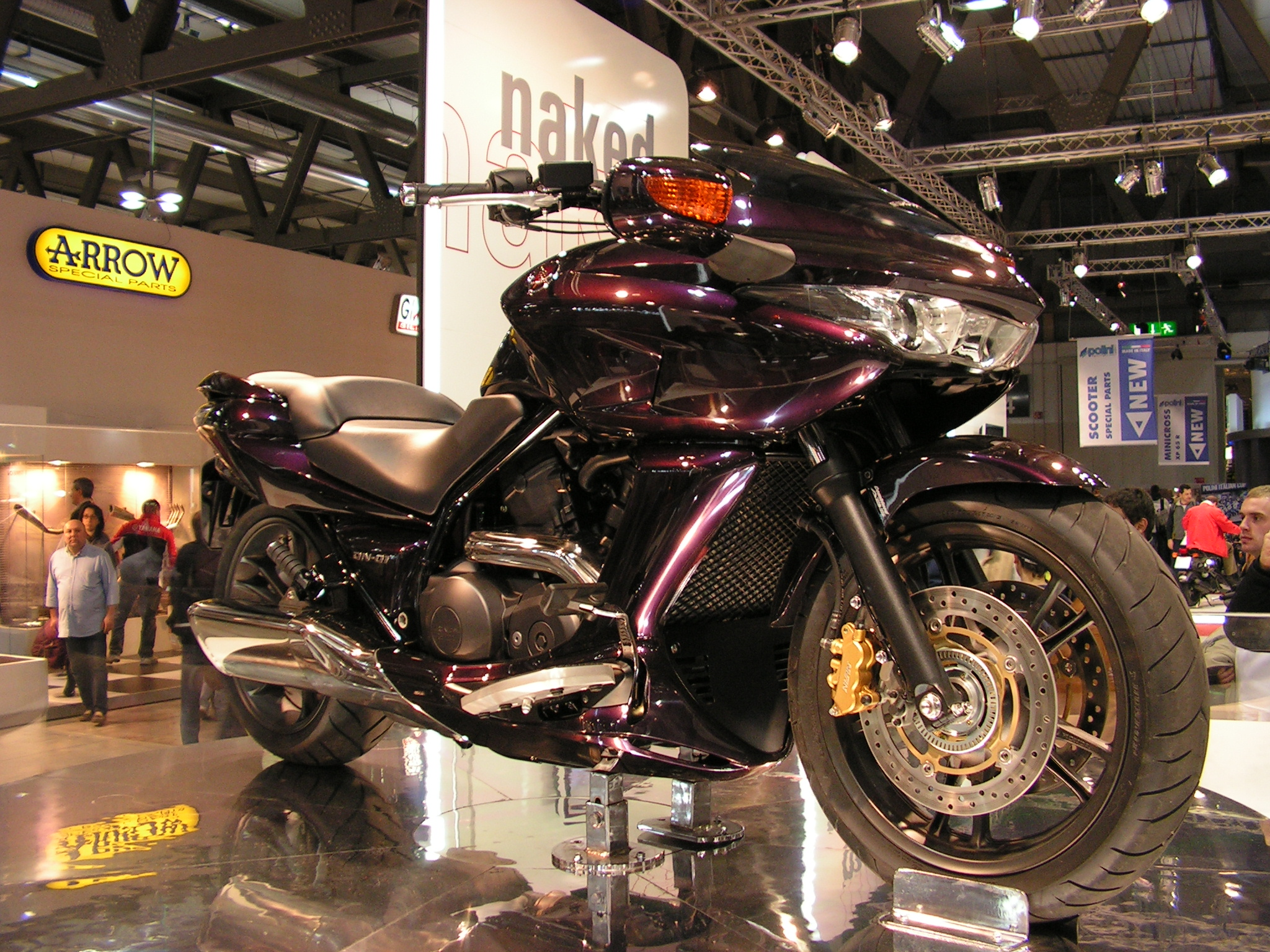
Honda・DN-01
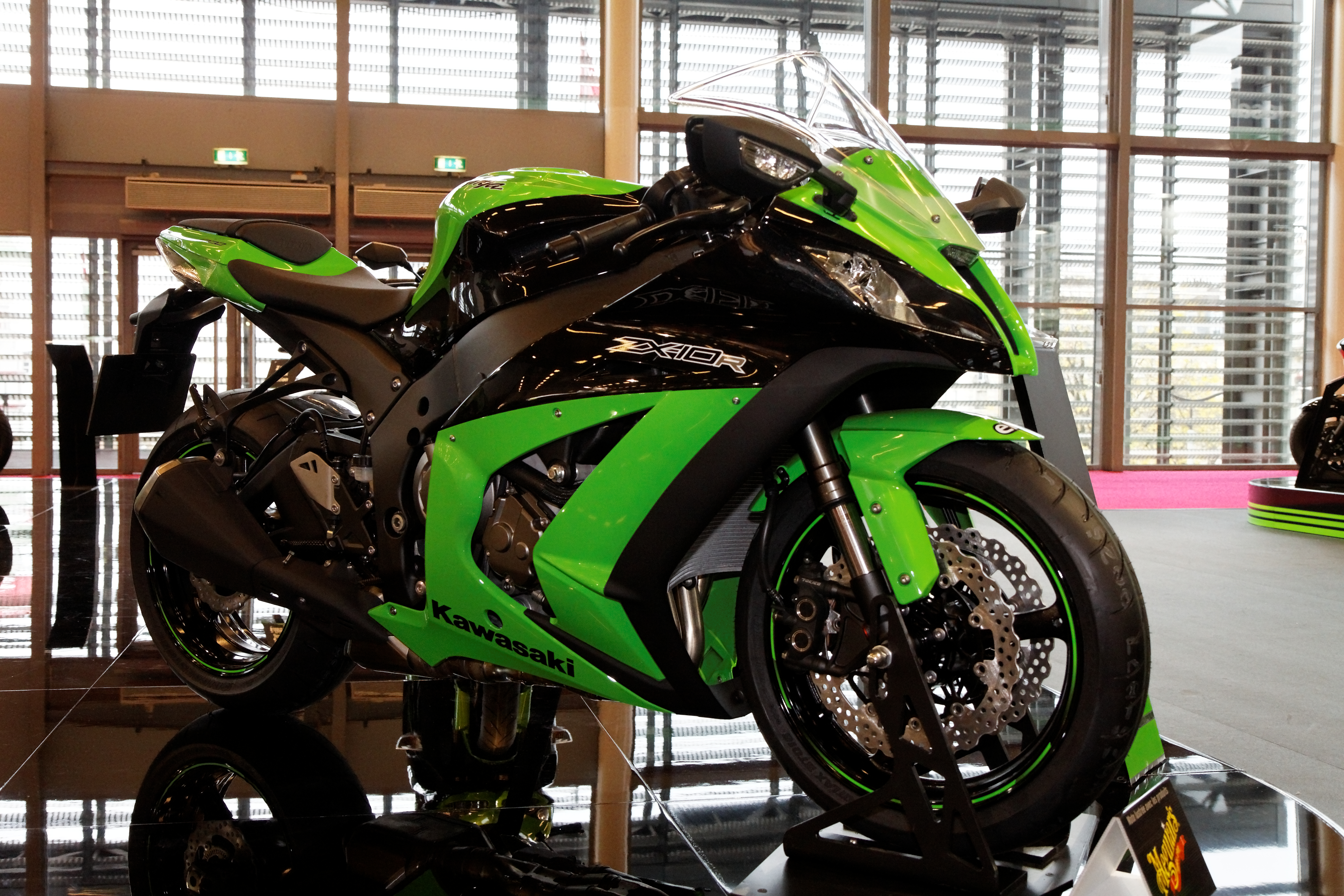
Ninja ZX-10R
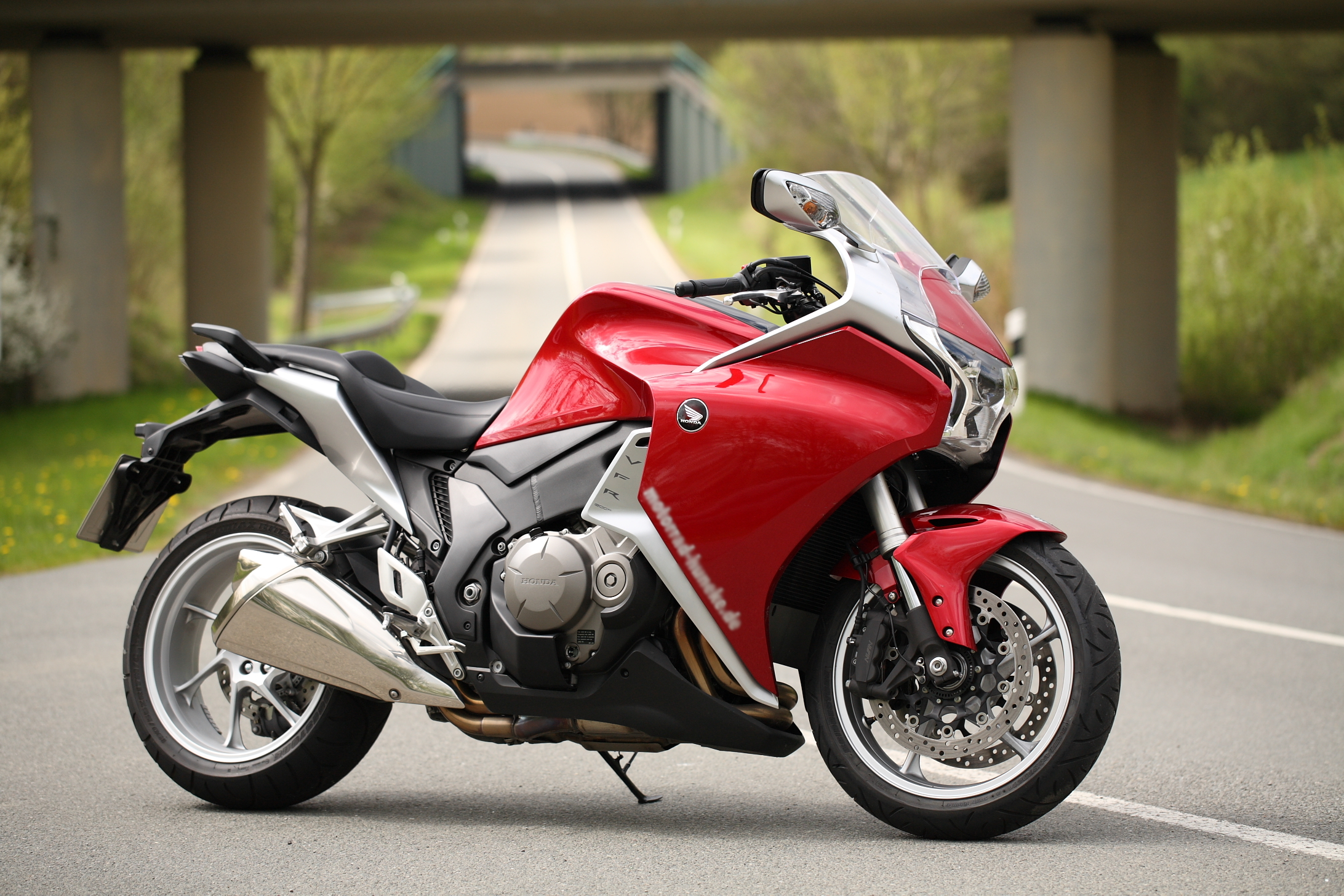
Honda・VFR1200F
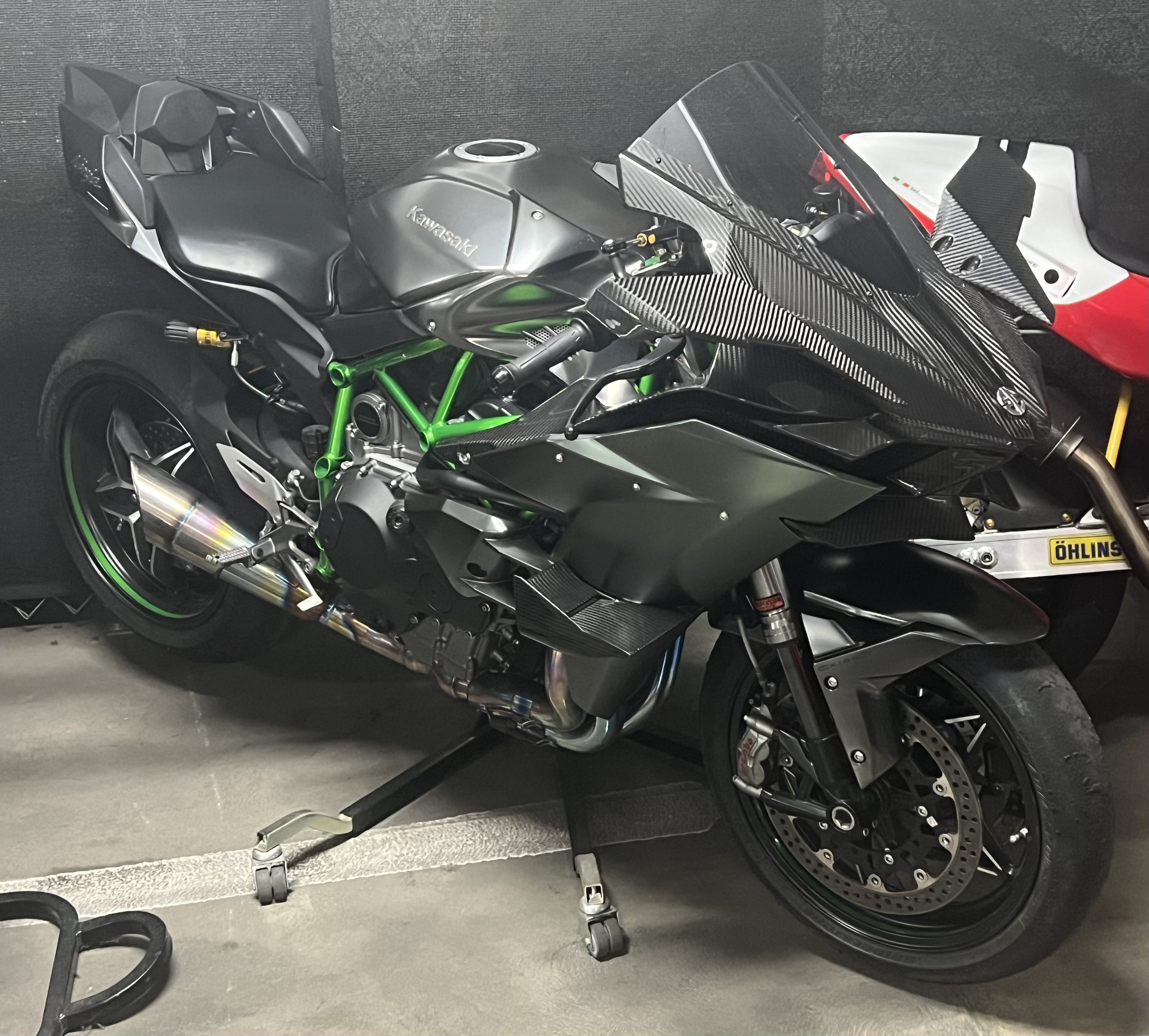
Ninja H2R
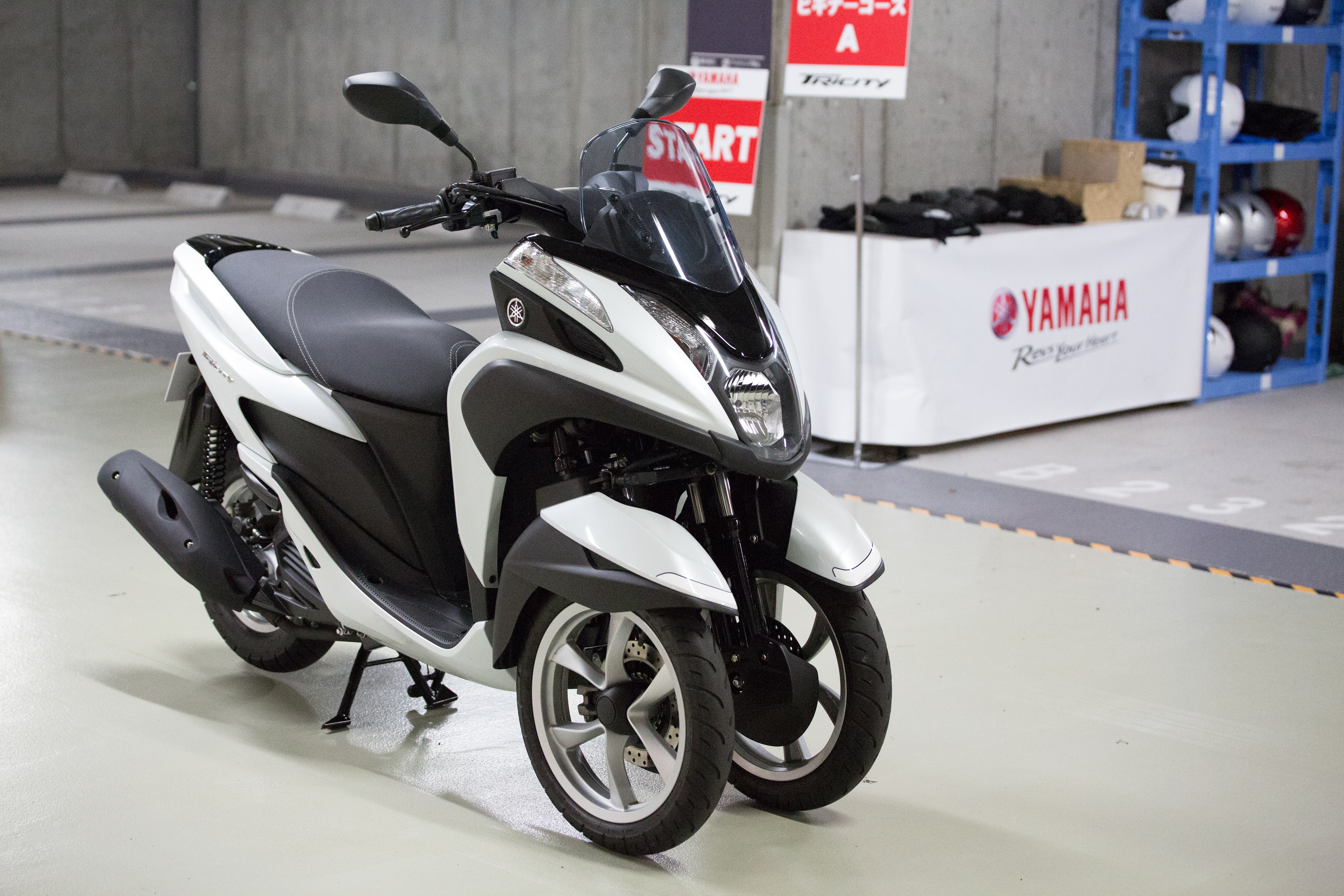
ヤマハ・TRICITY MW125
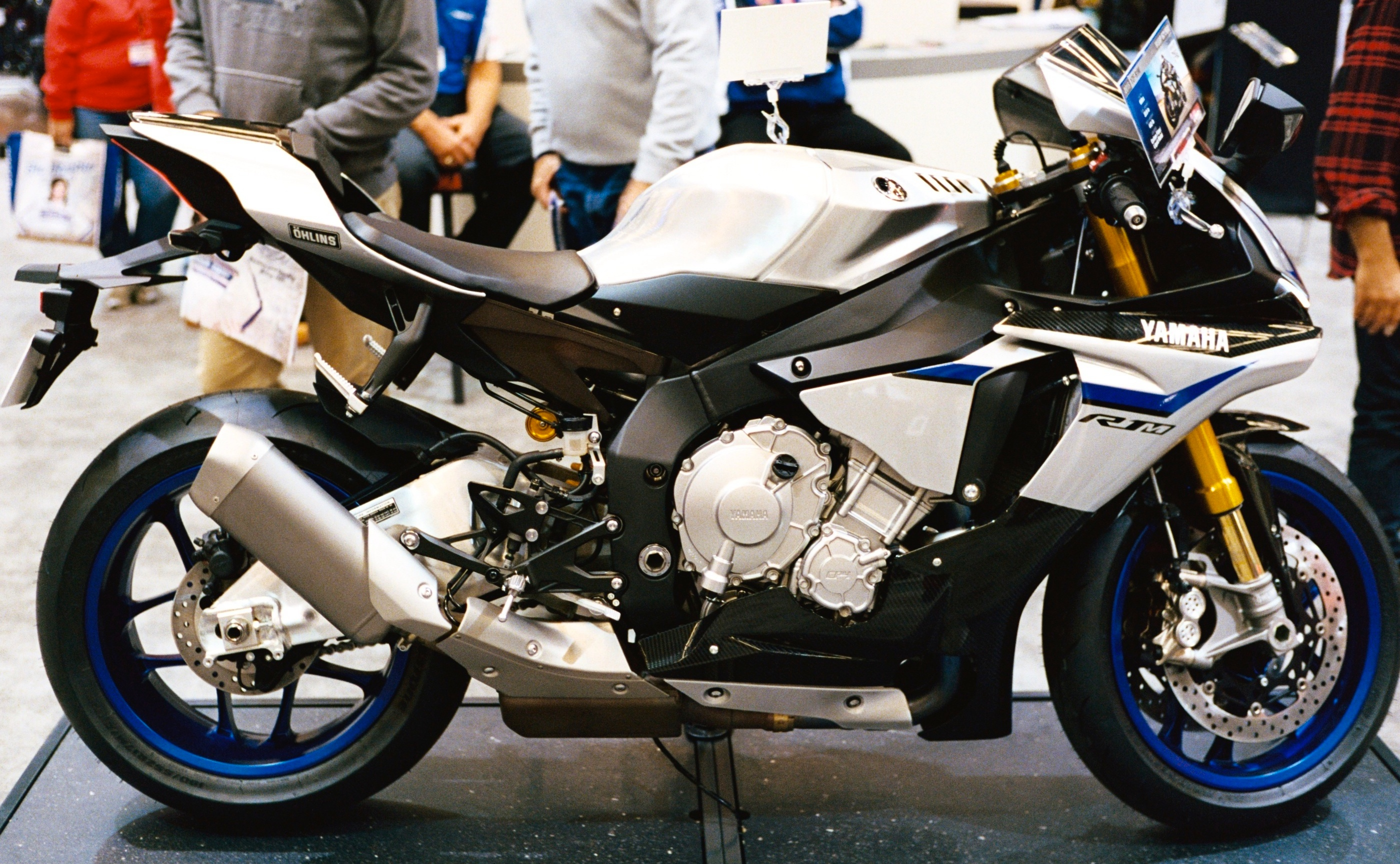
ヤマハ・YZF-R1M
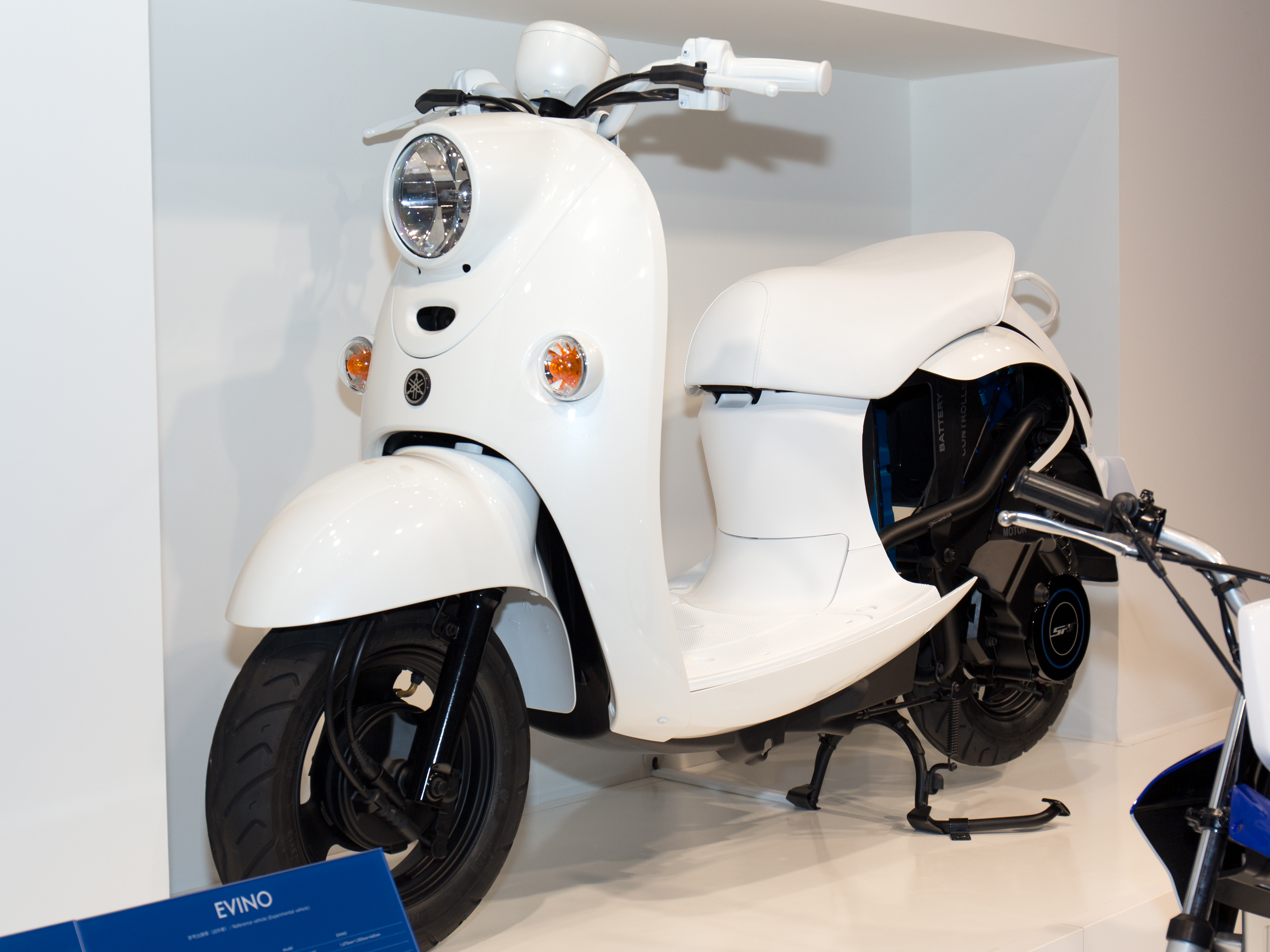
ヤマハ・E-Vino

### シャシー（1947年 - 2013年）
- 1947年 トヨペットSAのサスペンション（トヨタ自動車工業）
- 1955年 ラック&ピニオン操舵装置（鈴木自動車工業）
- 1967年 トヨタ・2000GTのブレーキ（トヨタ自動車工業）
- 1971年 エレクトロアンチロックシステム（プレジデント搭載）（ケルシーヘイズ社/日産自動車）
- 1971年 スバル・レオーネの2系統ブレーキ（富士重工業）
- 1974年 モノクロサスペンション（ヤマハ発動機）
- 1981年 フットセレクター（スカイラインR30搭載）（日産自動車）
- 1982年 電子制御4w-ALB（本田技研工業）
- 1984年 スバル・レオーネの電子制御エアサス（富士重工業）
- 1985年 HICAS（日産自動車）
- 1987年 プレリュード 4WS（本田技研工業）
- 1987年 マツダ車速感応型4WSシステム（マツダ）
- 1995年 車両安定制御システム（トヨタ自動車）
- 1997年 REAS / X-REAS（ヤマハ発動機）
- 2001年 ヤマハパフォーマンスダンパー（ヤマハモーターハイドロリックシステム）
- 2003年 気筒休止エンジン対応アクティブ振動騒音制御装置（本田技研工業）
- 2006年 4輪アクティブステア (4WAS)（日産自動車）
- 2011年 TMAX用 ヤマハパワービーム（ヤマハモーターハイドロリックシステム）
- 2013年 ダイレクトアダブティブステアリング（日産自動車）

### 車体（1958年 - 2013年）
- 1958年 モノコックボディ（富士重工業）
- 1990年 NSXボディ構造（本田技研工業）
- 1998年 鉛フリーカチオン電着塗料（日産自動車）
- 2010年 魂動－Soul of Motion（マツダ）
- 2013年 1.2GPa級高成形性超ハイテン材（日産自動車）

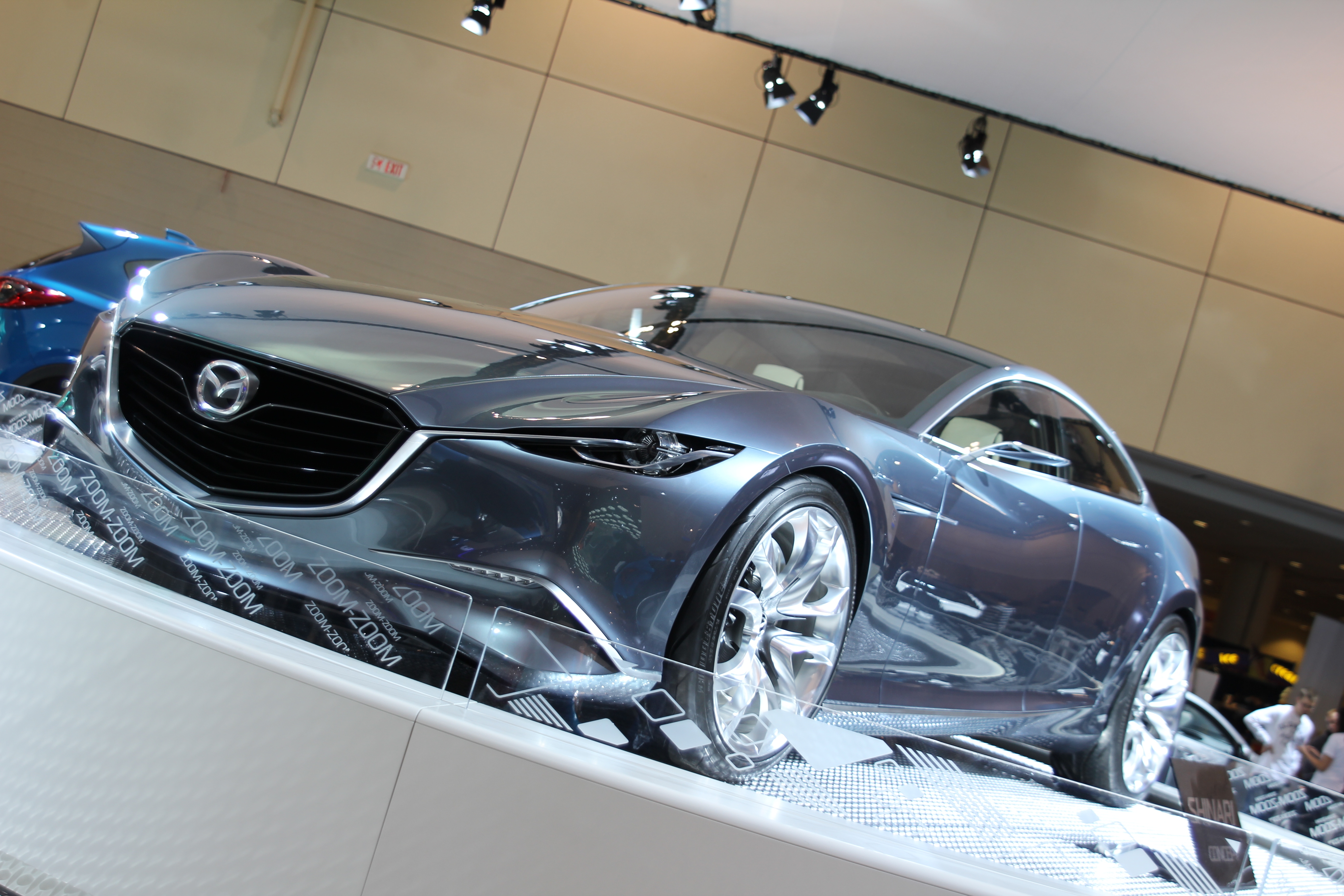
魂動－Soul of Motion（マツダ・靭）

### 変速機・駆動系（1959年 - 2017年）
- 1959年 トヨグライド（2速半自動AT）（トヨタ自動車工業）
- 1966年 等速ジョイントの実用化（富士重工業/東洋ベアリング）
- 1970年 スバル・レオーネ4WD（富士重工業）
- 1981年 電子制御式4速AT（トヨタ自動車/アイシンAW）
- 1983年 FCT（フィンガーコントロールトランスミッション）（三菱自動車工業）
- 1984年 NAVi5（電子制御式自動5段変速機）（いすゞ自動車）
- 1987年 ECVT（スバル・ジャスティ搭載）（富士重工業）
- 1989年 フルレンジ電子制御5速オートマチック（セドリックY31搭載）（ジヤトコ）
- 1994年 INVECS-IIスポーツモードA/T（三菱自動車）
- 1995年 ESCOT（電子制御式変速操作装置）（日産ディーゼル工業）
- 1999年 エクストロイドCVT（日産自動車/ジヤトコ）
- 2001年 内製CVT金属ベルト（本田技研工業）
- 2003年 エクストロニックCVT（日産自動車）
- 2004年 スムーサーEオートシフト（電子制御式オートメイテッドマニュアルトランスミッション）（いすゞ自動車）
- 2005年 SH-AWD（本田技研工業）
- 2006年 インプットリダクション方式3軸CVT（ダイハツ工業/明石機械工業）
- 2007年 独立型トランスアクスル4WD（日産自動車）
- 2008年 Toyota Stop&Start System（トヨタ自動車）
- 2009年 リニアトロニック（チェーン式CVT+4WD・縦置きトランスミッション）（富士重工業）
- 2010年 アルミ押出し材製リヤロアアーム（スズキ/神津製作所）
- 2012年 S-AWC（Super All Wheel Control）（三菱自動車）
- 2012年 SPORT HYBRID i-MMD（本田技研工業）
- 2013年 ドライバビリティと使い勝手を向上させたAMTの開発（スズキ）
- 2017年 ESCOT-VI（電子制御式変速操作装置）（UDトラックス）

等速ジョイント
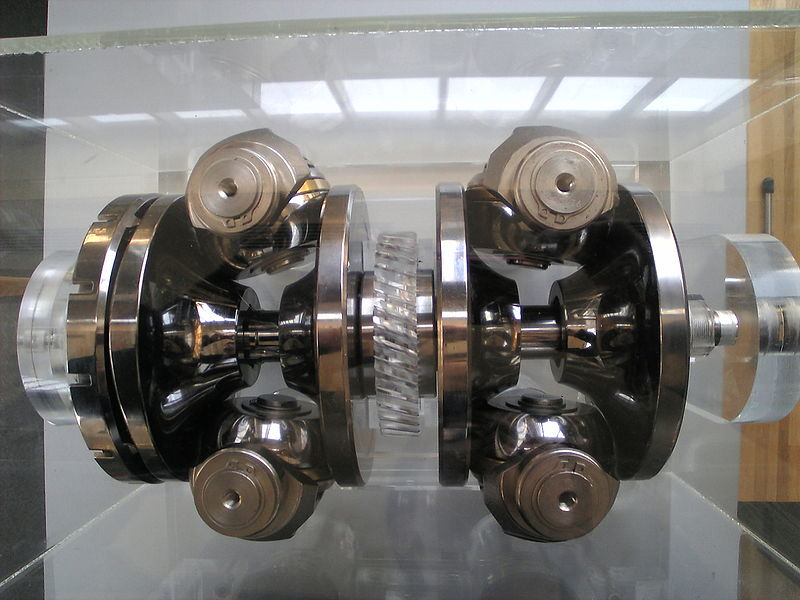
エクストロイドCVT
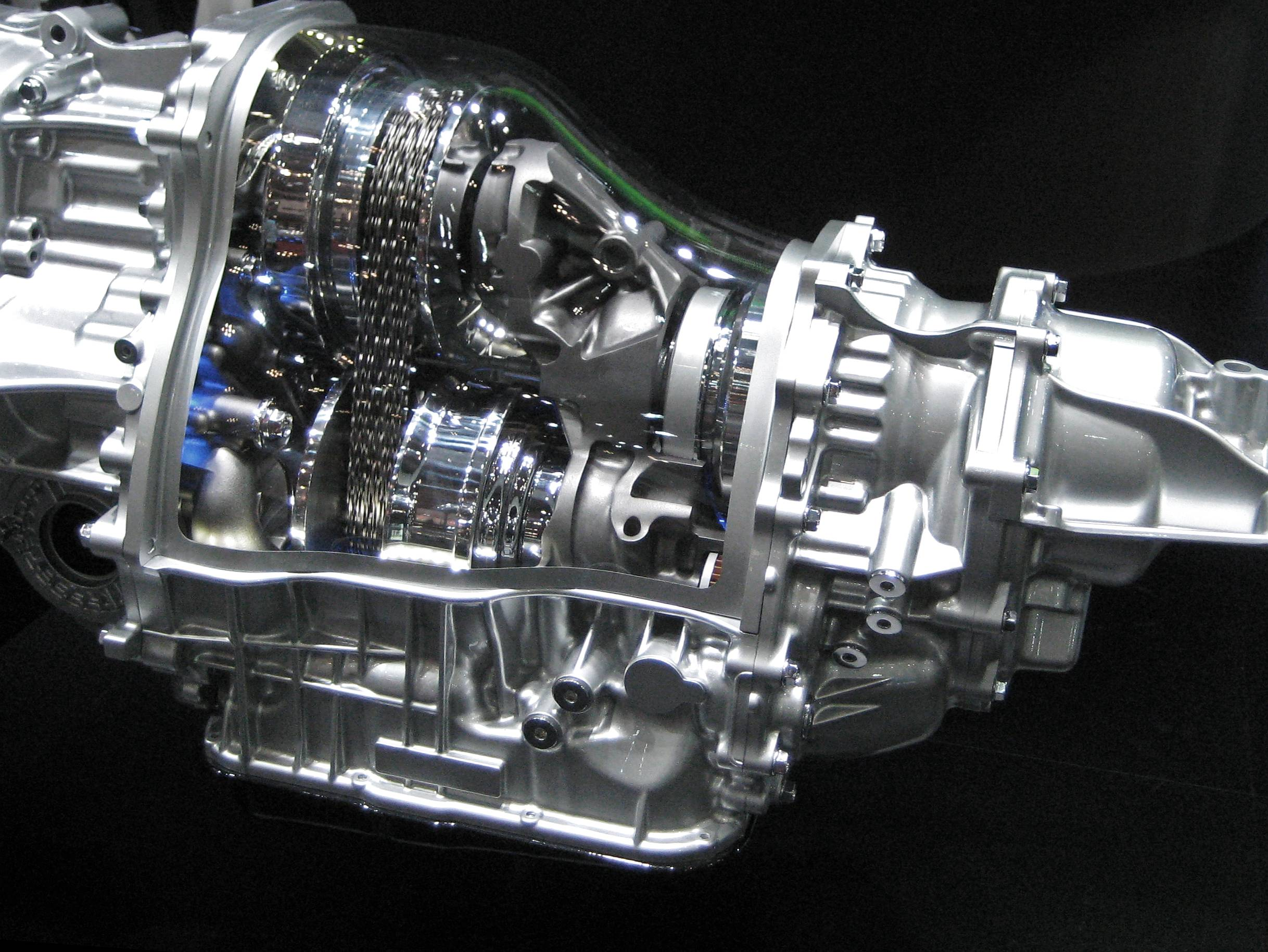
リニアトロニック（チェーン式CVT+4WD・縦置きトランスミッション）

### ガソリン・天然ガスエンジン（1966年 - 2015年）
- 1966年 水平対向エンジンEA52（スバル・1000等搭載）（富士重工業）
- 1966年 ダイハツ・オイルマチック（ダイハツ工業）
- 1967年 ロータリエンジン 10A型（東洋工業）
- 1971年 ECGI（電子制御式ガソリン噴射装置）（いすゞ自動車）
- 1973年 CVCCエンジン（本田技研工業）
- 1975年 EA-71（富士重工業）
- 1976年 12T-U (TGP)（希薄燃焼エンジン）（トヨタ自動車）
- 1977年 マツダSCSエンジン（英語版） (TC)（東洋工業）
- 1977年 三菱・MCA-JET (G11B)（三菱自動車工業）
- 1978年 Z18（日産自動車）
- 1979年 L20ET（日産自動車）
- 1984年 4A-ELUエンジン（トヨタ・カリーナFF4ドアセダン搭載）（トヨタ自動車）
- 1989年 水平対向エンジン“BOXER”（水平対向4気筒ガソリンエンジン; EJ18/EJ20）（富士重工業）
- 1992年 ホンダ・NR (RC40E)（本田技研工業）
- 1993年 自動車用ミラーサイクルエンジン（マツダ）
- 1994年 VQエンジン（日産自動車）
- 1996年 4G93（筒内噴射ガソリンエンジン: GDI）（三菱自動車）
- 2000年 NEO QG18DE（日産自動車）
- 2003年 RENESIS（サイド排気ポート方式ロータリエンジン）（マツダ）
- 2003年 ホンダ・可変シリンダー (V6 3.0L i-VTEC)（本田技研工業）
- 2005年 いすゞ・圧縮天然ガスエンジン（いすゞ自動車）
- 2007年 VVEL（バルブ作動角・リフト量連続可変システム）（日産自動車）
- 2010年 スバルBOXERエンジン（水平対向4気筒ガソリンエンジン; FB20）（富士重工業）
- 2010年 低価格・低環境負荷を実現した高速めっきシステムの開発と実用化（スズキ）
- 2015年 いすゞ・大型トラック用圧縮天然ガスエンジン6UV1-TCN（いすゞ自動車）

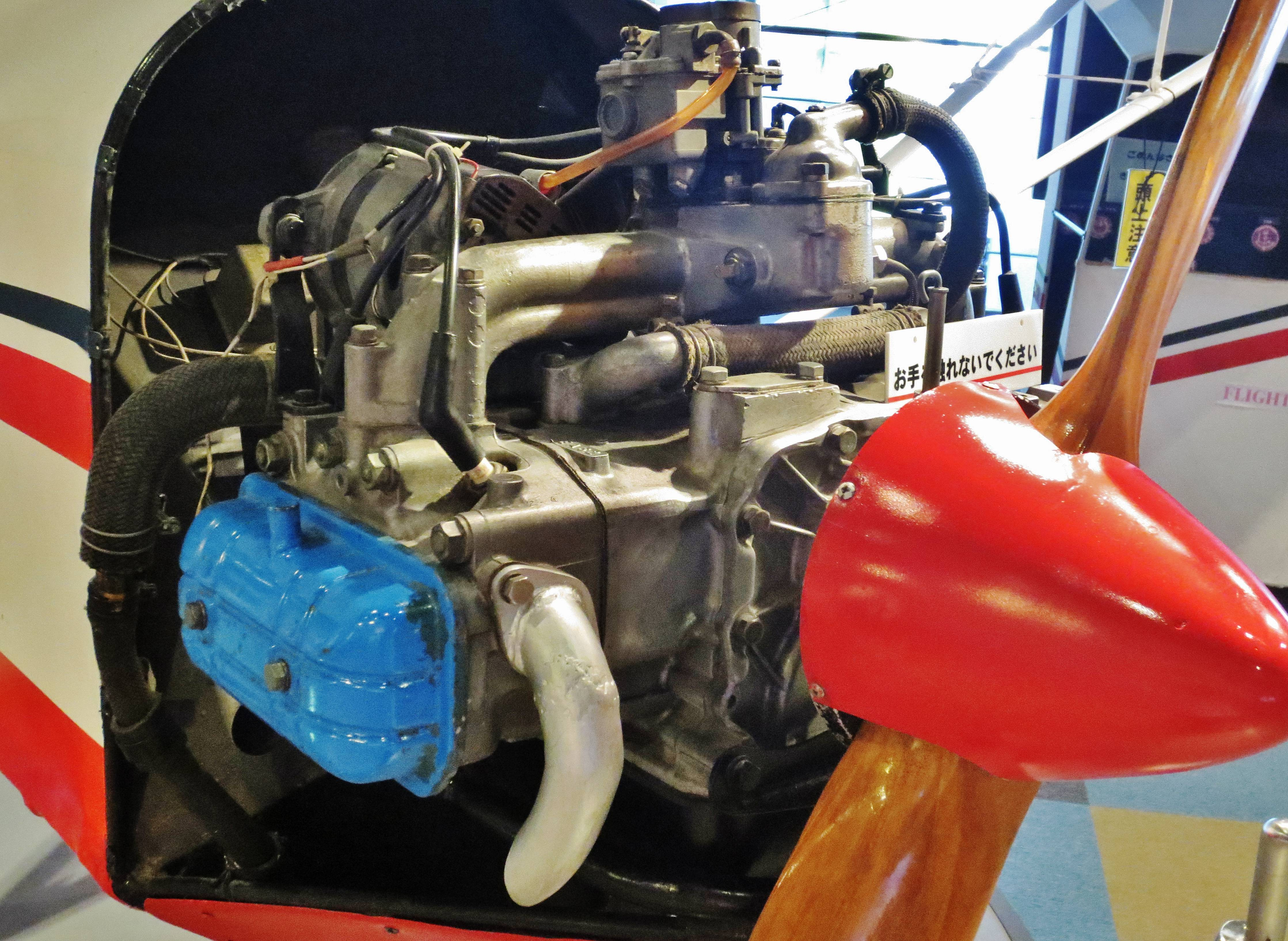
EA52
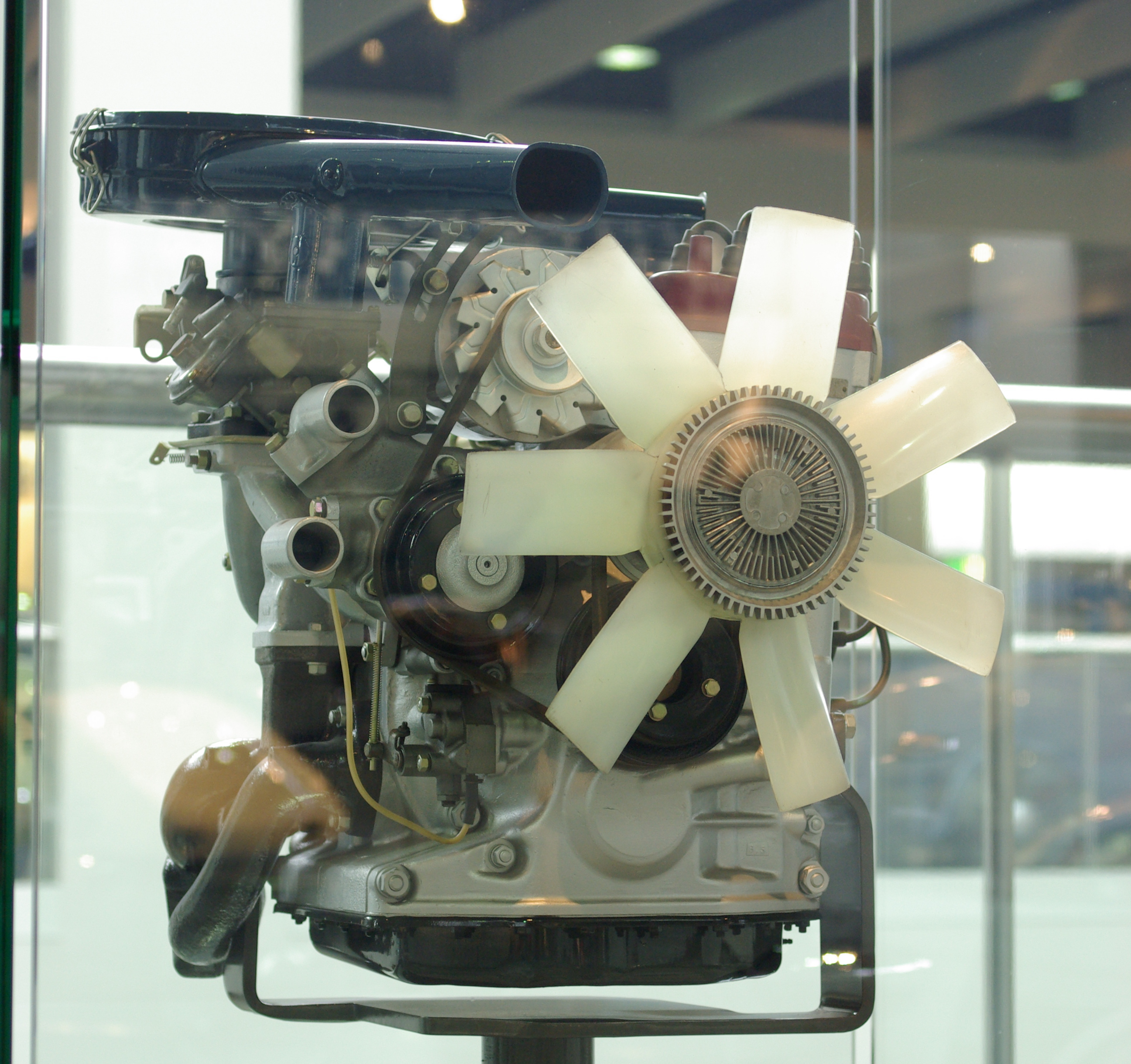
10A
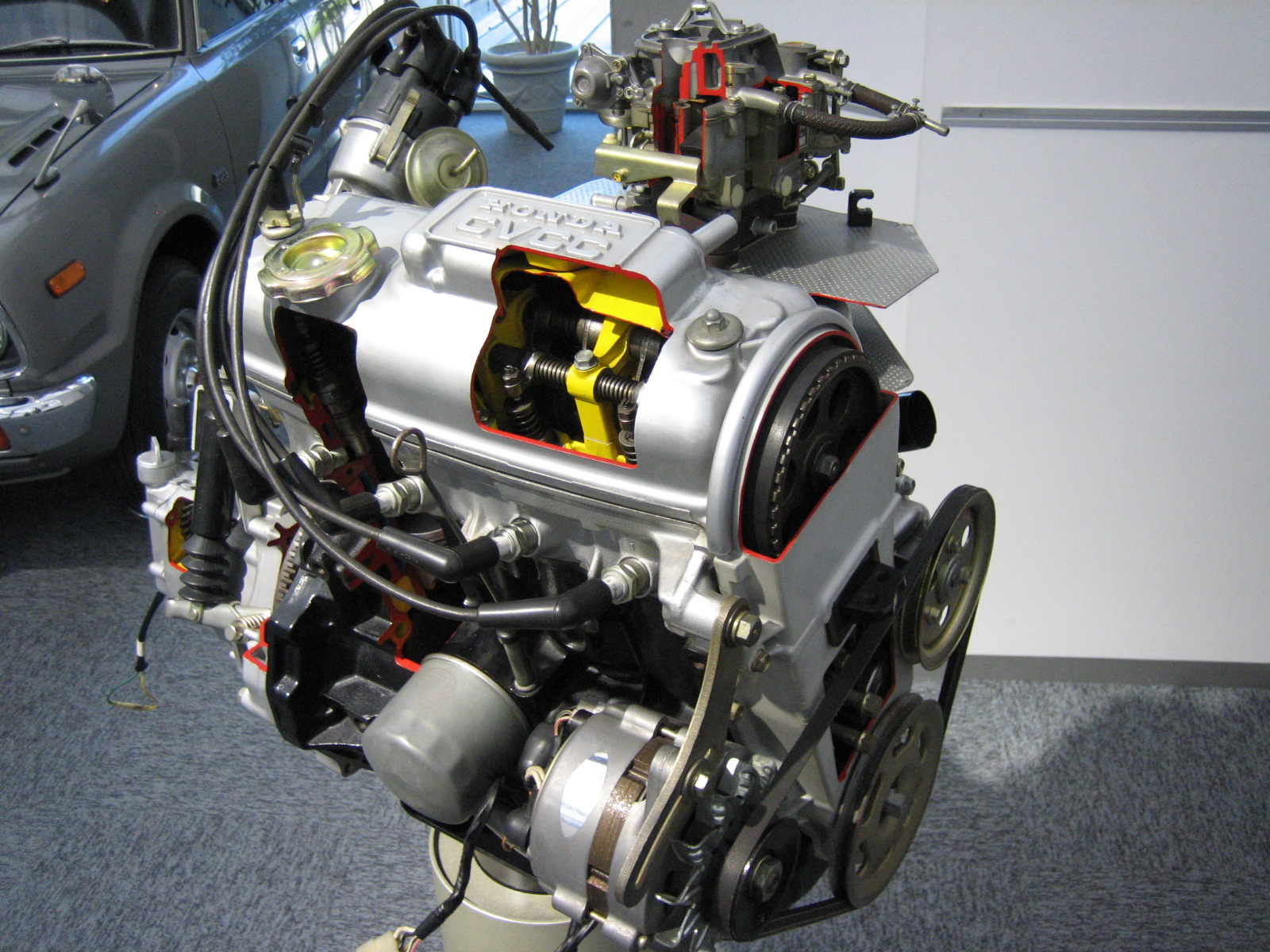
CVCC
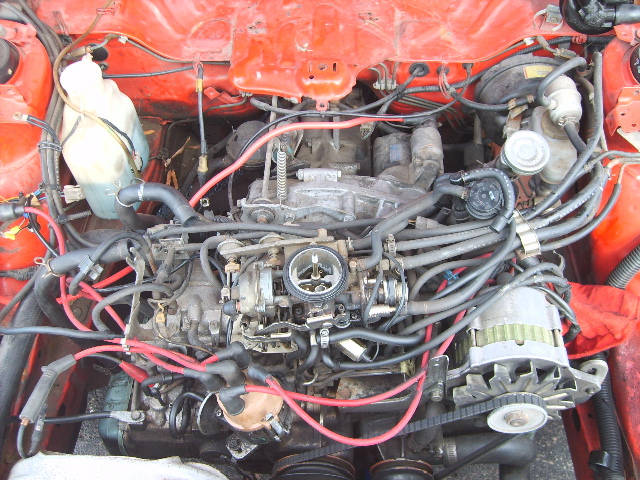
EA-71
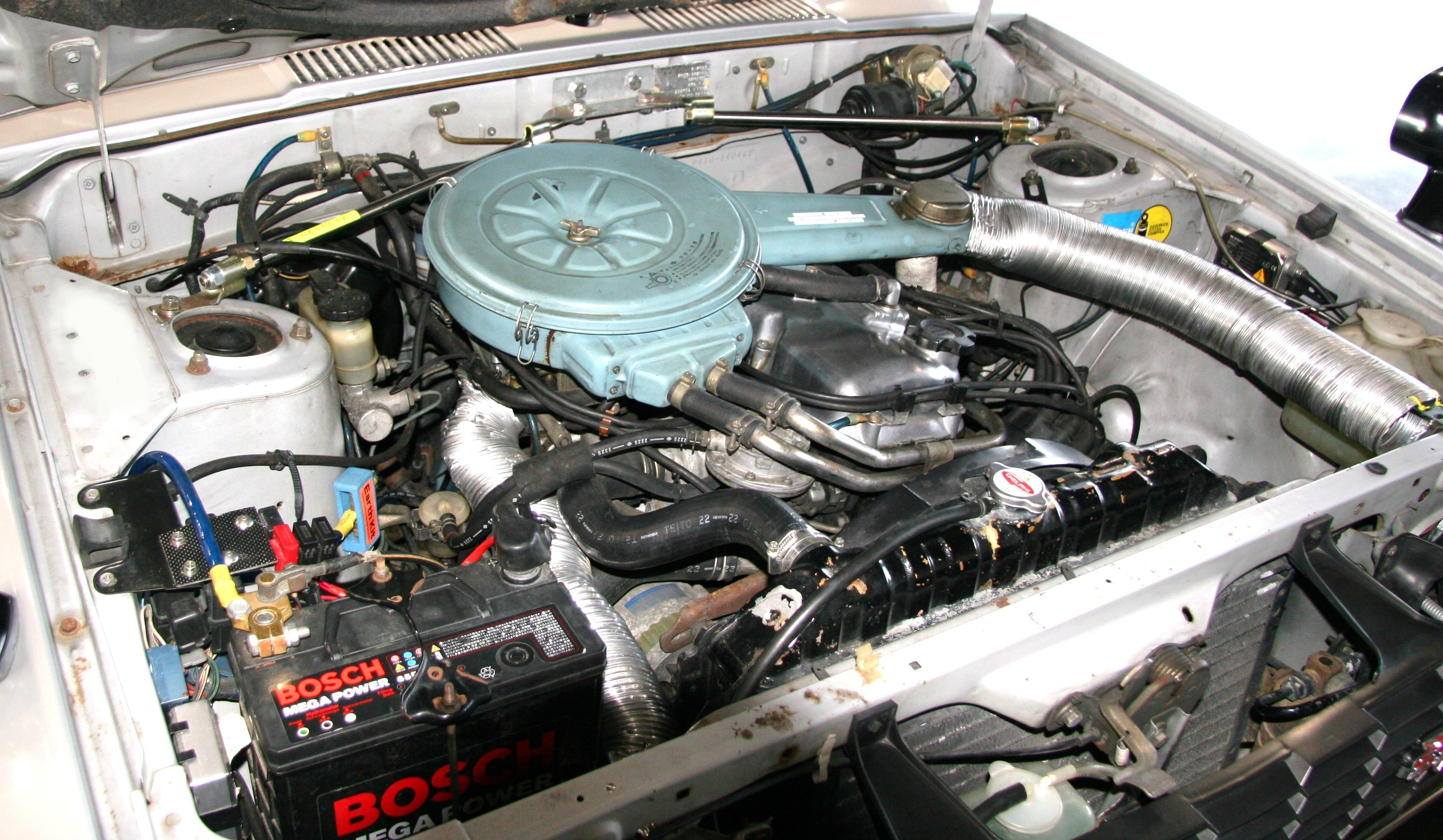
Z18S
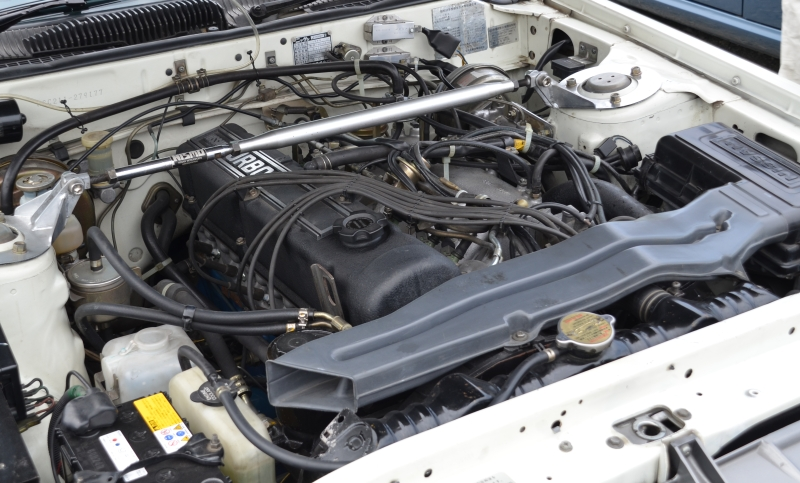
L20ET
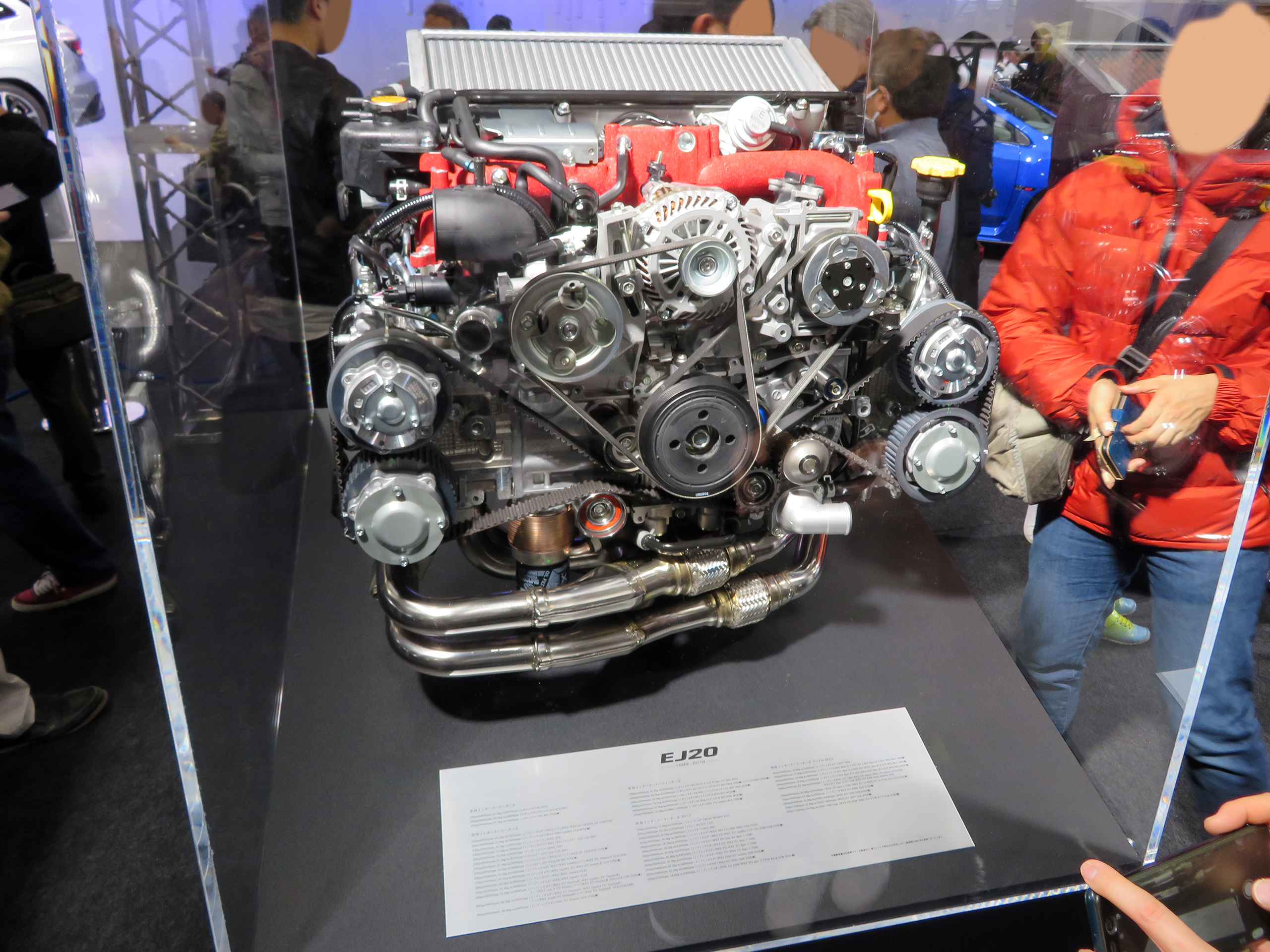
EJ20
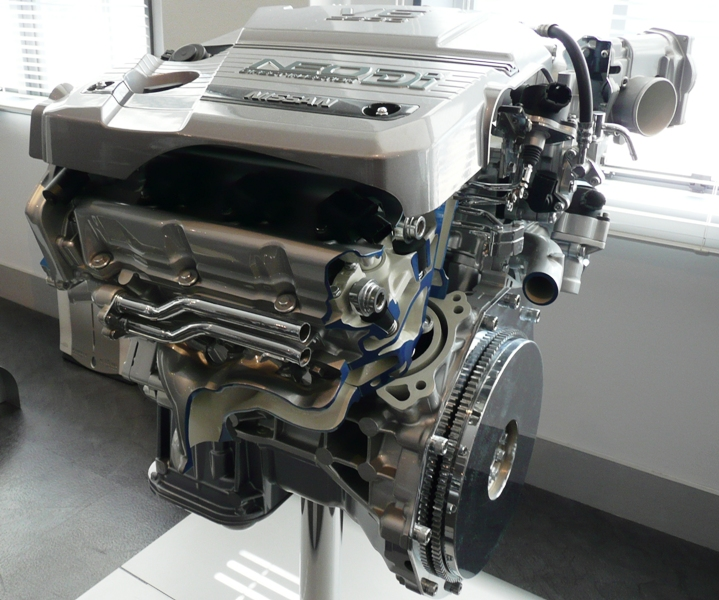
VQ25DD
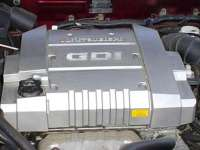
4G93
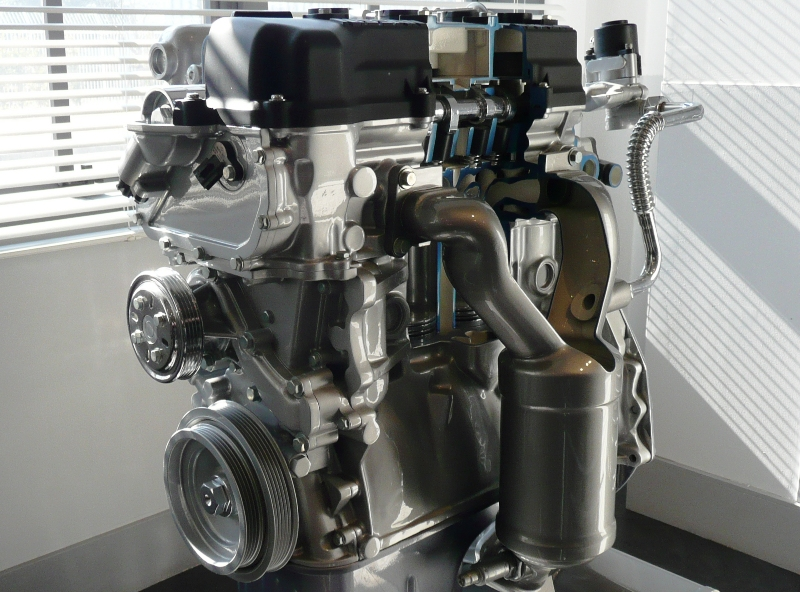
QG18DE
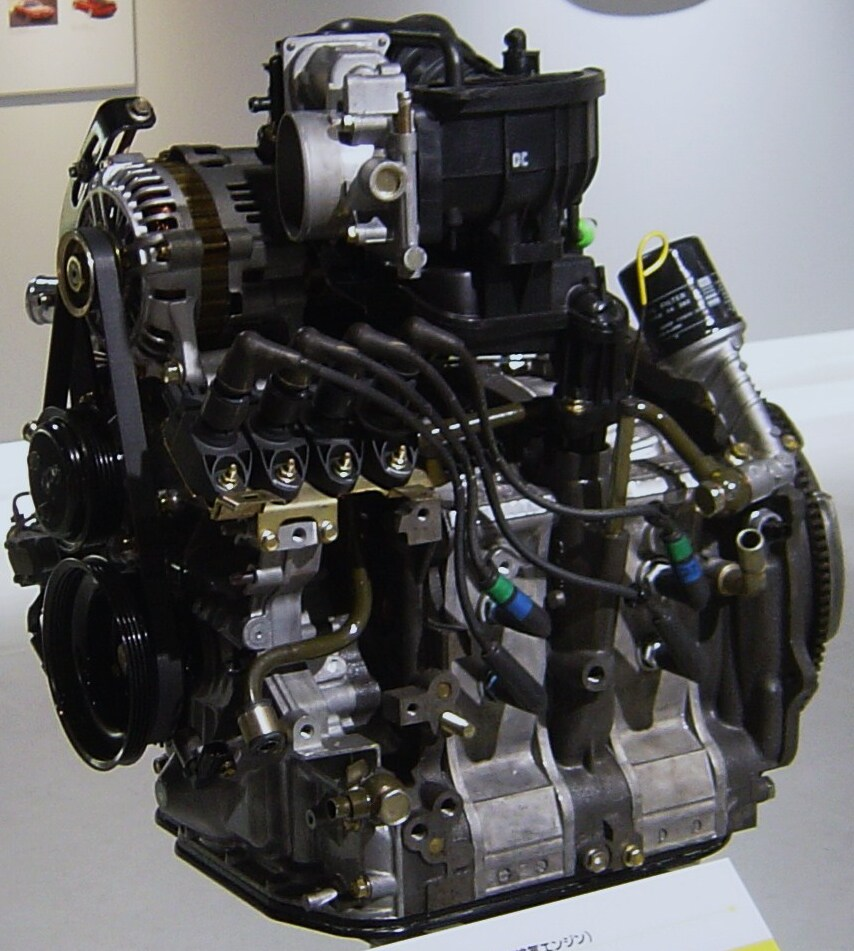
RENESIS
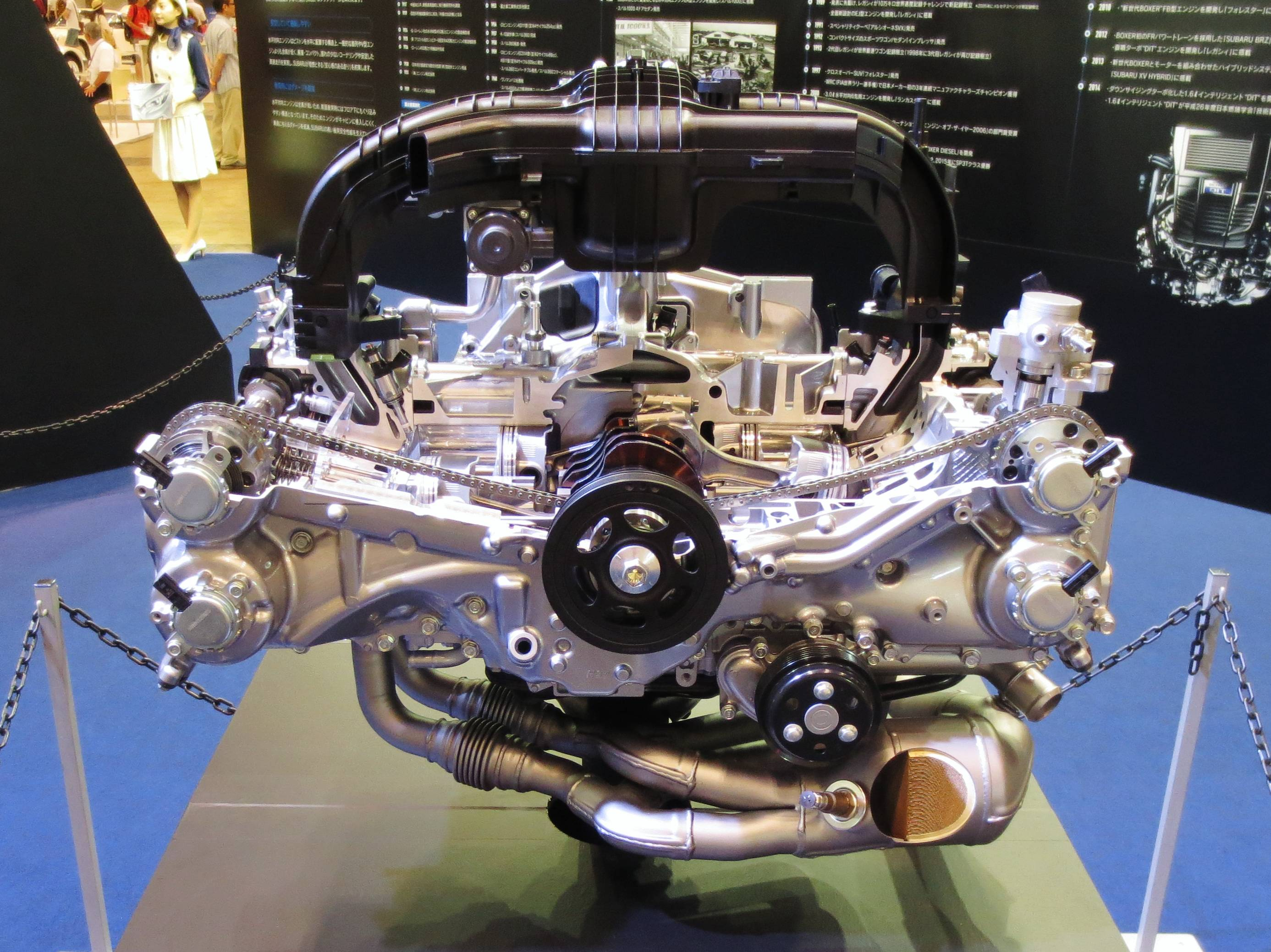
FB20

### ディーゼルエンジン（1938年 - 2015年）
- 1938年 KD2,3（日本デイゼル工業）
- 1939年 DA40（東京自動車工業）
- 1967年 いすゞ・D920型ディーゼルエンジン（いすゞ自動車）
- 1971年 PD6(T)型直6（日産ディーゼル工業）
- 1972年 6BB1（いすゞ自動車）
- 1981年 日野・EP100型インタークーラー付きターボ過給式エンジン（日野自動車工業）
- 1983年 ダイハツ・CLエンジン（ダイハツ工業）
- 1995年 コモンレールECD-U2（デンソー）
- 2000年 三菱ふそう・MIQCS燃焼システム（三菱ふそうトラック・バス）
- 2004年 日産ディーゼル・GE13（日産ディーゼル工業）
- 2006年 小型トラック用ハイブリッドシステム（日野自動車）
- 2008年 スバル・ボクサーディーゼルエンジン（水平対向4気筒ディーゼルエンジン; EE20）（富士重工業）
- 2015年 商用車用新中型ディーゼルエンジン「A05C」（日野自動車）

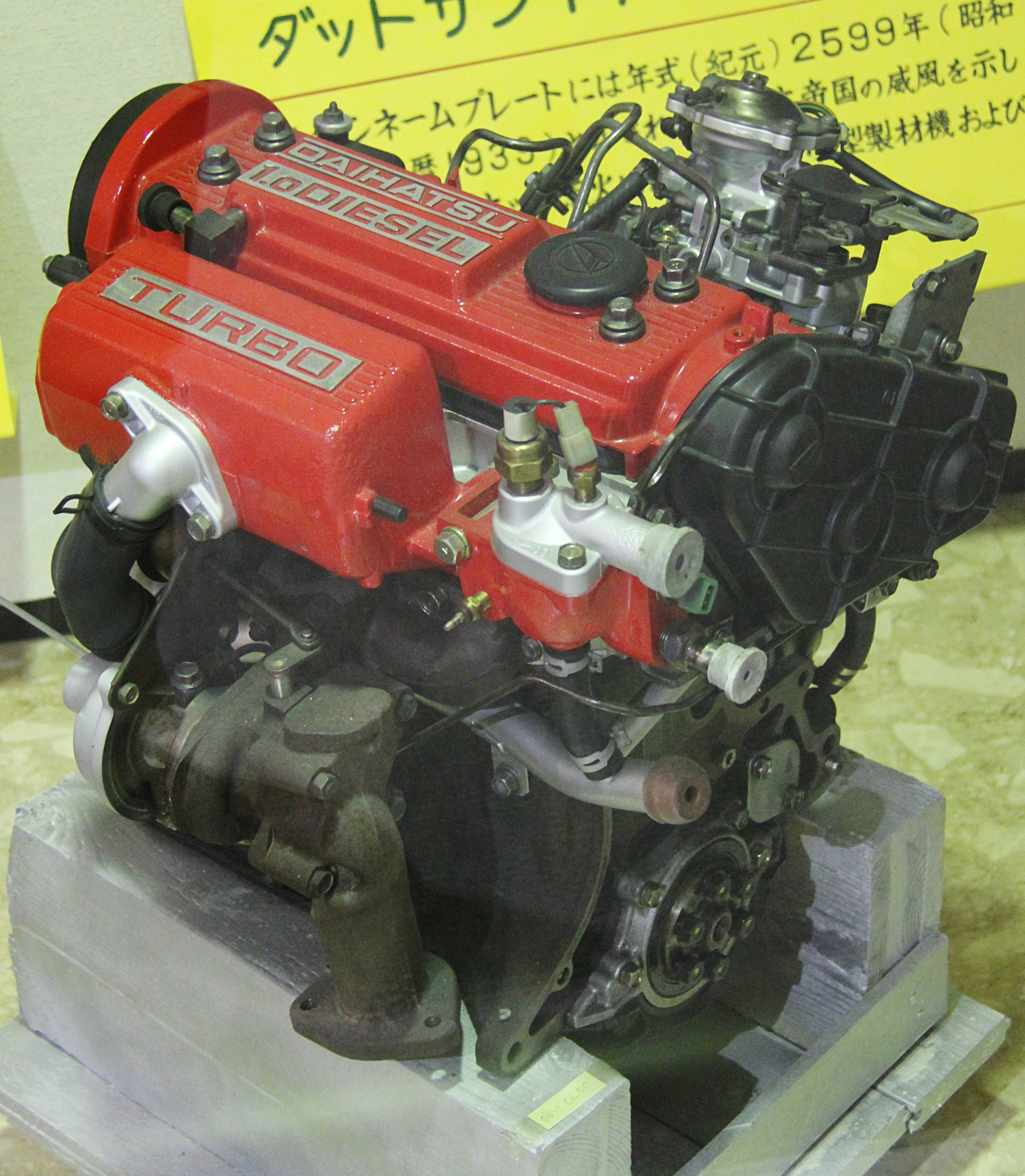
CL50
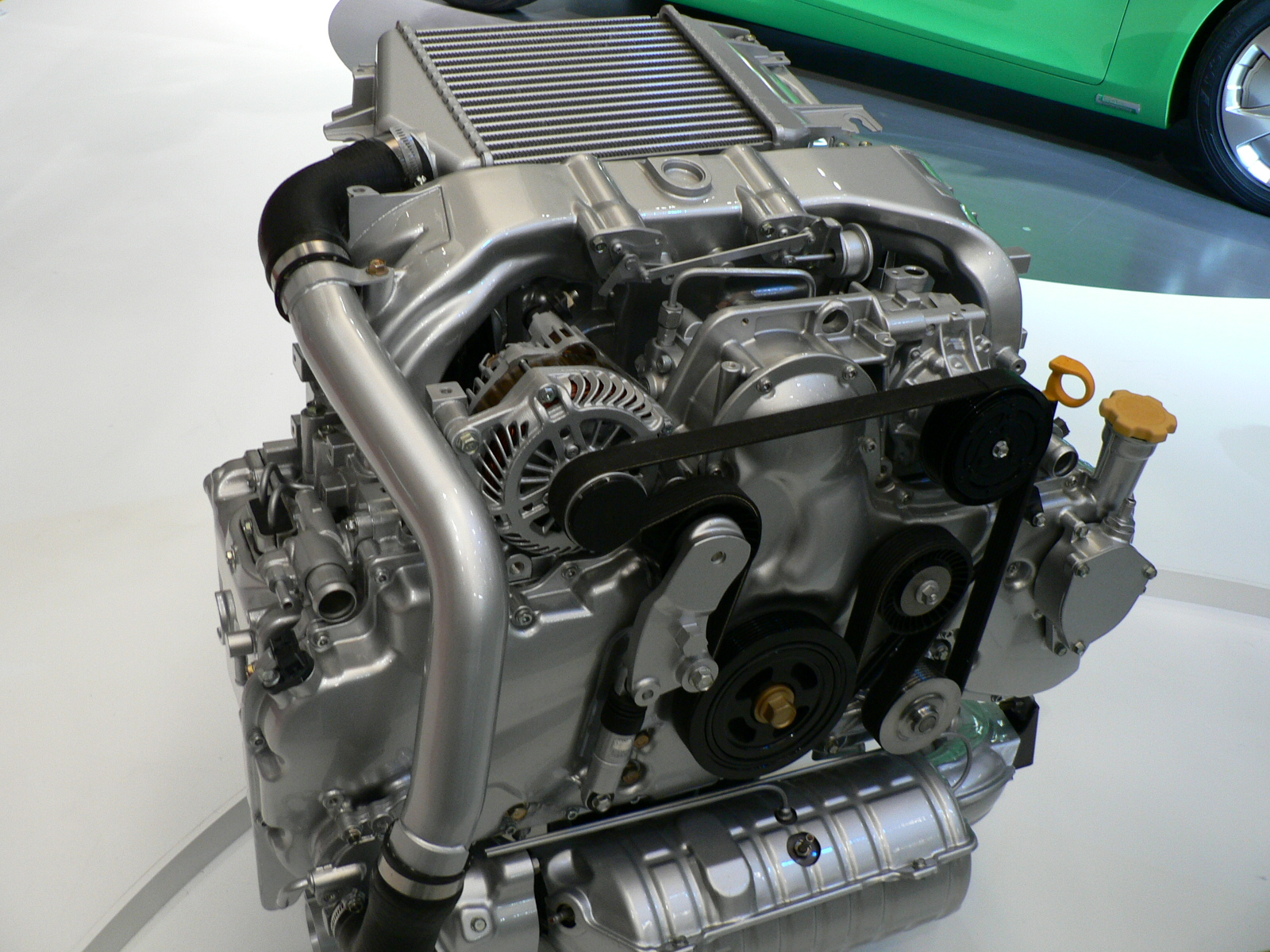
EE20

### 排出ガス浄化装置（1977年 - 2010年）
- 1977年 三元触媒システム（トヨタ自動車）
- 1994年 NOx吸蔵還元型三元触媒（トヨタ自動車）
- 2002年 スーパーインテリジェント触媒（ダイハツ工業）
- 2004年 触媒早期活性化システム（ダイハツ工業）
- 2004年 尿素SCRシステム (FLENDS)（日産ディーゼル工業）
- 2006年 コンバインドEGRシステム（日野自動車）
- 2008年 超低貴金属触媒（日産自動車）
- 2010年 尿素水を必要としない中小型ディーゼル車用NOx、PM後処理システム（日野自動車）

### 生産技術（1955年 - 2016年）
- 1955年 コーテッドサンド鋳造（シェルモールド法）（東洋工業）
- 1960年 かんばん方式（トヨタ自動車工業）
- 1965年 アニオン電着塗装（トヨタ車体）
- 1971年 CAD-1（日産自動車）
- 1985年 セラミック・ターボチャジャー（日産自動車）
- 2002年 バナジウム添加耐熱鋳鉄（スズキ/アイシン高丘）
- 2004年 アクスルハウジングのFCD化（日野自動車）
- 2007年 表面処理技術「SixONy（シクソニィ）」（ヤマハ発動機）
- 2009年 アクアテック塗装（マツダ）
- 2011年 ハイブリッド用リチウムイオンバッテリー（本田技研工業/ブルーエナジ）
- 2012年 レーザースクリューウェルディング（トヨタ自動車）
- 2014年 ミラーボアコーティングによるライナーレスシリンダブロック（日産自動車）
- 2015年 インテリジェントレーザーブランキングシステム (ILBS)（ホンダエンジニアリング）
- 2015年 電子制御システム検査LET (Line End Tester) システム（ホンダエンジニアリング）
- 2016年 燃料電池車用フルSiC昇圧コンバーター（本田技研工業）
- 2016年 ハイブリッドモーター用重希土類フリーネオジム磁石（ダイドー電子/本田技研工業）
- 2016年 四輪車体組立における高効率セル生産方式 (ARC)（本田技研工業/ホンダエンジニアリング）

### 安全（1964年 - 2017年）
- 1964年 トヨタ・クラウンオートドライブ（トヨタ自動車工業）
- 1987年 レジェンド エアバッグ（本田技研工業）
- 1989年 レーザレーダ追突警報装置（日産ディーゼル工業）
- 1996年 運転注意力モニタMDAS（三菱自動車工業）
- 1997年 EBS（電子制御ブレーキシステム）（日産ディーゼル工業）
- 2000年 THUMS（トヨタ自動車/豊田中央研究所）
- 2001年 レーンキープサポート（英語版）システム（日産自動車）
- 2004年 インテリジェントナイトビジョン（英語版）（本田技研工業）
- 2004年 インテリジェントクルーズコントロール（日産自動車）
- 2006年 ドライバーモニター付PCS（トヨタ自動車）
- 2007年 インテリジェントアラウンドビューモニター（日産自動車）
- 2007年 インテリジェントペダル（ディスタンスコントロールアシスト）（日産自動車）
- 2007年 先進視覚サポート技術「VAT」（いすゞ自動車）
- 2010年 運転支援システム「EyeSight Ver.2」（富士重工業）
- 2012年 スマートアシスト（ダイハツ工業）
- 2012年 踏み間違い衝突防止アシスト（日産自動車）
- 2017年 トラフィックアイブレーキ（衝突被害軽減ブレーキ）（UDトラックス）
- 2017年 プリクラッシュセーフティシステム (PCS) [衝突被害軽減ブレーキシステム]（日野自動車）

### 情報（1981年 - 2014年）
- 1981年 ドライブガイドシステム（スカイラインR30搭載）（日産自動車）
- 1981年 ホンダ・エレクトロ・ジャイロケータ（本田技研工業/本田技術研究所）
- 1995年 バードビュー・ナビゲーションシステム（日産自動車/ザナヴィ・インフォマティクス）
- 1997年 ホンダ・インターナビ（本田技研工業/本田技術研究所）
- 2002年 カーウイングス（日産自動車）
- 2003年 インターナビ・プレミアムクラブ（本田技研工業/本田技術研究所）
- 2004年 みまもりくんオンラインサービス（いすゞ自動車）
- 2005年 G-BOOK alpha（トヨタ自動車）
- 2014年 スマートフォンアプリ「SmartRiding（スマートライディング）」（ヤマハ発動機）

### 環境（2005年 - 2014年）
- 2005年 バンパー・トゥ・バンパー リサイクル（マツダ）
- 2009年 ECO（エコ）ペダル（日産自動車）
- 2011年 SKYACTIV TECHNOLOGY（マツダ）
- 2014年 新規樹脂を用いた高外観な自動車内装用材着樹脂部品の開発（スズキ）